# Augsburg

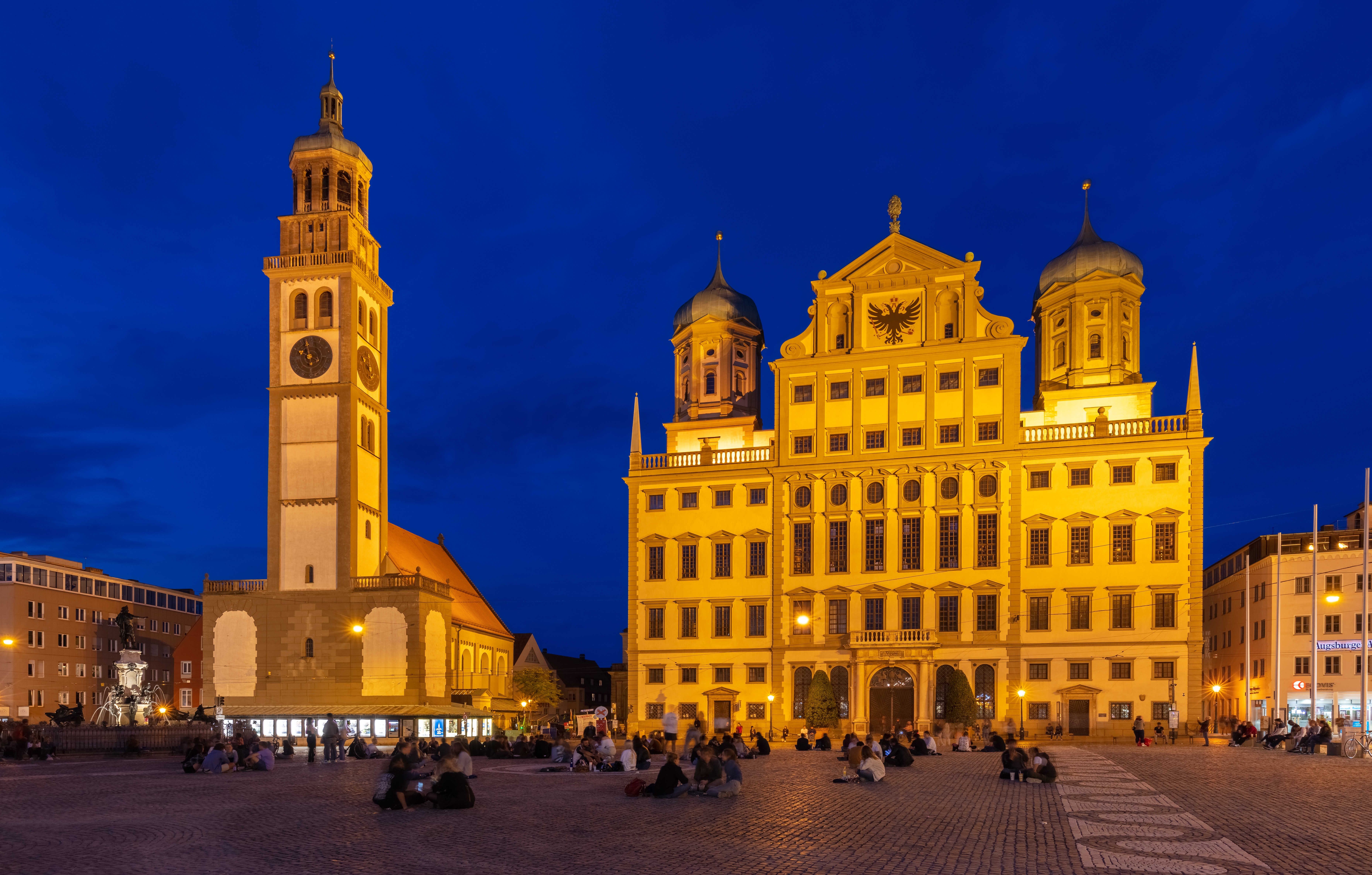
Rathausplatz: Rathaus und Perlachturm mit St. Peter

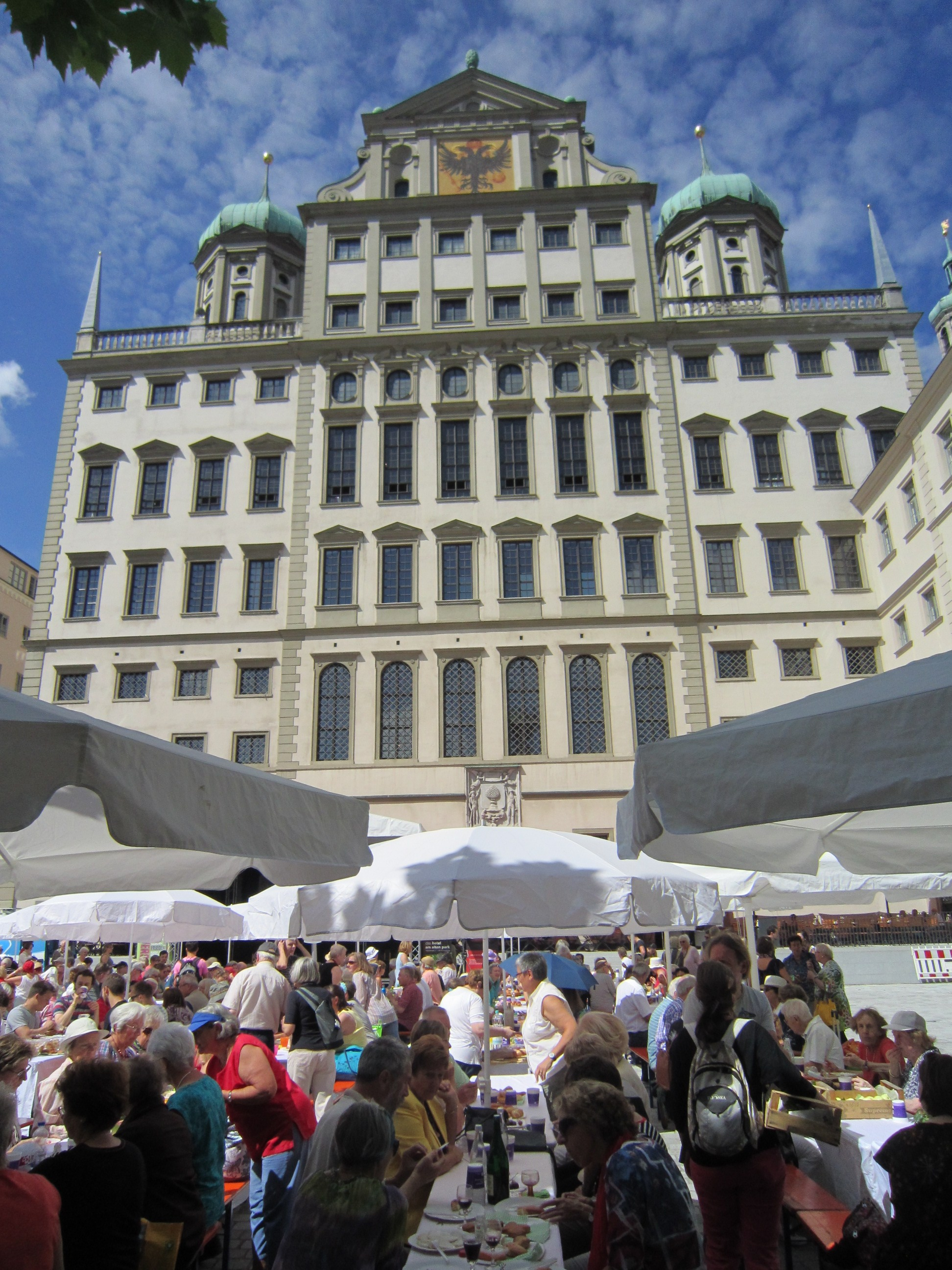
Friedenstafel vor dem Augsburger Rathaus, 2014

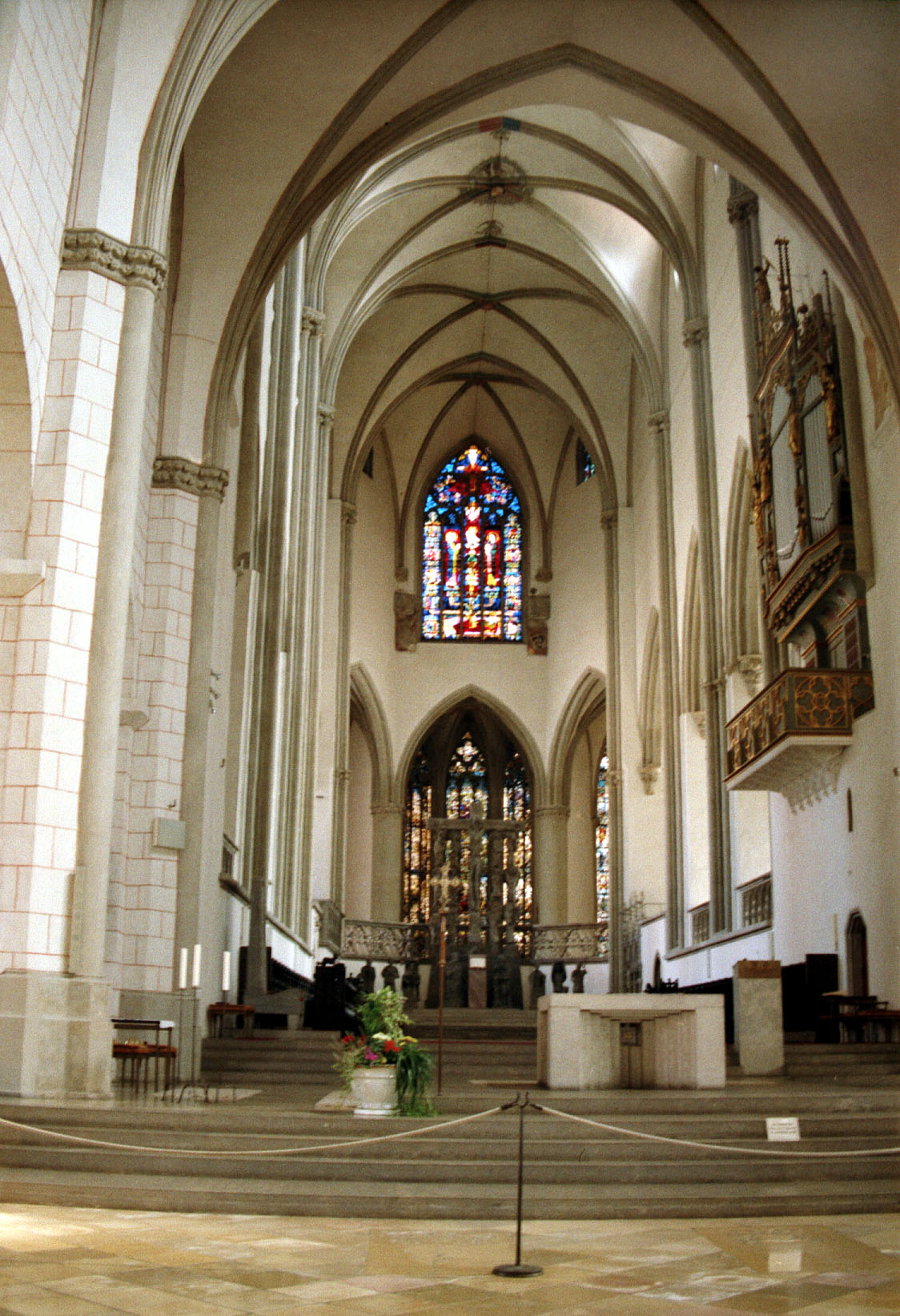
Altarraum des Augsburger Doms

Augsburg (im schwäbischen Dialekt Augschburg, lateinisch Augusta Vindelicum und Augusta Vindelicorum) ist eine kreisfreie Großstadt im Südwesten Bayerns und eine der drei Metropolen in diesem Bundesland. Sie ist Universitätsstadt und Sitz der Regierung des Bezirks Schwaben sowie des Landratsamtes des die Stadt im Westen umgebenden Landkreises Augsburg.
Die Stadt wurde 1909 zur Großstadt und ist mit rund 301.000 Einwohnern (Stand 31. Dezember 2024) nach München und Nürnberg die drittgrößte Stadt im Bundesland Bayern. Der Ballungsraum Augsburg steht bezüglich Bevölkerung und Wirtschaftskraft in Bayern ebenfalls an dritter Stelle und ist Teil der Planungsregion Augsburg, in der etwa 885.000 Menschen leben. Augsburg hatte im Jahr 2017 unter den deutschen Großstädten über 200.000 Einwohnern die zweitgeringste Rate aller Straftaten.
Augsburg hat einen eigenen, auf das Stadtgebiet beschränkten gesetzlichen Feiertag, das Augsburger Hohe Friedensfest am 8. August. Damit ist Augsburg die Stadt mit der größten Anzahl gesetzlicher Feiertage in Deutschland.
Bekannt ist Augsburg vor allem für die Fuggerei, die älteste bestehende Sozialsiedlung der Welt, die Jakob Fugger im Jahr 1521 gegründet hat. Weitere wichtige Sehenswürdigkeiten sind der Augsburger Dom, das prachtvolle Rathaus mit dem Goldenen Saal, und die Augsburger Puppenkiste, ein berühmtes Marionettentheater.
Das Augsburger Wassermanagement-System ist seit 2019 ein Weltkulturerbe der UNESCO.

## Geographie

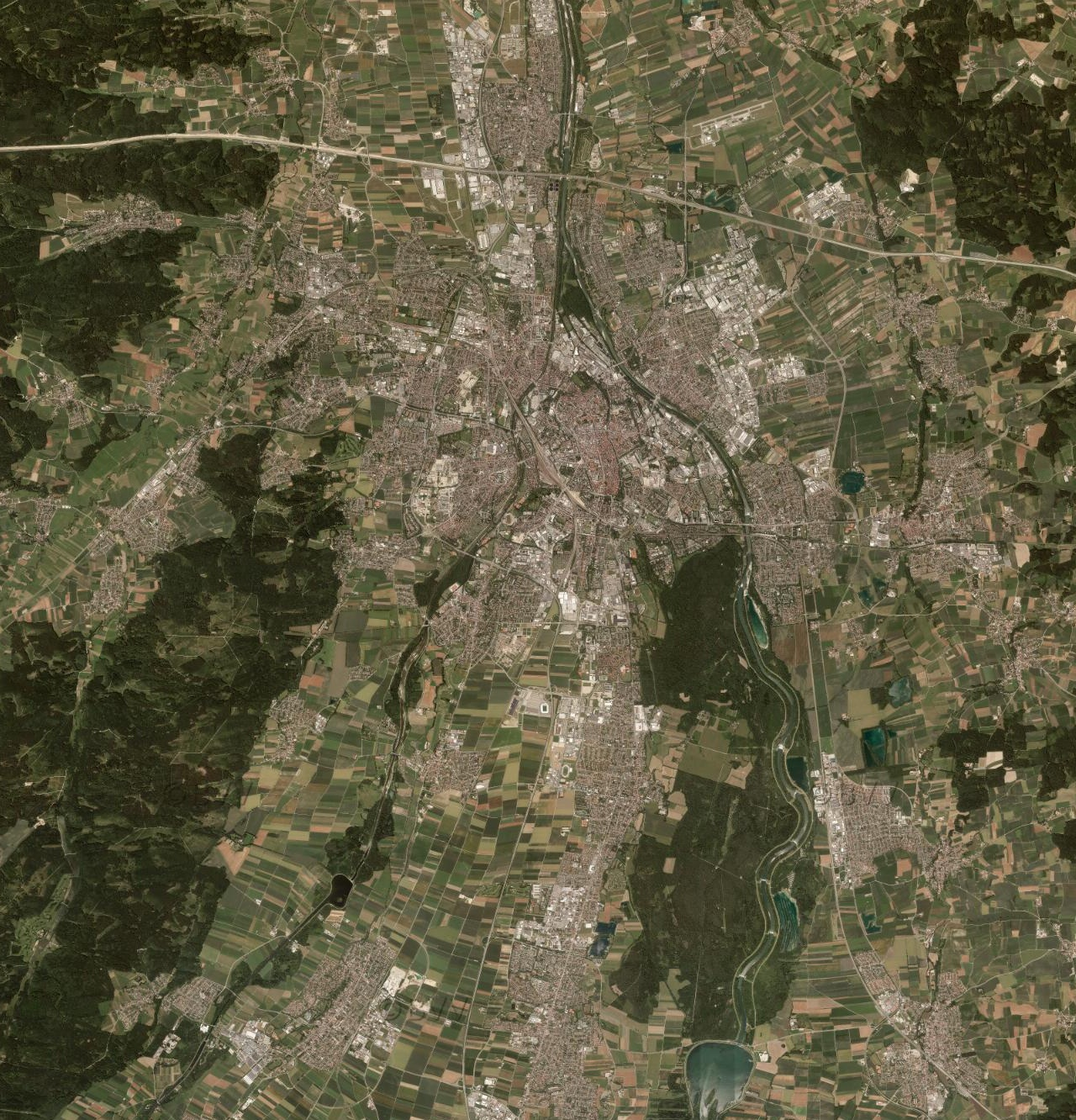
Orthophoto von Augsburg

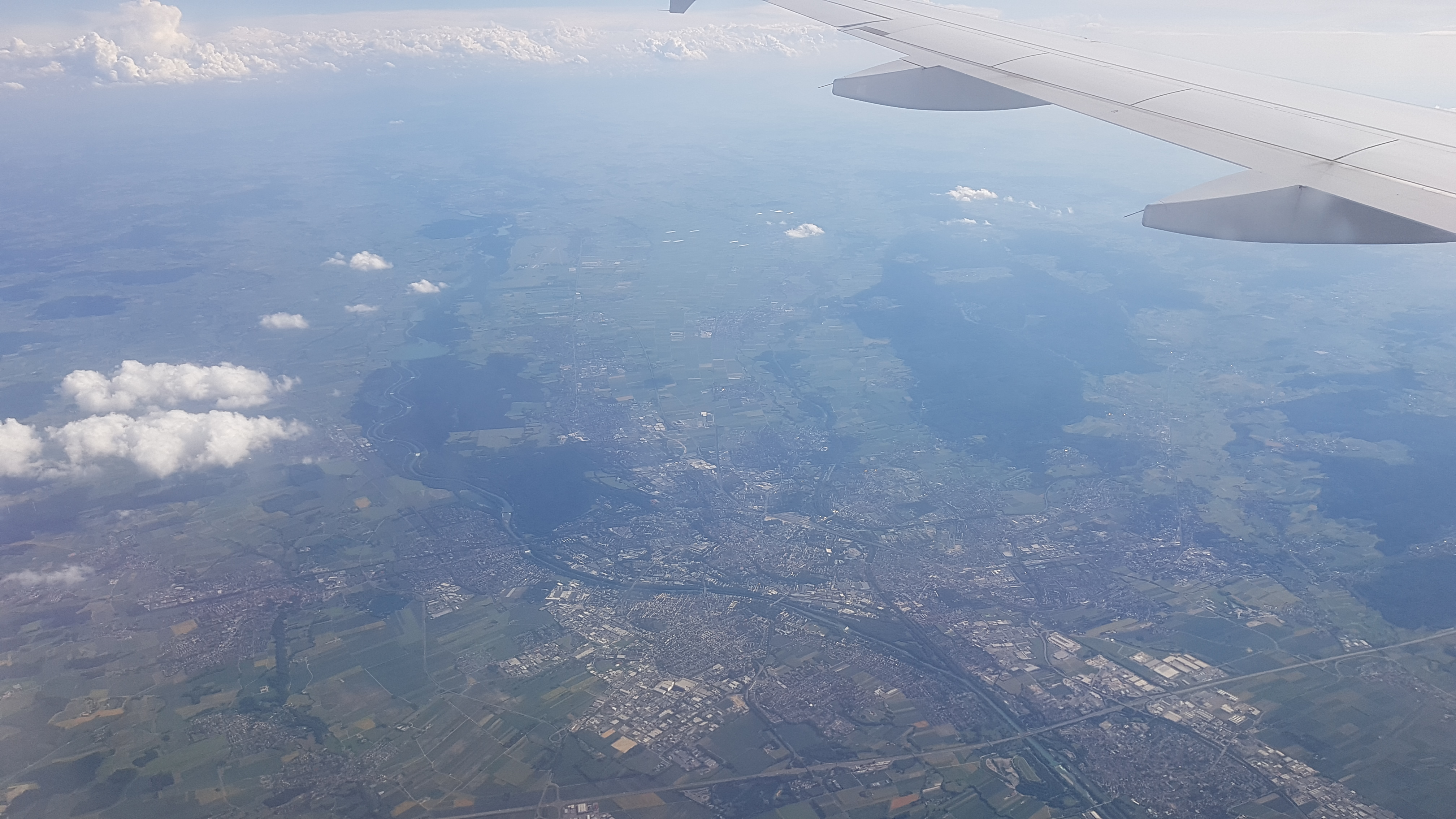
Augsburg von Norden gesehen

Die Stadt liegt an den Flüssen Lech, Wertach und Singold. Der älteste Teil der Stadt sowie die südlichen Viertel liegen auf dem nördlichen Ausläufer einer Hochterrasse, die zwischen dem steilen Hügelrand von Friedberg im Osten und den hohen Riedeln des westlichen Hügelrandes entstanden ist.
Im Süden erstreckt sich das Lechfeld, eine nacheiszeitliche Schotterebene zwischen den beiden großen Flüssen Lech und Wertach, in der sich seltene Urlandschaften erhalten konnten. Der Augsburger Stadtwald und die Lechtalheiden zählen zu den artenreichsten mitteleuropäischen Lebensräumen.
An Augsburg grenzt der Naturpark Augsburg – Westliche Wälder, ein großes Waldgebiet. Daneben ist aber auch das Stadtgebiet selbst stark begrünt, weshalb die Stadt im europaweiten Wettbewerb Entente Florale Europe 1997 als erste deutsche Stadt als grünste und lebenswerteste Stadt ausgezeichnet wurde. Die Stadt ist der größte kommunale Waldbesitzer in Bayern und der drittgrößte in Deutschland.

### Nachbargemeinden
Die Stadt wird im Osten vom Landkreis Aichach-Friedberg und im Westen vom Landkreis Augsburg umgeben. Durch das in Nord-Süd-Richtung langgestreckte Stadtgebiet grenzen viele Städte und Gemeinden an Augsburger Flur.
Den Ballungsraum bilden im Osten beginnend und dem Uhrzeigersinn folgend Friedberg (Landkreis Aichach-Friedberg), Königsbrunn, Stadtbergen, Neusäß und Gersthofen (alle Landkreis Augsburg), die alle mit ihrem Siedlungskern direkt an die bebaute Fläche Augsburgs angrenzen.
Daneben grenzen die Gemeinden Rehling, Affing, Kissing, Mering und Merching (alle Landkreis Aichach-Friedberg) sowie Bobingen, Gessertshausen und Diedorf (alle Landkreis Augsburg) an die Stadt (von Norden im Uhrzeigersinn).

### Stadtgliederung

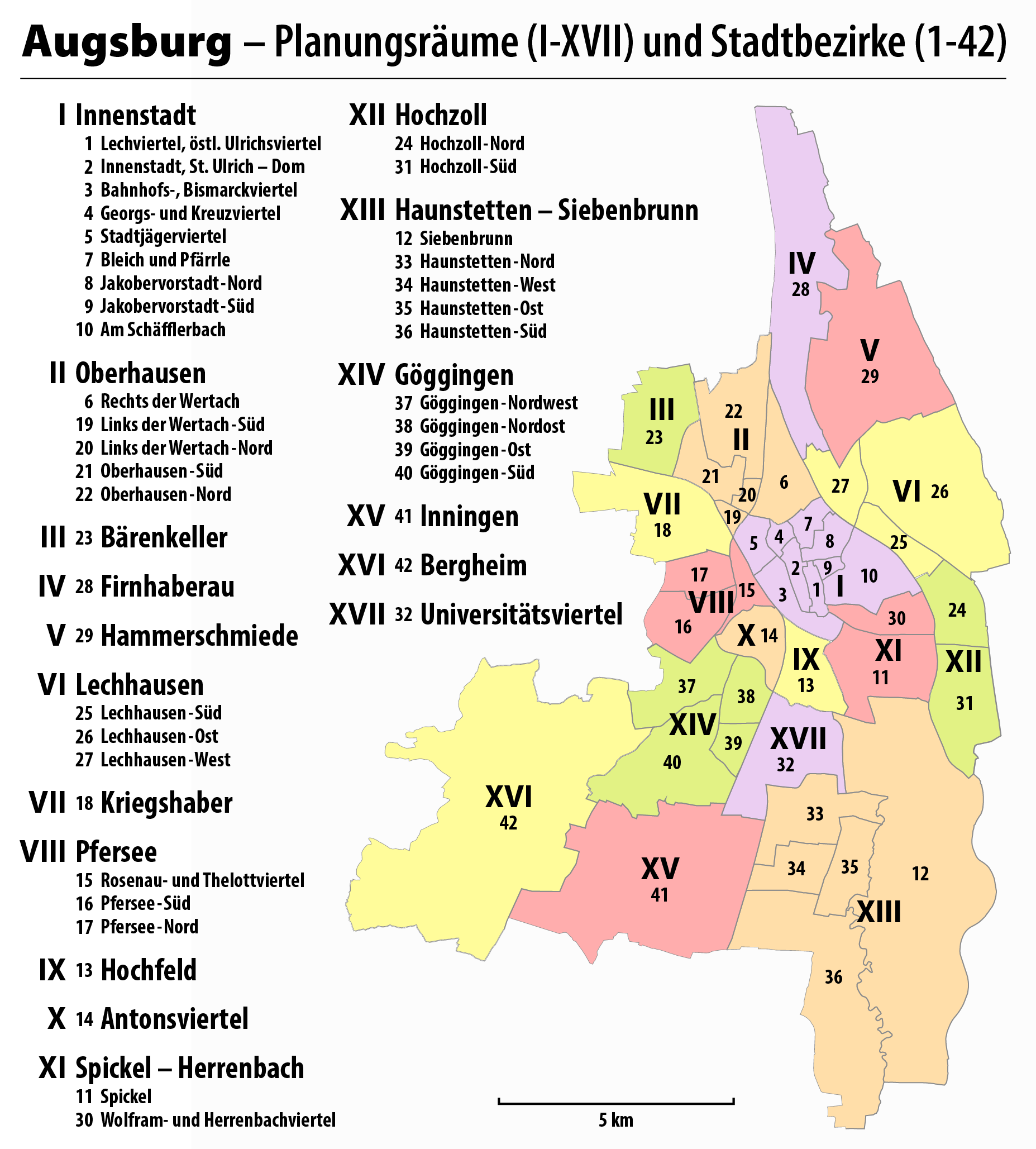
Planungsräume und Stadtbezirke

Das Stadtgebiet besteht aus 42 Stadtbezirken, die 17 Planungsräume bilden. Diese Art der Stadtgliederung besteht seit 1938. Die Gesamtfläche beträgt 147 Quadratkilometer (Platz 39 der deutschen Großstädte).
Die Stadtteile sind teilweise ehemals selbstständige Gemeinden, teilweise neu gegründete Wohngebiete. Einige Stadtteile haben räumlich getrennte Siedlungen (Wohnplätze) mit eigenem Namen. Nicht in der Verwaltungsgliederung genannte Stadtviertel sind die Augsburger Altstadt als Teil der Innenstadt und das Augsburger Textilviertel, das teilweise in Spickel-Herrenbach, teilweise in der Innenstadt liegt.
Die ehemaligen Kasernen- und Wohngebiete der US-Armee haben nach dem Truppenabzug 1998 ihre Namen behalten, darunter Centerville, Cramerton, Reese, Sheridan, Sullivan Heights und Supply-Center. Viele dieser Kasernen sind heute Wohngebiete.

### Gewässer
Die Stadt liegt an drei Flüssen: Der Lech ist das größte fließende Gewässer und wird durch den Zufluss der Wertach, die nördlich des Landschaftsschutzgebietes Wolfzahnau einmündet, verbreitert. Der dritte Augsburger Fluss, die Singold, entspringt im Ostallgäu und mündet in der Stadt in das weit verzweigte künstliche Bach- und Kanalsystem. Die zahlreichen Kanäle in Augsburg – die meisten fließen durch das Lechviertel in der Altstadt – werden von 500 Brückenbauwerken überspannt. Sie sind Teil der am 6. Juli 2019 ins UNESCO-Welterbe aufgenommenen Stätte „Das Augsburger Wassermanagement-System“.
| Fluss           | Flusslänge im Stadtgebiet |
| --------------- | ------------------------- |
| Lech            | 19,9 km                   |
| Wertach         | 13,1 km                   |
| Singold         | 6,2 km                    |
| 29 Lechkanäle   | 77,7 km                   |
| 4 Wertachkanäle | 11,6 km                   |
| 19 Bäche        | 45,6 km                   |
| Länge insgesamt | 174,1 km                  |

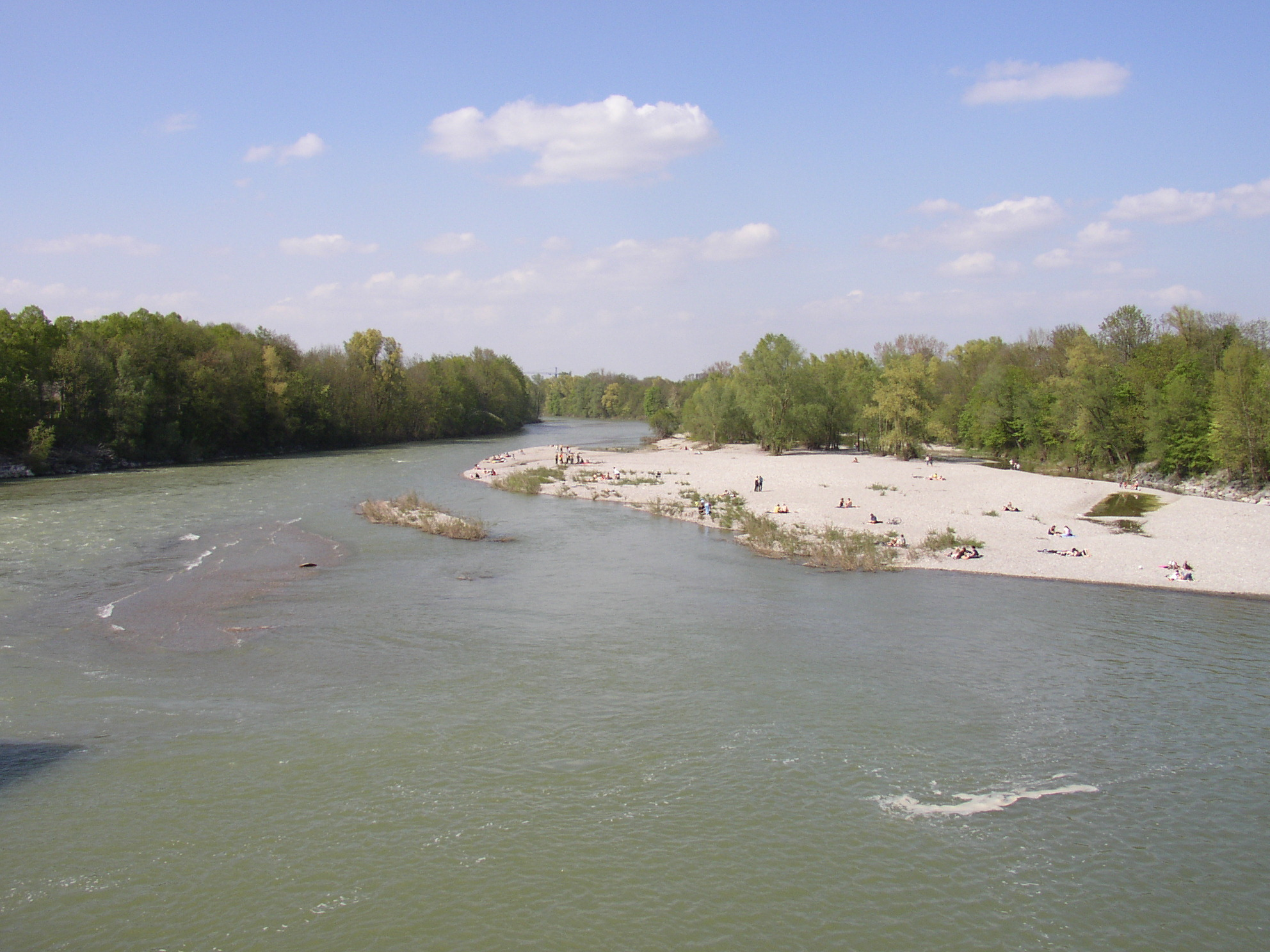
Der Lech am Hochablasswehr

Der Fabrikkanal, in den die Singold mündet, wird in Göggingen von der Wertach abgeleitet, fließt als Wertachkanal, Holz- bzw. Senkelbach nach Norden und gelangt nach der Ballonfabrik Augsburg zurück in die Wertach.
Am Hochablass werden der Hauptstadtbach und der Neubach vom Lech abgeleitet, die sich nach wenigen hundert Metern wieder vereinigen, um kurz flussabwärts in den nach Norden fließenden Herrenbach (flussabwärts Proviantbach mit seinen Ab- und Zuleitungen Hanreibach und Fichtelbach) und den nach Westen geleiteten Kaufbach zu gabeln. Der Kaufbach speist den Schäfflerbach und die Stadtgräben und Innenstadtkanäle, die sich nach Norden fließend auf dem Gelände der UPM-Kymmene wieder vereinen und als Stadtbach im westlichen Bereich der Wolfzahnau wieder mit dem Proviantbach zusammenfließen, um wenige Meter vor der Wertachmündung in den Lech zu gelangen. Der Mühlbach fließt durch den Stadtteil Pfersee.
Der Brunnenbach, der Reichskanal und der Lochbach (ein Lechkanal) durchströmen den Stadtwald. Dabei verzweigen sie sich in weitere kleine Bäche, um sich kurz vor der Innenstadt wieder zu vereinen.
In dem Auwald, den der Lech durchfließt, befinden sich der Kuhsee und der kleinere Stempflesee. Im Norden Augsburgs befinden sich der Autobahnsee, der Kaisersee und der Europaweiher am Augsburger Müllberg. Im Süden Augsburgs befinden sich der Wertach-Stausee, der Lautersee und der Ilsesee (Naherholungsgebiet).
Die Naturschutzgebiete im Süden Augsburgs dienen der Augsburger Trinkwasserversorgung. Der Stadtwald und der Lechauwald bei Unterbergen sind daher als Trinkwasserschutzgebiet ausgewiesen. Das von dort bezogene Wasser mit Härtegrad 13,5 °dH (mittelhart) versorgt die Städte Augsburg, Neusäß, Friedberg und Stadtbergen.

### Natur und Umwelt

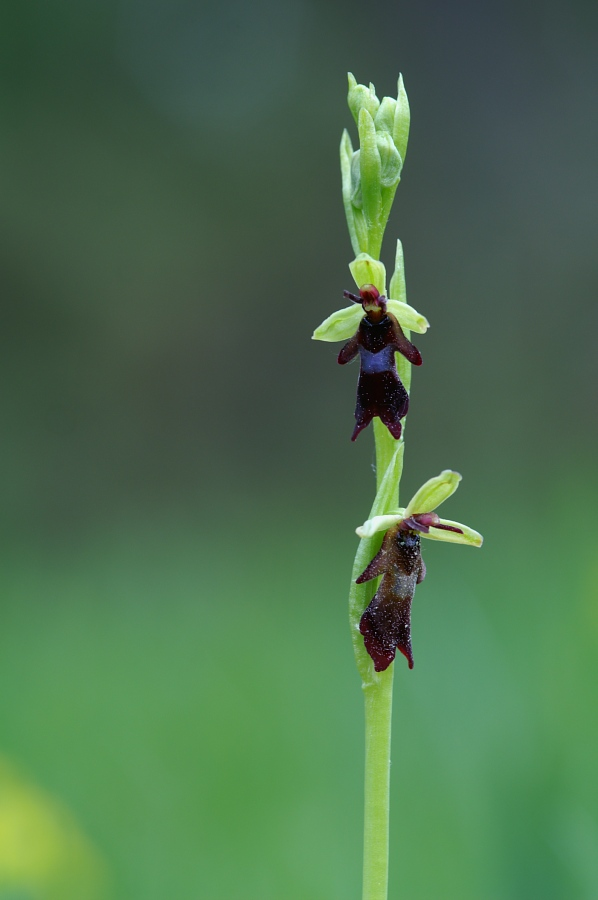
Fliegen-Ragwurz in der Schießplatzheide

Die Stadt gehört nach den großflächigen Eingemeindungen der 1970er Jahre mit ungefähr einem Drittel Grün- und Waldfläche zu den grünsten Großstädten in Deutschland.
Der Augsburger Stadtwald – mit etwa 21,5 Quadratkilometern der größte bayerische Auwald – bildet eine geschlossene Waldfläche im Südosten und besitzt einen hohen regionalen Stellenwert für den Naturschutz sowie als Naherholungs- und Freizeitgebiet. Auf dem Stadtgebiet befinden sich sieben Landschaftsschutz-, vier FFH- und zwei Naturschutzgebiete (Stand Mai 2016).
Der Südwesten der Stadt wird von Teilen des Naturparks Augsburg-Westliche Wälder bedeckt. Dieser 1.175 Quadratkilometer große Naturpark ist der einzige in Bayerisch-Schwaben. Begrenzt wird er im Norden von der Donau, im Osten von den Abhängen zur Wertach und Schmutter und im Westen von der Mindel. Im Süden reicht er bis an den Rand des Unterallgäus.
Die Stadt gilt bundesweit als Modellstadt für umweltfreundliche Beleuchtung. Durch Maßnahmen gegen die Lichtverschmutzung im Bereich der öffentlichen Beleuchtung konnte der Stromverbrauch und somit der Kohlenstoffdioxid-Ausstoß um 20 Prozent gesenkt werden, was zu einer jährlichen Ersparnis von 250.000 Euro führte.
Bei einer Studie der Geers-Stiftung von 2011 wies Augsburg nach Münster den zweitniedrigsten Lärmpegel aller deutschen Städte über 250.000 Einwohnern auf – lediglich 17,0 Prozent der Stadtfläche waren im Tagesmittel einer Belastung von mehr als 55 Dezibel ausgesetzt.
Augsburg wurde im November 2013 mit dem Deutschen Nachhaltigkeitspreis als „nachhaltigste Großstadt 2013“ ausgezeichnet.

### Klima
Die Stadt liegt im Übergang zwischen dem feuchten atlantischen und dem trockenen Kontinentalklima auf der Ebene des Lechfeldes in leichter Tallage. Weitere wetterbestimmende Faktoren sind die Alpen als mitteleuropäische und die Donau als regionale Wetterscheide. Daher ist das Wetter relativ wechselhaft. Im Zeitraum 1950–2010 wurde für Augsburg ein Anstieg der Temperatur, eine Abnahme der Niederschläge sowie die Zunahme des Auftretens von Extremwerten gemessen. Dies hat sich in der letzten Dekade nochmals verstärkt.
Die Witterungsperioden variieren zwischen gemäßigten, nicht zu kalten Wintern und warmen, nicht übermäßig heißen Sommern. Große Schneemengen, welche die Vegetation über die Frostperioden hinweg schützen, fallen meist erst ab Januar und halten sich bis Mitte März. Größere Niederschlagsmengen sind im Frühsommer zu verzeichnen, größtenteils bei Westwindlage. Längere Trockenperioden treten im Hochsommer und Frühherbst auf.
Der Föhn bringt das ganze Jahr hindurch aus südlicher Richtung warme und trockene Luftströmungen aus dem Alpenvorland nach Augsburg. Damit verbunden ist eine gute Fernsicht, so dass die Bayerischen und Allgäuer Alpen oftmals deutlich zu sehen sind.
Die Temperatur beträgt im Jahresmittel etwa 8,4 Grad Celsius, die jährliche Niederschlagsmenge etwa 850 Millimeter. Im Zuge des Hitzesommers 2003 wurde am 13. August eine Temperatur von 36,0 Grad gemessen, der Höchstwert seit Beginn der Temperaturbeobachtungen beträgt 37,1 Grad vom 27. Juli 1983. Die niedrigste registrierte Temperatur betrug −28,2 Grad, gemessen am 12. Februar 1929.
Augsburg ist durch seine Lage im gewitterintensivsten Bundesland Bayern des Öfteren von heftigen Unwettern betroffen, die zu enormen Lech- und Wertachhochwassern führen können. Die stärksten Auswirkungen hatte dies 1999, als ein Stauwehr an der Wertach brach und ganze Stadtteile unter Wasser standen.
An Herbsttagen ist es in Augsburg wegen der Lage im Lech- und Wertachtal häufig neblig. Nach München ist Augsburg die schneereichste Großstadt Deutschlands.
|                        | Jan  | Feb  | Mär  | Apr  | Mai  | Jun  | Jul  | Aug  | Sep  | Okt  | Nov | Dez  |   |      |
| Mittl. Temperatur (°C) | 0,4  | 2,3  | 4,9  | 9,2  | 13,3 | 17,8 | 19,1 | 18,8 | 13,8 | 9,3  | 4,6 | 2,2  | ⌀ | 9,7  |
| Mittl. Tagesmax. (°C)  | 3,7  | 6,6  | 10,1 | 15,1 | 18,8 | 23,8 | 25,2 | 25,3 | 19,8 | 14,4 | 8,2 | 5,6  | ⌀ | 14,8 |
| Mittl. Tagesmin. (°C)  | −3,2 | −1,7 | −0,2 | 2,4  | 7,1  | 11,2 | 12,2 | 12,1 | 7,8  | 4,3  | 1,1 | −1,2 | ⌀ | 4,4  |
|                        |      |      |      |      |      |      |      |      |      |      |     |      |   |      |
| Niederschlag (mm)      | 55   | 41   | 36   | 48   | 106  | 88   | 76   | 74   | 53   | 47   | 52  | 38   | Σ | 714  |
|                        |      |      |      |      |      |      |      |      |      |      |     |      |   |      |
| Sonnenstunden (h/d)    | 2,0  | 3,0  | 4,3  | 5,9  | 7,1  | 7,5  | 7,7  | 7,3  | 5,3  | 3,4  | 1,9 | 1,7  | ⌀ | 4,8  |
|                        |      |      |      |      |      |      |      |      |      |      |     |      |   |      |
| Regentage (d)          | 16   | 13   | 14   | 11   | 14   | 14   | 14   | 12   | 12   | 14   | 14  | 13   | Σ | 161  |
|                        |      |      |      |      |      |      |      |      |      |      |     |      |   |      |
| Luftfeuchtigkeit (%)   | 85   | 82   | 76   | 72   | 71   | 72   | 71   | 74   | 78   | 83   | 85  | 85   | ⌀ | 77,8 |

| −3,2 |

| −1,7 |

| −0,2 |

| 2,4 |

| 7,1 |

| 11,2 |

| 12,2 |

| 12,1 |

| 7,8 |

| 4,3 |

| 1,1 |

| −1,2 |

| −3,2 |

| −1,7 |

| −0,2 |

| 2,4 |

| 7,1 |

| 11,2 |

| 12,2 |

| 12,1 |

| 7,8 |

| 4,3 |

| 1,1 |

| −1,2 |

## Bevölkerung

### Einwohnerentwicklung
Zur Zeit des Römischen Reiches lebten über 10.000 Menschen in Augsburg. Die Einwohnerzahl wuchs in den folgenden Jahrhunderten kaum an. Um 1500 war Augsburg mit einer Bevölkerung von etwa 30.000 Menschen nach Köln und mit Prag eine der größten Städte des Heiligen Römischen Reiches.
Mit der Industrialisierung im 19. Jahrhundert setzte in Augsburg ein starkes Bevölkerungswachstum ein. Lebten 1806 etwa 26.000 Menschen in der Stadt, so waren es 1895 über 80.000 und 180.000 Einwohner im Jahr 1939. 1910 erreichte die Bevölkerungszahl erstmals die Marke von 100.000, wodurch Augsburg zur Großstadt wurde. Im Zweiten Weltkrieg verlor die Stadt etwa 20 Prozent ihrer Bevölkerung (38.958 Personen), so dass 1945 146.000 Menschen in Augsburg lebten. Ihren Vorkriegsstand erreichte die Einwohnerzahl fünf Jahre später, unter anderem durch die große Zahl an deutschen Flüchtlingen aus Mittel- und Osteuropa.
Die wohnberechtigte Bevölkerung stieg von 267.121 Personen am 1. Januar 2010 auf 290.743 am 30. Juni 2016 (+8,8 %) und erreichte 295.895 am 31. Dezember 2017. Seit Mai 2011 lag die Zahl immer über dem Wert des Vormonats. Die Marke von 290.000 Einwohnern wurde im April 2016 überschritten. In den 2010er Jahren lag Augsburg auf Platz 23 der größten deutschen Städte. Eine 2012 veröffentlichte Prognose sieht für Augsburg bis 2025 eine Zunahme der Einwohnerzahl um 3,9 Prozent und damit das drittstärkste Bevölkerungswachstum aller deutschen Großstädte.
Zwischen 1988 und 2018 wuchs die kreisfreie Stadt von 247.731 auf 295.135 um 47.404 Einwohner bzw. um 19,1 %.
| Jahr | Einwohnerzahl | Anmerkungen |
| ---- | ------------- | --- |
| 1200 | < 12.000      | [ 19 ] |
| 1250 | < 10.000      | [ 19 ] |
| 1363 | 25.000        | [ 19 ] |
| 1386 | 18.000        | nach politischen und städtischen Wirren (vereinte Angriffe der bayerischen Herzöge wie der Bischöfe) |
| 1424 | 15.000        | [ 19 ] |
| 1450 | 15.000        | nach päpstlichen Zwisten und dem politischen Wirken des Bischofs Anselm von Nenningen |
| 1490 | 25.000        | Beginn der wirtschaftlichen Blütezeit, nach dem Wegfall des levantinischen Handels, der schwindenden Bedeutung Venedigs und nicht zuletzt infolge der Gründung des Schwäbischen Bundes                                             |
| 1516 | 27.000        | [ 19 ] |
| 1534 | < 33.000      | [ 19 ] |
| 1536 | 36.000        | [ 19 ] |
| 1617 | 50.000        | Höhepunkt der Blütezeit |
| 1631 | 36.000        | Bevölkerungsschwund infolge des Dreißigjährigen Kriegs |
| 1650 | 25.000        | nach dem Ende des Dreißigjährigen Kriegs |
| 1800 | < 30.000      | [ 19 ] |
| 1855 | 27.500        | in 4000 Häusern |
| 1861 | 45.389        | in 13.150 Familien |
| 1864 | 49.332        | in 14.645 Familien, mit dem Militär (253 Familien, 7.277 Personen), davon 14.078 Protestanten, 45 Reformierte und 128 Israeliten                                                                                                   |
| 1871 | 51.220        | am 1. Dezember 1871, 5.512 Gebäude, 16.112 Protestanten, 827 Reformierte |
| 1880 | 61.408        | [ 23 ] |
| 1885 | 65.905        | [ 23 ] |
| 1890 | 75.629        | [ 23 ] |
| 1900 | 89.170        | mit der Garnison (ein Infanterieregiment Nr. 3, vier Eskadrons Chevaulegers Nr. 4, ein Feldartillerieregiment Nr. 4), davon 23.995 Evangelische und 1.171 Juden; nach anderen Angaben davon 24.086 Evangelische, 63.766 Katholiken |
| 1910 | 102.487       | davon 25.256 Evangelische, 75.601 Katholiken |
| 1925 | 165.522       | davon 33.354 Evangelische, 129.319 Katholiken, 175 sonstige Christen, 1.203 Juden |
| 1933 | 176.575       | davon 33.344 Evangelische, 139.552 Katholiken, 84 sonstige Christen, 1.030 Juden |
| 1939 | 180.039       | davon 34.280 Evangelische, 139.595 Katholiken, 1.000 sonstige Christen, 551 Juden |
| 1950 | 185.183       | [ 23 ] |
| 1960 | 205.000       | davon 36.100 Vertriebene |

### Demographie

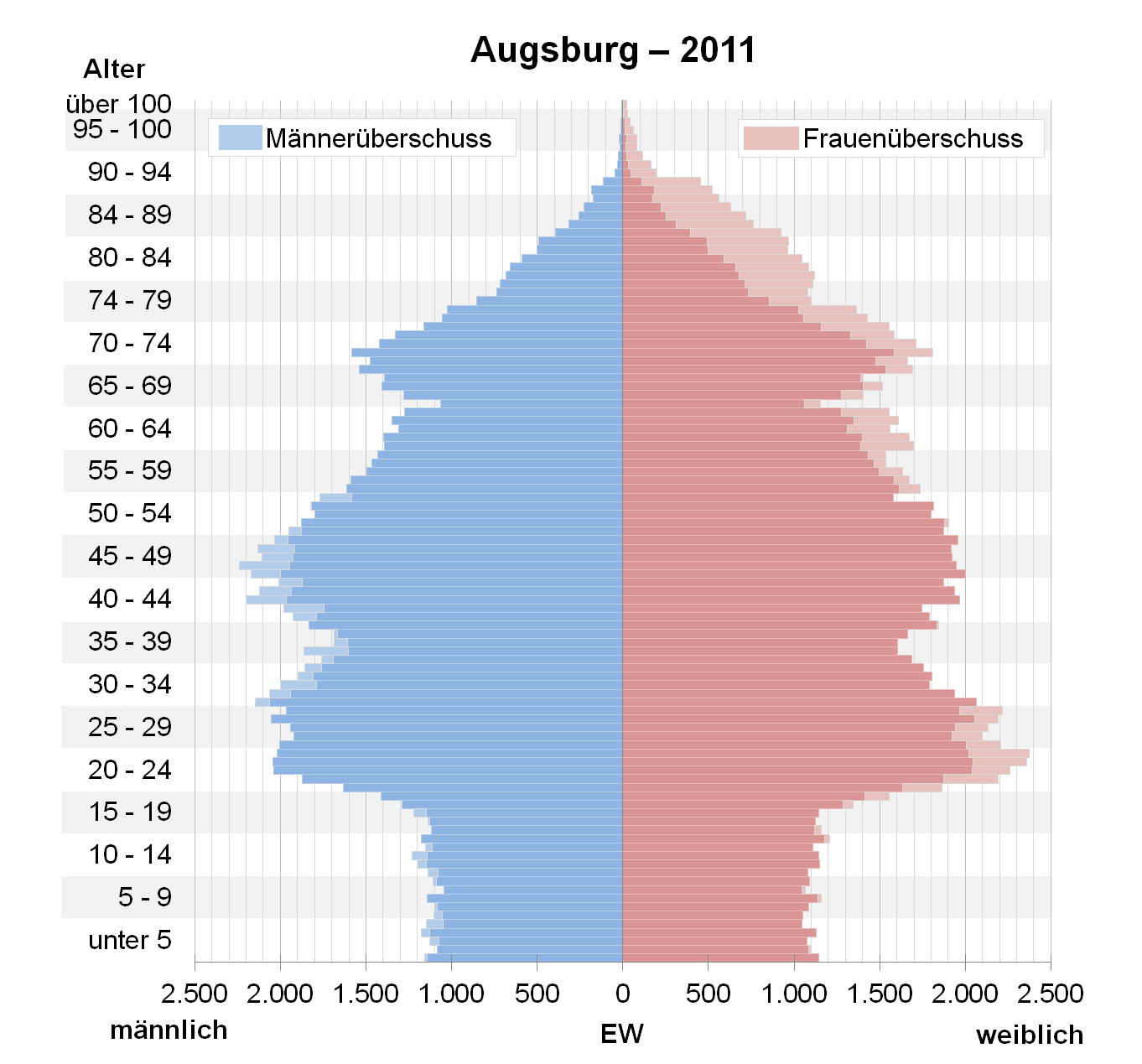
Bevölkerungspyramide für Augsburg (Datenquelle: Zensus 2011)

Augsburg hatte am 1. Januar 2008 267.836 Einwohner mit Haupt- und Nebenwohnsitz und 264.265 ohne die Zweitwohnsitze. Im November 2008 waren 9181 von 138.300 erwerbsfähigen Bürgern der Stadt ohne Arbeitsplatz, das entspricht einer Arbeitslosenquote von 6,5 Prozent. Im Februar 2010 lag die Arbeitslosenquote in Augsburg bei 6,2 Prozent, im Kreis Augsburg bei 4,0 Prozent. Für die gesamte Region lag die Quote bei 5,4 Prozent. Im Ballungsraum Augsburg, der die direkt angrenzenden Vorstädte einschließt, wohnen knapp 500.000 Menschen.
Der Ausländeranteil war Ende 2017 mit 21,8 Prozent (64.627 Einwohner) im Vergleich der deutschen Großstädte eher hoch. Die meisten Bürger nichtdeutscher Herkunft wohnen in den Planungsräumen Oberhausen, Spickel-Herrenbach, Hochfeld und Lechhausen sowie der Jakobervorstadt und kommen vor allem aus der Türkei, aus Italien und aus dem ehemaligen Jugoslawien. Einen beachtlichen Anteil machen die Suryoye aus (auch bezeichnet als Aramäer, Assyrer). Die ersten Suryoye kamen aus der Südosttürkei (Tur-Abdin) als Gastarbeiter Mitte der 1960er Jahre nach Augsburg. Als sich die Situation für diese semitisch christliche Minderheit in ihrem Ursprungsgebiet im alten Mesopotamien verschlechterte, kamen auch viele als Flüchtlinge nach Augsburg. Sie stammen aus der Türkei, Syrien, dem Iran, dem Irak und dem Libanon. Die meisten Suryoye, welche nach Augsburg gekommen sind, gehören der Syrisch-Orthodoxen Kirche an. In letzter Zeit kommen jedoch auch Chaldäer, die der Chaldäisch-katholischen Kirche sowie Assyrer der Assyrischen Kirche des Ostens angehören, als Flüchtlinge aus dem Irak und aus Syrien nach Augsburg. Die Suryoye sprechen bis heute eine aramäische Sprache, und zwar das Neu-Ostaramäische. Diese Sprache wird in zwei Dialekten gesprochen, dem Surayt-Dialekt (auch bekannt als Turoyo) und dem Suret-Dialekt.
In Augsburg leben außerdem etwa 50.000 Spätaussiedler. Sie sind deutsche Staatsbürger, die mehrheitlich in der ehemaligen Sowjetunion geboren wurden. Im Jahr 2025 lag der Anteil der Bevölkerung mit Migrationshintergrund erstmals über 50 %.
Die Altersstruktur liegt im bundesdeutschen Durchschnitt, wobei 16,0 Prozent (43.213 Personen) der Einwohner mit Haupt- und Nebenwohnsitz unter 18 Jahre alt sind. 52,2 Prozent (140.592 Personen) aller Einwohner sind weiblichen, 47,8 Prozent (128.857 Personen) männlichen Geschlechts.
Aufgrund der positiven Wanderungsbilanz wächst Augsburgs Bevölkerung. Die höchsten Anstiege gab es jeweils im Herbst durch den Zuzug von 18- bis unter 25-Jährigen. Zusammen mit dem Zuwachs der Altersgruppe der 25- bis unter 40-Jährigen stieg auch der Anteil der Kinder unter 10 Jahren seit dem Jahr 2011 an, wobei seit 2012 auch bei der Zahl der Geburten ein stetiger Anstieg zu verzeichnen ist. Das Bevölkerungswachstum ist auf einen steigenden Außenwanderungsüberschuss zurückzuführen. Die Zahl der zugezogenen Personen hat sich seit dem Jahr 2010 von 17.482 kontinuierlich auf 25.618 Personen (+45,5 %) im Jahr 2015 erhöht. Da die Zahl der Außenwegzüge in diesem Zeitraum weniger stark zunahm (um 25,0 % von 16.136 auf 20.169), stieg der jährliche Wanderungszuwachs seit dem Jahr 2010 von 1.346 auf 5.449 im Jahr 2015 an. Von 2.059 auf 5.665 mehr als verdoppelt hat sich die Zahl der Zuzüge aus EU-Ländern.
Die jungen Zuwanderer bevorzugen innenstadtnahe Stadtbezirke, wo auch der höchste Anteil an Single-Haushalten zu finden ist. Vor allem aufgrund der Zunahme von Single-Haushalten sinkt die durchschnittliche Haushaltsgröße. Die Stadt Augsburg verliert am stärksten durch die Wegzüge der 30- bis unter 50-Jährigen, die (mit ihren Kindern) überwiegend ins Augsburger Umland abwandern. Die Zahl der Sterbefälle liegt in der Stadt Augsburg bereits seit 1968 über der Zahl der Geburten. Trotz des Geburtenrückgangs und der negativen Wanderungsbilanz bei den jungen Familien stieg die Zahl der Alleinerziehenden an.
Die Augsburger Bevölkerung altert durch die steigende Lebenserwartung und die Alterung der anteilsmäßig besonders großen Altersgruppen. Im Vergleich mit anderen Städten weist Augsburg aber einen geringen Anteil an den ab 65-Jährigen sowie einen geringen Altenquotienten auf. Aufgrund der überdurchschnittlich hohen Zuwanderung der 18- bis unter 30-Jährigen hat Augsburg den im Städtevergleich höchsten Anteil in dieser Altersgruppe. Augsburg weist nur eine relativ geringe Fruchtbarkeitsziffer auf, weshalb auch der Jugendquotient vergleichsweise niedrig ausfällt.

### Religionen
Neben den christlichen, jüdischen und islamischen Gemeinden, die zusammen den Großteil des religiösen Lebens in Augsburg ausmachen, gibt es viele kleine Glaubensgemeinschaften. Daneben besteht mit dem Bund für Geistesfreiheit Augsburg seit 1911 eine Weltanschauungsgemeinschaft.

#### Konfessionsstatistik
Seit 1999 stehen jährliche Daten über die Religionszugehörigkeit aus dem städtischen Melderegister zur Verfügung. Bis 2003 war eine absolute Mehrheit der Augsburger Mitglied der katholischen Kirche: Zu diesem Zeitpunkt lebten in der Stadt 50,2 % Katholiken, 17,4 % Protestanten und 32,4 % Menschen mit anderer bzw. keiner Konfession oder Religion.
Gemäß dem Zensus 2011 waren 46,0 % katholisch, 16,8 % der Einwohner evangelisch und 37,3 % waren konfessionslos, gehörten einer anderen Glaubensgemeinschaft an oder machten keine Angabe. Die Zahl der Protestanten und Katholiken ist seitdem weiter gesunken, mittlerweise stellen Mitglieder der beiden 'größeren' Kirchen nicht mehr die Mehrheit der Bevölkerung. Mit Stand 31. Dezember 2023 waren von Augsburgs Einwohnern 32,3 % Katholiken, 11,9 % Protestanten und 55,8 % Einwohner gehörten sonstigen oder keinen Glaubensgemeinschaften an.
Beim Zensus 2011 wurden auch Zahlen zu anderen religiösen Gemeinschaften erhoben. Damals waren 4,1 % der Bevölkerung christlich-orthodox, 0,5 % jüdischen Glaubens, 0,5 % Mitglieder einer evangelischen Freikirche und weitere 6,1 % gehörten sonstigen in Bayern anerkannten öffentlich-rechtlichen Religionsgemeinschaften an (darunter die Alt-Katholische Kirche und die Zeugen Jehovas).
Der Anteil der muslimischen Bevölkerung in Augsburg lag gemäß Berechnungen basierend auf den Zahlen des Zensus von 2011 bei 8,8 %.

#### Christentum

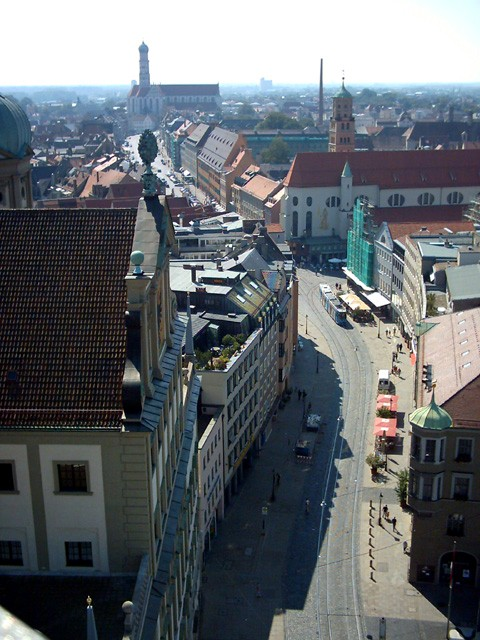
Blick vom Perlachturm nach Süden auf die Kurze Maximilianstraße; links das Rathaus, rechts die Kirche St. Moritz und im Hintergrund die Basilika St. Ulrich und Afra

Erste Daten zur Glaubensrichtung der städtischen Bewohner wurden 1833 im Rahmen einer Volkszählung gewonnen. Dabei lebten 61 % Katholiken, 38 % Protestanten und 0,4 % Andersgläubige bzw. Atheisten in der Stadt. Dieses Verhältnis veränderte sich insbesondere durch Eingliederung von katholischen Vororten zugunsten der Katholiken, so dass der Anteil der protestantischen Bevölkerung um 1950 nur noch bei etwa 23 % lag. Bei der Volkszählung 1987 waren 66,5 % katholisch und 18,7 % evangelisch.
Augsburg ist Bischofssitz der katholischen Diözese und Sitz des evangelischen Kirchenkreises Augsburg.
Die Stadt war wohl schon seit dem 4./5. Jahrhundert Sitz eines Bischofs. Um 738 wurde das Bistum Augsburg erneuert. Ab 1518 fand die Lehre Martin Luthers Anhänger in Augsburg. Die Lehre verbreitete sich immer mehr und führte schließlich zur offiziellen Einführung der Reformation durch den Rat der Stadt im Jahre 1534/1537. Es folgte anschließend die Teilnahme der Stadt am Schmalkaldischen Krieg, und 1548 wurde in Augsburg ein Reichstag abgehalten, der die Ausübung der Religion für eine Übergangszeit regelte (Augsburger Interim). Sieben Jahre später (1555) konnte im Augsburger Religionsfrieden die Gleichstellung beider Konfessionen endgültig erreicht werden. Im Andenken daran und an die Besuche Luthers in Augsburg ist die Stadt heute eine der deutschen Lutherstädte. Auch die reformatorischen Täufer konnten 1524 eine relativ starke Gemeinde in der Stadt etablieren. 1527 fand in Augsburg die überregionale sogenannte Augsburger Märtyrersynode statt.
Die katholische Bevölkerung gehörte danach weiterhin zum Bistum Augsburg, das seinerzeit dem Erzbistum Mainz zugeordnet war. Nach dem Übergang der Stadt an Bayern verblieb es zunächst bei der bisherigen Zuordnung. 1821 wurde das Bistum Augsburg und mit ihm seine Pfarrgemeinden dem neu errichteten Erzbistum München und Freising zugeteilt (siehe hierzu auch Liste der Bischöfe von Augsburg).

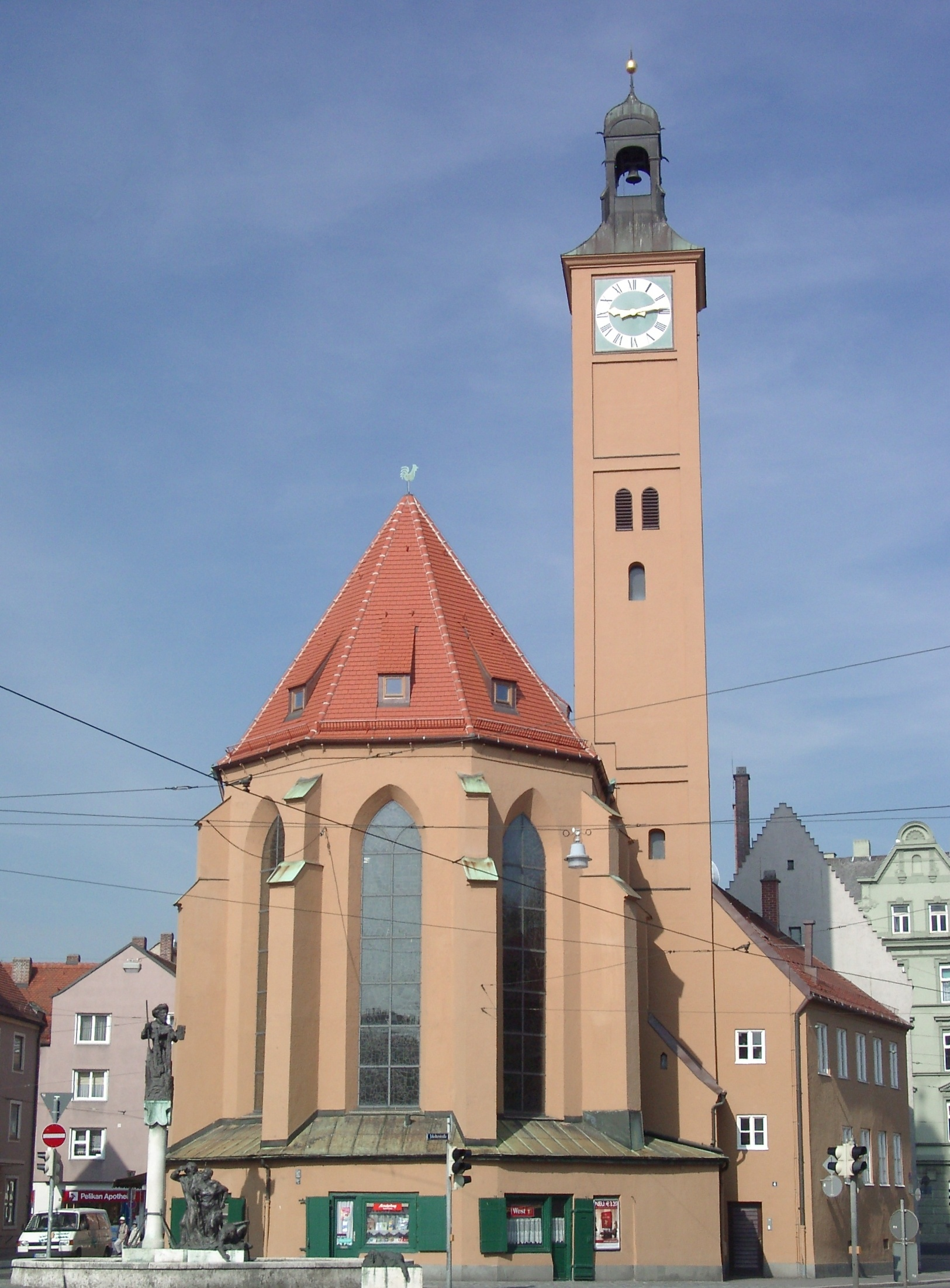
Evangelische Kirche St. Jakob

Die protestantischen Gemeindemitglieder erhielten spätestens nach dem Westfälischen Frieden die Kirchen St. Anna, St. Ulrich, Zu den Barfüßern und St. Jakob. Sie unterstanden dem Rat der Stadt. Nach dem Übergang Augsburgs an Bayern wurden die Gemeinden Teil der Protestantischen Kirche des Königreichs Bayern, die zunächst lutherische und reformierte Glaubensgemeinschaften umfasste.
Die Stadt wurde danach Sitz eines eigenen Dekanats, das 1827 zunächst dem Konsistorialbezirk Bayreuth, ab 1876 dann dem Konsistorialbezirk Ansbach und danach ab 1923 dem Kirchenkreis München angehörte. Seit 1971 ist es Teil des Kirchenkreises Augsburg. Das Dekanat Augsburg umfasst neben den Kirchengemeinden der Stadt auch Gemeinden außerhalb des Stadtgebiets, vor allem in den Landkreisen Augsburg und Aichach-Friedberg.
Der Westfälische Friede von 1648 bestätigte in Augsburg das durch die Stadtverfassung von 1548 eingeführte paritätische Regierungs- und Verwaltungssystem (endgültige Gleichberechtigung und exakte Ämterverteilung zwischen Katholiken und Protestanten). Diese Vereinbarung sollte bis zur Mediatisierung im Jahre 1805 Bestand haben und wird heute noch am Augsburger Hohen Friedensfest gefeiert.
Freikirchliche Gemeinden haben sich nach dem Ende der Täuferbewegung wieder im 19. beziehungsweise 20. Jahrhundert in Augsburg konstituiert. Den Anfang machten die Mennoniten, die ab 1870 gottesdienstliche Versammlungen in Augsburg abhielten. 1863 erhielt die Evangelisch-methodistische Kirche die Rechte einer „Privatkirchengesellschaft“. Um 1925 nahmen – ausgehend von der Muttergemeinde in München – die Baptisten (im Bund Evangelisch-Freikirchlicher Gemeinden) ihre Arbeit auf. Seit 1968 gibt es in Augsburg zudem eine Freie evangelische Gemeinde mit inzwischen vier Gemeinden.

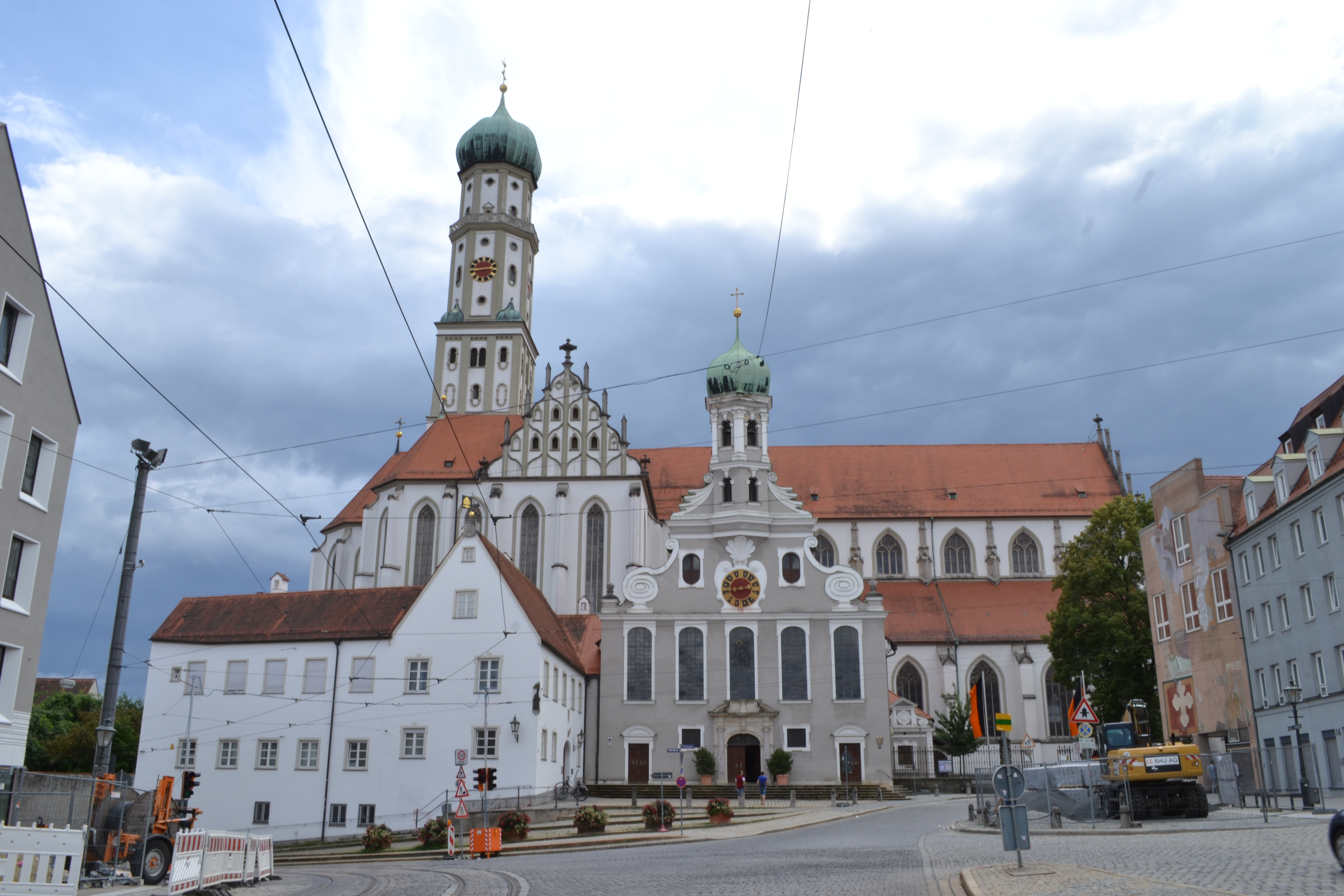
Evangelische Ulrichskirche und Basilika St. Ulrich und Afra

Auch die orthodoxen Kirchen Süd- und Osteuropas sowie des Nahen Ostens haben Gemeinden in Augsburg. Die Suryoye (auch bekannt als Assyrer oder Aramäer) haben 1998 ein eigenes Gotteshaus in Lechhausen eingeweiht, die Marienkirche an der Zusamstraße ist einer der ersten Syrisch-Orthodoxen Bauten in Deutschland. Die etwa 6000 syrisch-orthodoxen Christen (eigensprachlich als Suryoye bezeichnet) in Augsburg stammen vorwiegend aus dem Südosten der Türkei (Tur Abdin) und Syrien, sprechen die Sprache Jesu (Syrisch-Aramäisch) und haben ihre Wurzeln in Mesopotamien. Zunächst kamen diese Christen als Gastarbeiter nach Europa, dann ab 1980 meist als Asylbewerber, da sie in der Türkei diskriminiert und verfolgt wurden. Die griechisch-orthodoxe Kirchengemeinde mit über 6000 Gemeindemitgliedern konnte nach dem Abzug der amerikanischen Truppen die Gospel Church in der ehemaligen Flak-Kaserne kaufen und benannte diese nach dem Schutzpatron Agios Panteleimon um.
Die russisch-orthodoxe Kirche zu Ehren der Gottesmutterikone „Freude aller Trauernden“, die der Russischen Orthodoxen Diözese des orthodoxen Bischofs von Berlin und Deutschland angehört, befindet sich im Stadtteil Pfersee. Die Gemeinde in Augsburg existiert seit den 1930er Jahren und zählt heutzutage um die 120 Mitglieder (2011).
Daneben gibt es eine große Zahl weiterer christlicher Religionsgemeinschaften, zum Beispiel, hierbei ebenfalls in Pfersee, die Apostelin-Junia-Kirche der Alt-Katholischen Gemeinde, ferner der Neuapostolischen Kirche, der Kirche Jesu Christi der Heiligen der Letzten Tage oder der Zeugen Jehovas.

#### Islam
Die Muslime bilden in Augsburg die zweitgrößte religiöse Gemeinschaft. In der Stadt befindet sich eine Vielzahl von Gebets- und Vereinsräumen, die von unterschiedlichen Gemeinschaften mit eigenen Zielsetzungen und Schwerpunkten geführt werden.
Den Hauptanteil der islamischen Bürger machen Einwanderer aus der Türkei in erster bis dritter Generation aus (siehe Demographie). Daneben bestehen aber auch Vereine und dazugehörige Gebetsstätten der arabischen, bosnischen und irakischen Muslime sowie zwei alevitische Kulturzentren.
In der Donauwörther Straße befindet sich die Bait-un-Naseer-Moschee der Ahmadiyya Muslim Jamaat.

#### Judentum

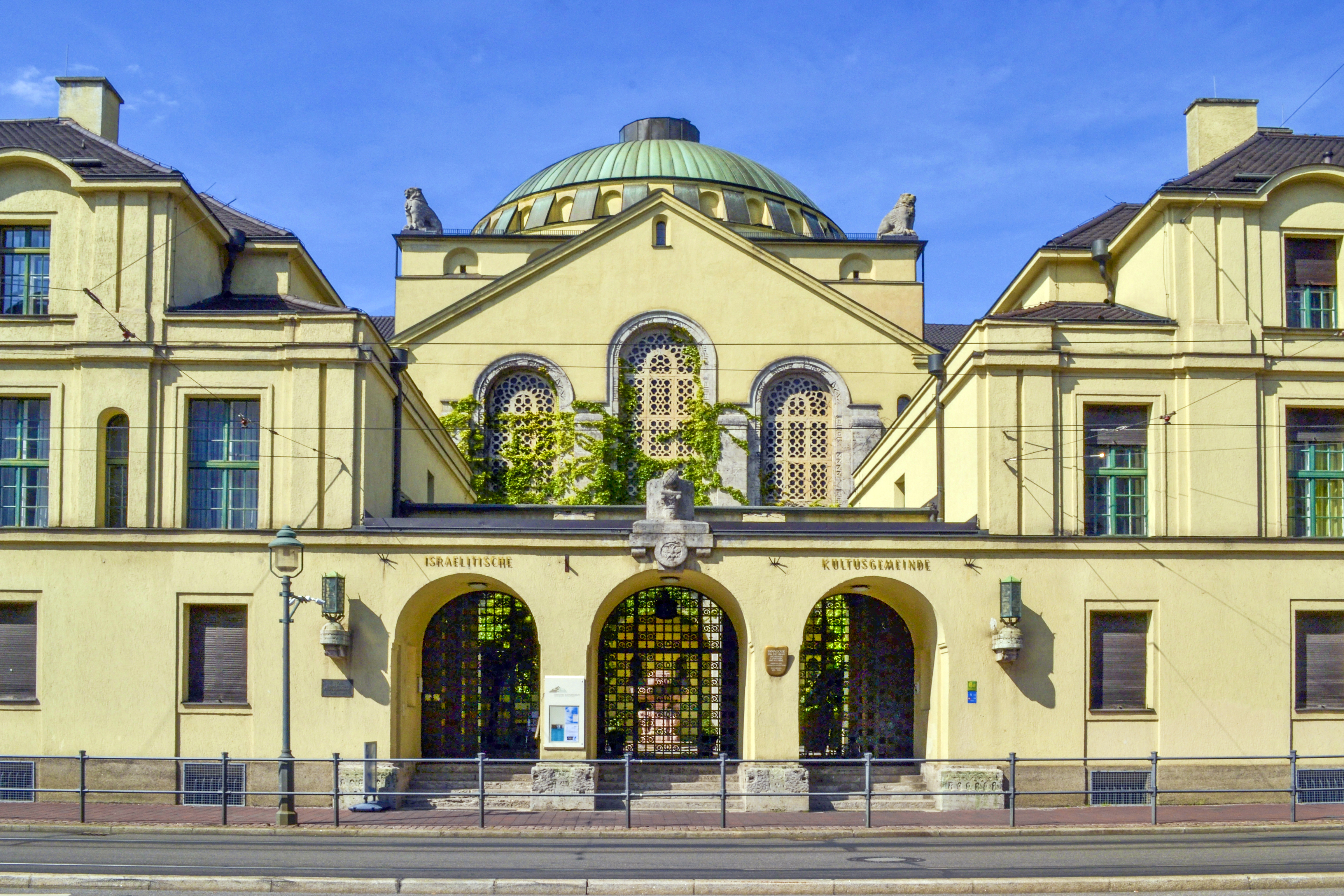
Augsburger Synagoge

Es ist anzunehmen, dass nach dem Jüdischen Krieg im ersten Jahrhundert und der Zerstörung des Jerusalemer Tempels durch die Römer die ersten Juden nach Augsburg kamen. Aus dem 9. Jahrhundert gibt es urkundliche Erwähnungen. Die Juden hatten bereits 1241 eine eigene Straße bei der St.-Leonhards-Kapelle und bis 1433 ein eigenes Gericht. Am 22. November 1348 unternahmen zwei Mitglieder der einflussreichen Familie Portner einen Umsturzversuch, um die Macht in der Stadt zu erlangen. Da dieser Aufstand zeitlich mit einem Pogrom gegen die Juden zusammenfiel und die Portners sich zum Erwerb ihrer Besitzungen bei Augsburger Juden verschuldet hatten, ist vermutet worden, dass sie den Pogrom selbst mitgeschürt haben könnten, um das Chaos in der Stadt auszunutzen sowie ihre Gläubiger loszuwerden. Auch wenn der Umsturz scheiterte und die Rädelsführer auf ewig der Stadt verwiesen wurden, konnte oder wollte der amtierende Rat den Mord an den Juden nicht verhindern. Die Augsburger Judengemeinde war somit die erste große Gemeinde im römisch-deutschen Reich, die den Judenverfolgungen zur Zeit des Schwarzen Todes zum Opfer fiel. Auf Beschluss des Stadtrats vom 7. Juli 1438, dass man die Juden „nit länger hie in der Statt laußen sölle dann von hüt dem tag über zway Jare“, wurden sie aus der Stadt vertrieben und siedelten sich vor den Toren der Stadt im Dorf Kriegshaber an. Unter dem Schutz der Markgrafschaft Burgau bildete die Synagoge Kriegshaber über fast dreihundert Jahre lang das Zentrum der jüdischen Gemeinde. Auch ein großer jüdischer Friedhof ist in Kriegshaber aus dieser Zeit erhalten.
Die Geschichte der jüdischen Gemeinde in Augsburg begann wieder 1803, als die Stadt erstmals drei Juden (die Bankiers Aron Elias Seligmann, später Freiherr von Eichthal, Jakob Obermayer und Henle Ephraim Ullmann) gegen eine jährliche Gebühr und eine erhebliche Darlehenssumme das Bürgerrecht verlieh, obwohl die städtischen Kaufleute dagegen erheblichen Widerstand geleistet hatten.
Die Zahl der jüdischen Familien stieg anschließend nur schwach (im Jahr 1840 79 Personen und 1852 128 Personen), da ihre Niederlassung weiterhin streng gehandhabt wurde. Eine entscheidende Wendung brachte die Niederlage der konservativen Katholiken bei den Gemeinderatswahlen von 1857, in deren Folge 1861 die erste Israelitische Kultusgemeinde in Augsburg gegründet werden konnte. Bis dahin wurde der Religionsunterricht vom Lehrer des damals noch eigenständigen Vorortes Pfersee erteilt, während das zuständige Rabbinat Kriegshaber war.
Schon drei Jahre vor Genehmigung der Gemeinde durch die Regierung wurde 1858 das Haus Wintergasse A 13 für 13.000 Gulden gekauft und zunächst zu einer reinen Synagoge ausgebaut und später durch Rabbiner- und Lehrerwohnungen erweitert; deren Einweihung erfolgte im April 1865.
Durch diese Entwicklung nahm die jüdische Bevölkerung in der Stadt in der zweiten Hälfte des 19. Jahrhunderts rapide zu, so dass 1895 1.156 Juden in Augsburg lebten. Inzwischen waren schon ein jüdischer Friedhof (1867) sowie ein reges Vereinsleben (ein Männer-, ein Frauen- und ein Speiseverein jeweils mit wohltätigen Zwecken) entstanden. Die jüdischen Industriellen, Bankiers, Handels- und Kaufleute nahmen im wirtschaftlichen Leben der Stadt eine bedeutende Rolle ein und gehörten nahezu vollständig der gehobenen Mittel- beziehungsweise Oberschicht an.
Schon zu dieser Zeit forderten immer mehr Gemeindemitglieder den Bau einer neuen Synagoge, der zudem durch das Drängen der Stadt nötig wurde: Das alte Gebäude befand sich in einem maroden Zustand. So wurde 1903 ein Gartengut an der Halderstraße erworben, für das 1912 ein Architektenwettbewerb ausgeschrieben wurde. In den Jahren 1914 bis 1917 wurden schließlich die Pläne von Fritz Landauer und Heinrich Lömpel verwirklicht.
Mit der Machtergreifung der Nationalsozialisten 1933 litten auch die Augsburger Juden mehr und mehr unter Repressalien: Innerhalb von fünf Jahren wurden nahezu alle jüdischen Firmen geschlossen oder arisiert.
Ihren vorläufigen Höhepunkt erreichte die Unterdrückung der Juden während der Novemberpogrome 1938 am frühen Morgen des 10. November 1938: Etwa 30 NSDAP-Mitglieder zerstörten die Inneneinrichtung der Synagoge und legten Feuer, das allerdings wegen der umliegenden Wohn- und Kommunalbauten sowie einer Tankstelle wieder gelöscht wurde, so dass das Gebäude an sich erhalten blieb und während des Zweiten Weltkrieges als Kulissenlager des Stadttheaters zweckentfremdet wurde. Auf der Kuppel der Synagoge wurde ein Beobachtungsstand der Flugabwehrartillerie eingerichtet.
Obwohl seit 1933 viele Juden ausgewandert waren, war deren Zahl in der Stadt durch Zuzug jüdischer Bürger aus ländlichen Gemeinden nicht stark gesunken. 356 bis 450 Gemeindemitglieder wurden in sieben Transporten nach Auschwitz, Piaski, Riga und Theresienstadt deportiert. Nur wenige Augsburger Juden überlebten die Shoa.
Nach dem Ende des Zweiten Weltkrieges kehrten nur wenige ehemalige Augsburger Juden zurück in die Stadt, unter ihnen Ludwig Dreifuß, der von der amerikanischen Militärregierung zum ersten Nachkriegsbürgermeister ernannt wurde. 1946 wurde die Israelitische Kultusgemeinde Augsburg-Schwaben gegründet, die über eine sehr lange Zeit nicht viel Zuwachs erfuhr. Von süddeutschen Problemen sprach Hans Erich Fabian, erster Vorsitzender der Berliner Gemeinde, bezüglich der Konflikte, die sich zwischen wenigen zurückgekehrten deutschen Juden und der überwiegenden Mehrheit der osteuropäischen Juden vor allem im Süden Deutschlands ergaben. Es wurde befürchtet, dass sich die deutsch-jüdischen Traditionen nicht behaupten könnten. Besonders vehement wurden die Auseinandersetzungen in Augsburg geführt, wo sich 32 deutsche Juden weigerten, den 60 Juden ohne deutsche Staatsangehörigkeit die Gemeindemitgliedschaft zu gewähren. Der Zentralrat nahm hierzu eindeutig Stellung, die Gemeindemitgliedschaft sei unabhängig von Staatsangehörigkeit und Geburtsort. Erst nach Jahren erhielten diese Juden zwei von neun Vorstandssitzen. 1987 hatte die Gemeinde 247 Mitglieder. Nach dem Zusammenbruch der Sowjetunion 1990 änderte sich dies durch den Zuzug zahlreicher Kontingentflüchtlinge aus der ehemaligen Sowjetunion rapide, so dass die Gemeinde – die allerdings für ganz Schwaben zuständig ist – heute (2024) etwa 1208 Mitglieder zählt.

#### Buddhismus
Mit der Gründung des Vereins Wat Buddha Augsburg (etwa 130 Mitglieder) wurde 2002 im Stadtteil Göggingen ein Tempel eingerichtet, der hauptsächlich von Migranten aus Thailand benutzt wird. Jeden ersten Sonntag im Monat wird die Zeremonie aus dem Tempel Maha Dhamma Kaya Cetiya in der Nähe von Bangkok per Internet übertragen. Zu diesem Termin reisen auch Gläubige von außerhalb an. Inzwischen ist der Verein nach Königsbrunn umgezogen.
Seit Januar 2000 trifft sich die buddhistische Gruppe Zen in Augsburg jeden Mittwoch und Sonntag zur regelmäßigen Meditation in Augsburg. Lehre und Praxis folgen dabei der traditionellen japanischen Rinzai-Zen-Tradition.

### Dialekt
Da Augsburg sich in Bayrisch-Schwaben befindet, besitzt der Augsburger Dialekt Eigenschaften sowohl vom Oberbairischen wie auch vom Schwäbischen. Sprachwissenschaftler Manfred Renn berichtet von einer Studie, die festgestellt habe, dass der Dialekt eher in Richtung Schwäbisch gezogen werde. Typische Merkmale des Schwäbischen im Augsburger Dialekt sind die Diminitiv-Endung -le (Stüble, Würstle statt Stüberl, Würstl) und die s-Palatalisierung (zumindescht statt zumindest).
Augsburgerisch liegt wie alle alemannischen Dialekte südwestlich der fest-fescht-Linie: historisches /s/ ist vor /t/ (und seltener /p, b/ und /k/) in allen Positionen zu /ʃ/ verschoben, zum Beispiel ist → isch; weißt → woisch; Augsburg → Augschburg; und dem standarddeutschen Satz „könntest du mir nicht einmal zeigen, wie ich das am besten zu tun habe“ entspricht dialektales kénndsch mr ned amol zoiga, wia i dés âm beschda zom dua hâb/hâo. Weitere Merkmale sind das (für ganz Bayern charakteristische) gerollte alveolare [r] und die /n/-Apokope; zum Beispiel entspricht standarddeutschem sprechen mundartliches schprecha, und „der steinerne Mann“ lautet in der Ortsmundart dr schtoinarne Mâ (oder dr schtoinerne Mo), die Straßenbahn ist die Schtrossabô.

## Geschichte
Der Name der Stadt, die zu den ältesten in Deutschland gehört, geht auf das 15 v. Chr. gegründete römische Heerlager und die spätere römische Provinzhauptstadt Augusta Vindelicum zurück. Der Name bedeutet: Die Stadt des Augustus im Gebiet der Vindeliker. Die Vindeliker waren ein keltischer Volksstamm. Im 13. Jahrhundert löste sich die Stadt von der Bischofsherrschaft, wurde spätestens 1316 zur Reichsstadt und häufiger Schauplatz von Reichstagen mit engen Verbindungen zu den Herrschern des Heiligen Römischen Reiches, die unter anderem von den Kaufmannsfamilien Welser und Fugger finanziert wurden („Fuggerstadt“). Nach der Reformation wurde Augsburg, in dem 1555 der Augsburger Religionsfriede geschlossen wurde, bikonfessionell.
Augsburg liegt am Zusammenfluss von Wertach und Lech, das Stadtgebiet ist seit Jahrhunderten von einem komplexen Kanalsystem durchzogen. Der Wasserreichtum war grundlegend für das Entstehen und den Wohlstand der Stadt und beflügelte unter anderem auch die Künste und die Technik. Im Jahr 2019 wurden 22 Objekte des Augsburger Wassermanagement-Systems als Weltkulturerbe der UNESCO ausgezeichnet.

### Ortsname
Frühere Schreibweisen der Stadt aus diversen historischen Karten und Urkunden waren:
- Antike Augusta Vindelicum
- 14. Jahrhundert Uschburk

### Antike

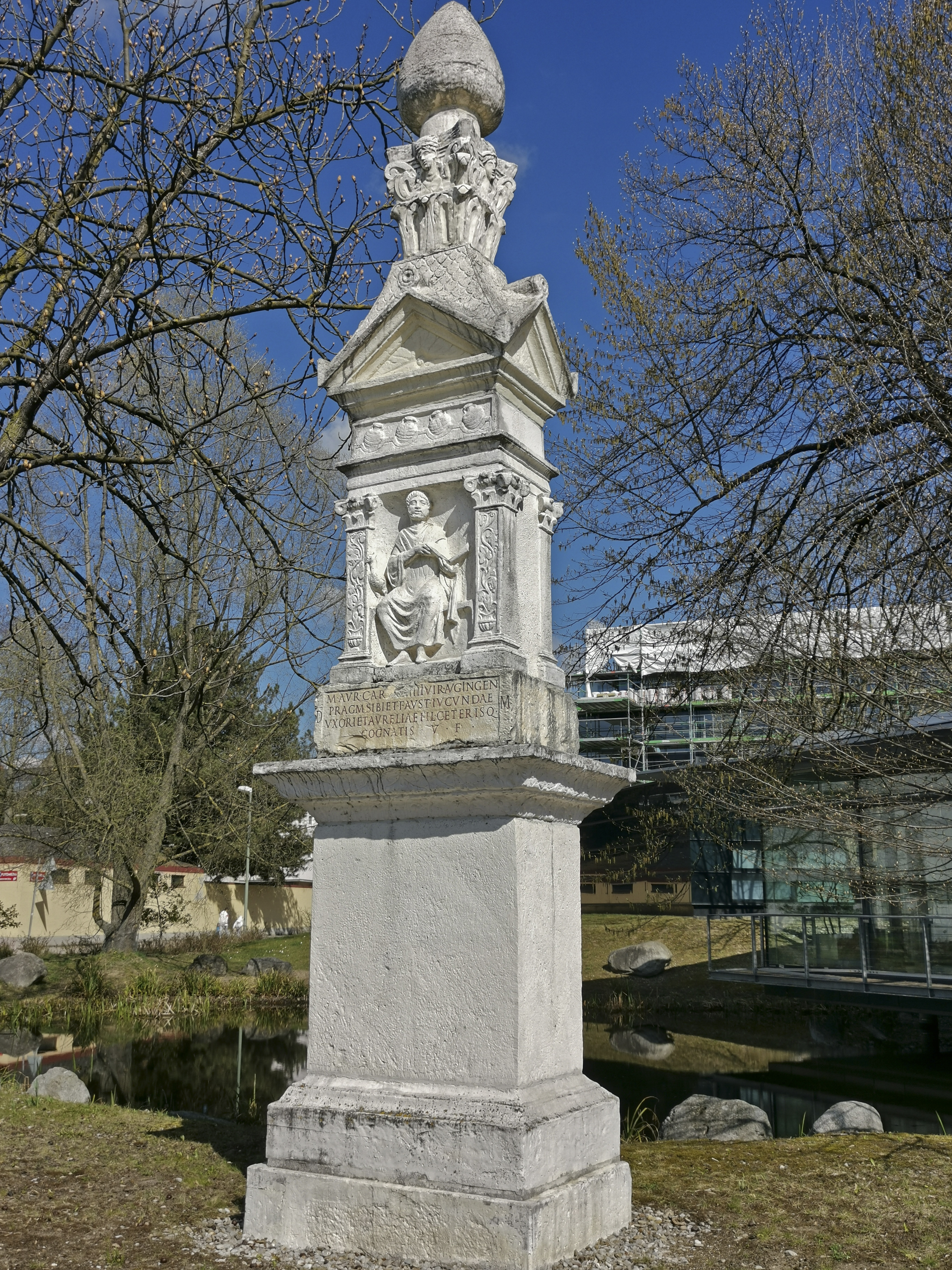
Kopie des Grabmals von Aurelius Carus, Mitarbeiter der Provinzverwaltung

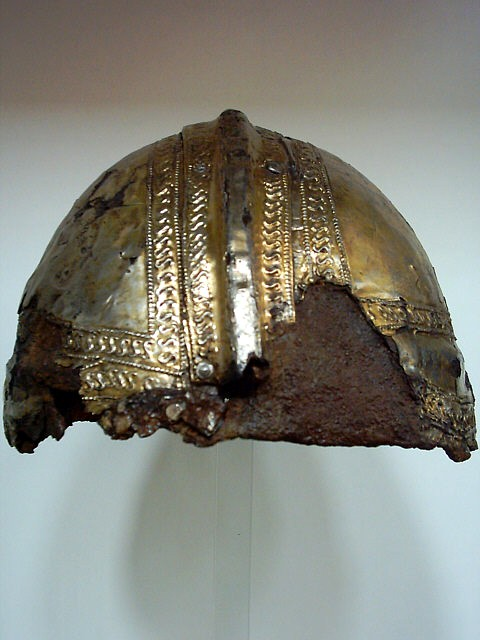
Spätrömischer Kammhelm (Römisches Museum Augsburg)

Als Gründungsjahr Augsburgs gilt 15 v. Chr., da in diesem Jahr auf dem Gebiet des heutigen Stadtteils Oberhausen ein Legionslager, das später auch als Nachschubdepot diente, errichtet wurde. Kaiser Augustus hatte seinen beiden Stiefsöhnen Drusus und Tiberius den Auftrag dazu erteilt. Diesem Gründungsdatum zufolge wäre Augsburg nach Trier die zweitälteste Stadt Deutschlands, wobei dies nach verschiedenen Kriterien gewertet werden kann (siehe Artikel Älteste Städte Deutschlands). Gesichert ist dagegen, dass sie nach Augusta Treverorum, dem heutigen Trier, eine der größten römischen Siedlungen nördlich der Alpen war.
Um das vor der Zeitenwende entstandene Lager bildete sich im ersten Jahrhundert die Siedlung Augusta Vindelicum (siehe Namensherkunft), der Kaiser Hadrian im Jahr 121 n. Chr. das römische Stadtrecht verlieh. Augsburg war ab etwa 95 n. Chr. Hauptstadt der römischen Provinz Raetien, die sich bis nach Oberitalien erstreckte. Es ist unbekannt, wann genau Augsburg Provinzhauptstadt wurde. Archäologische Befunde deuten darauf hin, dass Kempten (Cambodunum) noch bis ins späte 1. Jahrhundert n. Chr. diese Funktion hatte. Tacitus bezeichnete Augsburg als die schönste („splendidissima“) Stadt Raetiens.
Neuen Forschungen zufolge wurde der Neckar-Odenwald-Limes erst im Jahre 98 n. Chr. unter Kaiser Trajan angelegt, zeitgleich mit dem für dieses Jahr gesicherten Bau der römischen Fernstraße von Mainz über Bad Cannstatt nach Augsburg. Ein Zusammenhang dieser beiden strategischen Bauprojekte mit der Verlegung der Hauptstadt der Provinz Rätien von Kempten nach Augsburg liegt nahe, ist aber bisher nicht positiv belegt (vergleiche hierzu: Kinzig (Rhein)#Die historische Römerstraße).
Im Jahre 260 n. Chr. fielen die germanischen Juthungen in Italien und Raetien ein und verschleppten tausende Italiker. Auf ihrem Rückmarsch wurden sie jedoch in einer zweitägigen Schlacht vom römischen Statthalter bezwungen und in die Flucht geschlagen, wie der 1992 gefundene Augsburger Siegesaltar belegt. 271 kam es nach wiederholten Vorstößen der Juthungen und anderer Stämme zur Belagerung der Stadt.

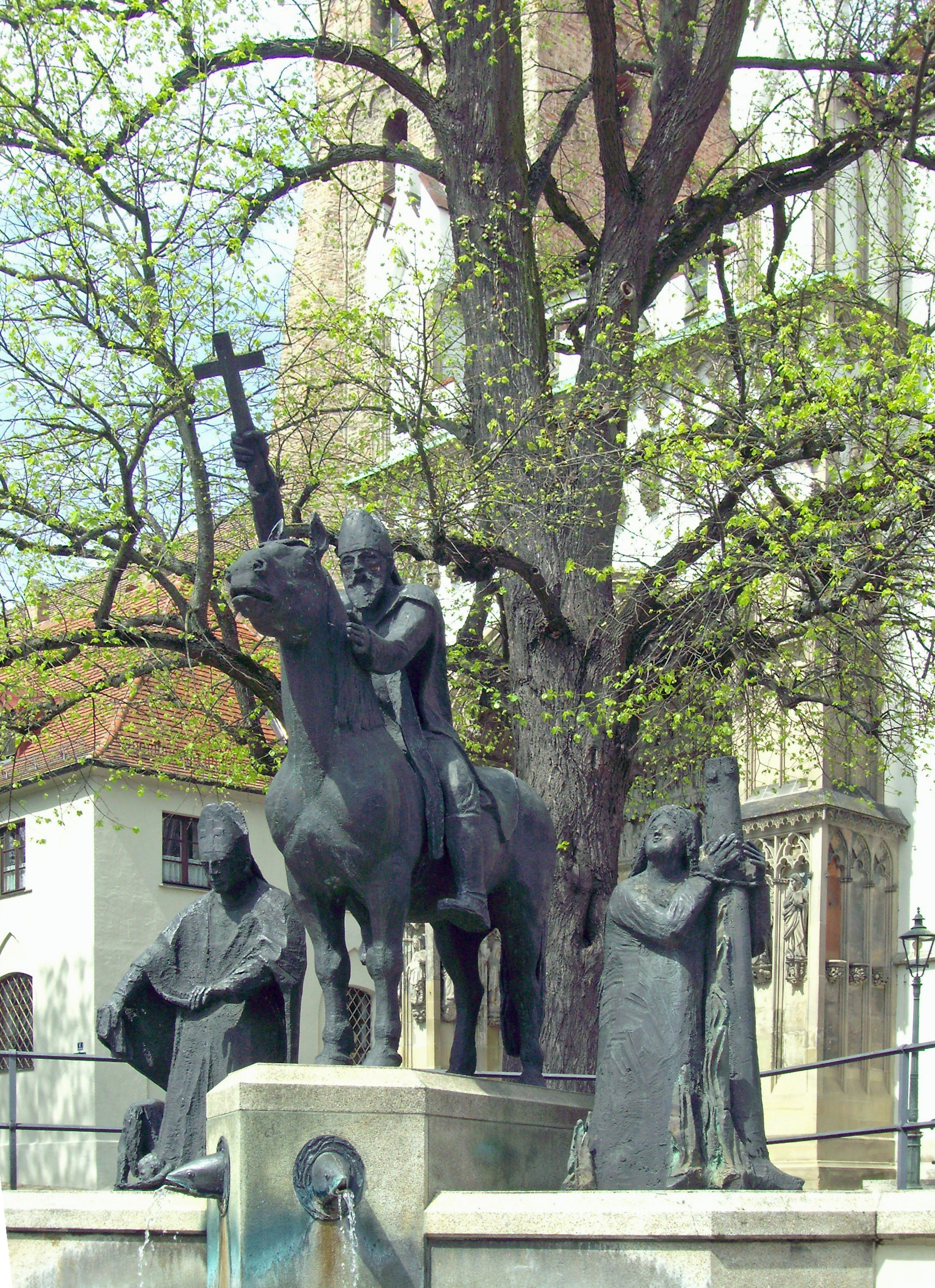
Augsburger Heilige in Spätantike und Frühmittelalter: Afra von Augsburg († 304), Bischof Simpert (links, um 750–807) und Bischof Ulrich von Augsburg (890–973)

Nach der Teilung der römischen Provinz Raetia im Jahr 294 wurde Augsburg Hauptstadt der Provinz Raetia Secunda, in die nach dem Ende der römischen Herrschaft um 450 die Alamannen einfielen. Die Siedlung bestand – wie die Überlieferung des 6. Jahrhunderts nahelegt – aber fort.
Schon in der Spätantike wurde Augsburg möglicherweise Sitz eines Bischofs, auch wenn es dafür keine schriftlichen und archäologischen Zeugnisse gibt. Überlieferungen über einen Bischof Narcissus von Girona um 300, in dessen Zeit das angebliche Martyrium der Afra von Augsburg fällt, sind unsicher. Der Mediävist Bernhard Schimmelpfennig hat herausgearbeitet, dass es sich hierbei sehr wahrscheinlich ursprünglich um einen männlichen römischen Heiligen namens Afer gehandelt haben wird, der wohl durch Verschreiben zu einer Frau namens Afra wurde.

### Mittelalter

#### Frühe Entwicklung
Es ist ungeklärt, ob Augsburg als Verwaltungssitz ohne Unterbrechung zwischen Antike und Mittelalter fortbestand. Die Siedlung und das Christentum ihrer Bevölkerung sind aber für das 6. Jahrhundert bezeugt, wie sich aus der Erwähnung der Verehrung der Stadtheiligen Afra in der Vita sancti Martini des Venantius Fortunatus von 565 und aus archäologischen Funden ergibt.
Augsburg war zur Zeit Karls des Großen von Kämpfen zwischen Bayern und Franken betroffen. Der von Karl eingesetzte Bischof Simpert machte sich um den Wiederaufbau der Stadt verdient. Die Bedeutung Augsburgs wuchs gegen Ende des Frühmittelalters wieder an, als König Otto I. mit Hilfe des Bischofs Ulrich von Augsburg die westwärts strebenden Ungarn in der im Jahre 955 geführten Schlacht auf dem Lechfeld südlich der Stadt besiegte.
Am 21. Juni 1156 erhielt Augsburg durch Kaiser Friedrich Barbarossa wieder das Stadtrecht, das knapp hundert Jahre später 1251 durch das Recht auf Führung eines Siegels und auf Besteuerung ihrer Bürger erweitert wurde. Barbarossas Augsburger Schied 1158 (zwei Jahre nach der Stadterhebung Augsburgs) markiert den offiziellen Stadtgründungstag Münchens.

#### Erhebung Augsburgs zur Reichsstadt
Den Höhepunkt dieser Entwicklungen bildete die Reichsunmittelbarkeit, die am 9. März 1276 von König Rudolf von Habsburg mit dem Privileg des eigenen Satzungsrechts verliehen wurde. Das Stadtrecht wurde im Stadtbuch von 1276 zusammengefasst. Die nun ausgeweitete Selbstständigkeit Augsburgs führte zu heftigen Auseinandersetzungen mit dem Hochstift als weltlichem Herrschaftsbereich des Fürstbischofs, die ihren Höhepunkt in der Verlagerung der bischöflichen Hauptresidenz nach Dillingen an der Donau im 15. Jahrhundert fanden. Die Entwicklung Augsburgs zur Reichsstadt wurde laut Eberhard Isenmann 1316 abgeschlossen, als Ludwig der Bayer die Unveräußerlichkeit der Stadt vom Reich garantierte.
In der Folge übernahmen mehr und mehr Patrizierfamilien die Herrschaft über die Stadt, was jedoch nicht immer problemlos ablief: So gab es 1368 einen Aufstand der städtischen Handwerker, der zur Einführung einer Zunftverfassung führte. Elf Jahre später trat Augsburg dem Schwäbischen Städtebund bei, der 1388 wieder zerfiel.
Infolge der Zunftverfassung und der damit verbundenen Regulierung aller handwerklichen Tätigkeiten wuchs die Macht der Zünfte stetig an, und sie waren bis 1547 an der Stadtregierung beteiligt. Sieben Jahre zuvor, 1540, war die Augsburger Börse gegründet worden.
Die Stadt entwickelte sich aufgrund ihrer zentralen Lage an alten Fernstraßen, z. B. der Via Claudia Augusta, der Via Julia und der Via Imperii, zu einer bedeutenden Handelsstadt mit Beziehungen zu den Hansestädten an Nord- und Ostsee sowie nach Italien.

### Frühe Neuzeit

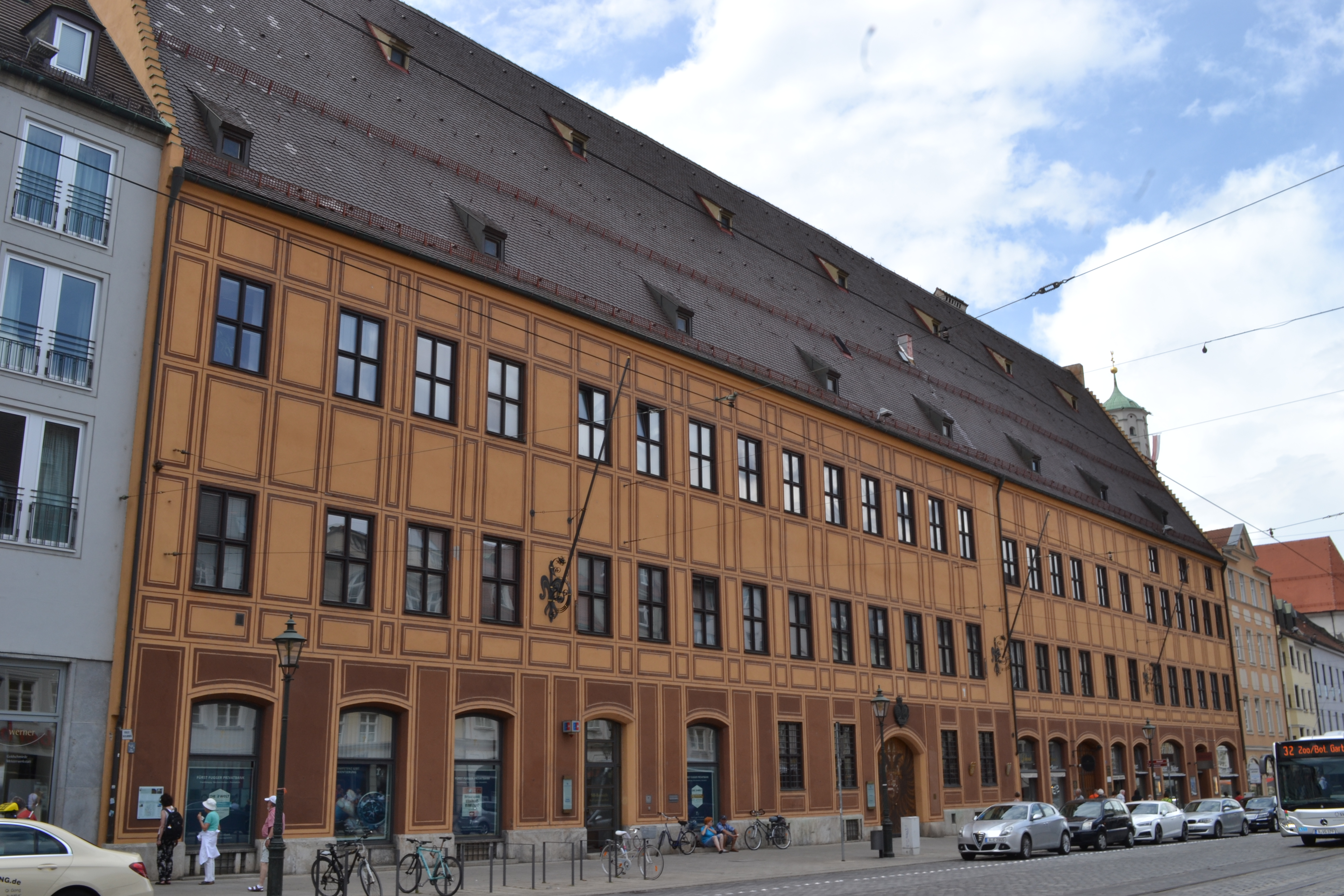
Fuggerscher Stadtpalast

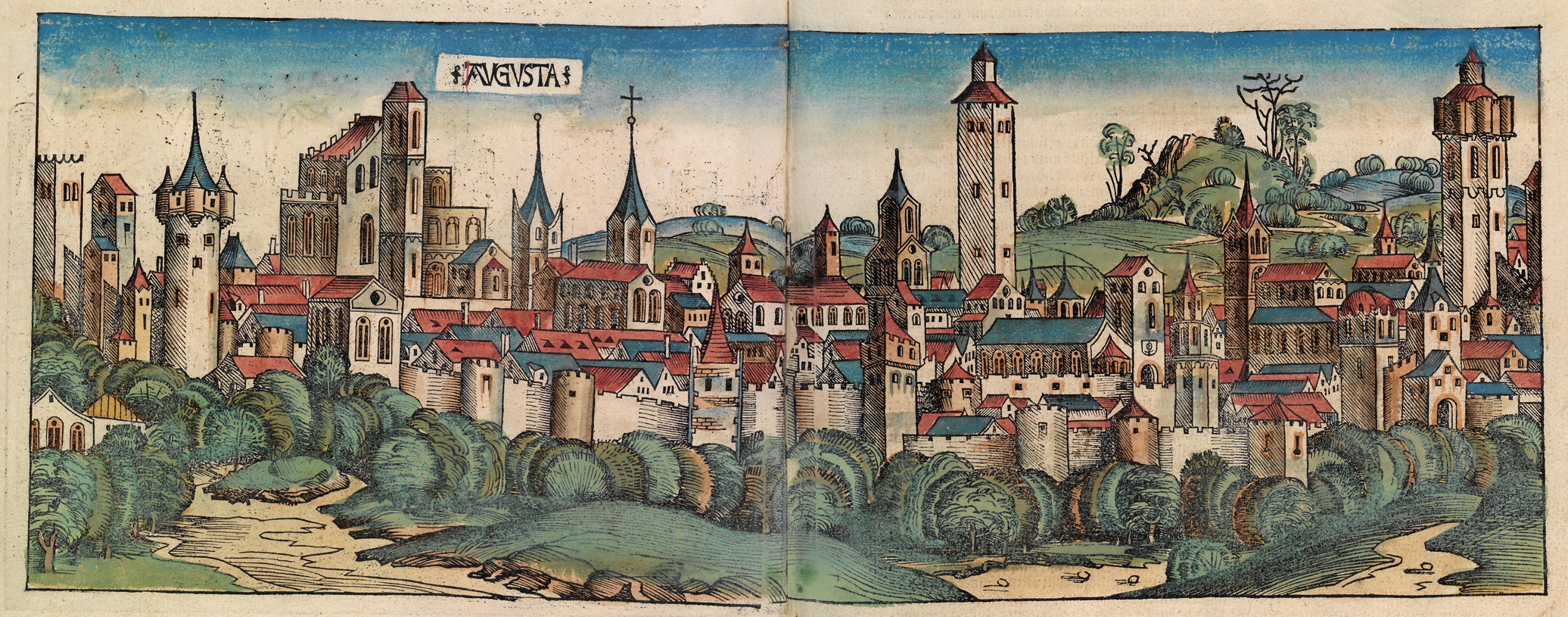
Augsburg in der Schedelschen Weltchronik 1493

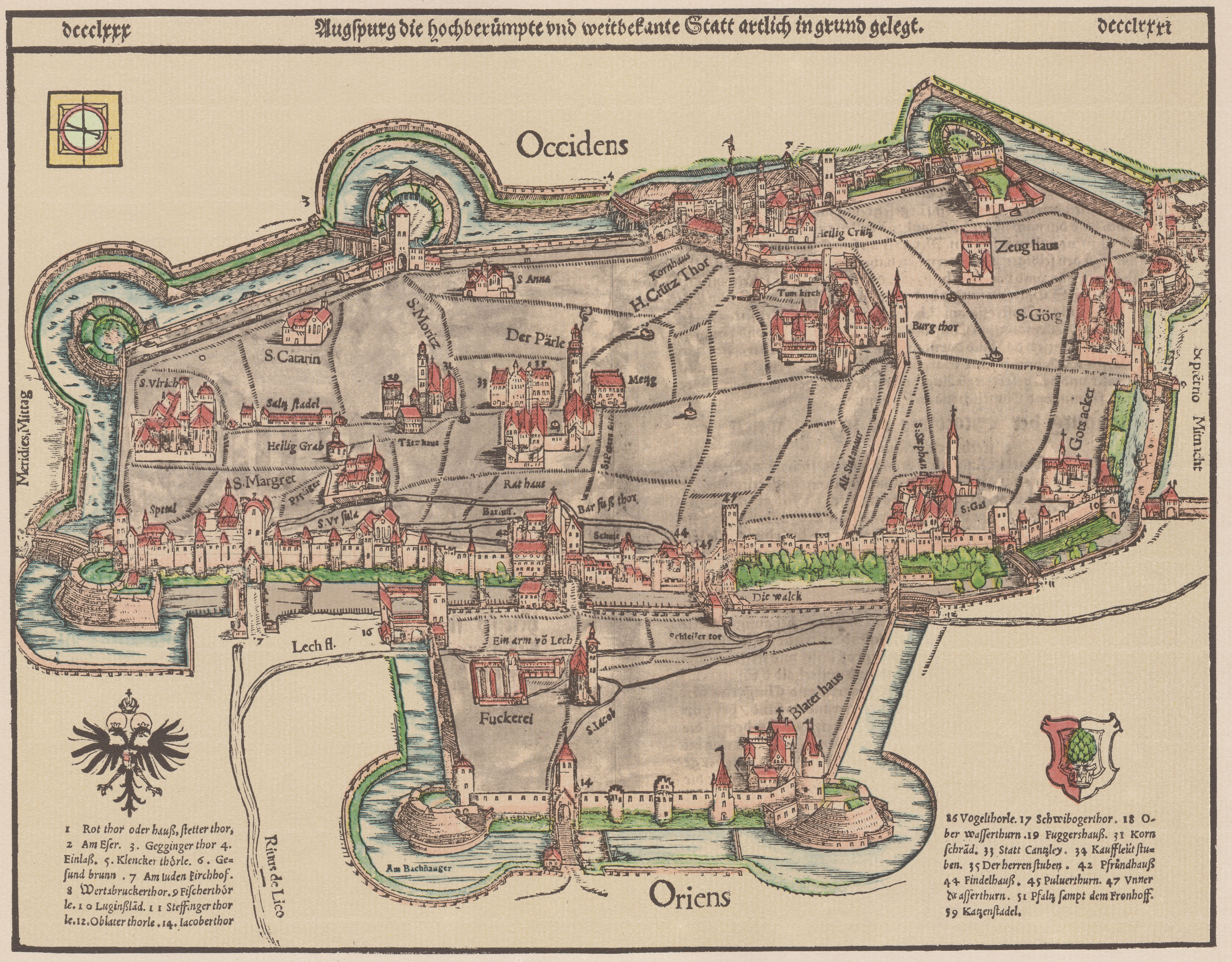
Plan der Stadt um 1550

Den Höhepunkt dieser Periode stellt die Diktatur des Ulrich Schwarz dar, der das Bürgermeisteramt 1469 mit großen politischen Visionen übernommen hatte. Anfangs gelang es ihm unter anderem, den bis dato unterrepräsentierten niederen Zünften Mitsprache im Stadtregiment einzuräumen und Augsburg aus der Überschuldung zu befreien. Als sich ihm das Patriziat jedoch entgegenstellte, griff er zu brutalen Mitteln und ließ an den Patrizierbrüdern Vittel die Todesstrafe vollstrecken, was zu seinem eigenen Sturz und seiner Hinrichtung 1478 führte.
Mit dem Zuzug Günther Zainers begann das Aufblühen des Augsburger Buchdrucks. Im Jahr 1468 druckte er S. Bonaventurae meditationes vite domini. Neben geistlicher Literatur verkaufte der Typograf Volksbücher in deutscher Sprache, Erbauungsschriften, Arzneibücher und Kalender. Im Jahr 1471 schnitt Zainer mit der Type 3 eine der ersten deutschen Antiquaschriften. Erhard Ratdolt vervollkommnete aus Venedig bezogenes Antiqua-Design. Weitere entstandene Offizinen sorgten dafür, dass die Stadt an der Wende vom 15. zum 16. Jahrhundert zu den namhaftesten Verlagsorten in Europa zählte. Nicht zuletzt Johann Schönsperger trug dazu bei. Da die Reichsstadt über keine Universität verfügte und Absatzmöglichkeiten außerhalb des wissenschaftlichen oder kirchlichen Sektors allein das weltliche Publikum eröffnete, wurden zwischen 1480 und 1500 etwa 75 Prozent der hergestellten Bücher in Augsburg in Umgangssprache gedruckt. So brachte es der deutsche Äsop auf damals 22 Auflagen. Schönspergers Theuerdank wird den großartigsten Erzeugnissen im Buchdruck der Renaissance zugerechnet.
Nachdem schon im 13. Jahrhundert einzelne Städte des Reichs das Münzrecht erhalten hatten, versuchte auch der Augsburger Rat dieses Privileg zu erlangen. Der Augsburger Stadtschreiber Konrad Peutinger wurde als Leiter der Stadtverwaltung und als kaiserlicher Rat im Frühjahr 1521 auf den Reichstag zu Worms gesandt, der unter der Regierung des jungen Kaisers Karl V. abgehalten wurde. Er sollte dort nicht nur die alten Privilegien erneuern lassen, sondern auch das Ansuchen stellen, das Münzrecht für die Stadt zu erhalten, was ihm auch gelang. Am 21. Mai 1521 unterschrieb Kaiser Karl V. die entsprechende Urkunde, in der der Stadt Augsburg die Erlaubnis erteilt wurde, eigene Münzen zu prägen. Noch im selben Jahr wurde die Prägetätigkeit aufgenommen. Die reichsstädtischen Prägungen Augsburgs endeten im Jahr 1805, als Augsburg die Reichsfreiheit verlor und an Bayern fiel.
Bereits vor dem endgültigen Niedergang der Zunftherrschaft im Jahre 1547 entwickelte sich Augsburg vom Beginn der Neuzeit bis zum Ende der Renaissance zu einem der bedeutendsten Handels- und Wirtschaftszentren der Welt, was vor allem auf den Einfluss der Kaufmannsfamilien Fugger und Welser zurückging. In dieser Zeit zählte Augsburg zusammen mit Köln, Prag und Nürnberg zu den größten Städten des Heiligen Römischen Reiches.

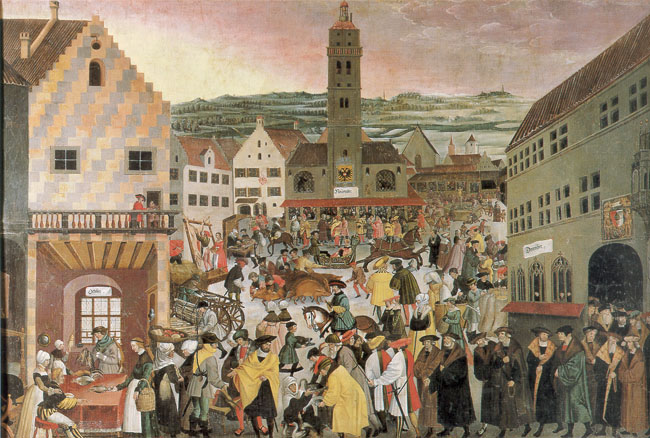
Perlachplatz (1550)

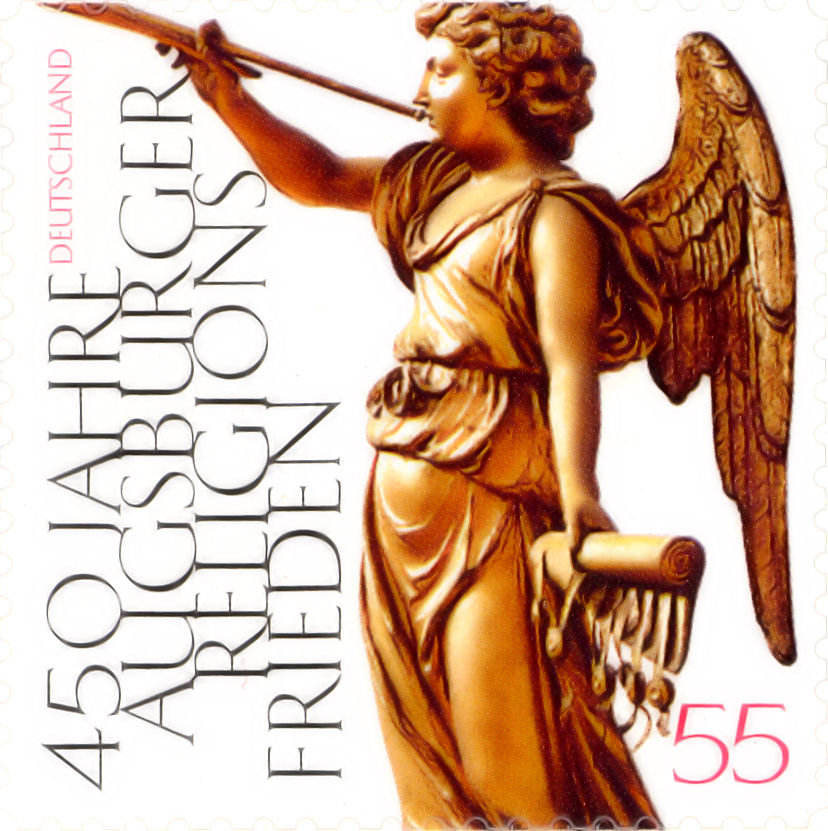
Sondermarke zum Gedenken an 450 Jahre Augsburger Religionsfrieden

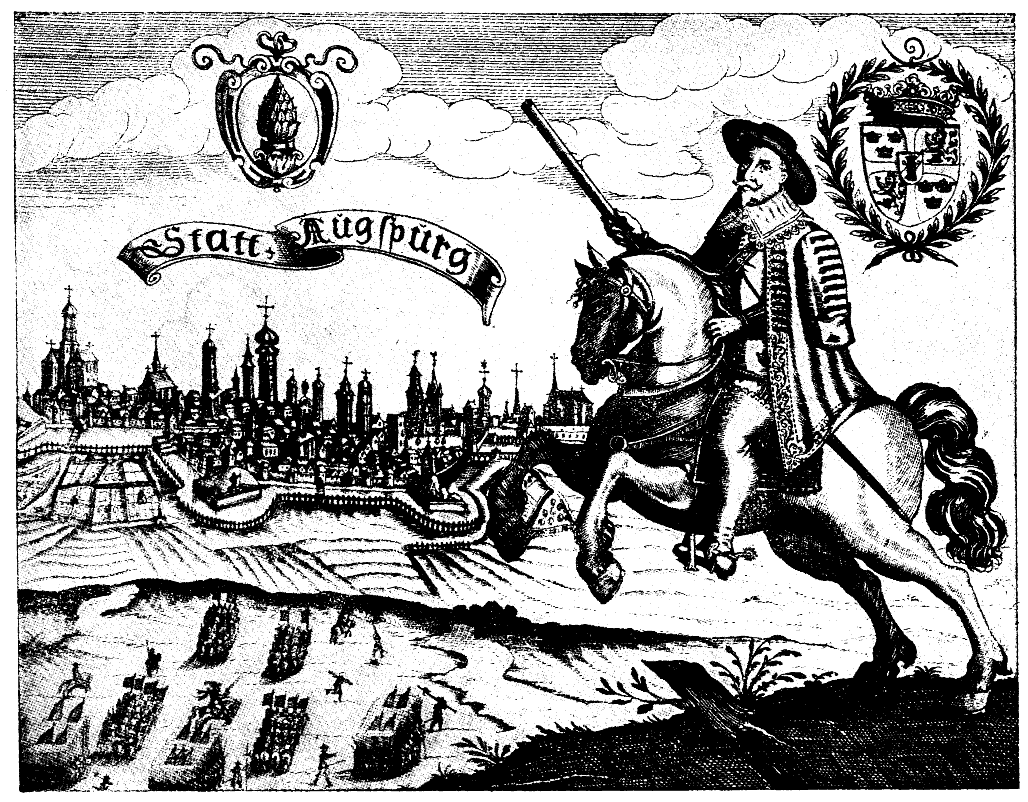
Gustav II. Adolf vor den Mauern Augsburgs im Jahre 1632

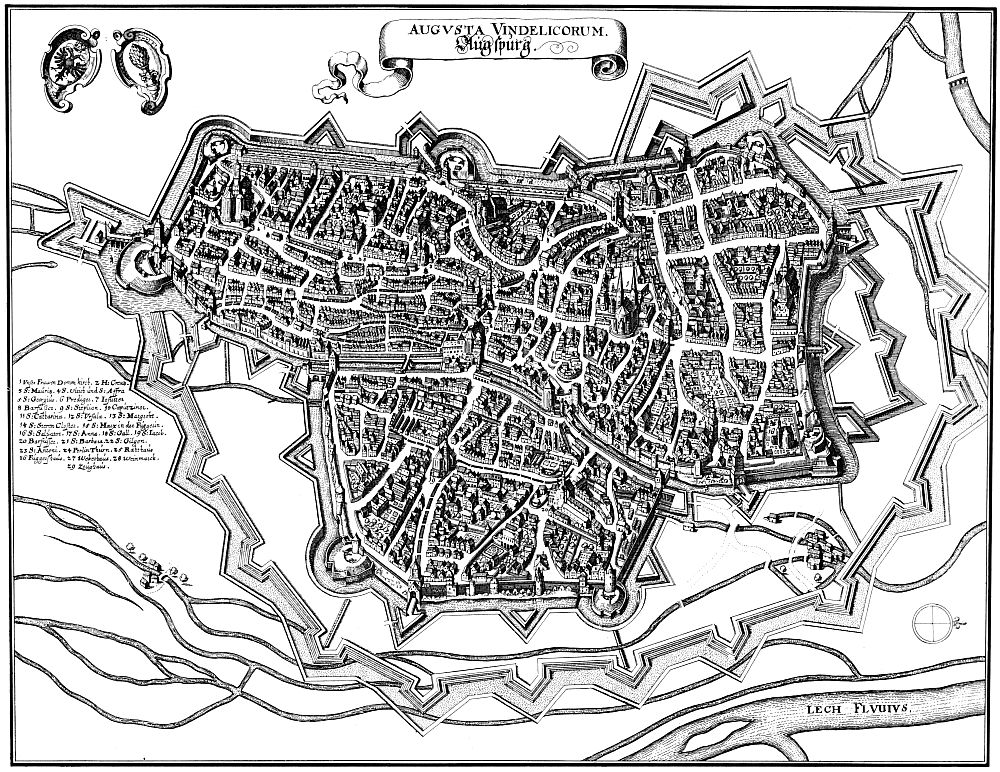
Augsburg im Jahre 1643

#### Reformationszeit
Die Stadt gehörte ab 1500 zum Schwäbischen Reichskreis. Nach dem Reichstag zu Augsburg musste sich Martin Luther 1518 in den Fuggerhäusern vor dem vom Papst beauftragten Kardinal Thomas Cajetan hinsichtlich seiner Thesen verantworten. Er traf am 7. Oktober in der Stadt ein und verließ sie am 20. des Monats. Am 12., 13. und 14. Oktober fanden die Verhandlungen mit Kardinal Cajetan statt. Luther wohnte während seines Aufenthaltes im Karmelitenkloster St. Anna, wo sich auch der Augsburger Bürgermeistersohn und Karmeliter Christoph Langenmantel aufhielt, der sich freundschaftlich um ihn kümmerte und ihn beriet. Als Martin Luther den Widerruf seiner Thesen verweigerte, bestand die dringende Gefahr seiner Verhaftung. Christoph Langenmantel führte ihn in der Nacht vom 19. zum 20. Oktober heimlich durch eine geheime Pforte in der Stadtmauer, so dass er entfliehen konnte. Mit Datum vom 25. November 1518 sandte ihm Luther aus Wittenberg einen Dankesbrief. Augsburg gehörte 1529 zu den Vertretern der evangelischen Minderheit beim Reichstag zu Speyer, beteiligte sich aber nicht an der Protestation. Ihre Bürgerschaft forderte die ungehinderte Ausbreitung des evangelischen Glaubens, die auf dem Reichstag zu Augsburg 1530 mit dem Augsburger Bekenntnis von Philipp Melanchthon formuliert wurde. Die Confessio Augustana stellt die Bekenntnis- und Gründungsurkunde der Lutherischen Kirche dar.
In der Stadt Augsburg existierte zwischen 1524 und 1573 eine bedeutende Täufergemeinde, die vor allem durch die Augsburger Märtyrersynode im August 1527, eine internationale Zusammenkunft von Abgesandten unterschiedlicher Täuferkreise, Bekanntheit erlangte. Bedeutende Gestalten der Augsburger Täufer waren Jakob Dachser, Hans Leupold und Pilgram Marbeck. Die meisten der Synodalen starben später als Märtyrer für ihre Überzeugungen.
Am 22. Juli 1534 beschloss der Große Rat der Stadt, dass nur von ihm „installierte“ Prädikanten in der Stadt predigen durften. Der katholische Gottesdienst wurde auf die acht Kirchen der Stifte eingeschränkt. Kleinere Kirchen und Klosterkirchen wurden geschlossen. Mit diesem Religionsmandat nahm der Rat formal die Kirchenhoheit der Stadt in Anspruch.
Im Jahr 1548 veranlasste Kaiser Karl V. eine neue patrizische Stadtverfassung und erließ das Augsburger Interim. Mit der neuen Stadtverfassung führte die Stadt ein paritätisches Regierungs- und Verwaltungssystem ein (Gleichberechtigung und exakte Ämterverteilung zwischen Katholiken und Protestanten – siehe Paritätische Reichsstadt). Der Augsburger Reichs- und Religionsfrieden 1555 beruhigte auch in der Stadt das Zusammenleben der Bürger. 28 Jahre später – am 14. Februarjul. / 24. Februar 1583greg. – wurde in Augsburg der Gregorianische Kalender eingeführt; dies führte zu einem heftigen Kalenderstreit, der im Juni 1584 mit der Ausweisung des lutherischen Theologen Georg Mylius seinen Höhepunkt erreichte.

#### Dreißigjähriger Krieg
Während des Dreißigjährigen Krieges wurde die Fuggerstadt 1628 mit einer Garnison von acht Kompanien bayerischer Truppen belegt, was wöchentliche Kosten von 8950 Gulden verursachte. Unter der Besatzung wurde ab 1629 das Restitutionsedikt zu Lasten der Protestanten mit Zwang durchgesetzt, und aus dem Rat der Stadt und den Schulen wurden die Protestanten entfernt. Am 19. April 1632 stand das schwedische Heer unter König Gustav Adolf vor den Toren und forderte die Übergabe der Stadt. Am 20. April stimmte der Rat der Stadt der freiwilligen Übergabe gegen freien Abzug der bayerischen Besatzungstruppen zu. Neuer Kommandant wurde zunächst der Sohn des schwedischen Reichskanzlers Oxenstierna und nach ihm Johann Georg aus dem Winckel. Die protestantischen Bürger erhielten ihre alten Rechte zurück. Anfang 1634 gab es in der Stadt kaum noch Lebensmittel, weil die nähere Umgebung von durchziehenden Truppen völlig verwüstet und ausgeplündert war. Mitte des Jahres 1634 nutzen erneut zwei schwedische Heere unter Bernhard von Sachsen-Weimar und Gustaf Horn die Stadt und die Umgebung als Lager- und Ausgangsort für ihre Operationen bei den Kämpfen um Regensburg und Landshut. Nach der vernichtenden Niederlage der Schweden bei Nördlingen wurde Augsburg im Herbst 1634 von kaiserlichen und bayerischen Truppen eingekreist und abgeriegelt, in der Absicht, die Stadt auszuhungern. Alle Zufahrtswege wurden blockiert, und immer wieder wurde versucht, die Wasserzufuhr zu unterbinden. In der Stadt entstand eine Hungersnot mit grausamen Begleitumständen und 5000 Toten am Jahresende 1634. Danach wurden nur noch protestantische Bürger versorgt. Nachdem auch Versuche des schwedischen Kommandanten misslangen, heimlich Lebensmittel aus Ulm zu besorgen, kapitulierte die Stadt am 13. März 1635. Seit Beginn des Dreißigjährigen Krieges war die Bevölkerung Augsburgs um zwei Drittel gefallen. Unter dem neuen bayerischen Stadtkommandanten Otto Heinrich Fugger wurde der religiöse Zustand zur Zeit des Restitutionsediktes wiederhergestellt, und die Stadt musste Entschädigungszahlungen von 300.000 Gulden aufbringen. In den folgenden 12 Jahren war Augsburg nicht mehr so stark vom Krieg betroffen. Erst gegen Ende des Krieges im September 1646 wurde Augsburg wieder zum Ziel eines vereinigten schwedisch-französischen Heeres unter den Feldherren Carl Gustav Wrangel und Turenne. Die Stadt wurde so heftig beschossen, dass die Bürger wieder bereit waren, die Stadt an die Schweden zu übergeben. Die Schweden gaben aber die Belagerung auf, als sich ein bayerisches Entsatzheer unter dem Feldherrn Johann von Werth näherte. Auch von der letzten großen Feldschlacht des Krieges wurde Augsburg Mitte Mai 1648 noch am Rande betroffen. Nach der Schlacht bei Zusmarshausen zogen sich die vor den schwedisch-französischen Truppen flüchtenden kaiserlich-bayerischen Truppen bis vor die Mauern der Stadt zurück. Der in der Schlacht tödlich verwundete kaiserliche Feldherr Melander starb in Augsburg.
An die Zeiten des Dreißigjährigen Krieges erinnert heute der Schwedenturm mit dem Standbild des Stoinernen Ma sowie die Schwedenstiege, die beide Teile der Augsburger Befestigungsanlage waren.

#### Augsburg in der Barockzeit
Nach 1653 fand auch 1690 nochmals in Augsburg die Wahl des Deutschen Königs statt.
Im 18. Jahrhundert erlebte die Instrumentenmacherkunst in Augsburg eine neue Blüte. Sie ist eng mit dem Namen Georg Friedrich Branders (1713–1783) verbunden, dessen Erzeugnisse in ganz Europa Anklang fanden. Auf Seiten der Musik machten sich Johann Andreas Stein und dessen Tochter Nannette Streicher einen bedeutenden Namen: Ersterer war einer der Lieblingsklavierbauer der Familie Mozart, Letztere erlernte diese Handwerkskunst von ihrem Vater, siedelte um 1800 aber nach Wien über, wo sie einen eigenen musikalischen Salon führte und u. a. einen regen Briefwechsel mit Ludwig van Beethoven führte, der ohne ihre Instrumente seine besten Werke wohl nie geschrieben hätte. Im 18. Jahrhundert war Augsburg zudem eines der bedeutendsten Druckerzeugniszentren Europas. Am 13. Dezember 1703 wurde Augsburg im Spanischen Erbfolgekrieg durch die Bayerische Armee unter Kurfürst Maximilian II. Emanuel besetzt, die es 1704 allerdings wieder räumen musste.
1784/1785 kam es zu Weberunruhen, die schließlich am 29. Januar 1794 im Weberaufstand gipfelten. Den Hintergrund des Streites bildete die aufkommende Textilindustrie mit ihren Kattunmanufakturen, welche das Weberhandwerk bedrohten. So hatte Johann Heinrich Schüle 1771 mit der Schüleschen Kattunfabrik in Augsburg die erste Fabrik auf dem europäischen Kontinent errichtet.

### Augsburg im Königreich Bayern

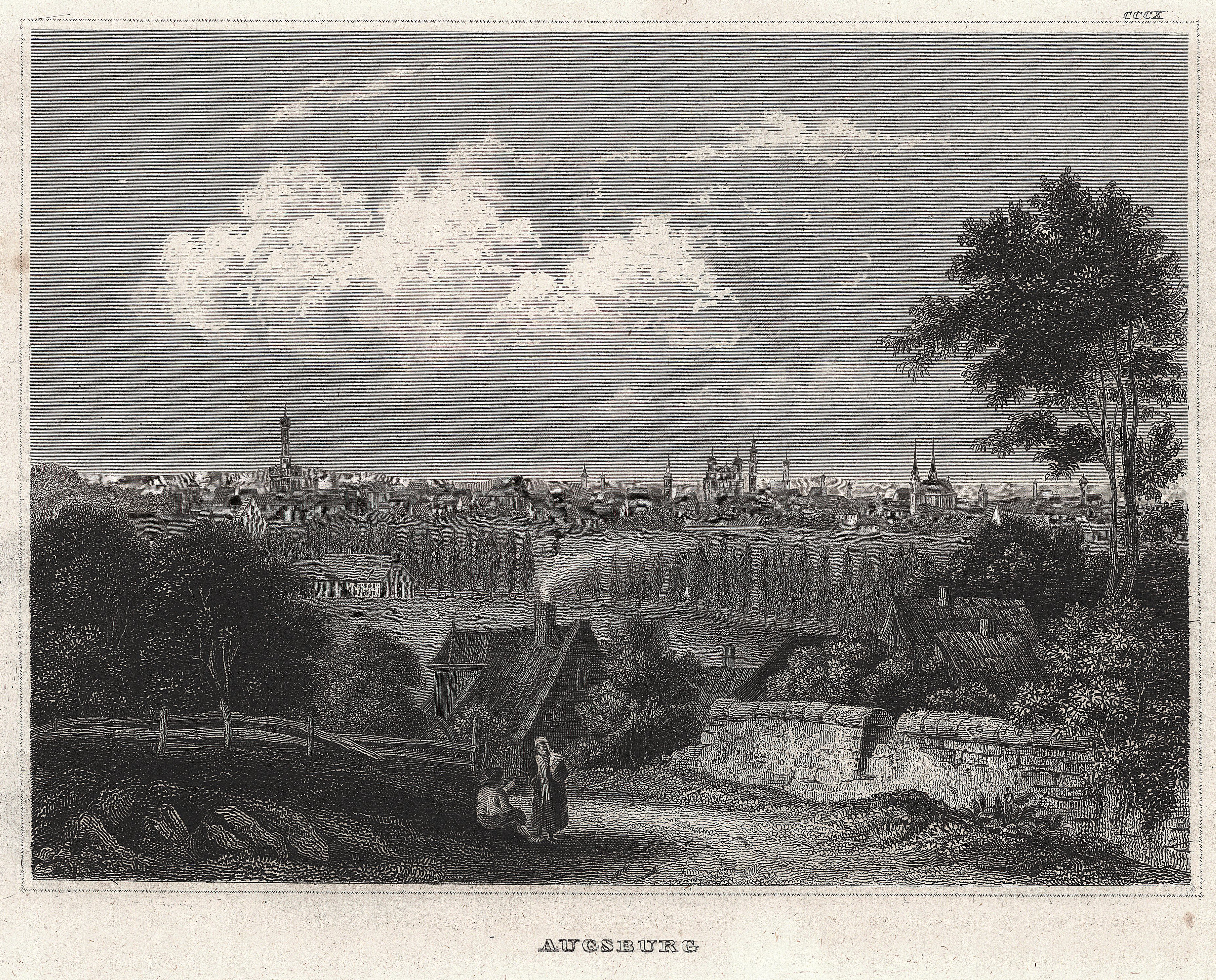
Stadtpanorama um 1840

Durch den Friedensvertrag von Pressburg (26. Dezember 1805) verlor Augsburg, das bereits am 21. Dezember von der Bayerischen Armee besetzt worden war, die Reichsfreiheit und fiel an das Königreich Bayern. Ab 1809 erhielt die Stadt einen eigenen Polizeidirektor und unterstand direkt der Kreisverwaltung. Deshalb bezeichnete man sie als „kreisunmittelbar“. Nach Umbenennung der Kreise in Regierungsbezirke und der Bezirksämter in Landkreise (1938) wurde daraus „kreisfrei“, weil diese Städte außerhalb der Landkreisverbände unmittelbar der Regierung unterstanden.
1839 ging eine erste Eisenbahnverbindung zwischen Augsburg und München in Betrieb. Im Rahmen des 1843 begonnenen Projekts Ludwig-Süd-Nord-Bahn mit der Strecke Augsburg–Nürnberg und Lindau–Augsburg wurde der erste Kopfbahnhof aufgegeben und ab 1846 ein neuer Durchgangsbahnhof benutzt: der bis heute in Betrieb stehende Hauptbahnhof Augsburgs. Die älteste Augsburger Bahnhofshalle dient heute als Teil eines Straßenbahndepots und ist das älteste erhaltene Empfangsgebäude einer deutschen Großstadt, während der Hauptbahnhof das älteste noch im Betrieb befindliche Empfangsgebäude einer deutschen Großstadt besitzt.
1862 entstand das Bezirksamt Augsburg, aus dem später der Landkreis Augsburg hervorging. Dieser wurde bei der Gebietsreform 1972 mit dem ehemaligen Landkreis Schwabmünchen, einem Teil des ehemaligen Landkreises Wertingen, und einigen Orten der Landkreise Donauwörth und Neuburg an der Donau vereinigt. Seine heutige Ausdehnung erhielt der Landkreis Augsburg mit der Ausgliederung der Gemeinde Baar zum Landkreis Aichach-Friedberg im Jahr 1994. Augsburg blieb Sitz des Landkreises, die Stadt selbst war stets kreisfrei.
Im 19. Jahrhundert erlangte Augsburg noch einmal Bedeutung als Zentrum der Textilindustrie und des Maschinenbaus.
Neben der heute nur noch unter dem Kürzel MAN bekannten Maschinenfabrik Augsburg Nürnberg, in der Rudolf Diesel 1893 bis 1897 den Dieselmotor entwickelte, hatte zum Beispiel die Messerschmitt AG seit 1927 hier ihren Hauptsitz. Mit der Allgemeinen Zeitung von Johann Friedrich Cotta erschien in Augsburg außerdem die bedeutendste deutsche Tageszeitung dieser Zeit.
Zum Ende des 19. und Beginn des 20. Jahrhunderts machte sich der technische Fortschritt auch in der Fuggerstadt bemerkbar: Nachdem 1881 bereits Pferdebahnen auf Schienen eingeführt worden waren, ging 1898 die elektrische Straßenbahn in Betrieb. Der Abriss des mittelalterlichen Weberhauses führte in einer Zeit des raschen Wachstums zu heftigen Protesten.
Im April 1919 gab es kurzzeitig im Zusammenhang mit der Münchner Räterepublik auch in Augsburg in Anlehnung an die Sowjets (russ. für „Räte“) eine Räterepublik, die jedoch am Ostersonntag unter dem militärischen Druck der nach Bamberg ausgewichenen bayerischen Regierung unter Johannes Hoffmann weichen musste.

### Nationalsozialismus und Zweiter Weltkrieg
Bei der Reichstagswahl am 5. März 1933 erhielt die NSDAP in Augsburg 32,3 Prozent der Stimmen. Mit Beginn der „Nationalen Revolution in Bayern“ am 9. März begann der Terror gegen politische Gegner auch in Augsburg. Ende März 1933 wurde der 1929 gewählte Stadtrat aufgelöst und anhand der Ergebnisse der Reichstagswahl vom 5. März neu besetzt, jedoch ohne die Stadträte der KPD. Im Mai verließ die SPD, die schon vorher von fast allen städtischen Ausschüssen ausgeschlossen war, auf Druck der Nationalsozialisten den Stadtrat, am 5. Juli folgte die BVP. Die Abgeordneten der DNVP schlossen sich der Fraktion der NSDAP an.
In der Stadtratssitzung vom 28. April 1933 wurde der 2. Bürgermeister der SPD, Friedrich Ackermann, formell pensioniert und Josef Mayr, der das Amt schon vorher kommissarisch geführt hatte, zum neuen 2. Bürgermeister gewählt. Am 31. Juli wurde der Oberbürgermeister Otto Bohl (BVP) entlassen und in der Stadtratssitzung am 3. August durch Edmund Stoeckle (NSDAP), den Bürgermeister von Lindenberg im Allgäu, ersetzt. Stoeckle konnte offenbar das Vertrauen der Parteiführung nicht erlangen und wurde im Dezember 1934 durch Josef Mayr abgelöst. Die Machtübernahme in der Stadt war damit abgeschlossen. Mit der Neugliederung des Reiches 1933 wurde Bayern in sechs Gaue eingeteilt. Augsburg wurde Hauptstadt des Gaues Schwaben.
Schon am 9. März 1933 wurden kommunistische Funktionäre in „Schutzhaft“ genommen. Richteten sich die Verhaftungen zunächst gegen Kommunisten und Sozialdemokraten, gerieten schnell auch Jüdisch-Deutsche und andere missliebige Personen, wie auch Abgeordnete der BVP, in Haft. Auch der Brand der Sängerhalle (im heutigen Wittelsbacher Park) am 30. April 1934 war Anlass einer Verhaftungswelle.

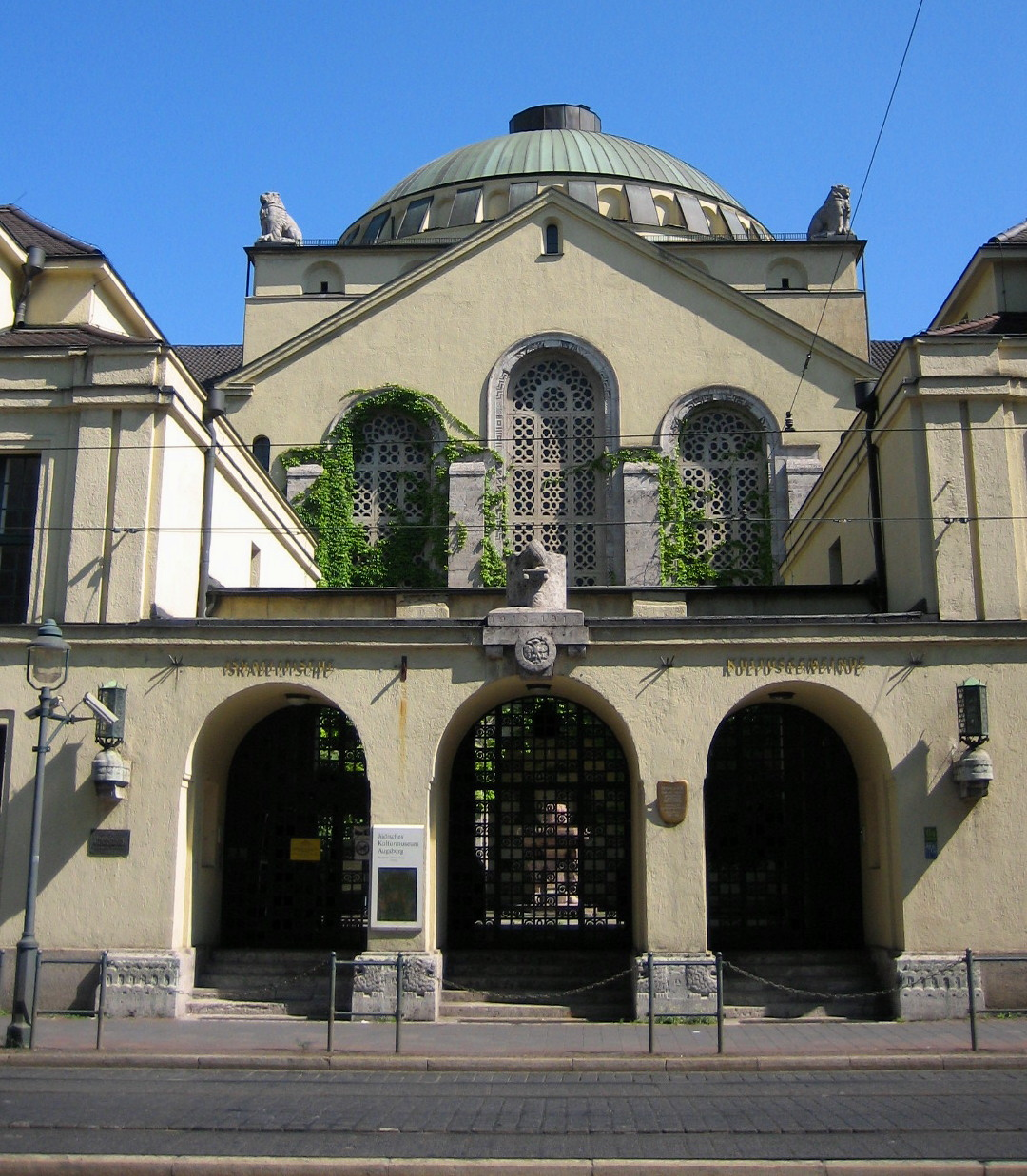
Augsburger Synagoge nach der Pogromnacht wiederhergestellt, Bild 2006

Anfang 1933 gab es in Augsburg 126 Betriebe in jüdisch-deutschem Besitz, darunter 20 der Industrie und 55 Großhandelsfirmen. Ihre Gesamtzahl ging durch die Repressalien bis 1938 auf 79 zurück. Bei den Novemberpogromen wurde am Morgen des 10. November 1938 die 1917 erbaute Synagoge in Brand gesteckt. Die Feuerwehr konnte den Brand löschen und die Bausubstanz blieb erhalten. Als Ersatz diente die unversehrt gebliebene Synagoge in Augsburg-Kriegshaber. In der Folge wurden jüdisch-deutsche Geschäfte und Privatwohnungen verwüstet und die männlichen jüdisch-deutschen Bürger in Konzentrationslager (KZ) verschleppt, um sie zur Emigration zu nötigen und ihr Vermögen zu konfiszieren (Arisierung).  Augsburg war Sammelstelle für alle für die Deportation vorgesehenen Juden aus Schwaben; sie wurden in insgesamt sieben Transporten in die KZs und Ghettos von Riga, Piaski, Auschwitz und Theresienstadt deportiert. 1985 wurde die Synagoge nach langer Restaurierung wiedereröffnet und wird seither teilweise als Jüdisches Museum genutzt. Auf dem Jüdischen Friedhof erinnert ein Gedenkstein an die etwa 400 ermordeten Augsburger jüdisch-deutschen Opfer des Holocaust. Neben vielen anderen Widerstandskämpfern wie Bebo Wager wurde auch der SPD-Landtagsabgeordnete Clemens Högg während der NS-Zeit umgebracht.
Während des Zweiten Weltkrieges wurden zur Dezentralisierung der Rüstungsproduktion der Flugzeugfabrik Messerschmitt AG in Augsburg und im näheren Umland mehrere Außenlager des KZ Dachau errichtet. Das KZ-Außenlager Haunstetten wurde im Februar 1943 in diesem Ortsteil im Bereich einer ehemaligen Kiesgrube gebaut, 2700 männliche KZ-Häftlinge dort inhaftiert und nach Zerstörung bei Bombenangriffen im April 1944 als KZ-Außenlager Augsburg-Pfersee in einer Luftnachrichtenkaserne neu eingerichtet, als Hauptlager des Außenlagerkomplexes Schwaben. Auch in Gablingen gab es ein Lager für 1000 Häftlinge, zudem das KZ-Außenlager Horgau. 235 Häftlinge wurden direkt in Augsburg von SS-Männern ermordet oder starben an den katastrophalen Lebensbedingungen und wurden auf dem Westfriedhof begraben, woran drei Gedenktafeln erinnern. 2000 Gefangene wurden im Frühjahr 1945 bei einem Todesmarsch aus der Kaserne Pfersee nach Klimmach getrieben, wobei viele von ihnen starben. Im Stadtteil Kriegshaber waren 500 ungarische Jüdinnen für die Arbeit in den Michel-Werken interniert.
Augsburg erlitt im Zweiten Weltkrieg durch Luftangriffe schwere Schäden, da die Stadt mit Produktionsstätten wichtiger Rüstungsunternehmen (unter anderem Messerschmitt und MAN) ein militärisches Ziel alliierter Bomberverbände war. Bis heute sind die Folgen spürbar, einmal durch den unwiederbringlichen Verlust wertvoller Kulturgüter, zum anderen durch die Gefahren, die von noch immer im Boden befindlichen Blindgängern ausgehen. Zuletzt musste im Dezember 2016 unter Evakuierung von 54.000 Menschen ein Blindgänger geräumt werden. Augsburg wurde über zehnmal bombardiert (siehe Luftangriffe auf Augsburg), davon zweimal in Angriffen von größerer Wirkung: am 17. April 1942 war das Ziel die U-Boot-Motoren-Produktion der MAN, am 25. und 26. Februar 1944 galt der Angriff im Rahmen der Area Bombing Directive der Innenstadt, den Messerschmitt-Werken und dem Hauptbahnhof als einem süddeutschen Eisenbahnknotenpunkt.
Am 28. April 1945 rückten Einheiten der 7. US-Armee – dank der erfolgreichen Augsburger Freiheitsbewegung ohne Kampfhandlungen – in Augsburg ein und befreiten damit Augsburg von der NS-Herrschaft. Sie errichteten hier einen Stützpunkt mit mehreren Kasernen, der erst 1998 durch den Abzug der letzten Truppen vollständig aufgegeben wurde (siehe US-Garnison Augsburg).

### Nachkriegszeit
Die Altstadt mit ihren bedeutenden Bauten wurde nach Kriegsende größtenteils wieder aufgebaut, wobei einige Arbeiten bis in die heutige Zeit andauern. So konnte die Renovierung des 1985 anlässlich der 2000-Jahr-Feier der Stadt eröffneten Goldenen Saals erst 1996 abgeschlossen werden. Als Hauptstadt des Regierungsbezirks Schwaben fügte sich Augsburg in das politische System der Bundesrepublik Deutschland und des Freistaats Bayern ein.
Durch den Bau des Rosenaustadions errang die Stadt in der Nachkriegszeit große Bedeutung für zahlreiche sportliche Veranstaltungen, unter anderem Austragungsort der Deutschen Leichtathletik-Meisterschaften 1953 und der Deutschen Leichtathletik-Meisterschaften 1963 sowie weitere Leichtathletik-Ländervergleiche. Den Höhepunkt dieser Ereignisse bildeten die Kanu- und Kajak-Wettbewerbe auf dem Eiskanal sowie einige Basketball-, Fußball- und Handball-Vorrundenspiele der Olympischen Spiele 1972, die in Augsburg ausgetragen wurden. Im Rosenaustadion wurde auch die Abschlussversammlung des Ökumenischen Pfingsttreffens veranstaltet, das im Juni 1971 in Augsburg stattfand und als erster gemeinsamer Kirchentag von evangelischen und römisch-katholischen Christen und damit als Vorläufer des Ökumenischen Kirchentags gilt.

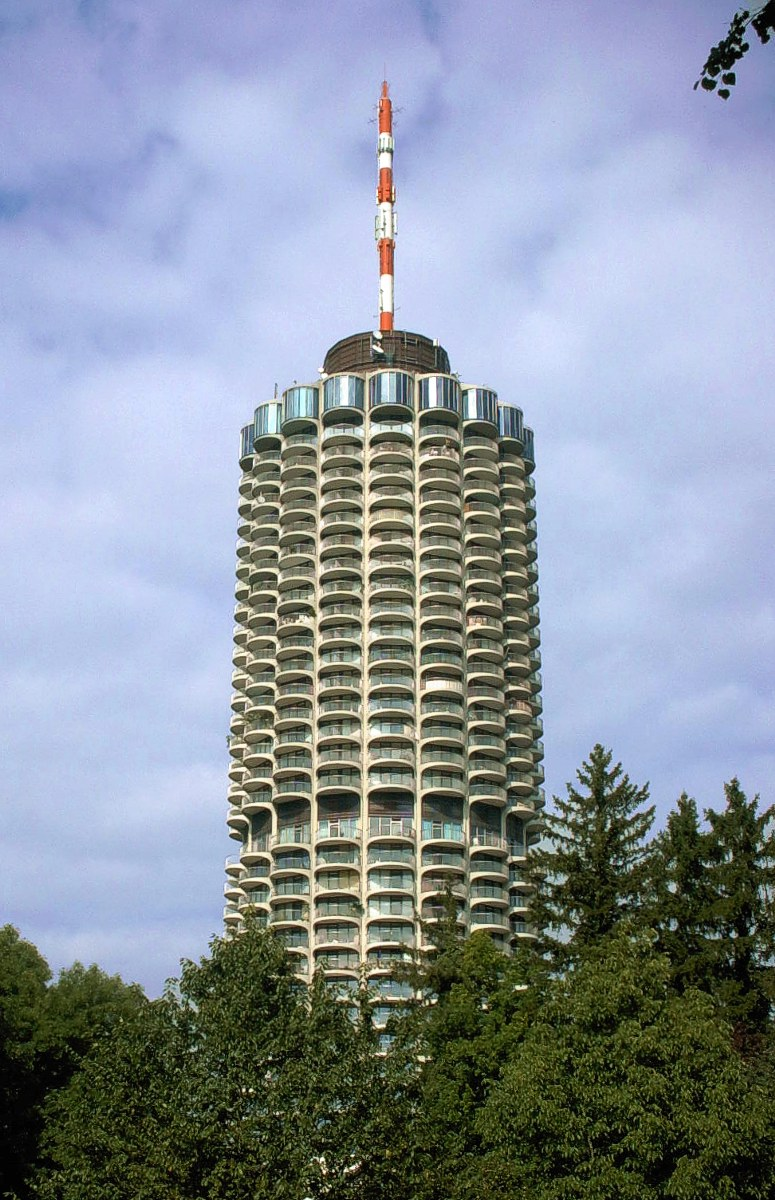
Augsburger Hotelturm (1972)

Im Oktober 1970 wurde die Universität als Nachfolger mehrerer anderer Hochschulen eröffnet und nahm mit dem wirtschafts- und sozialwissenschaftlichen Fachbereich ihre Arbeit auf. Durch die Einrichtung weiterer Fakultäten und den Bau eines Campus ab 1974 wuchs ihre Bedeutung stetig an, so dass dort heute ca. 20.200 Studenten eingeschrieben sind.
Nachdem das städtische Gesundheitssystem über viele Jahrhunderte sehr dezentral und uneinheitlich organisiert gewesen war, markierte die Einweihung des Zentralklinikums, das mittlerweile Universitätsklinikum Augsburg heißt, im Jahr 1982 eine bedeutende Wende: Seitdem werden alle Notfälle und Operationen zentral in einem Krankenhaus behandelt; die kleineren Kliniken haben sich spezialisiert (siehe Gesundheitswesen in Augsburg).
Eine schwere Naturkatastrophe erlebte die Stadt mit dem Pfingsthochwasser 1999, als Lech und Wertach nach tagelangen Niederschlägen und der zugleich eintretenden Schneeschmelze in den Alpen über die Ufer traten. Als schließlich ein Stauwehr einbrach, wurden ganze Stadtteile überschwemmt, wodurch ein Millionenschaden entstand.
Nachdem Augsburg bereits im Jahr 1862 den 5. Deutschen Feuerwehrtag ausrichtete, fand vom 20. bis 25. Juni 2000 der 27. Deutscher Feuerwehrtag ebenfalls dort statt.
In der jüngsten Zeit wurde Augsburg mehrmals durch Insolvenzen bedeutender Firmen von Krisen geschüttelt und besitzt heute eine über dem bayerischen Durchschnitt liegende Arbeitslosigkeit. Verschiedene Rückschläge wie die fehlgeschlagene Erweiterung des Flugplatzes zu einem großen Regionalflughafen und die gescheiterte Ansiedlung eines BMW-Werkes trugen dazu bei. Durch kulturelle Großveranstaltungen wie das Mozart- oder das Brecht-Jahr hat sich Augsburg in den letzten Jahren Beachtung verschafft.
Im Jahr 2011 war Augsburg einer der Austragungsorte der Frauen-Fußball-Weltmeisterschaft.

### Städtische Legenden

#### Stadtgöttin Cisa
Angeblich war Cisa (dea Ciza) die Stadtgöttin von Augsburg. In Randnotizen des aus dem Stift Ursberg stammenden Excerptum ex Gallica Historia (um 1135) wird ausführlich von der erfolglosen römischen Belagerung der von schwäbischen Stämmen zwischen Lech und Wertach errichteten Stadt Cisaris, dem späteren Augsburg, berichtet. Die Stadt war demnach nach einem Heiligtum der Göttin Cisa benannt. In diesem Text werden auch die Lokalnamen Kriegshaber von einem Griechen Avar, Hafnerberg von einem Militärpräfekt Habeno (auch: Hebeino) und Pfersee von einem Militärtribunen Verres (auch: Verus) abgeleitet (siehe auch: Ableitung des Namens Pfersee).
Der Text aus dem 12. Jahrhundert erweist sich als diffuse Kompilation mit deutlichem Schwerpunkt auf der, für die Sagenforschung nicht ungewöhnlichen, phantasievollen Ausdeutung nicht mehr verstandener, wohl voralemannischer Lokalnamen. In der Diskussion blieb allein die Göttin Cisa, sicherlich deswegen, weil Jacob Grimm in seiner Deutschen Mythologie den „Werth der merkwürdigen Überlieferung“ ausdrücklich betonte.
Ob an der Stelle des heutigen Kitzenberges bei der Basilika St. Ulrich und Afra eine alemannische Ziuverehrung angenommen werden kann, ist ebenfalls wissenschaftlich nicht zu belegen. In Augsburg war zumindest seit dem späten Mittelalter ein provinzialrömisches Medusenhaupt bekannt, das in der heutigen Ulrichskirche eingemauert war und sich heute im Römischen Museum befindet. Eine Darstellung der Cisa ist auf der Wetterfahne des Perlachturms zu sehen; ferner sollen der Legende nach einige Darstellungen auf den Bronzetüren des Domes auf die Göttin hindeuten.

#### Der Stoinerne Ma
Der „Stoinerne Ma“ („Steinerner Mann“) ist eine lebensgroße Steinfigur an der östlichen Augsburger Stadtmauer im Bereich der sogenannten „Schwedenstiege“, die in unmittelbarer Nähe der Galluskirche liegt. Sie stellt wohl einen einarmigen Bäcker mit einem Laib Brot und einem Schild dar. Im Bereich der Füße befindet sich ein schneckenförmig gedrehtes Postament.

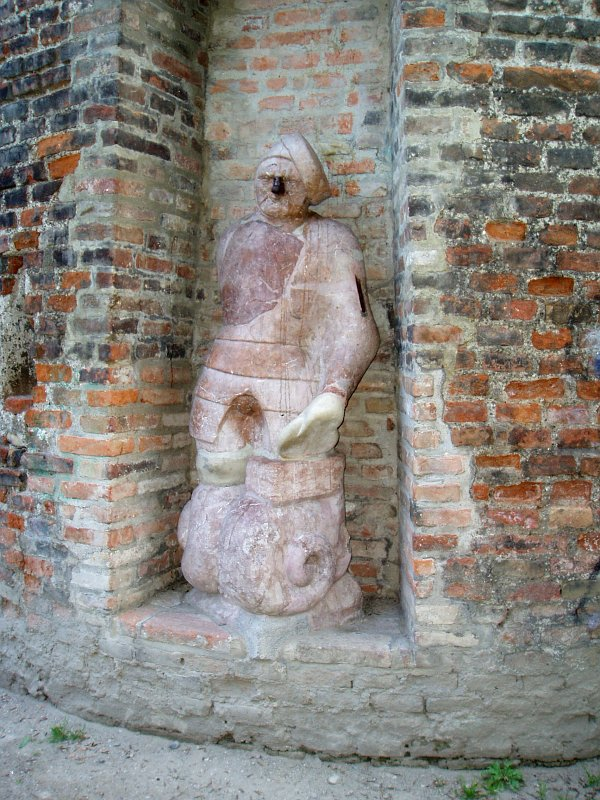
Der „Stoinerne Ma“ an der östlichen Stadtmauer

Der Sage nach handelt es sich um den Bäcker „Konrad Hackher“, der während einer langen Belagerung der Stadt aus Sägemehl Brote gebacken und für die Belagerer deutlich sichtbar über die Stadtmauer in den Graben geworfen haben soll. Der Eindruck, in Augsburg gäbe es noch so viel Brot, dass man es über die Mauer werfen könne, soll die Belagerer so demoralisiert haben, dass sie aus Wut nach ihm mit einer Armbrust schossen. Ein Treffer schlug ihm den Arm ab, bald darauf brachen sie die Belagerung ab. Historisch gehört das Ereignis in den Dreißigjährigen Krieg, genauer zur Belagerung Augsburgs während der Jahre 1634/35, als katholische bayerische Truppen unter Generalfeldmarschall von Wahl die von den protestantischen Schweden besetzt gehaltene Stadt zurückerobern wollten. Verlässlich belegt ist die Tat des Bäckers nicht.
Fakten jenseits dieser Legende gibt es allerdings: In seinem akribisch recherchierten Beitrag zur 1941 erschienenen Nr. 54 der „Zeitschrift des historischen Vereins für Schwaben“ definiert Eduard Lampart die damals noch an der Hausecke Pulvergäßchen/Unterer Graben stehende Figur als Bastelei aus einigen ursprünglich nicht zusammengehörigen Teilen. Es dürfte sich um Funde bei Erdarbeiten in der Stadt handeln, die über Generationen hinweg zum erwähnten Eckhaus gekarrt wurden, weil es bis 1810 der Sitz des amtierenden „Städtischen Bauwarts“ war. Einem der Bauwarte ist die wohl zwischen Anfang und Mitte des 18. Jahrhunderts erfolgte Aufstellung der Figur zu verdanken. Dass sie den historisch nicht belegbaren Bäcker-Helden Hacker darstellt, wurde ihr erst später angedichtet. Das Eckhaus erlitt im Zweiten Weltkrieg mehrere Bombentreffer und so versetzte man die Steinfigur nach dem Krieg an ihren heutigen Standort bei der Schwedenstiege. Dort wird sie gerne von Spaziergängern angesteuert, die an der Stadtmauer entlang flanieren. Da es Glück bringen soll, die Nase der Steinfigur zu berühren, ist dieser Brauch vor allem bei Liebespaaren beliebt.

#### Die sieben Kindeln

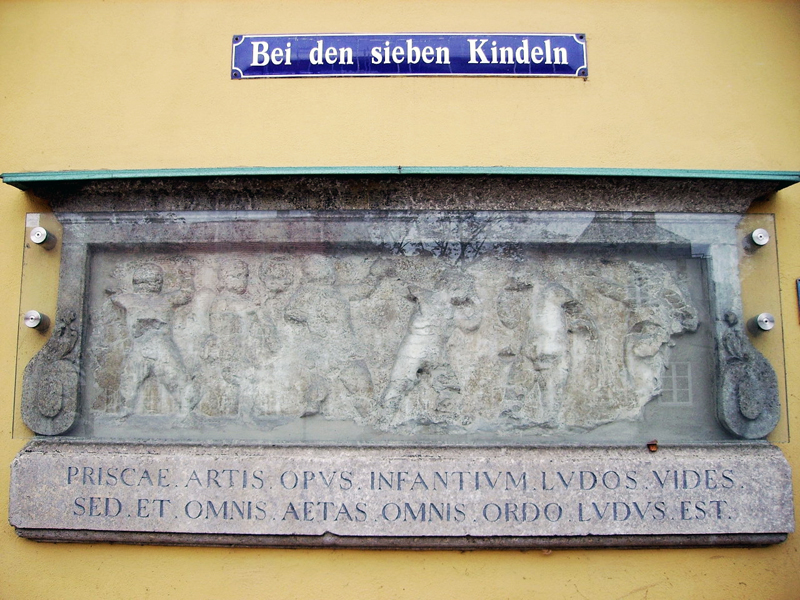
Bei den sieben Kindeln

In der Hauswand des Anwesens Bei den Sieben Kindeln 3 (⊙) befindet sich ein eingelassenes Steinrelief aus der Römerzeit, das sechs spielende, nackte Kinder darstellt, die um einen Sarg versammelt stehen.
Der Legende nach soll die Gedenkplatte von einem römischen Offizier zur Erinnerung an das Ertrinken eines seiner Kinder in Auftrag gegeben worden sein (deshalb heißt es „sieben“ Kinder, obwohl die Platte nur sechs darstellt: Das siebte Kind sei ertrunken und liegt in dem Sarg). Nach heutigem Wissensstand stellt die Platte Eroten dar und bildete einmal die Längsseite eines sogenannten Erotensarkophags.

### Eingemeindungen
Das Stadtgebiet war schon vorher immer wieder durch Eingliederungen umliegender Gemeinden erweitert worden, größere Ausmaße nahm es jedoch erst im 20. Jahrhundert an. Die Eingemeindungen sind zwei Wellen zuzuordnen: Einer ersten vor und während des Ersten Weltkrieges, einer zweiten 1972 im Zuge der Bayerischen Gemeindereform. Augsburgs damaliger Oberbürgermeister Hans Breuer hätte gerne noch mehr umliegende Städte eingegliedert, scheiterte aber am Widerstand der dortigen Bevölkerung. Zur Ansiedlung eines Postlogistikzentrums wurde am 1. Juli 1999 eine Flur mit der benachbarten Stadt Gersthofen getauscht.

Stadtplan von Augsburg (1905)

| Datum         | Eingemeindete Orte                         | Zuwachs   |
| ------------- | ------------------------------------------ | --------- |
| 1. Juli 1910  | Gemeinde Meringerau (heute Siebenbrunn)    | 953,7 ha  |
| 1. Jan. 1911  | Gemeinde Pfersee                           | 345,8 ha  |
| 1. Jan. 1911  | Gemeinde Oberhausen                        | 862,2 ha  |
| 1. Jan. 1913  | Stadt Lechhausen                           | 2794,4 ha |
| 1. Jan. 1913  | Gemeinde Hochzoll (bis 1905 Friedbergerau) | 435,0 ha  |
| 1. April 1916 | Gemeinde Kriegshaber                       | 5,9 ha    |
| 1. Juli 1972  | Stadt Göggingen                            | 1079,2 ha |
| 1. Juli 1972  | Stadt Haunstetten                          | 1393,2 ha |
| 1. Juli 1972  | Gemeinde Inningen (mit Bergheim)           | 3383,9 ha |
| 1. Mai 1978   | St. Anton-Siedlung                         | 32,0 ha   |
| 1. Juli 1979  | Gebietsteil von Gersthofen                 | 38,1 ha   |
| 1. Juli 1999  | Gebietsteil von Gersthofen (Gebietstausch) | 1,6 ha    |

### Namensherkunft
Der Name der Stadt findet sich erstmals im 2. nachchristlichen Jahrhundert als Ael[ia] Augusta bezeugt (Kopie aus dem 11. Jahrhundert). Aus dem 3. Jahrhundert kennen wir ihn als Augusta Vindelicum (Kopie aus dem 7./8. Jahrhundert); zu ergänzen ist civitas ‚Stadt‘, sodass der Ortsname ‚Stadt des Augustus im Gebiet der Vindeliker‘ bedeutet. 826 ist der heutige deutsche Name als Augusburuc erstmals anzutreffen, 962 als Augustburg, 1238 schließlich als Augsburg.
Der Name Augsburgs leitet sich vom römischen Namen der Stadt, Augusta Vindelicorum, ab. Den ersten Teil des Namens, Augusta, trägt die Stadt, weil sie auf Befehl von Kaiser Augustus von dessen beiden Stiefsöhnen Drusus und Tiberius 15 v. Chr. (zunächst als Militärlager) gegründet wurde. Der Erstbeleg zeigt mit dem Beinamen Aelius den Gentilnamen Kaiser Hadrians. Der zweite Teil des lateinischen Namens, Vindelicorum, ist der Genitiv Plural der lateinischen Bezeichnung für den Volksstamm der Vindeliker, die damals im Alpenvorland zwischen Bodensee und Inn siedelten. Das deutsche Grundwort -burg hingegen übersetzt das lateinische civitas ‚Stadt‘. An das /b/ von -burg wurde schon früh das auslautende /t/ von Aug(u)st- assimiliert, womit es zur heutigen Lautung kam.

## Politik
Am 23. September 2008 erhielt die Stadt den von der Bundesregierung verliehenen Titel „Ort der Vielfalt“.

### Aktuelle Bürgermeister
| Amt               | Name          | Partei                |
| ----------------- | ------------- | --------------------- |
| Oberbürgermeister | Eva Weber     | CSU                   |
| 2. Bürgermeister  | Martina Wild  | Bündnis 90/Die Grünen |
| 3. Bürgermeister  | Bernd Kränzle | CSU                   |

### Stadtverwaltung
An der Spitze der Stadt Augsburg stand als Vorsitzender des Rates nachweislich seit 1266 der Stadtpfleger, der gelegentlich auch als Bürgermeister bezeichnet wurde, was dazu führte, dass teilweise beide Titel gleichzeitig in Gebrauch waren. Erst 1548 wurde der Titel endgültig auf Stadtpfleger festgesetzt. Diese amtierten über mehrere Jahre und wurden ab dann auf Lebenszeit gewählt, weshalb es auch mehrere Stadtpfleger gleichzeitig gab.
Nach dem Übergang an Bayern wurde in Augsburg ein Magistrat mit zwei Bürgermeistern eingesetzt, der ab 1818 durch ein zusätzliches Kollegium der Gemeindebevollmächtigten unterstützt wurde. 1919 wurde dieses Zweikammersystem zugunsten der Einrichtung eines „Stadtrates“ aufgegeben, dem seither der „Erste Bürgermeister“ vorsteht, der meist den Titel Oberbürgermeister führt (siehe Liste der Oberbürgermeister Augsburgs).
Am 16. März 2008 setzte sich Kurt Gribl (CSU, zum Zeitpunkt der Wahl parteilos) in einer Stichwahl gegen Amtsinhaber Paul Wengert (SPD) durch und übernahm am 2. Mai 2008 das Amt des Oberbürgermeisters. Bei der Kommunalwahl am 16. März 2014 trat Amtsinhaber Gribl erneut als Oberbürgermeisterkandidat für die CSU an. Er setzte sich ohne Stichwahl mit 51,8 % gegen seine Herausforderer durch und wurde damit im Amt bestätigt.
Am 29. März 2020 wurde Eva Weber (CSU) als erste Frau der Stadtgeschichte zur Bürgermeisterin gewählt. Sie gewann mit 62,3 % die Stichwahl gegen Dirk Wurm (SPD), der 37,7 % der Stimmen erhielt.
Am 28. Juni 2021 konstituierte sich der Digitalrat der Stadt Augsburg. Er war auf Initiative der Oberbürgermeisterin ins Leben gerufen worden und dient nun als Schnittstelle zwischen Verwaltung und Stadtgesellschaft.

### Stadtrat
Der Stadtrat setzt sich aus 60 Stadträten und dem Oberbürgermeister zusammen.
- PARTEI: 1
- V-Partei³: 1
- Linke: 2
- SPD: 9
- Grüne: 14
- Generation AUX: 1
- WSA: 1
- AIB: 1
- FDP: 1
- FW: 3
- ÖDP: 1
- CSU: 20
- Pro Augsburg: 1
- AfD: 4

| Wahlergebnisse des Stadtrats seit 1972 in Prozent | Wahlergebnisse des Stadtrats seit 1972 in Prozent | Wahlergebnisse des Stadtrats seit 1972 in Prozent | Wahlergebnisse des Stadtrats seit 1972 in Prozent | Wahlergebnisse des Stadtrats seit 1972 in Prozent | Wahlergebnisse des Stadtrats seit 1972 in Prozent | Wahlergebnisse des Stadtrats seit 1972 in Prozent | Wahlergebnisse des Stadtrats seit 1972 in Prozent | Wahlergebnisse des Stadtrats seit 1972 in Prozent | Wahlergebnisse des Stadtrats seit 1972 in Prozent | Wahlergebnisse des Stadtrats seit 1972 in Prozent | Wahlergebnisse des Stadtrats seit 1972 in Prozent |
| Jahr                                              | CSU                                               | SPD                                               | FDP                                               | Grüne                                             | ÖDP                                               | Linke1                                            | REP                                               | NPD                                               | Pro Augsburg                                      | AfD                                               | Sonstige                                          |
| ------------------------------------------------- | ------------------------------------------------- | ------------------------------------------------- | ------------------------------------------------- | ------------------------------------------------- | ------------------------------------------------- | ------------------------------------------------- | ------------------------------------------------- | ------------------------------------------------- | ------------------------------------------------- | ------------------------------------------------- | ------------------------------------------------- |
| 1972                                              | 44,9                                              | 46,5                                              | 2,3                                               | –                                                 | –                                                 | 0,7                                               | –                                                 | 0,9                                               | –                                                 | –                                                 | 4,7                                               |
| 1978                                              | 46,8                                              | 44,5                                              | 2,7                                               | –                                                 | –                                                 | 0,4                                               | –                                                 | 0,6                                               | –                                                 | –                                                 | 4,9                                               |
| 1984                                              | 32,9                                              | 44,9                                              | 1,3                                               | 4,2                                               | –                                                 | 0,2                                               | –                                                 | 0,7                                               | –                                                 | –                                                 | 15,8                                              |
| 1990                                              | 43,1                                              | 28,4                                              | 2,5                                               | 10,8                                              | –                                                 | –                                                 | 10,0                                              | –                                                 | –                                                 | –                                                 | 5,2                                               |
| 1996                                              | 44,1                                              | 29,4                                              | 1,7                                               | 10,5                                              | –                                                 | –                                                 | 2,8                                               | –                                                 | –                                                 | –                                                 | 11,5                                              |
| 2002                                              | 43,5                                              | 36,4                                              | 3,5                                               | 8,7                                               | 1,8                                               | 1,2                                               | –                                                 | –                                                 | –                                                 | –                                                 | 4,9                                               |
| 2008                                              | 40,1                                              | 30,1                                              | 2,7                                               | 10,3                                              | 1,5                                               | 3,5                                               | –                                                 | –                                                 | 9,4                                               | –                                                 | 2,4                                               |
| 2014                                              | 37,7                                              | 22,4                                              | 1,6                                               | 12,4                                              | 1,9                                               | 3,2                                               | –                                                 | –                                                 | 5,1                                               | 5,9                                               | 9,6                                               |
| 2020                                              | 32,3                                              | 14,3                                              | 2,3                                               | 23,4                                              | 2,2                                               | 3,7                                               | ––                                                | –                                                 | 1,8                                               | 6,6                                               | 13,3                                              |
| Sitze 2020                                        | 20                                                | 9                                                 | 1                                                 | 14                                                | 1                                                 | 2                                                 | –                                                 | –                                                 | 1                                                 | 4                                                 | 82                                                |

1 2002 als PDS, bis 1984 ist die DKP aufgeführt. 2017 trat Alexander Süßmair aus der Partei unter Mitnahme seines Stadtratsmandats aus.
 2 Freie Wähler 3, Augsburg in Bürgerhand 1, Generation AUX 1, Die PARTEI 1, V-Partei³ 1, WSA 1

### Bundestagsabgeordnete
Augsburg befindet sich im Wahlkreis 251 Augsburg-Stadt, dem bis 2024 auch Königsbrunn im gleichnamigen Landkreis Augsburg angehörte.
Bei der Bundestagswahl 2021 gewann Volker Ullrich (CSU) mit 28,1 % erneut das Direktmandat, welches er bereits 2017 gewonnen hatte. Mit ihm zogen über die jeweiligen Landeslisten Ulrike Bahr für die SPD, Claudia Roth für Bündnis 90/Die Grünen sowie Maximilian Funke-Kaiser für die FDP in den Bundestag ein.
Bei der Bundestagswahl 2025 konnte Volker Ullrich wieder die meisten Erststimmen gewinnen, durch die Wahlrechtsreform 2023 und den damit verbundenen Wegfall der Überhangmandate zog er jedoch nicht erneut in den Bundestag ein. Claudia Roth zog über ihre Landesliste erneut für Bündnis 90/Die Grünen in den Bundestag ein.
Ältere Wahlergebnisse finden sich unter Bundestagswahlkreis Augsburg-Stadt#Wahlergebnisse.

### Bürgerentscheide
In Bayern gestattet Artikel 18a der Gemeindeordnung im Rahmen der direkten Einflussnahme auf kommunaler Ebene den Gemeindebürgern das Recht, Bürgerbegehren zu initiieren. Über erfolgreiche Unterschriftensammlungen kommt es zur Abstimmung im Wege des Bürgerentscheids. In Augsburg wurden die Bürger in folgenden Angelegenheiten zur Wahlurne gerufen:
- Im Jahr 1995 beabsichtigte der Bauunternehmer Ignaz Walter unter der Fuggerstraße zentrumsnah eine Tiefgarage zu errichten. Ein Bürgerbegehren sprach sich für den Bau aus, ein anderes war ablehnend dazu eingestellt. Im Januar 1996 entschieden sich 63 Prozent der Abstimmenden für die Ablehnung der Tiefgarage, eine Minderheit von 37 Prozent wollte das Bauwerk realisiert wissen. Die Wahlbeteiligung lag bei 36,3 Prozent.
- Wenige Monate später erregte der Bau der sogenannten „Schleifenstraße“ samt der Umfahrung am Roten Tor die Gemüter. Verschiedene Bürgerinitiativen, die Lärmbelästigungen durch den Verkehr und eine Beeinträchtigung des Wohnumfelds vortrugen, sammelten die nötigen Unterschriften für ein Bürgerbegehren. Der Augsburger Stadtrat stellte der Ablehnung der Initiativen das nachgebesserte Konzept einer „stadtverträglichen“ Tangente gegenüber. Es erhielt beim Bürgerentscheid im Juni 1997 80 Prozent „Ja“-Stimmen. 32,5 Prozent der Wahlberechtigten gingen zur Abstimmung über die hinterher realisierte Schleifenstraße.
- Im Jahr 2007 wurden konkret gediehene Überlegungen der Augsburger Stadtverwaltung und der städtischen Verkehrsbetriebe zur Umgestaltung des Königsplatzes Gegenstand eines Bürgerbegehrens. Im Rahmen der Planungen zur Mobilitätsdrehscheibe Augsburg sollte die zentrale Haltestellenanlage vergrößert und modernisiert werden. Es war ein Eingriff in die angrenzende Grünanlage, auch mit Rodung von Bäumen, beabsichtigt. Die Gegner verlangten vor einem Umbau zunächst einen Ideenwettbewerb über ein Gesamtverkehrskonzept. Am 25. November 2007 fand der Bürgerentscheid über den Umbau statt. 53,2 Prozent der abstimmenden Bürger entschieden sich für diesen Wettbewerb.[110] Die Wahlbeteiligung lag bei 24,2 Prozent.
- Die Stadtregierung aus CSU und Pro Augsburg entschied sich nach dem Wettbewerb für einen autofreien Königsplatz, erreicht durch Verlegung der Hauptverkehrsachsen. Gegen diese Planung machten Bürger mobil, die den Bau eines Tunnels am Königsplatz forderten. Im Bürgerentscheid am 21. November 2010 konnten die Wahlberechtigten über ein Ratsbegehren, das Bürgerbegehren sowie eine Stichfrage separat abstimmen. Die Stadtratsalternative, die im Bedarfsfall vorsorglich eine „Entlastungsstraße“ vorsieht, erhielt von den Wählern mit 73,9 Prozent „Ja“-Stimmen den Vorzug. Der Bau eines Tunnels scheiterte nicht nur am erforderlichen Quorum von 19.391 Stimmen, sondern wäre überdies mehrheitlich mit 68,1 Prozent der ausgezählten gültigen Stimmen abgelehnt geworden. Die Wahlbeteiligung lag bei 28,8 Prozent.[111]

Manchmal reagieren die Kommunalpolitiker bei Widerständen aus der Bevölkerung auch ohne Bürgerentscheid, wenn sich starke Unterschriftenunterstützung von Sympathisanten für ein Projekt abzeichnet. So wurde der Bau der neuen Stadtbücherei Augsburg nach zuvor jahrelangem Hinauszögern aus finanziellen Gründen in kurzer Zeit realisiert und durch Bürgerwillen der beabsichtigte Verkauf des Alten Stadtbades gestoppt.
Ein anderes Beispiel dafür ist der Radentscheid, der im Sommer 2021 durch einen Vertrag abgewendet wurde, in dem wesentliche Forderungen von der schwarz-grünen Stadtregierung übernommen wurden.

### Wappen und Flagge

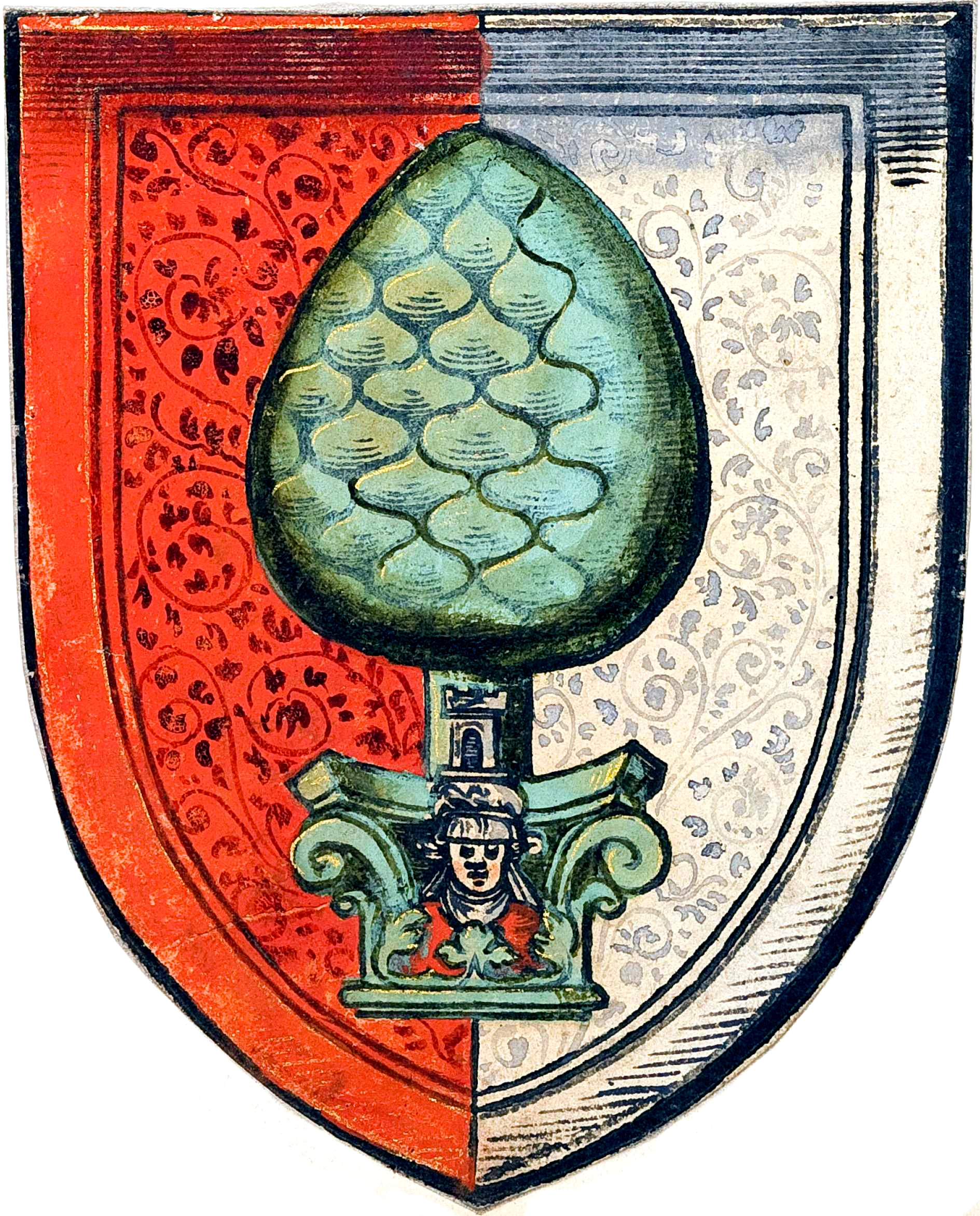
Wappen der Bibliothek zu Augsburg (Kolorierung um 1551–1600)
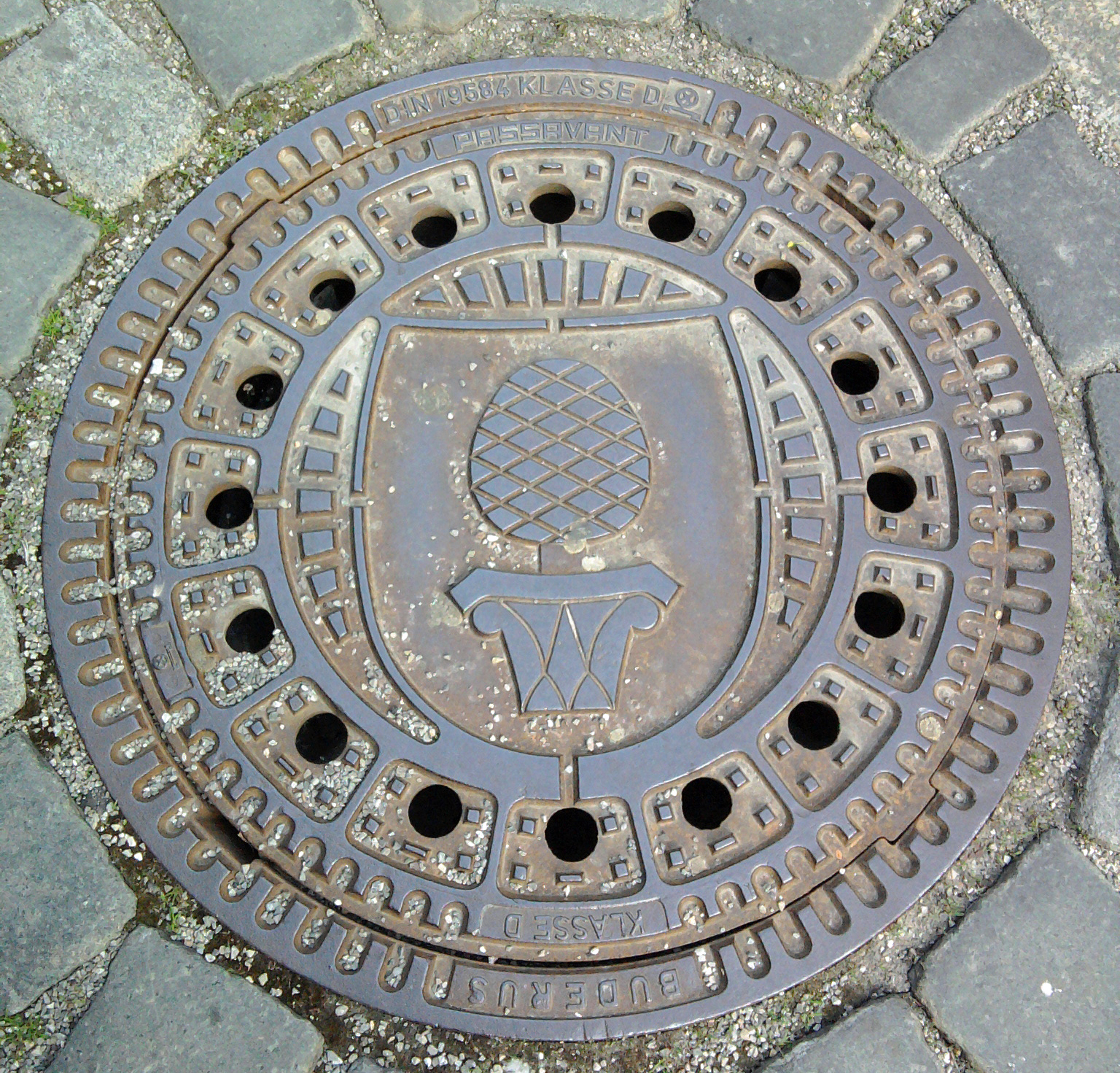
Zirbelnuss auf einem Kanaldeckel in Augsburg

| Modernisiertes Stadtwappen seit 1985 | Blasonierung: „Von Rot und Silber gespalten, eine grüne Zirbelnuss auf goldenem Kapitell.“ |

Flagge der Stadt Augsburg

| Modernisiertes Stadtwappen seit 1985 | Wappenbegründung: Die offizielle heraldische Beschreibung des Augsburger Wappens nennt einen von Rot und Silber gespaltenen Schild, auf dem sich eine grüne Zirbelnuss auf einem goldenen Kapitell befindet. Dementsprechend sind die Stadtfarben rot-grün-weiß. Das älteste nachweisbare Stadtsiegel Augsburgs aus dem Jahr 1237 zeigt ein zweitürmiges Stadttor mit Zinnenmauer und darüber einen Stern. Im Torbogen steht ein Lebensbaum, ab 1260 eine Traube auf Fuß, die wohl auf den Namen der Stadt „Augster“ anspielt, was eine Traubensorte darstellt. Im 15. Jahrhundert wird eine grüne Traube in rot-weißem Schild dargestellt, was sich durch den Fund eines Pinienzapfens (wohl die Spitze eines römischen Grabbaus) 1467 ändert: Seitdem wird statt der Traube eine Zirbelnuss abgebildet. Das Köpfchen auf dem Kapitell ist seit 1521 nachweisbar, die Mauerkrone erst seit 1811. Die Bedeutung dieser Symbole ist nicht geklärt. Die Stadtfarben sind seit 1372 bekannt. Die Zirbelnuss steht in einem rot-weiß gespaltenen Schild, der auf das Banner des Bischofs von Augsburg und des Hochstiftes zurückzuführen ist. Hier wurden, wie bei alten Feldzeichen des Herzogtums Schwaben, die Farben rot-weiß getragen. |

### Städtepartnerschaften
Die erste Städtepartnerschaft ging Augsburg 1956 auf Anregung des britischen Generalkonsulats in München mit dem schottischen Inverness ein. Nach ersten gegenseitigen Besuchen offizieller Vertreter im selben Jahr kam es auf Dauer zu einem Kulturaustausch; die Städtepartnerschaft wurde nie vertraglich festgehalten.
| Die Augsburger Städtepartnerschaften | Die Augsburger Städtepartnerschaften | Die Augsburger Städtepartnerschaften | Die Augsburger Städtepartnerschaften | Die Augsburger Städtepartnerschaften                 |
| ------------------------------------ | ------------------------------------ | ------------------------------------ | ------------------------------------ | ---------------------------------------------------- |
| Stadtwappen von Inverness            | Inverness                            | Vereinigtes Königreich               | 1956                                 | Vereinigtes Königreich Großbritannien und Nordirland |
| Stadtwappen von Nagahama             | Nagahama                             | Japan                                | 1959                                 | Japan                                                |
| Stadtwappen von Amagasaki            | Amagasaki                            | Japan                                | 1959                                 | Japan                                                |
| Stadtwappen von Dayton               | Dayton                               | Vereinigte Staaten                   | 1964                                 | Vereinigte Staaten                                   |
| Stadtwappen von Bourges              | Bourges                              | Frankreich                           | 1967                                 | Frankreich                                           |
| Stadtwappen von Liberec              | Liberec                              | Tschechien                           | 2001                                 | Tschechien                                           |
| Stadtwappen von Jinan                | Jinan                                | Volksrepublik China                  | 2004                                 | China                                                |

Der erste deutsch-japanische Schwesternstadtbund geht auf die Initiative Magokichi Yamaokas zurück, der vor dem Zweiten Weltkrieg in München studiert und sich für Rudolf Diesel interessiert hatte, weshalb er öfter in Augsburg zugegen war. Nach dem Krieg, Yamaoka war inzwischen Firmenchef der Yanmar-Diesel-Werke, stiftete er den japanischen Rudolf-Diesel-Gedächtnishain im Wittelsbacher Park. Anschließend verwendete er seinen politischen und privaten Einfluss darauf, die Städte Amagasaki und Nagahama, in denen seine Firma Fabriken besaß, mit Augsburg zu verbinden, was zur doppelten Partnerschaft im Jahre 1959 führte.
1964 entstand die Verbindung zur amerikanischen Stadt Dayton (Ohio), die ihren Ursprung im von US-Präsident Eisenhower 1956 verkündeten Projekt „People to People“ hatte. Zudem hatte der Daytoner Konzern NCR seinen deutschen Hauptsitz in Augsburg gegründet.
Nach Unterzeichnung des Élysée-Vertrags kam 1964 aus dem Augsburger Stadtrat der Wunsch für eine Partnerschaft mit einer Stadt in Frankreich. In Absprache mit der Internationalen Bürgermeister-Union fiel die Wahl auf das zentral gelegene Bourges. Der Partnerschaftsvertrag wurde im April 1967 unterzeichnet.
31 Jahre später kam es am 1. Mai 2001 zur Unterzeichnung eines weiteren Partnerschaftsvertrags, deren Ursprung in der Nachkriegszeit liegt: 1955 hatte die Stadt Augsburg die Patenschaft für alle aus der tschechischen Stadt Liberec (Reichenberg) Vertriebenen übernommen, von denen ein Großteil in der Fuggerstadt eine neue Bleibe gefunden hatte. Nach dem Ende des Kalten Krieges nahmen zunächst die früher Vertriebenen einen kulturellen Kontakt auf, was zu regelmäßigen Austauschprogrammen führte.
Die letzte eingegangene Partnerschaft wurzelt in der Provinzpartnerschaft des Freistaats Bayern mit der chinesischen Provinz Shandong von 1987. In deren Folge interessierte sich die Provinzhauptstadt Jinan für die Aufnahme einer Partnerschaft mit einer bayerischen Stadt. Nach ersten gegenseitigen Besuchen und Kontakten unterzeichneten die Bürgermeister am 3. September 2004 die Partnerschaftsurkunde.

### Patenschaften
1954 hatte die damalige Marktgemeinde Göggingen auf Anregung des Deutschen Städtetages eine „Patenschaft für den Landkreis Neudek“ (Sudetenland) übernommen, die von der Stadt Augsburg mit der Eingemeindung der Stadt Göggingen 1972 übernommen und auf die „Heimatvertriebenen aus der Stadt und dem Landkreis Neudek“ ausgedehnt wurde. Seit einigen Jahren bestehen auch freundschaftliche Kontakte zur Stadt Nejdek. Im selben Jahr wurde Augsburg selbst Pate über das schwäbische Illertissen, das in diesem Jahr zur Stadt erhoben wurde.
Nur ein Jahr später wurde die Patenschaft über alle aus der heute zur Tschechischen Republik gehörenden Region Reichenberg (tschech. Liberec) vertriebenen Deutschen übernommen, was schließlich nach dem Fall des Eisernen Vorhanges zu einer offiziellen Städtepartnerschaft im Jahr 2001 führte (siehe hierzu: Städtepartnerschaften).
Die Fuggerstadt ist außerdem Pate für etliche Verkehrsmittel. So trug bereits in der Kaiserzeit ab 1909 ein Kleiner Kreuzer den Namen Augsburg und auch in der Bundesmarine wurden seit 1958 bereits zwei Fregatten auf den Schiffsnamen Augsburg getauft, die F 222 und die F 213. Im Jahr 2018 gab das Bundesministerium der Verteidigung bekannt, dass eine der fünf geplanten neuen Korvetten des 2. Bauloses der Braunschweig-Klasse den Namen Augsburg tragen wird. Seit 2008 führt außerdem das Fahrgastschiff MS Augsburg der Ammersee-Flotte den Namen der Stadt. Daneben verkehren seit 2002 ein ICE 3 der Deutschen Bahn und seit 2008 ein LINT 41 der Bayerischen Regiobahn.

### Briefmarken

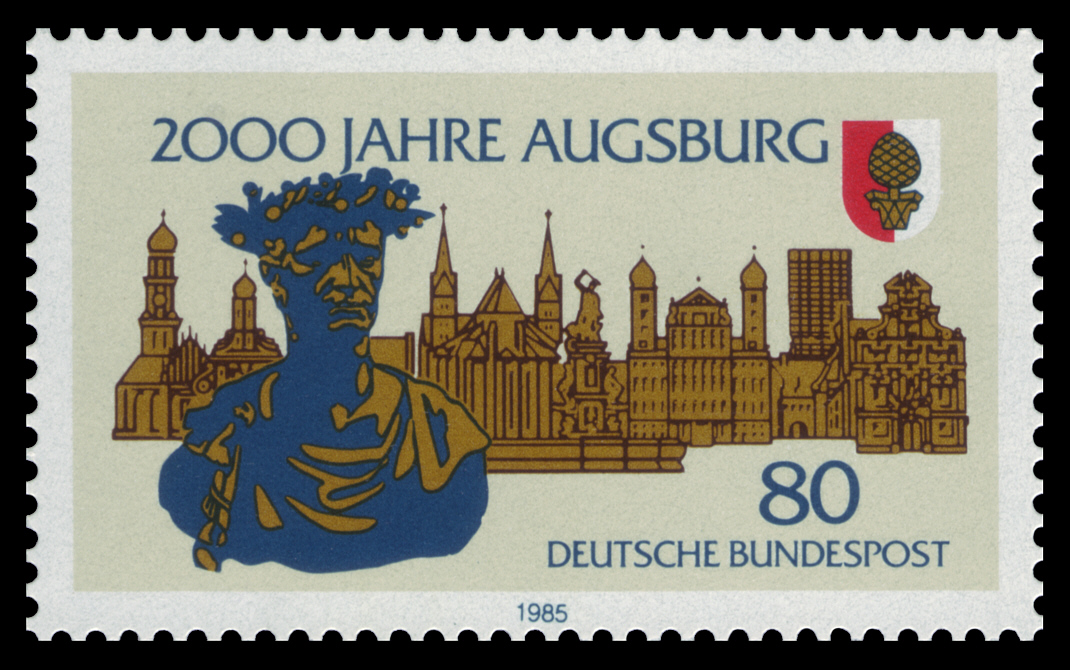
Briefmarke „2000 Jahre Augsburg“

Mit Augsburg verbundene Ereignisse wurden in Briefmarken zum 1000. Jahrestag der Schlacht auf dem Lechfeld (1955), zum Ökumenischen Pfingsttreffen (1971), zu den olympischen Wettbewerben auf dem Augsburger Eiskanal (1972), zum 450. Jahrestag der Confessio Augustana (1980), zur 2000-Jahr-Feier der Stadt (1985), zum 450. Jahrestag des Augsburger Religionsfriedens (2005) oder zum 500-jährigen Jubiläum der Fuggerei (2021) festgehalten.
Am Tag der Briefmarke 1984 erschien zum Augsburger Posthaus des 16. Jahrhunderts eine Briefmarke. Zu Weihnachten 1995 wurden Motive aus dem Marienfenster des Augsburger Doms ausgegeben. Im Sommer 2017 erschien eine Serie mit Motiven der Augsburger Puppenkiste. Das private Zustellunternehmen Logistic-Mail-Factory mit Sitz in Augsburg brachte mehrere Briefmarkenserien mit Bezug zur Stadt heraus, unter anderem mit Motiven zur Familie Fugger, zum Zoo Augsburg oder zur Puppenkiste.

### Welterbeliste
Das historisch jahrhundertelang zurückreichende Augsburger Wassermanagement-System mit einer seit 1545 bestehenden strengen Trennung zwischen Trink- und Nutzwasser wurde 2019 in die Welterbeliste der UNESCO aufgenommen.

### Klimacamp

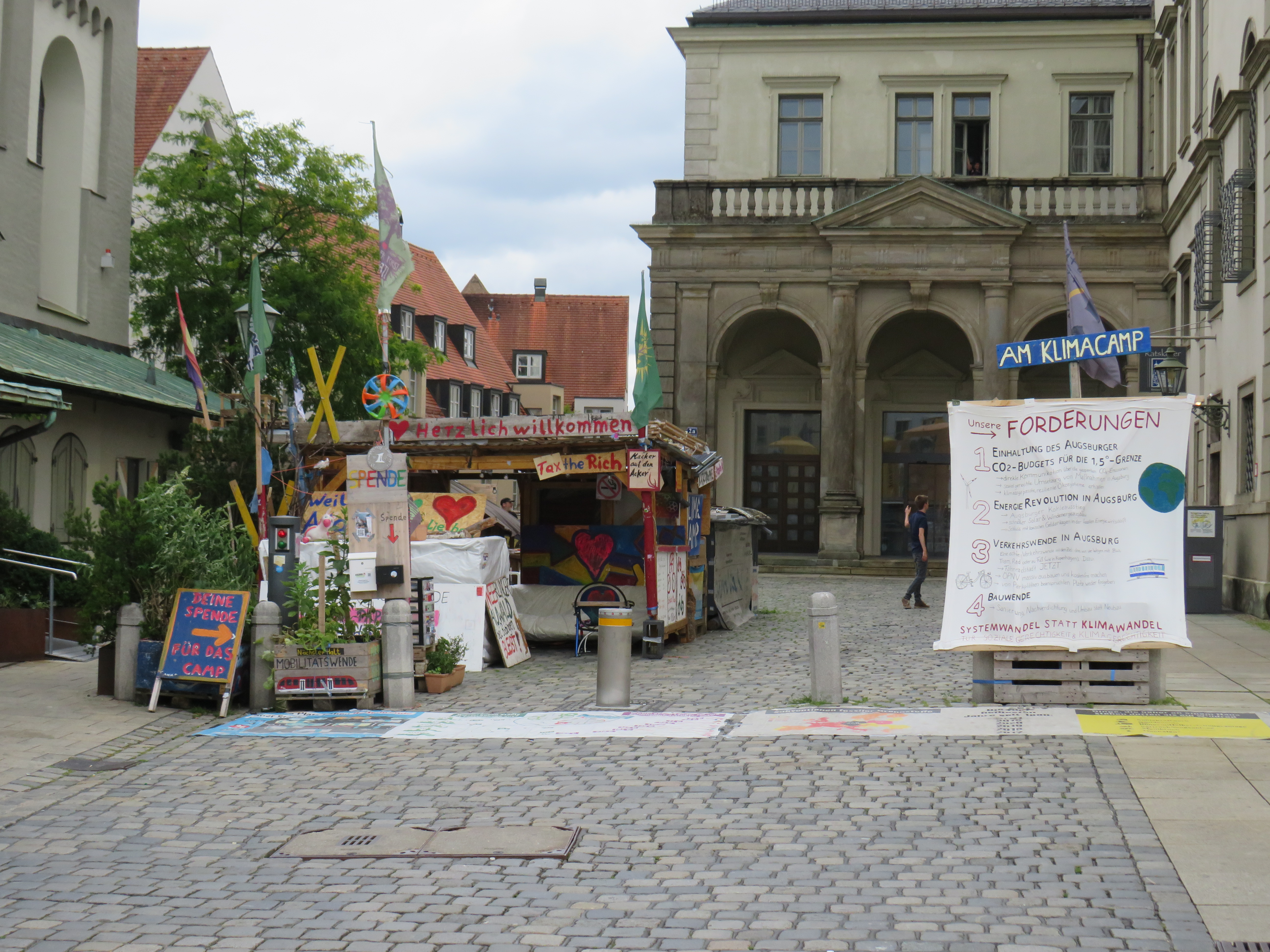
Klimacamp in Augsburg 2023

Als Ausdruck des Protests gegen unzureichende Klimagerechtigkeitsmaßnahmen bestand in Augsburg vom 1. Juli 2020 bis zum 31. Juli 2024 auf dem Fischmarkt am Augsburger Rathaus ein Klimacamp. Der Ort wurde von meist jungen, politisch aktiven Menschen durchgehend besetzt, in Form einer Versammlung. Neben Informationen zur globalen Klimakrise wurden hier auch Vorträge zu lokalen Themen gehalten, wie Verkehrswendeplan Augsburg, Bobinger Auwald, Rodung des Lohwaldes bei Meitingen, Repressionen gegen Klimaaktivisten in Bayern.

## Kultur und Sehenswürdigkeiten

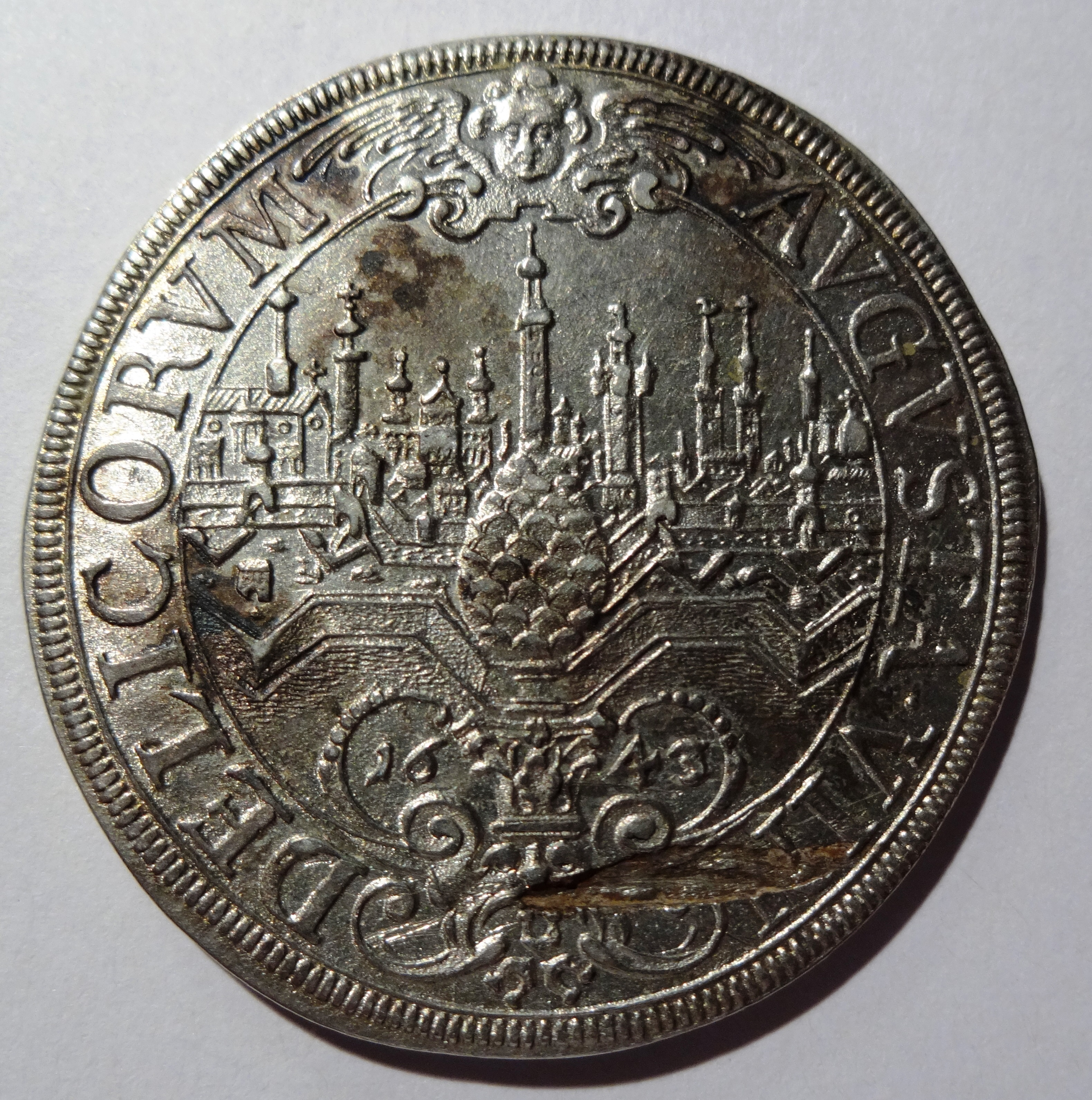
Stadtansicht von Augsburg auf Reichstaler, geprägt 1643

### Architektur

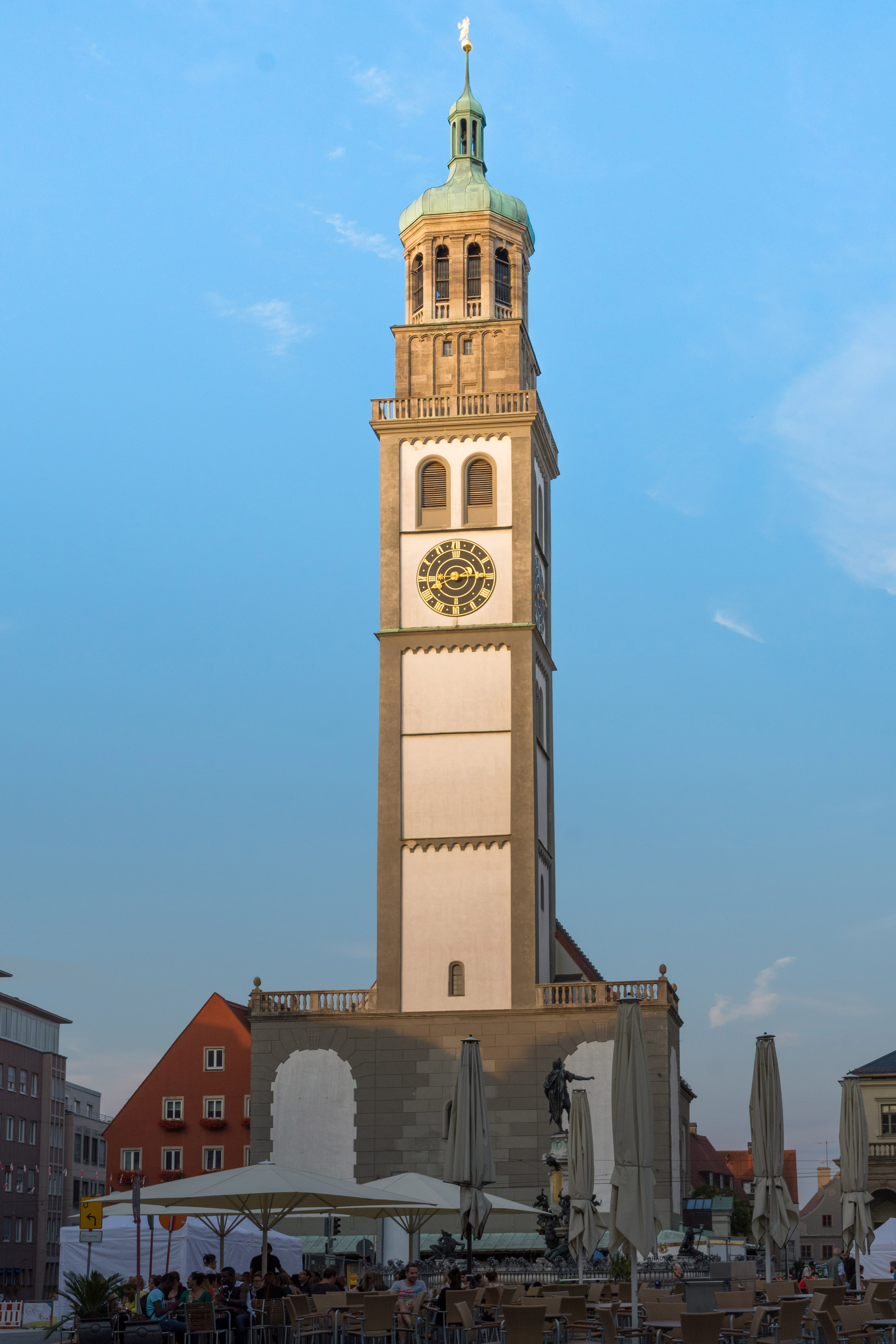
Perlachturm

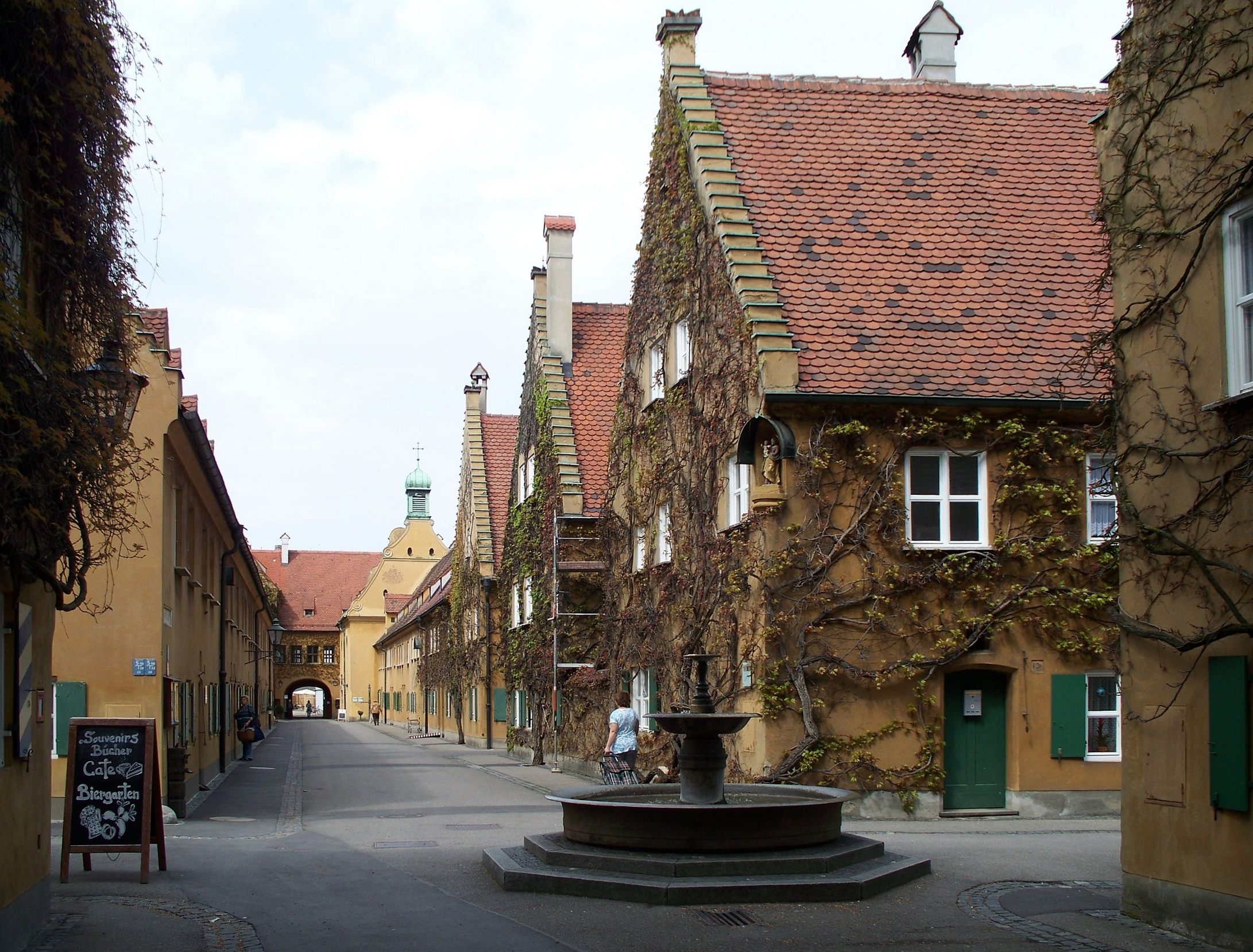
Die Fuggerei in der Augsburger Altstadt ist die älteste Sozialwohnsiedlung der Welt und seit 1523 bewohnt.

In die vom Bayerischen Landesamt für Denkmalpflege herausgegebene und betreute Denkmalliste sind derzeit 1.226 Augsburger Einzelbaudenkmäler eingetragen – diese machen damit etwa 1,6 Prozent des gesamten Gebäudebestandes der Stadt aus. Darüber hinaus hat Augsburg 20 eingetragene Ensembles sowie das großflächige Altstadtensemble, welches wiederum 65 geschützte Platz- und Straßenbilder aufweist.

#### Antike und Mittelalter
Aus der Zeit der römischen Besiedlung als Augusta Vindelicum sind heute nur noch wenige Fundstücke erhalten, die größtenteils in Museen ausgestellt werden. Am besten lässt sich das einstmalige Leben noch am Straßenverlauf der Via Claudia Augusta erahnen, der noch heute größtenteils vorhanden ist.
Im Mittelalter entstanden vor allem Sakralbauten, deren bedeutendste der Dom Mariä Heimsuchung und die Basilika St. Ulrich und Afra sind, die das Stadtbild auch heute noch entscheidend prägen. Die um 1140 entstandenen Prophetenfenster im südlichen Obergaden des Doms sind die weltweit einzigen erhaltenen Beispiele romanischer Glasmalerei. Weitere bedeutende kirchliche Kunstwerke aus dieser Zeit sind die Bronzetüren des Augsburger Domes aus den Jahren 1065, die im Jahr 2000 renoviert wurden. St. Ulrich und Afra wiederum bildet zusammen mit der vorgelagerten kleinen evangelischen Ulrichskirche eine prachtvolle Gebäudegruppe. Die romanische Kirche St. Peter am Perlach ist einer der ältesten Ziegelsteinbauten Süddeutschlands. Von den weiteren erhaltenen Kirchen des Mittelalters sind besonders auch die Bauten von St. Moritz, St. Jakob, Heilig Kreuz (kath. Kirche) und St. Georg stadtbildprägend. Sie stammen aus romanischer Zeit, wurden aber seit der Gotik immer wieder umgebaut und im Zweiten Weltkrieg teilweise stark getroffen. Dies gilt besonders auch für die Barfüßerkirche und St. Stephan. Um das Jahr 1320 bestand eine Dombauhütte, die auch gotische Formen in den Bau des Doms Unserer Lieben Frau einfließen ließ. Aus dieser Periode stammt der Chor.
Daneben umgab sich das mittelalterliche Augsburg mit großen Wehranlagen und der durchgehenden Stadtmauer, von der noch heute viele Teile erhalten sind, unter anderem der Fünfgratturm, das Rote Tor oder das Wertachbrucker Tor. Innerhalb dieser Mauern siedelten sich zur selben Zeit Gold- und Silberschmiede an, die sich über die Jahrhunderte einen hervorragenden Ruf erarbeiteten. Ihre Werke können heute in verschiedenen Museen und Ausstellungen betrachtet werden. Die Stadt selbst ist noch heute von einer auffällig hohen Zahl von Handwerkern dieser Richtung geprägt. Der Goldschmiedebrunnen auf dem Martin-Luther-Platz zeugt von ihrer Anwesenheit.
Um 1500 war Augsburg nach Köln, Prag und Nürnberg die viertgrößte Stadt des Reiches, weit vor Wien oder gar Berlin. Daher verfügt die Stadt über eine große Altstadt mit zahlreichen mittelalterlichen Kirchen.

#### Renaissance und Manierismus

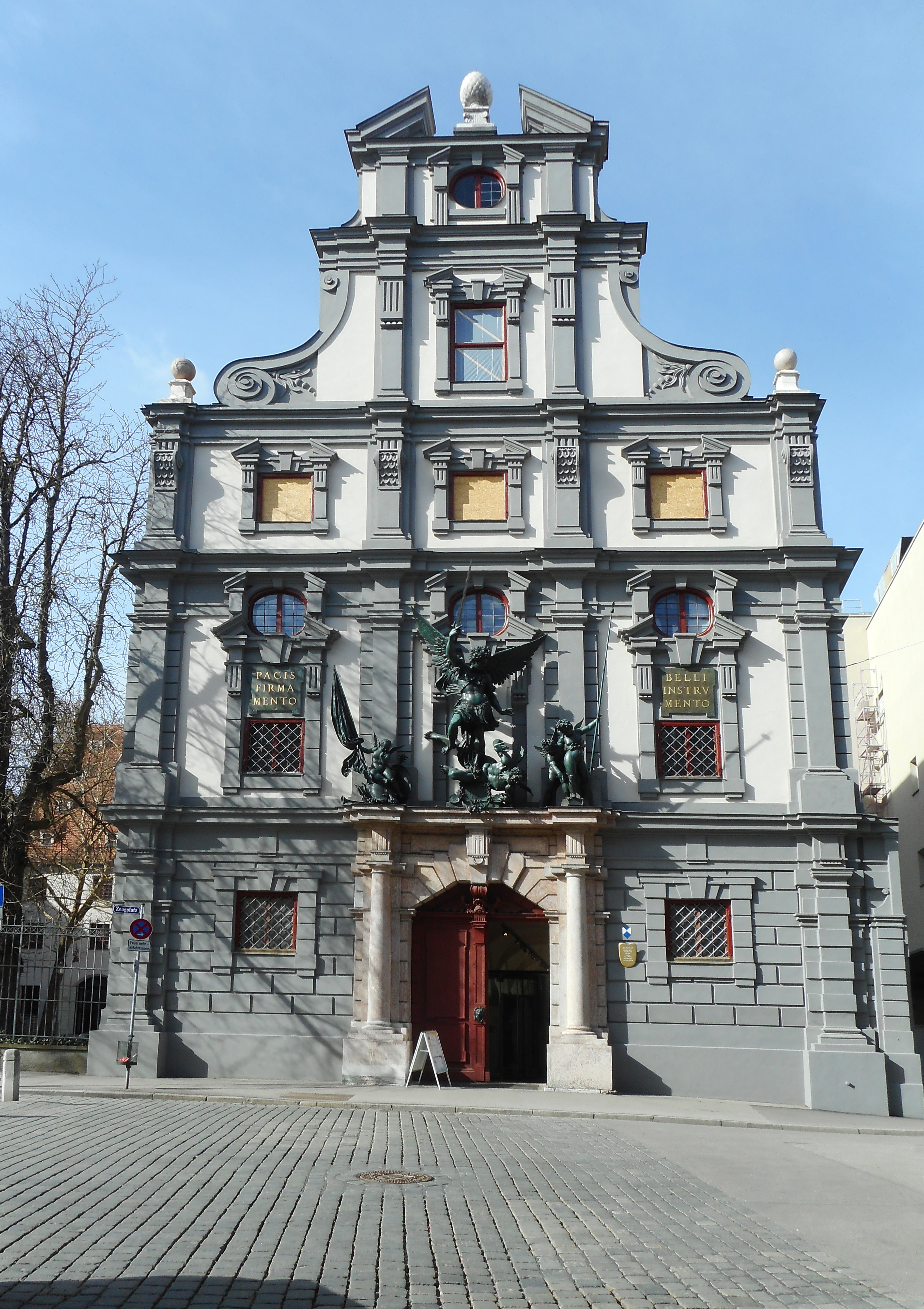
Zeughaus

Ihren absoluten Höhepunkt erlebte Augsburg zur Zeit der Renaissance, als hier Künstler wie Hans Holbein der Ältere oder Hans Burgkmair der Ältere wirkten und die Stadt zu einem der bedeutendsten kulturellen Zentren in Mitteleuropa werden ließen. In dieser Zeit entstanden einige der wichtigsten und bekanntesten Sehenswürdigkeiten, die nicht zuletzt durch die reichen Kaufmannsfamilien der Fugger und Welser finanziert wurden. In der Kirche St. Anna ließ die Familie Fugger sich eine Grabkapelle als ersten deutschen Renaissancebau errichten. Die Fuggerhäuser in der kunsthistorisch auch sonst bedeutsamen Maximilianstraße entstanden zwischen 1512 und 1515 als Residenz der Familie Fugger. Mit der Fuggerei entstand außerdem die älteste noch heute genutzte Sozialsiedlung der Welt.
1516/17 wurde die Katharinenkirche errichtet.
Ab 1574 entstand dann durch den Baumeister Johannes Holl die Kirche für das Kloster der Franziskanerinnen von Maria Stern, deren Zwiebelturm von Augsburg ausgehend weite Verbreitung fand. Johannes Holl errichtete auch das Köpfhaus. Sein Sohn Elias Holl erbaute später das Rathaus, das als bedeutendster profaner Renaissancebau nördlich der Alpen gilt und über den manieristischen Prachtbrunnen (Augustusbrunnen, Herkulesbrunnen und Merkurbrunnen) thront. Auch der Perlachturm erhielt damals sein heutiges Aussehen. Das Augsburger Zeughaus, der Stadtmetzg und der Neue Bau sowie das Heilig-Geist-Spital sind weitere bedeutende Bauten der späten Renaissance von Elias Holl und entstanden zu Beginn des 17. Jahrhunderts. Von der 1609 bis 1613 errichteten ehemaligen Franziskanerkirche, der jetzigen Pfarrkirche St. Maximilian, hat nur die Fassade den letzten Krieg überdauert. Dagegen wurde die kurz zuvor entstandene Jesuitenkirche St. Salvator bereits 1872 ganz abgebrochen. Nur Teile des Kollegs, eine weitere Stiftung der Fugger, haben sich erhalten.

#### Barock, Rokoko und Klassizismus
Doch auch spätere Epochen haben in Augsburg ihre Spuren hinterlassen. Bedeutsame barock gestaltete Sakralbauten sind besonders Heilig Kreuz (evang. Kirche), St. Michael und St. Margareth. Auch einige ältere Bauten wie das Reichsstädtische Kaufhaus wurden damals umgebaut. Vor allem der Rokokostil, der auch Augsburger Geschmack genannt wurde, hat der Stadt seinen Stempel aufgedrückt: Aus dieser Zeit stammen vor allem die Bischöfliche Residenz und das Schaezlerpalais. Besonders prächtig gerieten die Innenräume. Auch das Roeck-Haus und das Martini-Palais sind Zeugnisse dieser Zeit. Die ehemalige Domkustodie des Bischöflichen Palais am Hohen Weg ist ein breitgelagerter Mansarddachbau von 1761 mit Rokokoportal. Die ehemalige Schülesche Kattunfabrik verfügt sogar über eine dem Schlossbau angenäherte Rokokofassade von 1770/72. Das Welserhaus in der Philippine-Welser-Straße, im Kern noch aus dem 16. Jahrhundert stammend, zeigt heute eine frühklassizistische Fassade vom Ende des 18. Jahrhunderts. Auch das benachbarte Bothmersche Palais wurde in der Zeit des Klassizismus umgestaltet.

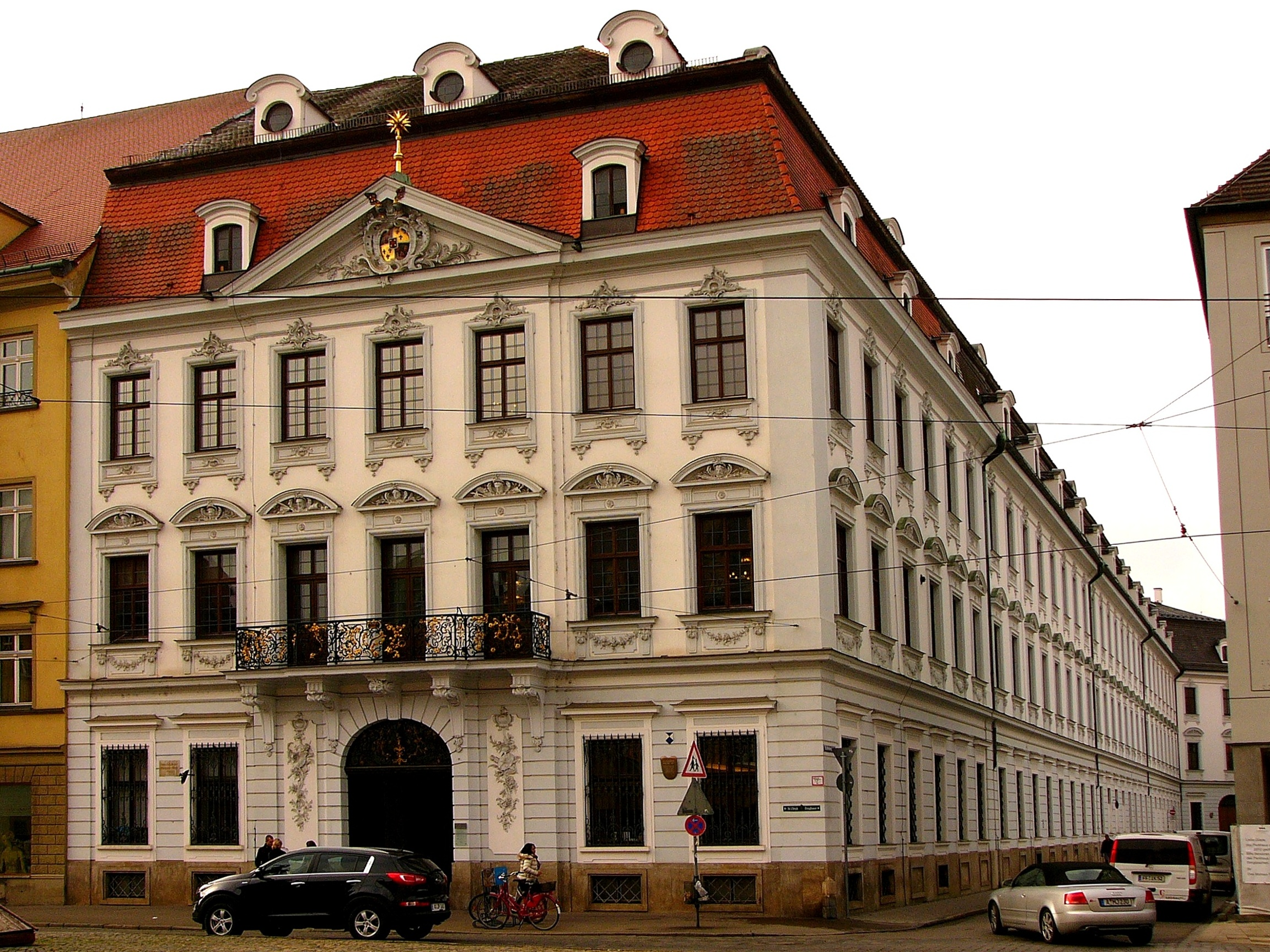
Schaezlerpalais

#### Historismus und Jugendstil
Während der Industriellen Revolution entstanden nach der genannten Schüleschen Kattunfabrik noch weitere Fabrikanlagen wie zum Beispiel der Glaspalast oder das Fabrikschloss, die heute größtenteils anderen Zwecken (zumeist als Museen oder Kunstgalerien) dienen, und Industriellenvillen wie das bereits der Rokoko-Zeit entstammende Gignoux-Haus, die Villa Haag oder die Villa Silbermann. Repräsentative Bauten des Historismus sind in Augsburg vor allem das Große Haus des Stadttheaters und das Gebäude der Staats- und Stadtbibliothek (von Martin Dülfer, 1893). Diese bilden zusammen mit der St.-Anna-Grundschule und dem Justizpalast ein eindrucksvolles Ensemble aus dieser Zeit.
Der Jugendstil hinterließ in Augsburg mit der Synagoge, dem Kurhaus in Göggingen, der Herz-Jesu-Kirche im Stadtteil Pfersee und dem Alten Stadtbad ebenfalls außerordentliche Bauwerke.

Panorama Augsburgs um ca. 1835, Stahlstich von F. Höfer

#### Moderne

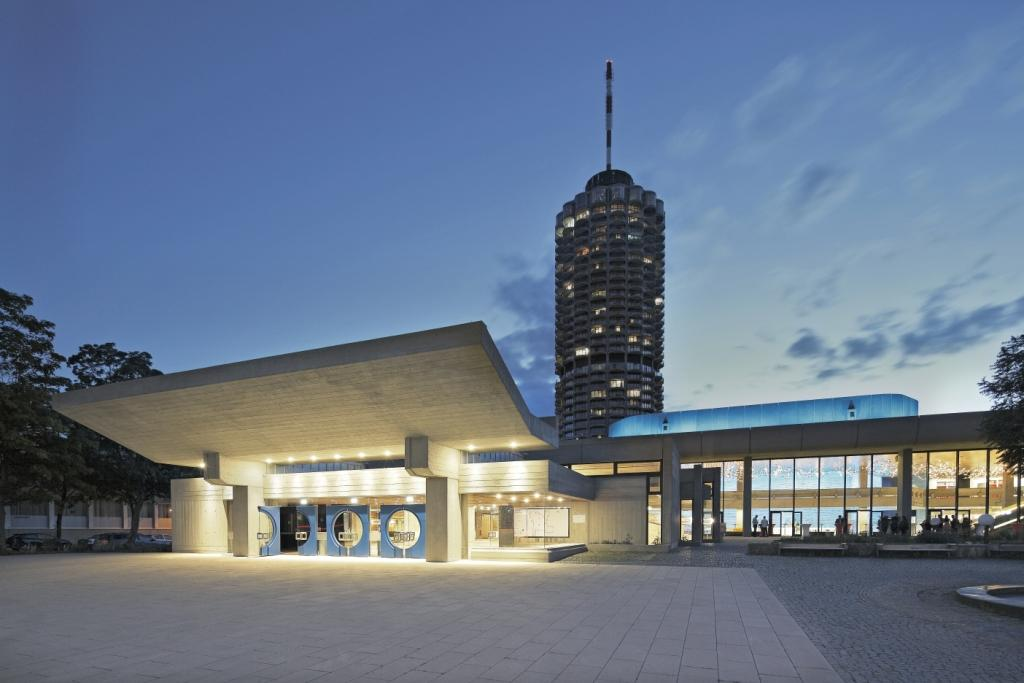
Augsburger Kongresszentrum „Kongress am Park“, Hotelturm im Hintergrund

Nach dem Zweiten Weltkrieg prägten zunächst vor allem Bauten für Großveranstaltungen das Stadtbild, zu erwähnen sind vor allem das Rosenaustadion als modernstes Stadion seiner Zeit und viele in Sichtbeton-Bauweise errichtete Gebäude, so unter anderem die Erhard-Wunderlich-Sporthalle, das Kongresszentrum mit dem Hotelturm oder das Curt-Frenzel-Stadion. Das Haus der Moderne selbst wurde bereits 1929 als Wohn- und Ateliergebäude des Augsburger Architekten Thomas Wechs im Stil der Neuen Moderne errichtet. Von ihm stammt auch die Don-Bosco-Kirche.

### Museen und Galerien

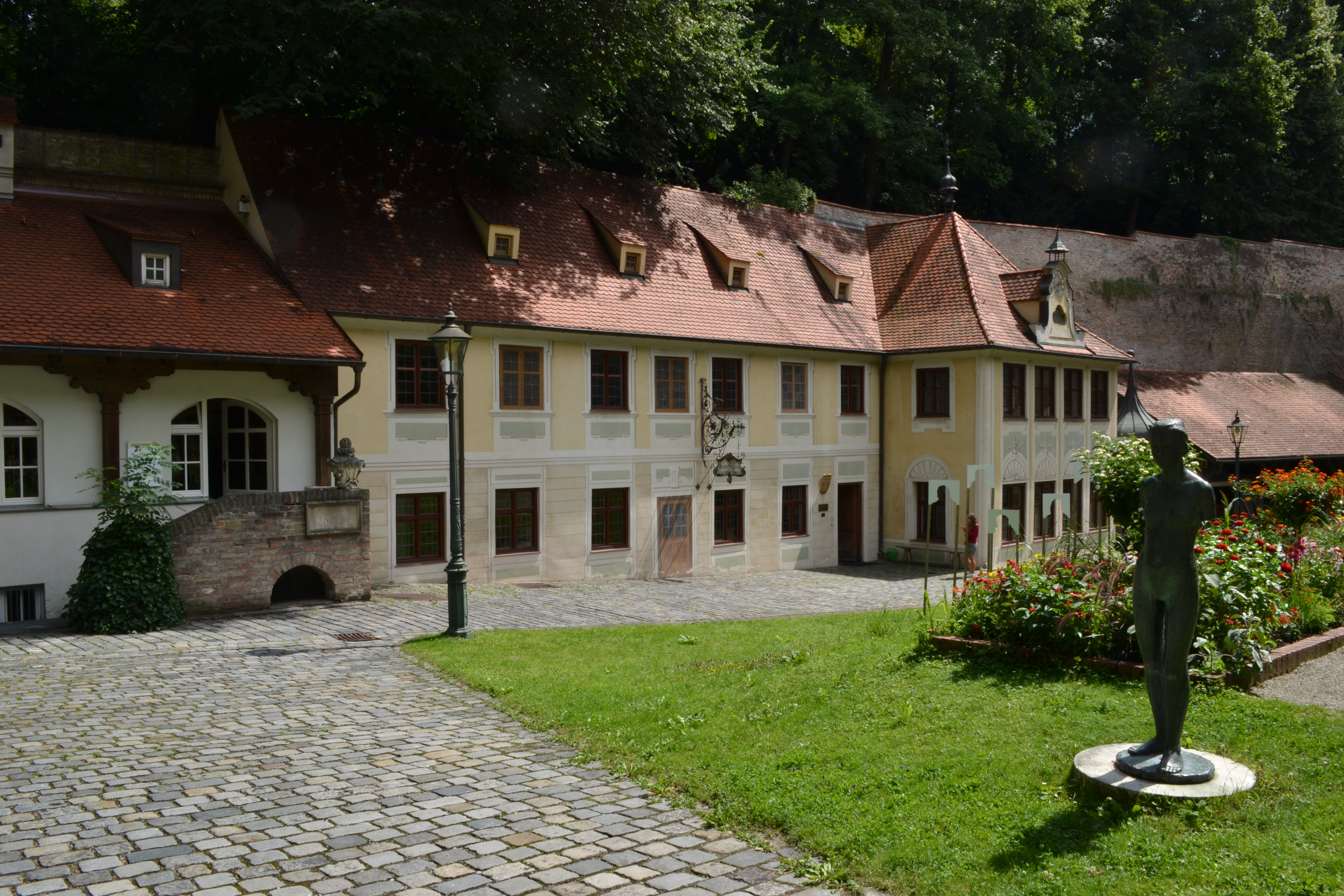
Schwäbisches Handwerkermuseum

Das Maximilianmuseum wurde 1855 errichtet und zum Jahrtausendwechsel erstmals von Grund auf renoviert, wodurch es ein historisch-modernes Flair erhalten hat. Der Ausstellungsbereich erstreckt sich über mehrere Etagen und teilt sich auf in Dauerausstellungen, die unter anderem Skulpturen, Goldschmiedekunst, Bauentwürfe und stadtgeschichtliche Sammlungen darstellen, sowie in einen Teil für Wechselausstellungen.
Seit 2006 gibt es im Jüdischen Museum Augsburg Schwaben eine Dauerausstellung, die die Geschichte der Juden in Augsburg und Schwaben vom Mittelalter bis heute dokumentiert. Sie dokumentiert „religiöse Praxis im Wandel der Zeit“ und macht die „jüdische Geschichte als einen integralen Bestandteil“ der Augsburger und Schwäbischen Geschichte deutlich.
Das Schwäbische Handwerkermuseum wird von der Schwäbischen Handwerkskammer betrieben und zeigt historische Werkstätten alter und zumeist ausgestorbener Handwerke wie zum Beispiel Bader, Sattler, Schuhmacher, Uhrmacher, Bäcker, Buchbinder oder Posamentierer. Zu sehen sind originale Einrichtungen, Werkzeuge und Arbeitsmaterialien. Daneben widmet sich eine eigene Ausstellung den Zünften.
Im Römischen Museum, das sich in den Räumen des ehemaligen Dominikanerklosters St. Magdalena befindet, sind archäologische Funde aus Augsburg und Umgebung von der Steinzeit über die Bronzezeit bis zur Spätantike und dem frühen Mittelalter zu betrachten. Das Schwergewicht liegt jedoch auf Objekten aus der Zeit als römische Provinzhauptstadt.
Das nach umfangreichen Sanierungsmaßnahmen 2006 wiedereröffnete Schaezlerpalais ist einerseits als ein Glanzpunkt des Rokokobaustils sehenswert, beherbergt andererseits aber auch bedeutende Kunstsammlungen: Die Deutsche Barockgalerie, die Graphische Sammlung und die Karl und Magdalene Haberstock-Stiftung.
Von dort besteht auch Zugang zu einer weiteren Sammlung, der benachbarten Staatsgalerie in der Katharinenkirche – Altdeutsche Meister, sie befindet sich an dieser Stelle schon seit dem frühen 19. Jahrhundert. Hier sind unter anderem Werke von Albrecht Dürer zu betrachten.

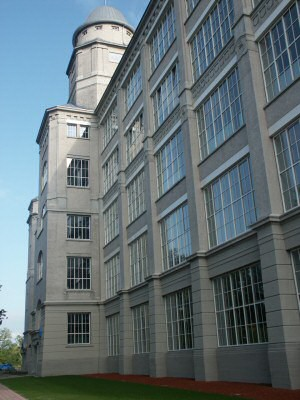
Glaspalast

Der Glaspalast ist ein Industriedenkmal, das überwiegend kulturell genutzt wird. In ihm befinden sich das H2 – Zentrum für Gegenwartskunst, eine Zweigstelle der Pinakothek der Moderne und das Kunstmuseum Walter, in dem auf 5500 Quadratmeter Ausstellungsfläche die Privatsammlung von Ignatz Walter gezeigt wird. Schwerpunkt der Sammlung ist die zeitgenössische Kunst.
Das Eishockeymuseum befindet sich neben dem Plärrer und stellt verschiedene Exponate berühmter Eishockeyspieler im In- und Ausland aus, so zum Beispiel den Nachlass von Gustav Jaenecke. Daneben führt es die Hall of Fame Deutschland, in die Spieler, Schiedsrichter, Trainer, Offizielle und Journalisten aufgenommen werden.
Das Museum Lutherstiege Augsburg zeigt Gegenstände und Räume aus der Zeit Martin Luthers.
Die Geburtshäuser von Bertolt Brecht und Leopold Mozart wurden nach selbigen benannt und beherbergen heute als Brecht- beziehungsweise Mozarthaus Ausstellungen über Leben und Wirken der beiden berühmtesten Söhne der Stadt.
Das Puppentheatermuseum Die Kiste der Augsburger Puppenkiste befindet sich im ehemaligen Heilig-Geist-Spital und zeigt die bekannten „Stars an Fäden“ wie das Urmel, Jim Knopf oder Kalle Wirsch.
Daneben bietet die Fuggerstadt eine große Zahl weiterer Museen und Galerien mit verschiedenen Themen und hat mit dem Bahnpark, dem Fugger und Welser Erlebnismuseum, dem Gaswerksmuseum und dem Staatlichen Textil- und Industriemuseum in der jüngsten Zeit weitere bedeutende Museen erhalten.
Administrativ wurden mehrere große Museen wie das Schaezlerpalais, das Maximilianmuseum und das Römische Museum in den Kunstsammlungen & Museen Augsburg zusammengefasst.

### Theater und Bühnen

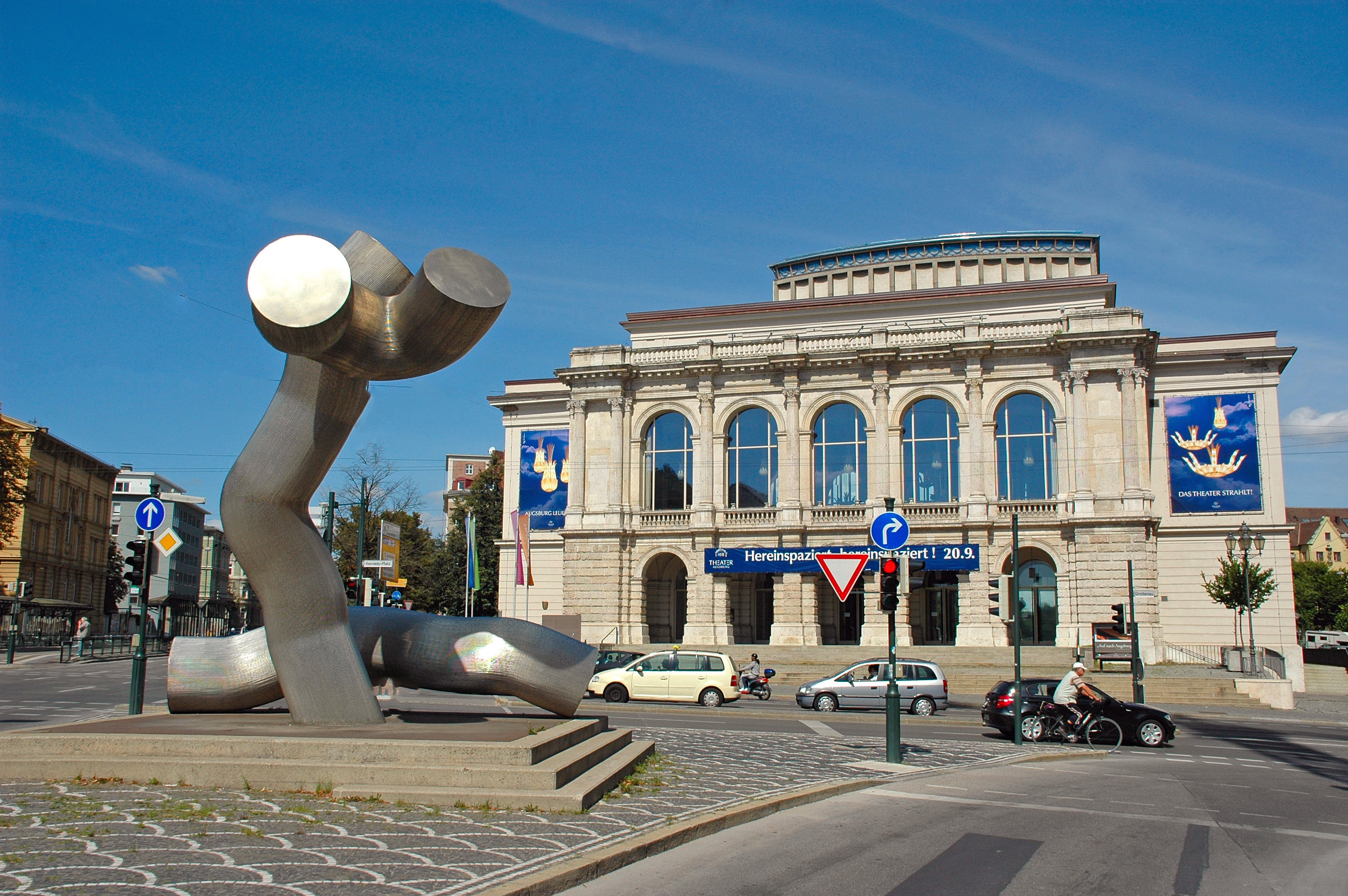
Staatstheater Augsburg

Das Staatstheater Augsburg, das bedeutendste der Stadt, besitzt ein Musiktheater-, Schauspiel- und Ballettensemble, das an mehreren Spielorten – im Großen Haus, in der brechtbühne, im hoffmannkeller, auf der Freilichtbühne am Roten Tor und in der Kongresshalle – auftritt.
Deutschlandweit bekannt ist die Augsburger Puppenkiste, ein Marionettentheater mit Produktionen wie Urmel aus dem Eis oder Jim Knopf und Lukas der Lokomotivführer.
Mit dem Sensemble Theater besitzt Augsburg ein überregional bekanntes experimentelles Theater, das zunächst auf einer Freilichtbühne spielte und inzwischen eine eigene Spielstätte in der Kulturfabrik Augsburg unterhält. Die Stücke des Sensemble Theaters reichen von Sprech-, Musik-, Improvisations- und Ausdruckstheater bis hin zu Performance und Installation.
Weitere Bühnen und Kulturhäuser widmen sich den verschiedenen Sparten des Theaters, etwa das städtische Kulturhaus Abraxas und das Romanistentheater der Universität.
Augsburg war bisher zweimal, 1985 und 2012, Veranstaltungsort der Bayerischen Theatertage, des größten bayerischen Theaterfestivals.

### Kinos

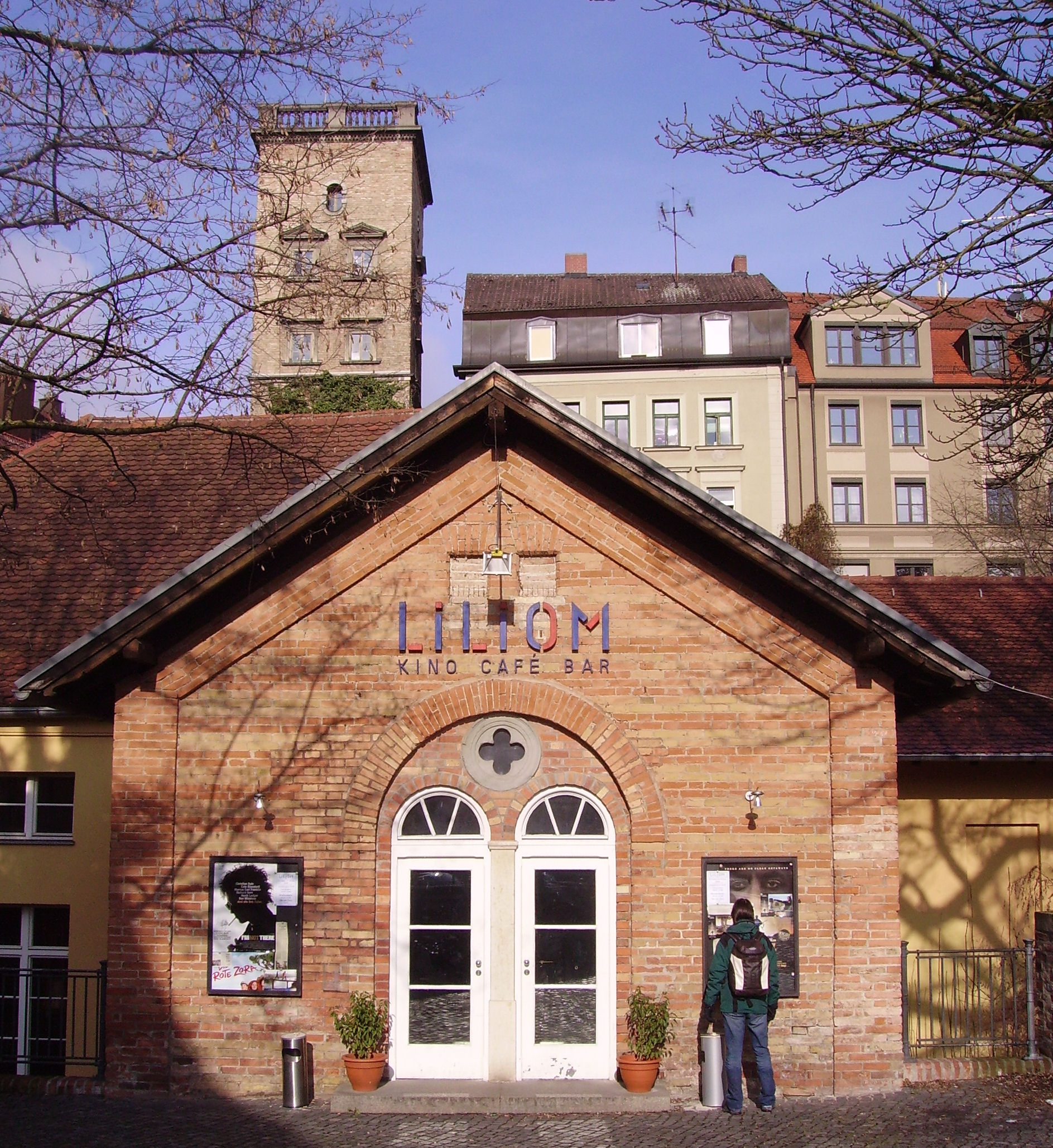
Das Liliom, ein Kino in Augsburg

Augsburgs Filmtheater haben eine lange Tradition. Die erste belegte Filmvorführung fand am 19. Oktober 1896 im Kaffeehaus Mercur am Judenberg statt, wo verschiedene Kurzfilme – zum Beispiel die Ankunft eines Zuges an einem Bahnhof – von einem Kinematographen vorgeführt wurden. In den Jahren danach kamen regelmäßig Schausteller mit ihren Wanderkinematographen auf verschiedene Volksfeste.
Das erste Kinogebäude zur Veranstaltung von Varieté meldete der Augsburger Lebensmittelhändler Fridolin Widmann im November 1906 behördlich an: Das Thalia-Theater darf sich damit als das älteste Kino der Stadt bezeichnen, auch wenn dieser Name erst 1909 sicher nachgewiesen ist.
Viele frühe Kinos gibt es nicht mehr oder unter anderem Namen. Einen Einschnitt markierte um die Jahrtausendwende der Bau von zwei Multiplex-Kinos für Hollywood-Blockbuster, einem Cinestar am Hauptbahnhof und einem CinemaxX in der City-Galerie, die das Ende traditioneller Filmtheater wie Capitol, Dreimäderlhaus oder Filmpalast bedeuteten. Einige kleinere Kinos hielten sich größtenteils als Programmkinos, die auch andere Kulturveranstaltungen bieten (Liliom, Mephisto, Savoy und Thalia). Jeden Sommer findet das Augsburger Lechflimmern mit täglichem Freilichtkino im Freibad am Plärrer statt.
Im Sommer 2006 feierte der bayerische Film Wer früher stirbt ist länger tot seine Premiere im Mephisto.

### Musik

#### Bands und Interpreten
Augsburg ist der Heimatort einiger deutschlandweit bekannter Musikinterpreten und -bands. Bekannt ist die Band The Seer, die 1990 gegründet wurde und eine Mischung aus hymnenhaftem Rock und Folk-Elementen spielt.
Augsburg bot schon in den 1960er Jahren ein gutes Pflaster für Bands, die sich vor allem auf lokaler Ebene einen Namen gemacht haben – so zum Beispiel The Roughroads oder The Shotguns. Dagegen sind vor allem in jüngerer Zeit die Popbands Nova International und Anajo bekannt geworden. Letztere vertrat das Bundesland Bayern 2007 beim Bundesvision Song Contest und erreichte den neunten Platz. Überregionale Berühmtheit hat inzwischen auch die Gruppe Dear John Letter erreicht, deren Post-Rock vor allem über das Internet bekannt wurde. Vor allem der Song Auf uns, den die ARD zum WM-Song für die Berichterstattung von der Fußball-Weltmeisterschaft 2014 in Brasilien machte, verhalf auch Andreas Bourani, der in Augsburg geboren und aufgewachsen ist, zu großer Popularität in Deutschland.
Roy Black, der als Beatsänger mit The Cannons begann, dann aber durch seine Schlager (zum Beispiel Du bist nicht allein) berühmt wurde, ist kein gebürtiger Augsburger, sondern stammt aus dem Dorf Straßberg wenige Kilometer südlich. Seine gesamte Jugend verbrachte er dennoch in der Fuggerstadt, da er am dortigen Holbein-Gymnasium das Abitur absolvierte.
Viele bekannte Augsburger Bands sind auf dem Album 2000 Töne zu hören, das anlässlich des 2000. Geburtstages der Stadt aufgenommen wurde.

#### Chöre
Als bedeutendster Chor Augsburgs gelten die Domsingknaben, ein reines Jungenensemble, das unter dem Patrozinium des Doms St. Mariä Heimsuchung steht, weswegen die Sänger früher auch Marianer genannt wurden. Der Chor besitzt eine lange Tradition: Eine erste urkundliche Erwähnung findet sich 1439. Neben der regelmäßigen Gestaltung der gottesdienstlichen Liturgie im Dom bestreiten seine Mitglieder ständig Konzerte und Auslandsreisen und wurden auch durch etliche Platten- beziehungsweise CD-Aufnahmen bekannt.
Ebenso bedeutend ist der Philharmonische Chor Augsburg. 2018 feierte er das 175-jährige Jubiläum. Er ist ein Zusammenschluss der Augsburger Liedertafel (1843) und dem Oratorienverein Augsburg (1866). Aus diesen beiden Chören gingen die Albert Greiner Sing- und Musikschule (heute Sing- und Musikschule Mozartstadt Augsburg, kurz SuMMA) und die Musikschule (heute Leopold Mozart Zentrum der Universität Augsburg (LMZ)) hervor. Der Philharmonische Chor agiert zweimal jährlich gemeinsam mit den Augsburger Philharmonikern (die aufgrund des Drängens beider Chöre vor über 100 Jahren gegründet wurden) und bekommt in Gegenleistung die Philharmoniker für ein Chorkonzert im Jahr, das meistens im Kongress am Park stattfindet. Besonders bekannt ist der Chor für seine Aufführungen der Carmina Burana, aber auch für deutsche Erstaufführungen wie z. B. das Requiem von Andrew Lloyd Webber. Das Augsburger Weihnachtssingen (von Otto Jochum und Albert Greiner) wird jährlich zur Adventszeit im Goldenen Saal des Rathauses aufgeführt. Der Chor hat über 100 aktive Mitglieder und wird seit 1982 von Wolfgang Reß geleitet.
Das Staatstheater Augsburg besitzt in seinem Ensemble einen hauseigenen gemischten Chor, der bei großen Opern- oder Musical-Produktionen eingesetzt wird, daneben aber auch eigene Konzerte und Auftritte gibt.
Vor allem im Rahmen des Mozartjahres 2006 fand der Mozartchor Augsburg deutschlandweite Beachtung. Er wurde 1976 gegründet und besteht aus erfahrenen Laiensängern und -sängerinnen. Sein Repertoire umfasst dabei hauptsächlich Oratorien, die zusammen mit namhaften Solisten oder Orchestern aufgeführt werden.
Daneben besteht eine Vielzahl weiterer Chöre, die größtenteils zu christlichen Gemeinden oder Organisationen, Musik- und allgemeinbildenden Schulen gehören. Hierbei zeichnen sich vor allem die gemischten Chöre der ehemaligen Albert Greiner Sing- und Musikschule, seit 2010 Sing- und Musikschule Mozartstadt Augsburg, und des Gymnasiums bei St. Stephan aus, die weit über die Stadtgrenzen hinaus bekannt sind.
Seit 2017 besteht das Augsburger Knabenchorarchiv zur Pflege der Knabenchorgeschichte.

#### Orchester
Die Bayerische Kammerphilharmonie ist ein 1990 gegründetes Orchester aus Augsburg, das sich der Interpretation klassischer und zeitgenössischer Musik widmet. Es erhielt 1996 den Förderpreis der europäischen Wirtschaft und den Kulturpreis der europäischen Regionen.
Die Augsburger Philharmoniker sind das größte Orchester der Stadt und Teil des Staatstheater Augsburg. Im Theater wirkt es an bis zu 120 Musiktheater-Vorstellungen im Jahr mit und hat eine eigene Sinfoniekonzert-Reihe im Kongress am Park. Die 70 Musiker treten daneben aber auch eigenständig oder in Zusammenarbeit mit anderen Chören auf.
Weitere Orchester werden von vielen Schulen, Organisationen und Musikliebhabern gestellt, die in der Stadt für einen großen musikalischen Veranstaltungskalender sorgen.

### Kulturelle Veranstaltungen

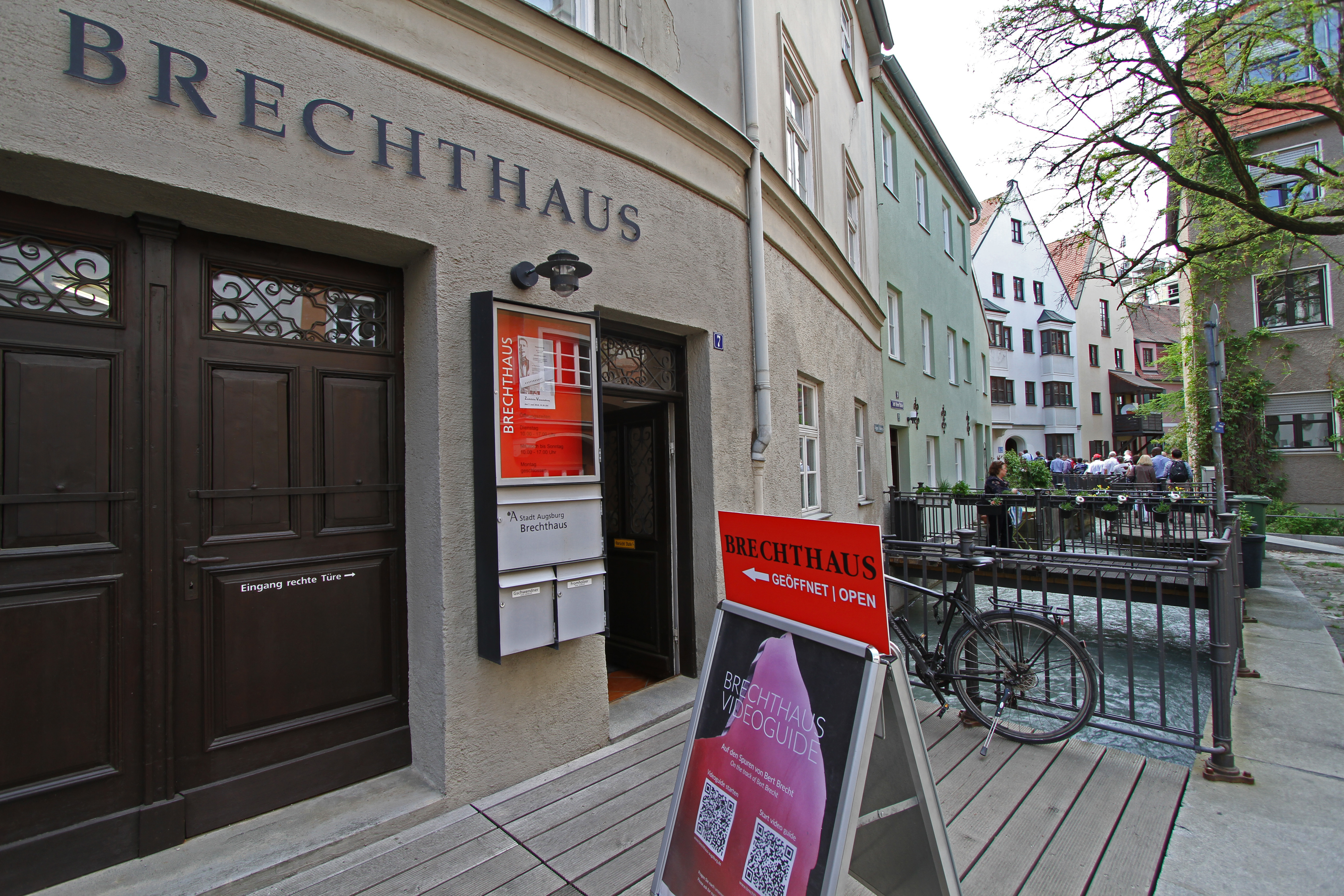
Brechthaus

Augsburg kann über die Jahrhunderte auf etliche bedeutende Bürger zurückblicken, deren Jubiläen der Stadt Anlass zu großen Veranstaltungen gaben. So finden in regelmäßigen Abständen große Ereignisse mit der Thematik Bertolt Brecht statt, unter anderem Literaturprojekte oder Theateraufführungen. Seit 2010 findet jährlich das Brechtfestival statt.
Mit Beginn des Jahres 2006, dem sogenannten Mozart-Jahr, präsentierte sich Augsburg als deutsche Mozartstadt, da Wolfgang Amadeus Mozarts Vater Leopold Mozart und dessen Familie aus der Region stammten und selbst W. A. Mozarts (angebliche) Jugendliebe Maria Anna Thekla Mozart eine Bürgerin der Stadt war. In diesem Rahmen fanden zahlreiche Konzerte und Vorträge in Kooperation mit der Deutschen Mozart-Gesellschaft (DMG) und der 2011 mit der DMG fusionierten, seit 1937 bestehenden, Mozartgemeinde Augsburg statt.
Seit 1985 finden jedes Jahr im März die Internationalen Filmtage Augsburg statt, die sich in vier Unterveranstaltungen aufgliedern lassen: Das Augsburger Kinderfilmfest, die Tage des unabhängigen Films, das Augsburger Kurzfilmwochenende und das internationale Symposium Cinema of Tomorrow für junge Filmemacher und -studenten. 2006 fiel das Festival wegen Finanzierungsproblemen aus, die jedoch im Herbst desselben Jahres beseitigt werden konnten, so dass die Filmtage auch in Zukunft stattfinden werden.
Seit 2007 gibt es in Augsburg das Jugend- und Popkulturfestival Modular, das jährlich stattfindet und rund 30.000 Besucher an drei Tagen anzieht.
Ab 2013 fand jährlich das STAC - das Show-Festival (kurz: Stac Festival, oder STAC) im Reese Theater, das sich auf dem alten Kasernenareal des Kulturpark West im Augsburger Stadtteil Kriegshaber befand, statt. Das STAC ist aus einer freien Künstlergruppe junger Erwachsener, der Street Academy entstanden. Seit 2013 agiert die STAC Festival gGmbH als gemeinnütziges Unternehmen. Ende Mai 2019 verlor das STAC Festival durch die Schließung und letztendlich Abriss des Reese Theaters seinen ursprünglichen, ortsfesten Austragungsort. Auf der Suche nach einer neuen Örtlichkeit zeigte sich die Vielfalt an möglichen Veranstaltungsorten im Großraum Augsburg, wodurch eine neue Konzeptidee entstand. Um neue Einzugsgebiete an Künstlern und Zuschauern zu erreichen und mit regionaler, darstellender Kunst mehr Menschen begeistern zu können, wählte man nun mehrere Veranstaltungsorte im kompletten Ballungsraum.
Jährlich findet auch das Augsburger Medienkunstfestival lab.30 statt, seit es im Jahr 2003 gegründet wurde. Gezeigt werden experimentelle lokale, regionale und internationale Projekte, die mit digitalen und analogen Technologien arbeiten.
Daneben gibt es etliche weitere Veranstaltungen jeder Art und Kunstrichtung, angefangen von Konzerten bis zu Kunst- und Kabaretttagen. So ist die Stadt unter anderem auch Schauplatz des Honky-Tonk-Festivals.

### Sonstige Veranstaltungen

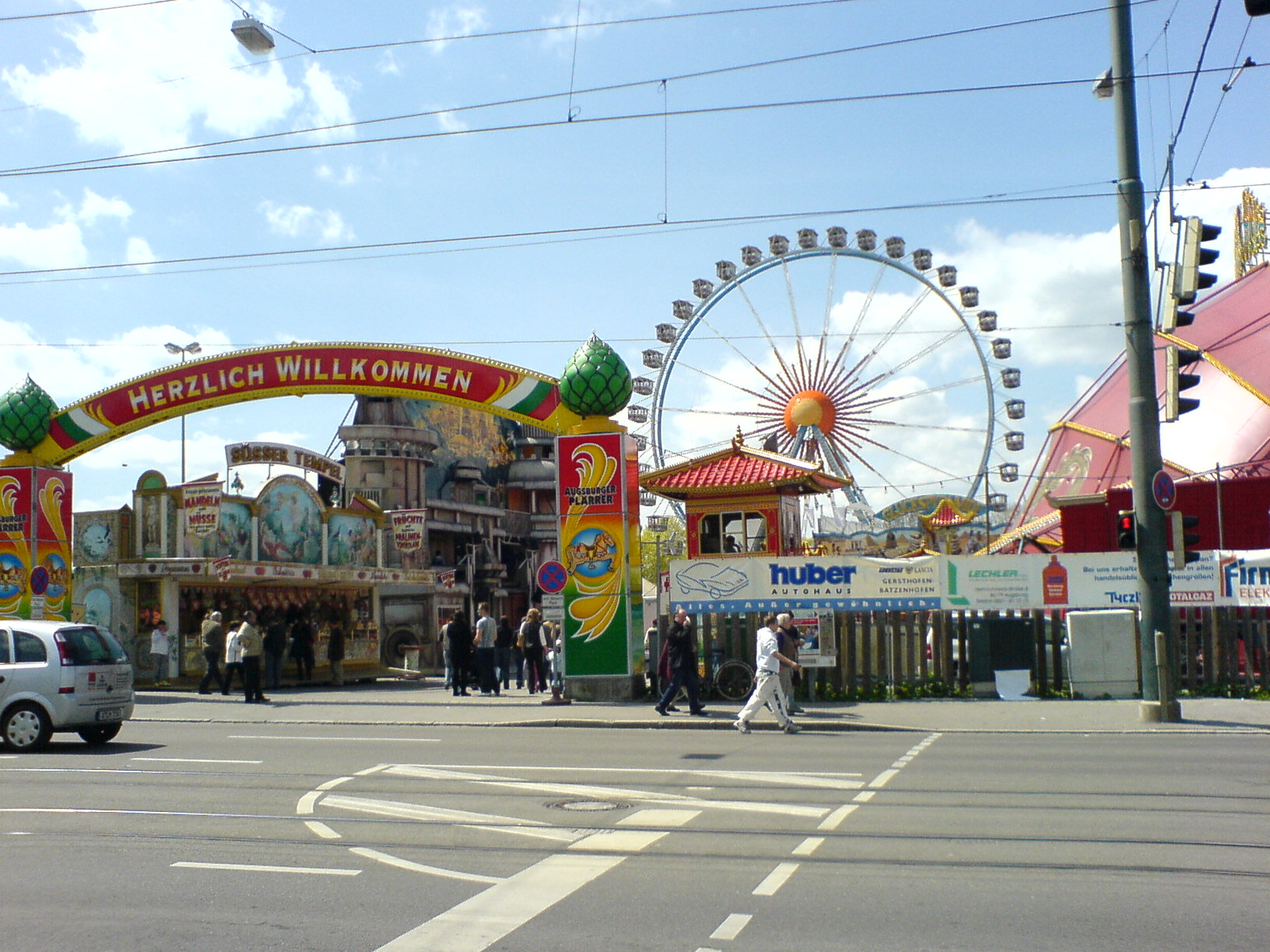
Oster-Plärrer im Jahr 2006

Der Augsburger Plärrer ist mit etwa 1,2 Millionen Besuchern pro Jahr das größte Volksfest in Bayerisch-Schwaben und das drittgrößte in Bayern. Der Plärrer findet zweimal jährlich auf dem sogenannten Kleinen Exerzierplatz bei den städtischen Freibädern statt: Einmal im Frühjahr (beginnend am Ostersonntag) und einmal im Spätsommer (Ende August/Anfang September) – er dauert dabei jeweils etwa zwei Wochen. Die Schausteller kommen dazu hauptsächlich aus Süddeutschland. Dieses Volksfest kann auf eine mehr als tausendjährige Tradition zurückblicken und lockt jedes Mal Tausende Besucher pro Tag an. Bertolt Brecht hat es im Jahr 1917 in seinem Gedicht Das Plärrerlied gewürdigt.
Eine zweite große Veranstaltung bildet die Augsburger Dult, ein ehemaliges Kirchenfest. Hierbei entsteht eine fast einen Kilometer lange Budenstraße zwischen Jakobertor und Vogeltor (entlang der alten Stadtmauer), welche die typischen Waren eines Jahrmarktes anbietet. Die Dulten werden zweimal pro Jahr von Tausenden besucht: Einmal um Ostern (die sogenannte Frühjahrs- oder Osterdult) und um den 29. September, den St.-Michaels-Tag (die sogenannte Herbst- oder Michaelidult).

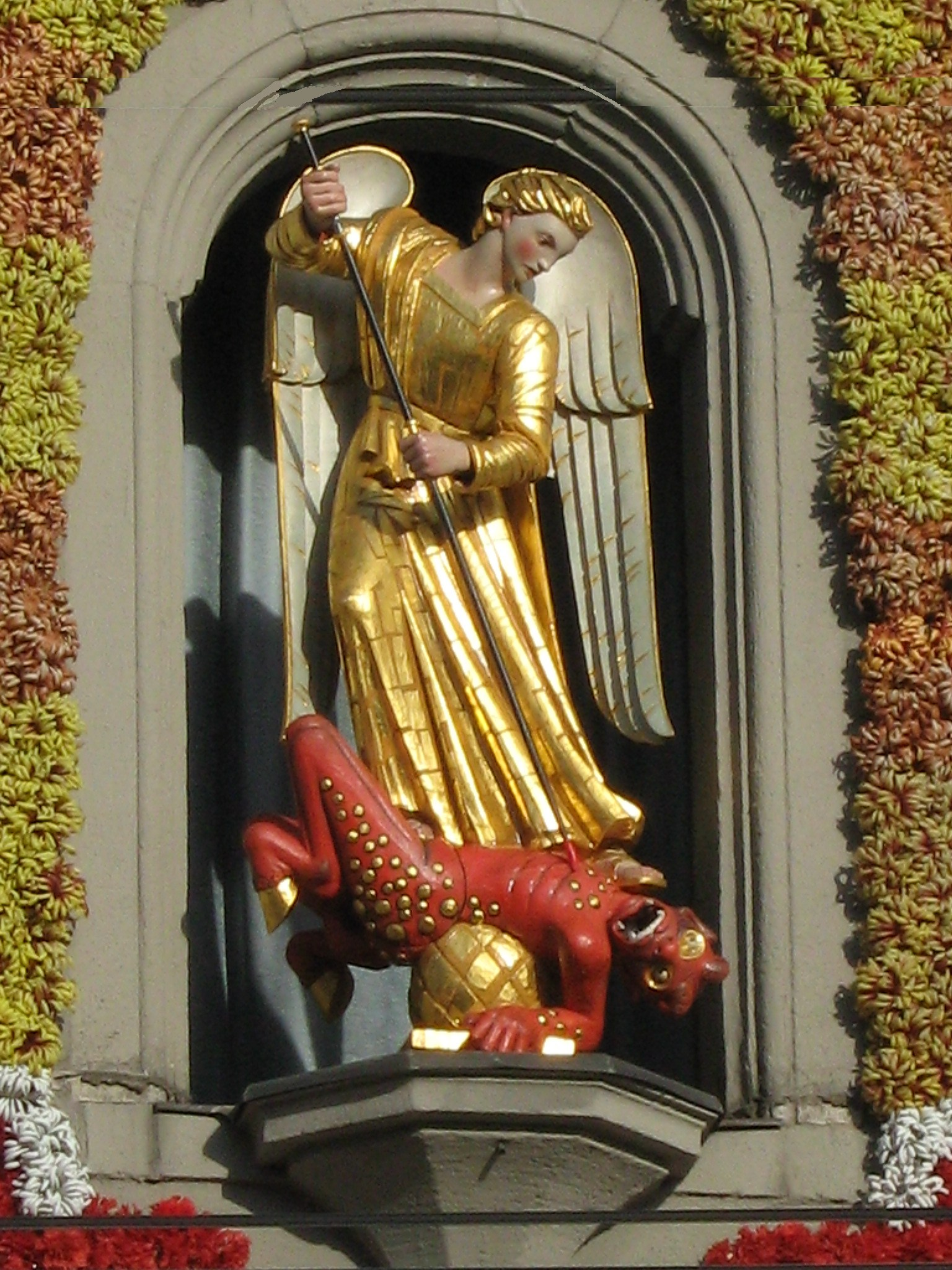
Turamichele am Perlachturm

An diesem Tag besteht auch die einzige Möglichkeit im Jahr, das Turamichele, eine mechanisch bewegte Figur des Erzengels Michael, zu betrachten: Sie erscheint zu jeder vollen Stunde im untersten Westfenster des Perlachturms und verpasst dem Teufel jeweils so viele Stiche wie Glockenschläge. Auf dem Rathausplatz findet an diesem Tag zusätzlich ein großes Kinderfest statt.
Seit 2016 finden in der Augsburger Innenstadt einmal im Jahr die Augsburger Sommernächte statt. Dabei verwandeln sich Straßen, Plätze und Höfe in eine große Festzone mit unterschiedlicher Musik, exotischen und regionalen Leckereien und bunten Lichtkonzepten.
Jährlich zur Adventszeit wird auf dem Rathausplatz der Augsburger Christkindlesmarkt aufgebaut, der schon 1498 in einem Protokoll erwähnt wird und somit zu den ältesten Weihnachtsmärkten Deutschlands gehört. Seit 1977 findet an den Adventswochenenden sowie zur Eröffnung und zum Abschluss des Marktes das „Engelesspiel“ statt, bei dem 24 Personen in Engelskostümen auf dem Balkon des Rathauses erscheinen.
Als Schauplatz des Augsburger Reichs- und Religionsfriedens von 1555, des ersten Vertrages für ein friedliches Zusammenleben von Katholiken und Protestanten, präsentiert sich Augsburg außerdem als „Friedensstadt“ und vergibt alle drei Jahre den Augsburger Friedenspreis, den unter anderem schon Michail Gorbatschow und Richard von Weizsäcker erhielten.

### Nachtleben
Als Mittelpunkt des Nachtlebens gilt die Gegend um die Maximilianstraße und das Theaterviertel um die Ludwigstraße und Theaterstraße mit einem breit gefächerten Angebot an Bars, Clubs und Cafés. Größere Diskotheken sind vor allem in den Außenbezirken der Stadt zu finden, ebenso kleinere Bars und Kneipen (in den Arbeitervierteln im Norden der Stadt vor allem sogenannte Boizen, im Süden der Stadt hauptsächlich studentisch geprägte Lokale).

### Kulinarische Spezialitäten

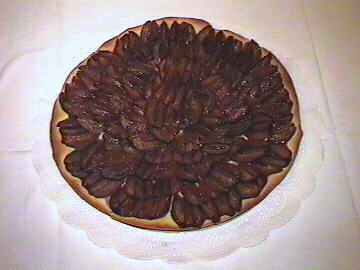
Der Zwetschgendatschi, eine Augsburger Spezialität

Die bekannteste Augsburger Spezialität ist der als Zwetschgendatschi bekannte Blechkuchen, aus Hefe- oder Mürbeteig gebacken und mit halbierten Zwetschgen belegt, wurde angeblich in der Stadt erfunden. Der Kuchen ist in einem Augsburger Rezeptbuch von 1830 nachweisbar. Seit dem 19. Jahrhundert ist die Spottbezeichnung Datschiburg für die Stadt und Datschibürger für die Einwohner belegt.
Eine weitere in Augsburg verbreitete kulinarische Spezialität ist der Brätstrudel, ein aufgerollter Pfannkuchen mit einer Füllung aus Brät.
Typische Beilage zu Augsburger Gerichten sind Spätzle, teils auch als eigenes Gericht serviert – Kässpatzen werden mit Röstzwiebeln und Salat gereicht. Beliebt sind auch (Kraut-)Schupfnudeln und der Schweinsbraten, der nahezu überall in Bayern geschätzt wird.

### Dialekt
Eine genaue Zuordnung des Augsburgerischen zu einer Sprachgruppe gestaltet sich schwierig, da die Stadt die Grenze verschiedener Verbreitungsgebiete von Mundarten bildet und somit die dortige Sprache von vielfältigen Einflüssen geprägt ist. Prinzipiell ist der Dialekt den ostschwäbisch-alemannischen Mundarten zuzuordnen, ist aber auch mit mittel- beziehungsweise südbairischen Dialektformen durchsetzt. Vor allem die jüngeren Generationen sprechen heutzutage einen stärker vom Hochdeutschen und Bairischen geprägten schwäbischen Dialekt.
Augsburgerisch liegt wie alle alemannischen Dialekte südwestlich der fest-fescht-Linie: historisches /s/ ist vor /t/ (und seltener /p, b/ und /k/) in allen Positionen zu /ʃ/ verschoben, zum Beispiel ist → isch; weißt → woisch; Augsburg → Augschburg; und dem standarddeutschen Satz „könntest du mir nicht einmal zeigen, wie ich das am besten zu tun habe“ entspricht dialektales kénndsch mr ned amol zoiga, wia i dés âm beschda zom dua hâb/hâo. Weitere Merkmale sind das (für ganz Bayern charakteristische) gerollte alveolare [r] und die /n/-Apokope; zum Beispiel entspricht standarddeutschem sprechen mundartliches schprecha, und „der steinerne Mann“ lautet in der Ortsmundart dr schtoinarne Mâ (oder dr schtoinerne Mo), die Straßenbahn ist die Schtrossabô.

### Stolpersteine
Seit 26. Mai 2014 werden auch in Augsburg sogenannte „Stolpersteine“ durch den Künstler Gunter Demnig verlegt. Bei diesen quadratischen Steinen (10 × 10 cm) handelt es sich um kleine Messingplatten im Straßenpflaster, die an die Opfer der Judenvernichtung und der politischen Verfolgung im Nationalsozialismus erinnern.

### Baumdenkmal
Das Baumdenkmal für die Deutsche Einheit im Bürgerwald des Stadtteils Bergheim wurde am 17. November 2014 gepflanzt.

### Zoo

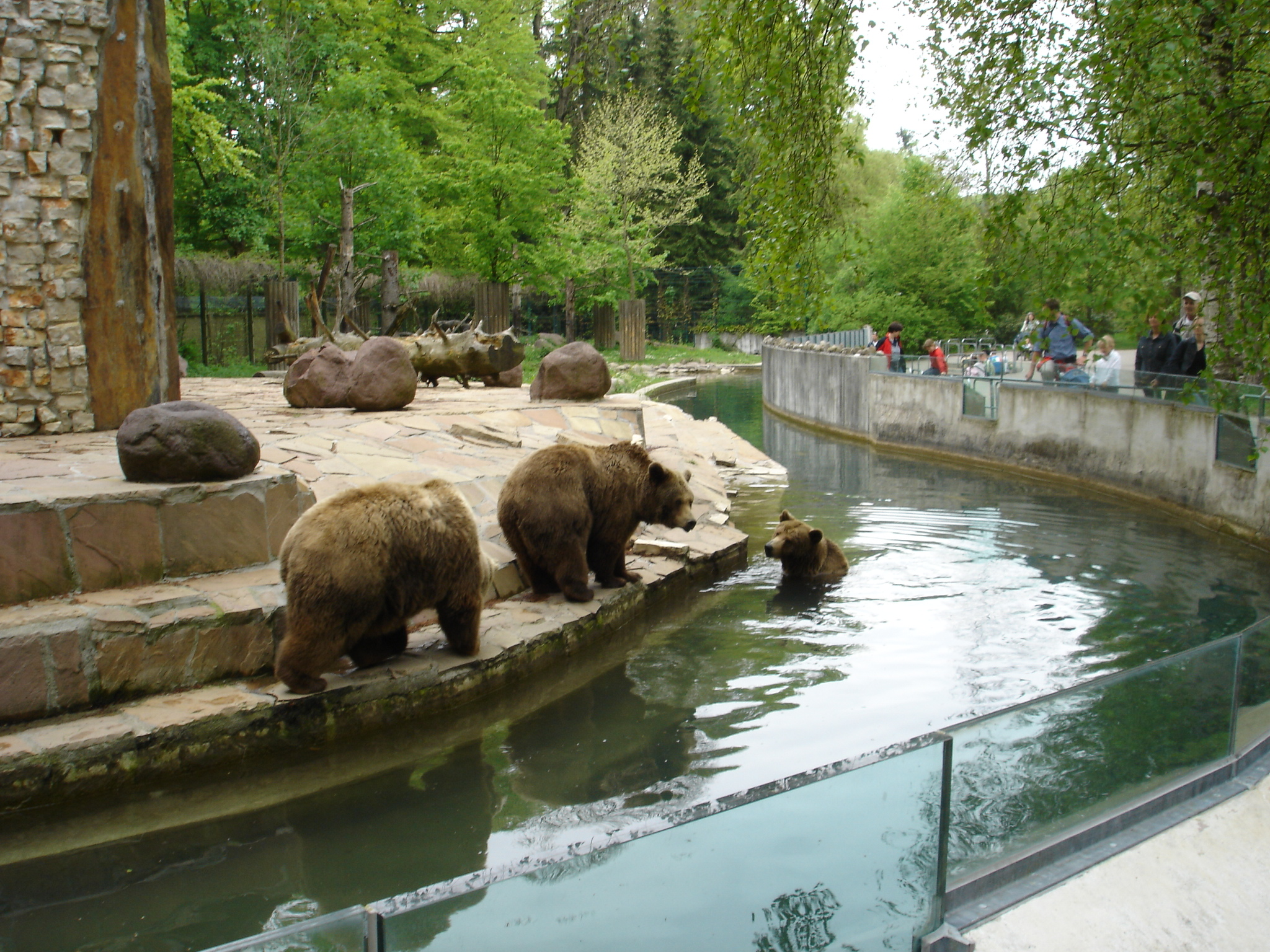
Bärengehege im Augsburger Zoo

Noch vor Ausbruch des Zweiten Weltkrieges wurde 1937 der Augsburger Zoo eröffnet, der nach Kriegsende mit exotischen Tieren bestückt wurde und mit jährlich mehr als 500.000 Besuchern heutzutage die meistbesuchte kulturelle Einrichtung Bayerisch-Schwabens darstellt.

## Sport und Freizeit

### Sportvereine

#### Fußball

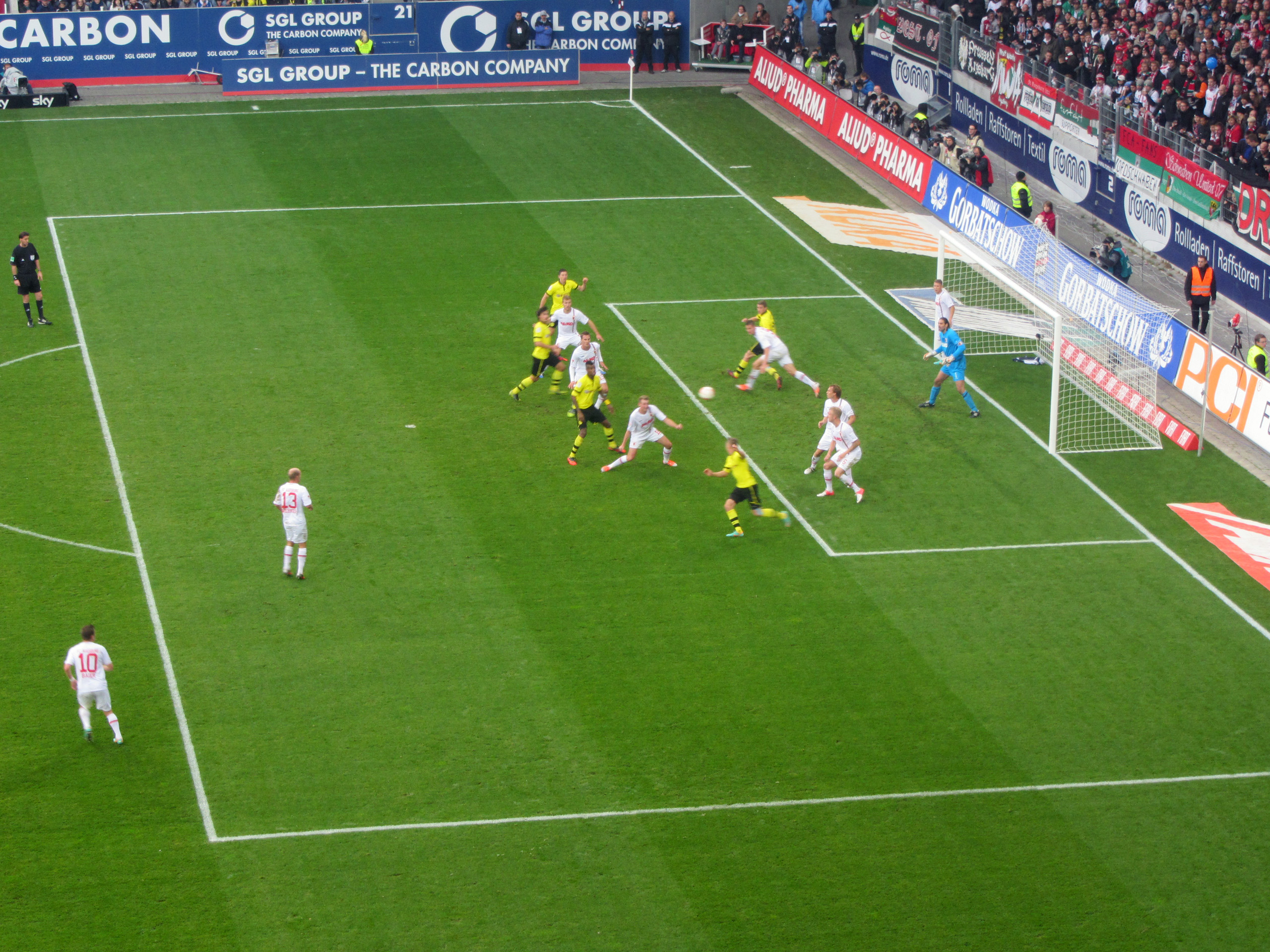
Spiel der Fußball-Bundesliga 2012/13 zwischen dem FC Augsburg und Borussia Dortmund am 9. November 2012

Seit der Spielsaison 2011/12 besitzt die Fuggerstadt mit dem FC Augsburg einen Verein in der Bundesliga, der sich erstmals in der Saison 2015/16 für die Teilnahme an der Europa League qualifizierte. Zuvor war dem 1907 gegründeten Club 2006 der Meistertitel in der Regionalliga Süd und damit nach 23 Jahren die Rückkehr in die 2. Bundesliga gelungen. Der FCA, dessen Talentschmiede unter anderem Helmut Haller, Christian Hochstätter, Bernd Schuster und Armin Veh durchliefen, ist Rekordmeister der Bayernliga und hatte auch in der Mitte der 1970er Jahre Glanzzeiten, als zu den Heimspielen durchschnittlich 23.000 Fußballbegeisterte kamen.
Daneben besteht mit dem TSV Schwaben Augsburg ein zweiter Fußball-Traditionsverein, der mehrmals in der Bayernliga spielte. Bekannt geworden sind die Schwaben aber vor allem durch ihre anderen Sportabteilungen, allen voran das Kanu- und Kajakteam (siehe Wassersport). Die Frauenfußballmannschaft des TSV Schwaben spielt derzeit in der Regionalliga Süd, wo zeitweise auch die Damen des TSV Pfersee Augsburg zu finden waren, mittlerweile aber bis in die Landesliga Süd abgestiegen sind.
Die TSG Augsburg 85 spielte zu Zeiten des Zweiten Weltkrieges in der damals höchsten Klasse, der Gauliga Südbayern, und war 1964 der erste Meister der neu eingeführten Landesliga Süd. Nach einer kurzen Zeit in der Bayernliga versank der Verein zunehmend in den unteren Ligen. Ein ähnliches Schicksal erlebte auch der TSV Göggingen Augsburg, der nach dem Zweiten Weltkrieg zeitweise in der zweithöchsten deutschen Liga spielte, inzwischen aber in der Kreisliga Augsburg zu finden ist.
Bis zu seiner Auflösung 1995 war der in den 1970er Jahren von Kroaten gegründete Fußballverein FC Enikon Augsburg einer der erfolgreichsten Migrantenvereine Deutschlands und spielte in seiner letzten Spielzeit in der Bayernliga, der zu der Zeit vierthöchsten Liga im deutschen Fußballsystem. In derselben, inzwischen aber fünftklassigen Liga spielt nach seinem Aufstieg in der Saison 2018/19 derzeit Türkspor Augsburg.

#### Eishockey

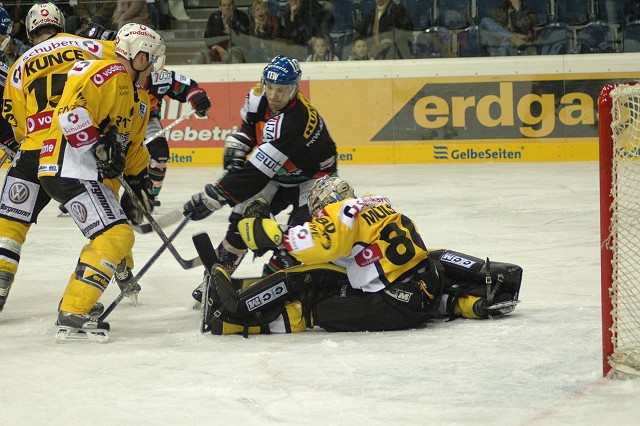
Die Augsburger Panther bei einem Spiel der Deutschen Eishockey Liga

Als beständigste Profimannschaft der Stadt spielen die Eishockey-Erstligisten Augsburger Panther in der DEL, in der sie 2010 den Vizemeistertitel erreichten. Als Meister der Zweiten Eishockey-Bundesliga in der Saison 1993/94 gehören sie zu den Gründungsmitgliedern der DEL.
Hervorgegangen sind die Panther aus dem 1878 als erster Eislaufverein Deutschlands gegründeten Augsburger EV, der nach wie vor für den Nachwuchsbetrieb zuständig ist. Früher stelle der Verein die Amateurmannschaft des DEL-Teams und nahm auch mit der Dameneishockeymannschaft – den Icecats – am Spielbetrieb teil. Mit der EG Woodstocks gibt es noch eine dritte Eishockey-Mannschaft in Augsburg, die derzeit in der Bayerischen Bezirksliga spielt.

#### Tennis
Augsburg verfügt über zwei traditions- und erfolgreiche Tennisvereine: Die Herrenmannschaft des TC Schießgraben Augsburg spielte schon in der Bundesliga, war in den letzten Jahren aber nur auf der Ebene der Bayern- oder Landesliga zu finden. Die Damenmannschaft nahm von 2011 bis 2012 an der 2. Bundesliga teil, stieg dann aber in die Regionalliga ab.
Die Herrenmannschaft des TC Augsburg spielt in der Tennis-Bundesliga und die Damenmannschaft in der Regionalliga, nahm aber auch schon an der Bundesliga teil. Im Jahr 2011 wurde der TCA vom Bayerischen Tennis-Verband als „Bayerischer Tennisclub des Jahres“ ausgezeichnet. Der gebürtige Augsburger Philipp Kohlschreiber begann seine Tenniskarriere bei diesem Verein.

#### Alpinsport
Die Sektion Augsburg des Deutschen Alpenvereins ist der zweitgrößte Verein der Stadt und befindet sich auf Rang 36 der größten Sportvereine Deutschlands. Innerhalb des Deutschen Alpenvereins stellt sie die elftgrößte und zugleich eine der ältesten Sektionen. Mit der Augsburger Hütte, der Otto-Mayr-Hütte und der Otto-Schwegler-Hütte betreibt sie drei Alpenvereinshütten, das Augsburger Biwak sowie zwei Sektionshütten. Die Sektion Alpen.Net ist die erste Internet-Sektion des DAV, sie hat ihren Sitz ebenfalls in Augsburg.

#### Wassersport
Mit der Errichtung des Eiskanals als Wildwasserstrecke im Rahmen der Olympischen Sommerspiele 1972 wurde in Augsburg auch das Bundesleistungszentrum für Kanuslalom und Wildwasser eingerichtet, das seit 1992 zudem Olympiastützpunkt ist. Dementsprechend verfügt Augsburg über zwei erfolgreiche Vereine im Kanusport: Sowohl Sportlerinnen und Sportler des Kanu Schwaben Augsburg, einer Abteilung des TSV Schwaben Augsburg, als auch des Augsburger Kajak-Vereins konnten etliche nationale und internationale Titel, darunter auch drei olympische Goldmedaillen aus den Jahren 1992, 1996 und 2008, erringen.
Der SV Augsburg wurde 1911 als Schwimmverein gegründet, wurde aber vor allem durch seine Wasserballabteilung bekannt. Der SV war 1969 Gründungsmitglied der Deutschen Wasserball-Liga und spielte von da an bis 1979 mit kurzen Unterbrechungen erstklassig. Der Augsburger Segler-Club ist einer der ältesten Segelclubs auf dem Ammersee und richtet jährlich mehrere nationale und internationale Regatten aus. Daneben kann der Verein auch mehrere international sehr erfolgreiche Segler zu seinen Mitgliedern zählen.
Am Senkelbach wurde 2024 eine künstliche Flusswelle errichtet, die – sobald die Testphase abgeschlossen ist – das Wellenreiten (Flusssurfen) mitten in Augsburg ermöglicht.

#### Andere Sportarten
Der Turnverein Augsburg 1847 ist der zweitgrößte Sportverein der Stadt und in den verschiedenen Sportarten mit sehr großem Erfolg tätig: So wurden deutsche Meisterschaften im Faustball, in der Rhythmischen Sportgymnastik, in der Turnerjugend-Gruppenmeisterschaft und im Inline-Skaterhockey errungen. In letzterer Sportart war die Skater Union Augsburg Gründungsmitglied der Bundesliga im Jahr 1996 und war dort bis 2001 vertreten.
Vor allem in den Sportarten Hand- und Volleyball hat sich die DJK Augsburg-Hochzoll, ein 1999 erfolgter Zusammenschluss zweier bis dahin eigenständiger Vereine des DJK-Sportverbandes, ein hohes Ansehen verschafft. Ihre Mannschaften stiegen teilweise bis in die Erste Bundesliga auf. Ebenfalls Mitglied im DJK-Sportverband ist die DJK Augsburg-Lechhausen, die vor allem durch ihre Softballabteilung, die mehrere Jahre in der Bundesliga spielte, Bekanntheit genießt.
In der Leichtathletik hat die TG Viktoria Augsburg viele teilweise international erfolgreiche Sportler hervorgebracht, gewann aber außerdem mit der Volleyball-Damenmannschaft in der Saison 1984/85 die deutsche Meisterschaft, den DVV-Pokal und den CEV Cup, den dritthöchsten Europapokal-Wettbewerb für Vereinsmannschaften.
Der Post SV Augsburg war Gründungsmitglied der Tischtennis-Bundesliga 1966 und konnte diese Klasse sechs Jahre lang halten. Erst dann musste das Team absteigen und konnte seitdem nie mehr an die alten Erfolge anknüpfen. Bekannte Spieler in der Mannschaft waren Peter Stähle, Toni Breumair und Martin Ness. Der TSV Haunstetten spielte im Tischtennis ebenfalls teilweise in der höchsten deutschen Liga und besitzt daneben vor allem eine erfolgreiche Handballabteilung: Die Damenmannschaft spielt derzeit in der 2. Handball-Bundesliga.
Der Freiballonverein Augsburg betreibt seit 1901 Ballonsport in Augsburg und ist damit der weltweit älteste aktive Luftsportverein. Der SV Reha Augsburg hat sich als einziger Verein der Stadt dem Behindertensport verschrieben. Die Rollstuhlbasketballabteilung des Vereins spielte zeitweise in der Bundesliga und tritt derzeit in der Oberliga Süd an.
Der BCA Augsburg trat von 2018 bis 2022 in der Schachbundesliga an.

### Sportveranstaltungen

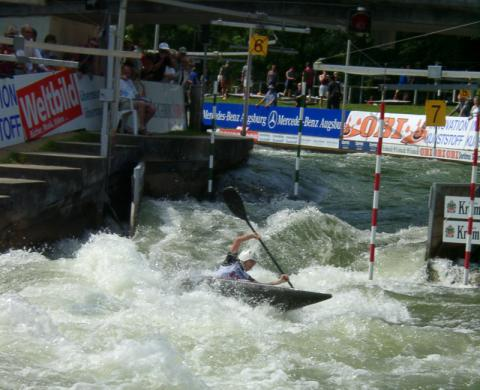
Augsburger Eiskanal

Das größte sportliche Ereignis in Augsburg ist der alljährlich im Sommer ausgetragene Augsburger Stadtlauf, der 2008 annähernd 5000 Profi- wie Freizeitsportler anlocken konnte. In vier Disziplinen können sich sämtliche Teilnehmer miteinander messen, wobei die vorderen Plätze mit Geldpreisen dotiert sind. Der Stadtlauf ist die größte Breitensportveranstaltung in Bayerisch-Schwaben.
Der Weltcup im Kanusport macht jährlich Halt in Augsburg, wo mit dem Eiskanal die älteste und eine der bekanntesten künstlichen Wildwasser-Anlagen der Welt existiert und ferner das Bundesleistungszentrum für Kanuslalom und Wildwasser seinen Sitz hat. Der mehrere Tage dauernde Weltcup zieht jährlich Tausende Sportbegeisterte an. 1985 und 2003 gastierten hier außerdem die Weltmeisterschaften im Kanusport, deren Austragung vom 26. bis 31. Juli 2022 erneut in Augsburg vorgesehen ist.
Seit 2019 finden in Augsburg die „Schwaben Open“, ein Turnier im Herrentennis und Teil der ATP Challenger Tour, auf dem Gelände des TC Augsburg statt.
Augsburg war mit der 2009 eröffneten impuls arena (heute: wwk arena) ein Austragungsort für Spiele der Frauen-Fußballweltmeisterschaft 2011 und für Spiele der U-20-Fußball-Weltmeisterschaft der Frauen 2010.

### Freizeit- und Sportanlagen

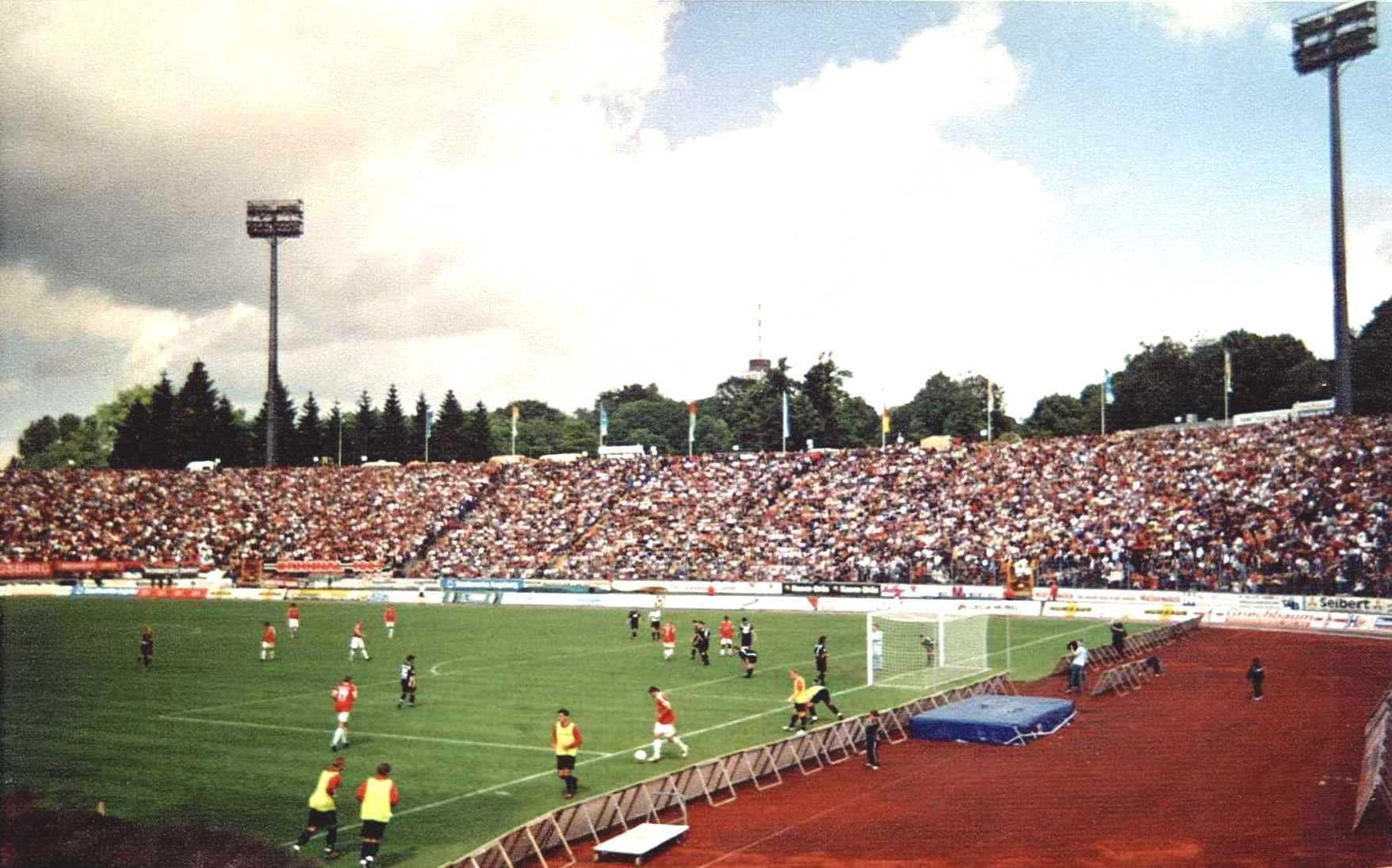
Rosenaustadion

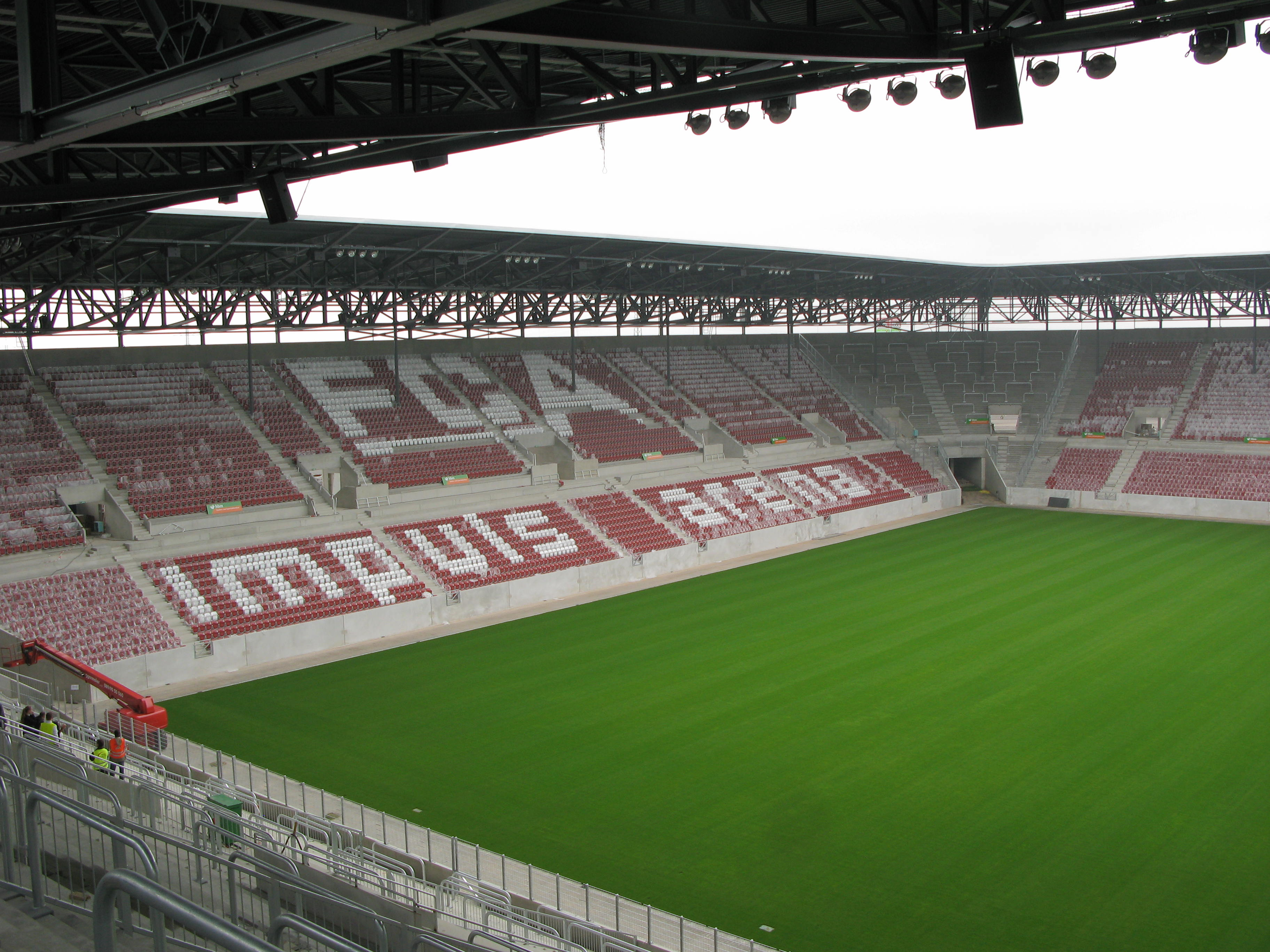
WWK-Arena während der Bauphase im Juni 2009

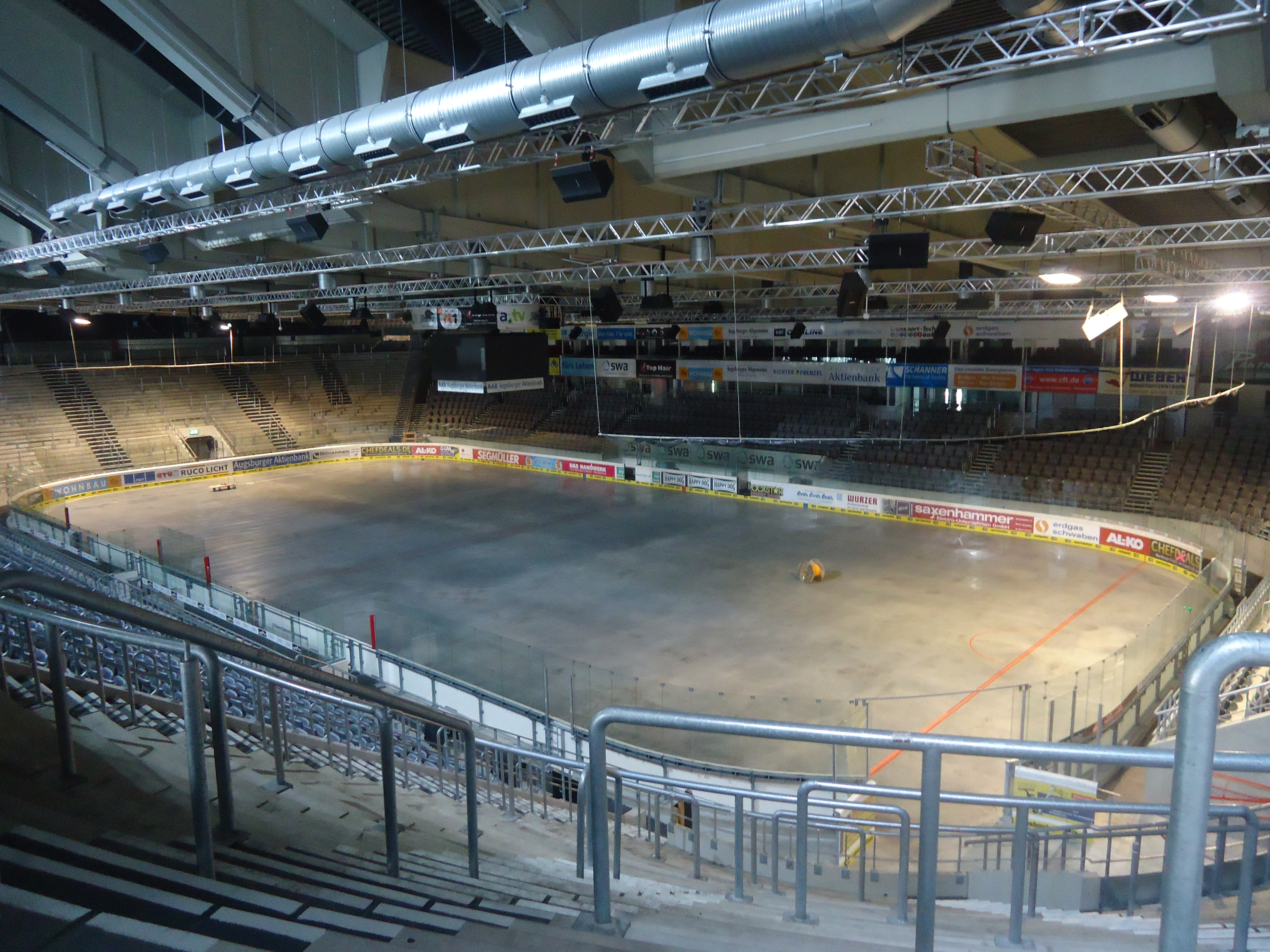
Innenansicht des Curt-Frenzel-Stadions

Als eine der bekanntesten Sportstätten in Augsburg darf das von 1949 bis 1951 erbaute Rosenaustadion bezeichnet werden, das nach seiner Eröffnung als eines der modernsten Stadien in Europa galt. Vor allem bis zur Einweihung des Münchener Olympiastadions hatte es eine immense Bedeutung für Sportveranstaltungen in Deutschland und war unter anderem Schauplatz der deutschen Leichtathletik-Meisterschaften 1953 und 1963, mehrerer Vorrundenfußballspiele der Olympischen Sommerspiele 1972 sowie einiger Leichtathletik-Ländervergleiche – so erwarb unter anderem Ludwig Müller seinen Ruf als „Held von Augsburg“. Heutzutage dient es einigen Frauen- und Nachwuchsmannschaften des FC Augsburg für die Austragung ihrer Heimspiele.
Die Vormachtstellung des Rosenaustadions als größte Augsburger Sportstätte ging 2009 mit der Eröffnung eines neuen Fußballstadions nach über fünfzig Jahren zu Ende. Das unter dem Projekttitel „Augsburg Arena“ geplante Stadion wird nach dem aktuellen Sponsor als WWK-Arena bezeichnet. Der Neubau dient als reines Fußballstadion für den Bundesligisten FC Augsburg, daneben fanden hier bereits Großveranstaltungen wie Spiele der Fußball-Weltmeisterschaft der Frauen 2011 oder der U-20-Fußball-Weltmeisterschaft der Frauen 2010 statt. Derzeit fasst das Stadion mit Stehplätzen 30.660 Zuschauer, bei internationalen Spielen aufgrund der dann ausschließlich vorhandenen Sitzplätze 28.367 Zuschauer.
Das am 2. November 1963 eröffnete Curt-Frenzel-Stadion wird von den Augsburger Panthern für ihre Heimspiele in der DEL, der höchsten Eishockeyliga in Deutschland, benutzt. Das Bauwerk galt bei seiner Eröffnung als ein Meisterwerk der Sichtbeton-Bauweise und diente 1981 als einer der Spielorte der Eishockey-Weltmeisterschaft der Junioren. In den letzten Jahren wurde das Stadion modernisiert und vollständig zur Halle geschlossen.
Die Sporthalle Augsburg, heute Erhard-Wunderlich-Sporthalle, wurde 1965 als erstes großes Hallenbauwerk in Augsburg nach dem Zweiten Weltkrieg eröffnet und gilt wegen ihrer Hängedachkonstruktion aus Spannbeton als architektonische Meisterleistung, was 2003 durch eine Eintragung in die Denkmalliste gewürdigt wurde. Während sie bei den Olympischen Sommerspielen 1972 Schauplatz einiger Handball- und Basketball-Spiele war, wird sie heutzutage vor allem für Konzerte und Auftritte von Künstlern genutzt.
Als dritter Austragungsort von Wettbewerben der Olympischen Spiele von 1972 diente der eigens für diesen Zweck errichtete Augsburger Eiskanal, in dem sämtliche Kanusportdisziplinen stattfanden. Die erste künstliche Wildwasserstrecke der Welt besitzt eine Tribüne für 24.000 Zuschauer und ist nach wie vor für Weltcups im Kanuslalom in Betrieb sowie seit 2019 UNESCO-Weltkulturerbe als Teil des Augsburger Wassermanagement-Systems. Im Juli 2020 erfolgte der Spatenstich zur Generalsanierung der Anlage als Vorbereitung auf die Ausrichtung der Kanuslalom-Weltmeisterschaften 2022.
Nach der WWK Arena und dem Rosenaustadion ist das Ernst-Lehner-Stadion das dritte große Fußballstadion der Fuggerstadt, in dem der TSV Schwaben Augsburg seine Heimspiele austrägt. Es befindet sich auf dem Gelände der Bezirkssportanlage Süd, einer großen Sportanlage am westlichen Rand des Siebentischwaldes mit vielen Sportplätzen und Laufwegen (unter anderem dem Max-Gutmann-Laufpfad).
Daneben bestehen weitere Sportanlagen wie die Bezirkssportanlage Haunstetten (ein Stadion mit 400-Meter-Kampfbahn für Leichtathletik und 500-Meter-Sandbahn für Sandbahnrennen, in dem seit den 1970er Jahren internationale Rennen stattfinden), die Bezirkssportanlage Paul Renz (mit dem Nachwuchsleistungszentrum des FC Augsburg), die Karl-Mögele-Sportanlage in Göggingen und die Anton-Bezler-Sporthalle im selben Stadtteil. Im Stadtteil Lechhausen existiert seit 1988 die 200-Meter-Hallen-Radrennbahn der Radsportgemeinschaft Augsburg e. V.
Augsburg bietet fünf Hallen-Schwimmbäder, das Alte Stadtbad, das Spickelbad sowie die Hallenbäder Haunstetten und Göggingen. Das Plärrerbad steht derzeit nur Vereinen zur Verfügung. Sie werden ergänzt von fünf Freibädern, dem Familienbad, dem Bärenkeller- und dem Lechhauser-Bad sowie dem „Fribbe“ und dem Naturfreibad Haunstetten.

### Grünanlagen und Parks

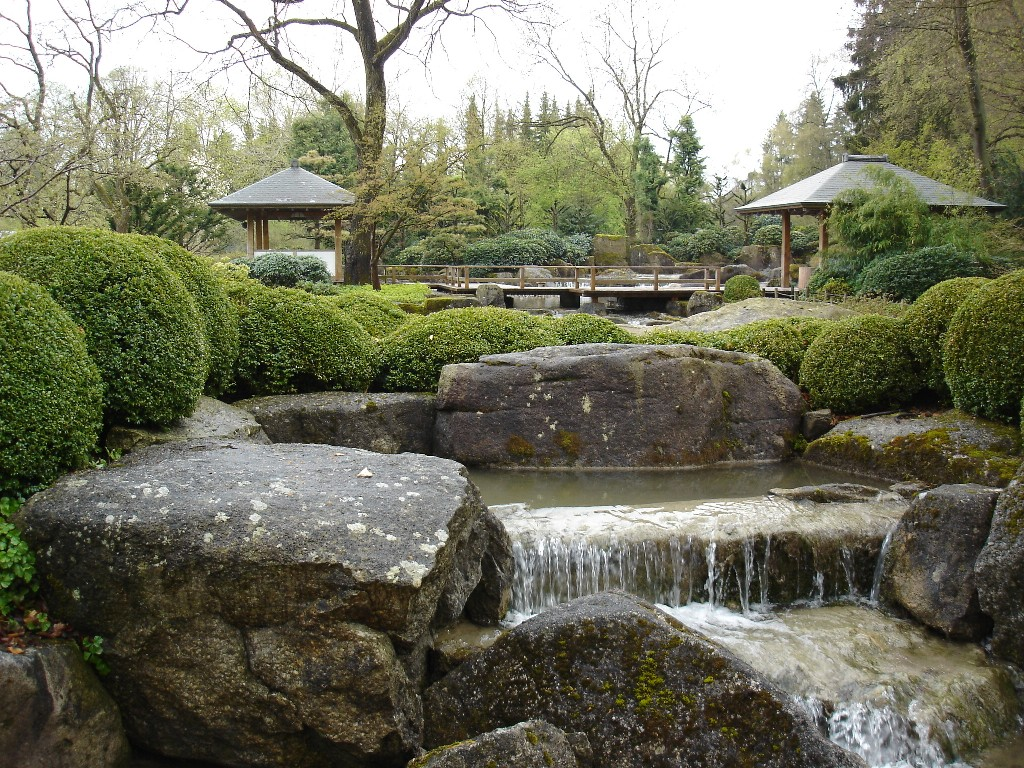
Der Japanische Garten im Botanischen Garten Augsburg

Schon vor der 1997 erlangten Auszeichnung als Grünste und lebenswerteste Stadt Europas stand Augsburg in dem Ruf, eine außerordentlich hohe Zahl an Grünflächen, Parks und Gärten zu besitzen. Diese lockern die eng bebauten urbanen Räume vielerorts auf und bieten den Bewohnern eine Möglichkeit zur Ruhe und Entspannung.
Als bekanntester Park gilt die Anlage am Königsplatz im Herzen der Stadt. Die baumbestandene Grünfläche mit einem Brunnen in ihrer Mitte liegt direkt neben dem gleichnamigen Haltestellendreieck, das dem Öffentlichen Nahverkehr als Hauptknotenpunkt von Straßenbahnen und Bussen dient. Der Park wurde ab 1911 im Zuge der Neugestaltung des Bahnhofsviertels angelegt und besitzt heute den zweifelhaften Ruf, nachts vor allem Alkoholikern und Drogensüchtigen als Treffpunkt und Umschlagsplatz zu dienen. Mit dem Umbau des Königsplatzes 2013 wurde er deutlich kleiner, ein Teil der früheren Fläche ist nun gepflastert.
Gegen einen geringen Eintrittspreis bietet der Botanische Garten am nördlichen Ende des Siebentischwaldes dem Besucher auf einer Fläche von etwa zehn Hektar vielfältige Gartenanlagen wie den Japanischen oder den Bauern- und Apothekergarten. Insgesamt sind auf dem Gelände mehr als eine Million Zwiebelpflanzen, über 1200 Sorten Farne, Gräser, Stauden und Wildkräuter, 280 Rosen- und 450 Gehölzarten sowie in Glashäusern weitere 1200 Pflanzenarten zu betrachten.
Der Wittelsbacher Park ist mit einer Fläche von 20,8 Hektar die größte Grünanlage im bebauten Stadtgebiet und seit 1980 ein Landschaftsschutzgebiet, das neben dem eigentlichen Park auch den nordöstlich gelegenen Stadtgarten und den Abhang zum Wertachtal umfasst. Den Namen des Adelsgeschlechtes Wittelsbacher erhielt die Anlage erst 1906, die Vorläufer existierten aber schon erheblich früher. Bis zum Bau des Messegeländes fand auf diesen Freiflächen die jährliche Augsburger Frühjahrsausstellung statt. Unter dem Wittelsbacher Park wurde 1944 ein kilometerlanges Luftschutzstollen-System gegraben, das noch in Teilen erhalten ist.
Obwohl der Hofgarten schon von 1739 bis 1744 angelegt wurde, ist er erst seit 1965 für die Öffentlichkeit zugänglich, da er sich auf dem Grundstück der Bischofsresidenz befindet. Nach dem Ende des Zweiten Weltkrieges diente der Park lange Zeit als Obstgarten. Erst während seiner Renovierung in den 1960er Jahren wurden hier verschiedene Bäume, Sträucher, Blumenbeete, Buchshecken und -pyramiden gepflanzt, die dort heute ebenso zu sehen sind wie ein Seerosenteich und ein großer Springbrunnen.
Der geschichtsträchtige Stadtpflegeranger ist der Rest des ursprünglich wesentlich größeren Angers von etwa 1820 vor dem Alten Einlaß am westlichen Altstadtrand und heute eine kleine Grünanlage inmitten des Bauensembles Justizpalast, Staats- und Stadtbibliothek, St.-Anna-Grundschule und Stadttheater (Staatstheater). Eine „Geschichtssäule“ aus den 1970ern informiert über zweitausend Jahre Stadtgeschichte.
Des Weiteren hat die Stadt Augsburg nach Wegfall der Festungseigenschaften einige Grünflächen im Gebiet ehemaliger Festungsanlagen geschaffen. So gibt es neben dem Jakoberwallpark, entlang der ehemaligen Stadtmauer und vorbei an der Jakoberwallbastion, den Roten Tor Park, der rund um das Rote Tor und dessen Wallanlagen angelegt wurde.

## Wirtschaft und Infrastruktur

### Verkehr

#### Straßenverkehr

##### Kraftfahrzeugverkehr
Die wichtigste Fernverkehrsstraße im Stadtgebiet stellt die Bundesautobahn 8 in Richtung München und Stuttgart dar, an die Augsburg mit zwei direkten Anschlussstellen in Kleeblattform angebunden ist (Augsburg-Ost und Augsburg-West). Drei weitere Anschlussstellen befinden sich in den Vorstädten Dasing, Friedberg und Neusäß.

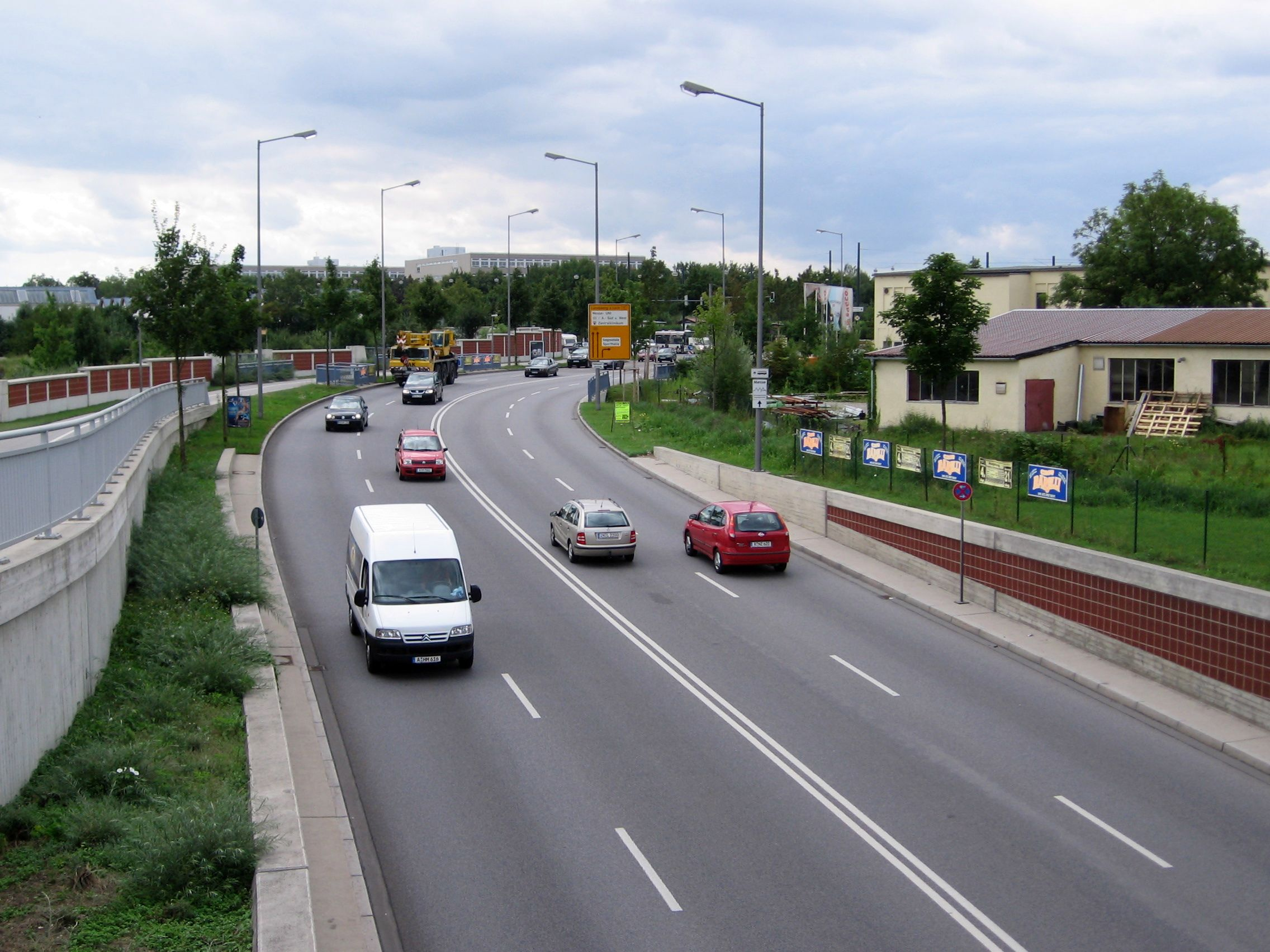
Die B 300 im Stadtgebiet (Schleifenstraße)

Daneben ist Augsburg an drei Bundesstraßen angebunden: Die B 2 und B 17 führen in Nord-Süd-, die B 300 in Ost-West-Richtung durch die Stadt.
Die „Gelbe Autobahn“ B 2 erreicht Augsburg von Norden und geht im Bereich der nördlichen Stadtgrenze in die ebenfalls autobahnähnliche B 17 (Westtangente) über, die im Stadtgebiet mehrspurig ausgebaut, teilweise tiefer gelegt und ausschließlich kreuzungsfrei mit Ausfahrten versehen ist. Die B 17 verlässt Augsburg dann in Richtung Süden und ist bis zur A 96 autobahnähnlich ausgebaut. Der Ausbau des Teilstückes zwischen Klosterlechfeld und der A 96 wurde im Jahre 2009 fertiggestellt. Die B 17 bekam im Abschnitt von Stadtbergen bis Oberhausen den Namen der Augsburger Partnerstadt Dayton zugeteilt und heißt dementsprechend Dayton-Ring. Die B 300 ist nur im direkten Stadtgebiet und den Vororten mehrspurig ausgebaut, anschließend verengt sie sich auf eine Spur pro Fahrtrichtung.

Mit der Schleifenstraße wurde in über zehn Jahren Bauzeit von 1993 bis 2004 (Planungen gehen bis in die 1930er Jahre zurück) eine Süd-Ost-Verbindung von der Blücherstraße in Lechhausen bis zur B 300 (Haunstetter Straße im Hochfeld) geschaffen. Die Trasse ist durchgehend vierspurig ausgebaut und führt von Lechhausen über eine vierte, neu gebaute Lechbrücke weiter durch das Textilviertel, taucht in Höhe der Provinostraße in einem 480 Meter langen Tunnel, erscheint nach Unterfahrung der B 300 (Friedberger Straße) wieder an der Oberfläche, umfährt das Rote Tor weitläufig und mündet im Hochfeld in die B 300. Der Name Schleifenstraße kommt daher, dass durch die Straße eine schleifenförmige Umfahrung der Innenstadt mit ost- und westseitigem Anschluss an die Autobahn entstanden ist, wobei die südöstliche Innenstadt rund um das Rote Tor vom Durchgangsverkehr entlastet wurde. Wie auf der B 17 wurden die einzelnen Straßen nach den Augsburger Partnerstädten benannt und die Namen Inverness-, Nagahama- oder Amagasaki-Allee.
| A8   | Karlsruhe – Pforzheim – Stuttgart – Ulm – Augsburg – München – Rosenheim – Salzburg                          |
| B2   | Grenze/Polen – Berlin – Leipzig – Nürnberg – Augsburg – München – Garmisch-Partenkirchen – Grenze/Österreich |
| B17  | Augsburg – Landsberg am Lech – Schongau – Füssen – Grenze/Österreich                                         |
| B300 | Geisenfeld – Schrobenhausen – Aichach – Augsburg – Krumbach – Memmingen                                      |

Die Umweltzone, die das innere Stadtzentrum umfasst, wurde am 1. Juli 2009 aktiviert. Zum 1. Juni 2016 trat die dritte Stufe in Kraft. Es dürfen nur noch Autos mit grüner Plakette in die Umweltzone einfahren.

##### Radverkehr
Der Stadtrat hat 2012 mit einem einstimmigen Beschluss entschieden, dass Augsburg „Fahrradstadt“ werden soll. Dabei wurden die Erhöhung des Radverkehrsanteils am Gesamtverkehr bis 2020 auf mindestens 25 % sowie ein Infrastrukturausbau, die Erhaltung des Bestandnetzes und Marketingmaßnahmen als Ziele definiert.
Der Anteil des Fahrradverkehrs am Gesamtverkehrsaufkommen in Augsburg nach dem Modal Split lag 2024 bei 22 %, 2018 bei 17 %. 2008 bei 13,4 %, 2003 bei 16,7 %. Beim „FahrradKlima-Test“ des ADFC bekam Augsburg 2024 die Schulnote 4,1. In Augsburg besitzen 87,5 % aller Bürger laut der Verkehrserhebung 2008 „Mobilität in Städten“ ein Fahrrad. 
Augsburg ist Sitz des Kreisverbandes Augsburg des ADFC mit der Fahrrad-Selbsthilfewerkstatt Bikekitchen Augsburg. Im Juli 2021 schloss die Stadt mit den Initiatoren des Bürgerbegehrens „Fahrradstadt jetzt“ einen öffentlich-rechtlichen Vertrag zum Ausbau der Radinfrastruktur, um einen Bürgerentscheid abzuwenden.
Seit 2016 findet jährlich (mit Unterbrechung) die Augsburger Radlnacht statt. Die ersten vier Ausgaben mit durchschnittlich 4.500 Teilnehmenden wurden von der Stadt Augsburg im Rahmen der „Radlwoche“ organisiert. Die fünfte Radlnacht 2024 wurde als Demonstration durchgeführt, mit ca. 3.000 Teilnehmenden. Die sechste Radlnacht 2025 wurde ebenfalls als Demonstration, mit 2.000 Teilnehmenden, durchgeführt.

#### Öffentlicher Personennahverkehr
Das gesamte Stadtgebiet ist Teil des Augsburger Verkehrsverbunds (AVV), der sich über ganz Mittelschwaben erstreckt, und wird von der Augsburger und der Gersthofer Verkehrsgesellschaft durch fünf Straßenbahn-, 27 Stadtbus- und sechs Nachtbuslinien sowie verschiedene Taxisammeldienste erschlossen.

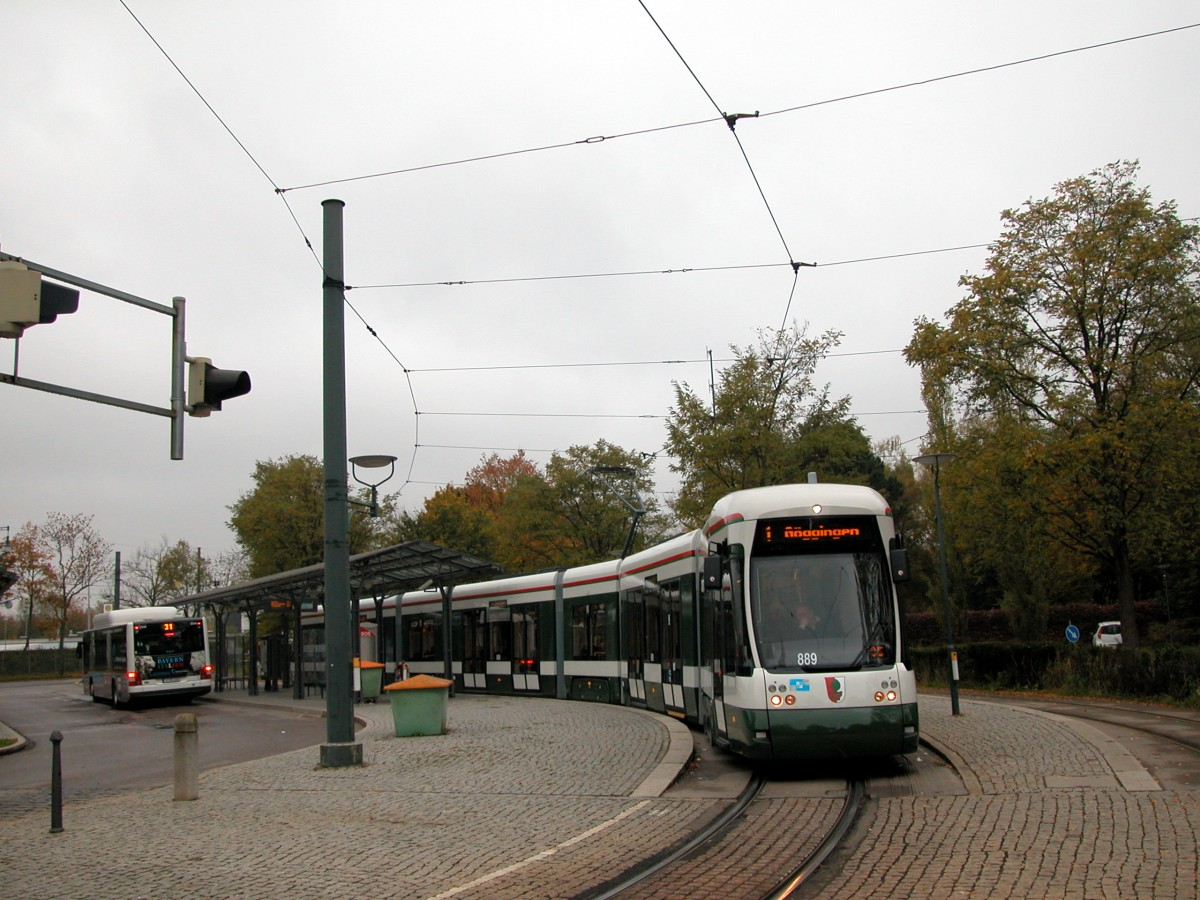
Straßenbahn der Augsburger Verkehrsgesellschaft

In den vergangenen Jahren wurde das Straßenbahnnetz durch Neubaustrecken zur Universität (1996), zur nördlichen Stadtgrenze (2001), zum Universitätsklinikum (2002), nach Friedberg (2010) und Königsbrunn (2021) auf mittlerweile 49,8 Kilometer erweitert. Ferner befindet sich eine weitere Straßenbahnlinie in Planung. Von 1943 bis 1959 ergänzte außerdem der Oberleitungsbus Augsburg den städtischen Schienenverkehr.
Daneben werden alle sieben Bahnhöfe der Stadt von sechs AVV-Regionalbahnen von der Deutschen Bahn, der Bayerischen Regiobahn und von Arverio zu regelmäßigen Taktzeiten bedient, die in Zukunft auf ein S-Bahn-ähnliches System erweitert werden sollen. Dabei sollte mit der Wiederinbetriebnahme des Bahnhofes Hirblingerstraße ein achter Haltepunkt eingerichtet werden, diese Planungen wurden allerdings wieder aufgegeben.
Den Regionalverkehr übernimmt eine große Zahl an Omnibusunternehmen im Auftrag des Augsburger Verkehrsverbundes (AVV), wobei viele Buslinien bis zum Augsburger Hauptbahnhof verkehren und so teilweise für den innerstädtischen Nahverkehr genutzt werden können.
Als Hauptknotenpunkt für die städtischen Straßenbahn- und Buslinien dient der Königsplatz („Kö“). Nachdem ein 1914 östlich der Konrad-Adenauer-Allee errichteter Pavillon, von der Bevölkerung Pilz genannt, seine Kapazitätsgrenzen erreicht hatte, wurde 1977 nach zweijähriger Bauzeit ein größeres Haltestellendreieck auf der anderen Straßenseite eröffnet. Ein weiterer Umbau sollte bis zum Jahre 2009 durch zusätzliche Bahnsteige und Straßenbahngleise die Kapazitäten erweitern. Am 25. November 2007 gab es zunächst einen Bürgerentscheid gegen den geplanten Umbau, dem mit 53,2 Prozent der Stimmen (bei einer Wahlbeteiligung von 24,2 Prozent) entsprochen wurde, so dass sich der Umbau verzögerte und erst 2011 (nach einem nun positiven Votum der Bürger) begonnen werden konnte. Im Rahmen der Mobilitätsdrehscheibe Augsburg wurde der neue Königsplatz am 15. Dezember 2013 eröffnet. 2016 wurde am Königsplatz nach lauter Kritik über Raucher ein selbstfahrender Roboter eingeführt, der Raucher mit Hilfe eines Schildes auffordert, den Kö rauchfrei zu halten und das Rauchen einzustellen. Der Roboter wurde auf den Namen Swa*lly getauft, einem Kofferwort aus SWA und der fiktiven Kinofigur Wall-E. An jedem 7. eines Monats (bis etwa zum Jahr 2022) war der Roboter anzutreffen. Gesteuert wurde der Roboter verdeckt von einem swa-Mitarbeiter via App. Entwickelt und gebaut wurde Swa*lly von Mitgliedern des Open-Lab Augsburg.
Im April 2016 installierten die Stadtwerke Augsburg in einem Pilotprojekt an den Straßenbahnhaltestellen Haunstetter Straße und der Von-Parseval-Straße (⊙) sogenannte Bompeln um die Verkehrssicherheit an viel frequentierten Stationen zu erhöhen. Diese warnen Fußgänger, insbesondere Smombies, mit zusätzlich in der Straße eingelassenen LED-Lichtern. Wenn sich eine Straßenbahn nähert, blitzen die Lichtstreifen rot, so dass Fußgänger alarmiert werden. Zwar gab es 2010 in Frankfurt am Main bereits ein ähnliches Projekt, das aber kaum Beachtung fand. Erst das Projekt in Augsburg erfuhr weltweites Interesse. Die internationale Presse, darunter die Washington Post und Yomiuri Shimbun (größte Tageszeitung Japans), berichteten von dem Projekt. Die Idee wurde, teilweise noch im selben Jahr, in anderen Städten wie beispielsweise Sydney in Australien oder San Cugat del Vallès in Spanien ebenfalls übernommen. Die Bodenampeln sind nach wie vor bei den beiden Haltestellen angebracht, jedoch werden keine zusätzlichen mehr geplant. Das Projekt kam zu dem nüchternen Ergebnis, dass die Verkehrssicherheit durch Bompeln nicht erhöht werden kann. Jürgen Fergg, Stadtwerke-Sprecher sagte diesbezüglich: „Die Menschen sind aufmerksamer, gehen aber trotzdem bei Rot.“
Seit Januar 2020 gibt es in Augsburg eine kostenfreie City-Zone, die 9 von 281 Haltestellen umfasst. Strecken von bis zu drei Stationen können so im Innersten der Innenstadt kostenlos mit Bus oder Tram zurückgelegt werden.

#### Das Projekt Mobilitätsdrehscheibe
Unter dem Begriff Mobilitätsdrehscheibe versteht man mehrere Einzelprojekte der Stadt Augsburg, durch die der Nahverkehr in der Stadt moderner und attraktiver gestaltet werden soll. Dabei sind die Schaffung neuer Straßenbahnlinien, der Ausbau der wichtigsten Verkehrsknotenpunkte Königsplatz und Hauptbahnhof sowie die Einrichtung eines S-Bahn-ähnlichen Systems, des Regio-Schienen-Takts Augsburg, vorgesehen.
Der Baubeginn für den ersten Teil des Großprojekts erfolgte am 28. Juni 2007 mit dem Spatenstich für die neue Tramlinie 6 zwischen dem Hauptbahnhof und Friedberg-West. Dieses Projekt konnte mit Eröffnung im Dezember 2010 abgeschlossen werden. Ein weiteres Teilprojekt war der Ausbau des Königsplatzes, es wurde 2013 abgeschlossen.
Weitere, aufeinander abgestimmte Einzelprojekte sind unter anderem:
- Umbau des Hauptbahnhofs zu einer modernen Drehscheibe, die alle Schienenverkehre miteinander verbindet
- Neubau der Straßenbahnlinie 5 vom Hauptbahnhof zum Klinikum
- Verlängerung der Straßenbahnlinie 1 vom Neuen Ostfriedhof bis zum Regionalbahnhof Augsburg-Hochzoll

Aufgrund der Komplexität und Auswirkungen in unterschiedlichen Interessensbereichen sind in den Projektarbeiten diverse Fachstellen, Gremien und Interessensgruppen involviert.

#### Güterverkehrszentrum Region Augsburg
Das Güterverkehrszentrum Augsburg (GVZ) ist ein Logistik-Zentrum im Dreieck der Städte Augsburg, Gersthofen und Neusäß. Dort werden Güter zwischen unterschiedlichen Verkehrsträgern umgeladen, für Ladungen zusammengestellt und für Transportfahrten vorbereitet. Am GVZ werden unterschiedliche Verkehrsträger (Straßenverkehr, Schienenverkehr und Luftfracht), Verkehrsunternehmen (Speditionen, Lagereien), verkehrsergänzende Dienstleistungsbetriebe (Fahrzeugservice, Beratungsdienste) sowie logistikintensive Industrie- und Handelsbetriebe zusammengeführt und vernetzt. Die räumliche Nähe fördert die Zusammenarbeit und Arbeitsteilung der angesiedelten Unternehmen. Das Augsburger Güterverkehrszentrum hat eine zentrale Lage an Bahn- und Straßenverbindungen. So ist es zur Güterdrehscheibe in der Region Schwaben, zum Verteilungszentrum im alpenquerenden Verkehr, zum Zugangskorridor nach Süd- und Osteuropa und zum Hinterlandstandort für Seehafenverkehre geworden.
Herzstück ist ein Umschlagterminal für den kombinierten Verkehr, das die Verkehrsträger Schiene und Straße verknüpft. Dieses Umschlagterminal wurde von der Augsburger Localbahn, der Spedition Roman Mayer und der Spedition Nuber als TIA – Terminalinvestitionsgesellschaft mbH in Kooperation mit der Bahn-Tochter DUSS geplant. Zum Jahreswechsel 2011/2012 war das etwa 20 Mio. Euro teure Terminal fertig.

#### Schienenverkehr

##### Allgemeines
Der Hauptbahnhof wurde von 1843 bis 1846 erbaut und ist Deutschlands ältester Bahnhof einer Großstadt, der noch im architektonischen Originalzustand in Betrieb ist. Unter dem Projektnamen Mobilitätsdrehscheibe Augsburg wird momentan eine komplette Modernisierung des Bahnhofs umgesetzt, die unter anderem die Errichtung einer unterirdischen Straßenbahnhaltestelle beinhaltet.
Augsburg liegt auf der Magistrale für Europa. Eine europaweite geplante, durchgehende Schnellzugverbindung von Paris nach Bratislava, bzw. Budapest.
Die Stadt besitzt derzeit sieben Bahnanlagen mit Bahnsteigen und etlichen sonstigen Bahnanlagen, unter anderem auch drei auf der Infrastruktur der Augsburger Localbahn (Augsburg Ring, Augsburg West, Augsburg AL-Messe). Der Hauptbahnhof ist die bedeutendste Bahnanlage. Er bildet das eine Ende der Schnellfahrstrecke Augsburg–München, der ehemals meistbefahrenen Eisenbahnstrecke Deutschlands (mittlerweile S-Bahn Stammstrecke in München), und ist ICE-, IC-, EC- und TGV-Station an den Strecken von München nach Berlin, Dortmund, Frankfurt am Main, Hamburg, Stuttgart, sowie nach Zürich, Paris (2× täglich durch den TGV umsteigefrei zu erreichen), Klagenfurt und Brüssel.
Weitere wichtige Betriebsstellen der Stadt sind Augsburg-Hochzoll, Augsburg-Oberhausen und Augsburg Haunstetterstraße, die halbstündlichen Anschluss an umsteigefreie Eisenbahnlinien in andere süddeutsche Städte wie Nürnberg, Weilheim, Ingolstadt oder Ulm besitzen. Die anderen Betriebsstellen Augsburg Morellstraße, Augsburg Messe und Augsburg-Inningen erfüllen vor allem Funktionen im Nahverkehr und werden nur von Regionalbahnen, selten von Regional-Expressen, bedient. Personenbahnhöfe im Sinne der EBO sind nun lediglich noch Augsburg Hochzoll und Augsburg Hbf. Der Hauptbahnhof hat als Bahnhofsteil noch Augsburg-Oberhausen, Augsburg Haunstetterstraße und Augsburg Morellstraße. Die übrigen Halte werden mittlerweile als Haltepunkt geführt. Seit Anfang 2020, mit Inbetriebnahme des Elektronischen Stellwerks (ESTW) Inningen, wird die frühere Haltestelle (Definition laut EBO) Augsburg-Inningen wieder als Bahnhof geführt.
Erwähnenswert ist der ehemalige Bahnhof Augsburg Hirblingerstraße. Die Bahnsteige und Gleiskörper der Station blieben auch nach der Außerbetriebnahme Anfang der 1990er Jahre erhalten und werden regelmäßig befahren. Diese Tatsache ist neuerdings wieder von Bedeutung, da der Haltepunkt im Zuge der Einrichtung des Regio-Schienen-Taktes Augsburg wieder in Betrieb genommen werden soll. Dafür wären vor allem Renovierungsarbeiten an den Bahnsteigen, die Errichtung einer zeitgemäßen Zugangstreppe und die Anbringung einer Beleuchtung und Beschilderung vonnöten.

##### Eisenbahninfrastrukturunternehmen (EIU)
Augsburg hat als eine von wenigen Städten fünf eigenständige Eisenbahninfrastrukturunternehmen (EIU). Das größte EIU ist DB InfraGo. Es folgt die Augsburger Localbahn, die ebenfalls als Eisenbahnverkehrsunternehmen (EVU) auftritt. Beim 2017 neu gegründeten Güterverkehrszentrum agiert ein Konsortium als Zweckverband Güterverkehrszentrum. Die DB Regio und die Bayerische Regiobahn betreiben jeweils eigene Abstellanlagen als EIU. Die Gleise von DB Regio befinden sich auf der Westseite der Strecke Augsburg–Buchloe zwischen den Stationen Augsburg Messe und Augsburg Morellstraße, die Anlagen von Transdev auf der Ostseite der Strecke auf selber Höhe.

##### Eisenbahnverkehrsunternehmen (EVU)
Augsburg wird derzeit (Stand 07/2024) von folgenden Eisenbahnverkehrsunternehmen im Personennahverkehr bedient:
- DB Regio Bayern (Mit dem Dieselnetz Allgäu sowie einer Linie nach Nürnberg)
- Bayerische Regiobahn (Netz Ammersee-Altmühltal und Netz Ostallgäu-Lechfeld)[185]
- Arverio (E-Netz Augsburg)[186]

Augsburg wird derzeit (Stand 12/2024) von folgenden Eisenbahnverkehrsunternehmen im Personenfernverkehr bedient:
- DB Fernverkehr mit dem IC, ICE und teilweise dem EC.
- ÖBB (Österreichische Bundesbahnen) mit EC, IC und ÖBB Nightjet.[187]
- SNCF (Société nationale des chemins de fer français / deutsch: Nationale Gesellschaft der französischen Eisenbahnen), mit der man jeweils 2× täglich mit dem TGV nach Paris bzw. nach München fahren kann.
- Westbahn, ein österreichisches privates Bahnunternehmen, mit der Linie „WESTblue“ jeweils 2× täglich nach Stuttgart bzw. Wien.[188]

##### Personenverkehr

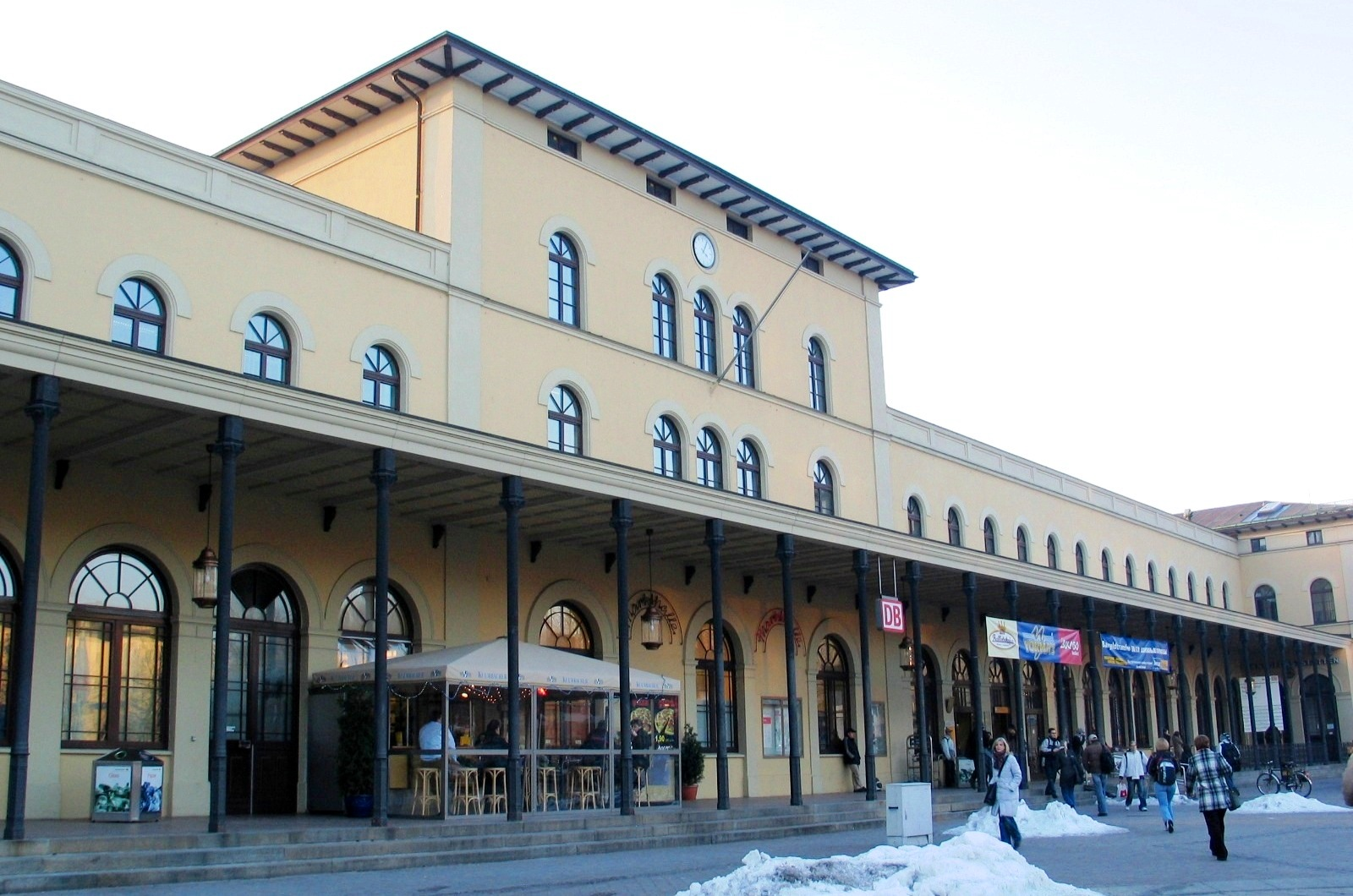
Augsburger Hauptbahnhof

Daneben verkehren sternförmig vom Hauptbahnhof aus sieben AVV-Regionalbahnlinien nach Mammendorf, nach Aichach/Kühbach-Radersdorf, nach Donauwörth, nach Dinkelscherben, nach Schwabmünchen, nach Klosterlechfeld sowie nach Schmiechen in Richtung Ammersee. Der Regionalbahnverkehr im E-Netz Augsburg wird seit 2008 zu S-Bahn-ähnlichen Taktzeiten betrieben und soll auf Dauer zum Regio-Schienen-Takt Augsburg ausgebaut werden. Betrieben werden die Regionalzuglinien von der DB Regio AG und seit Ende 2008 auch von der Bayerischen Regiobahn (BRB). Des Weiteren ist geplant, die Bahnstrecke Gessertshausen–Türkheim bis Langenneufnach zu reaktivieren und die Züge bis Augsburg durchzubinden. Betreiber wird die BRB im Auftrag der BEG durch den Vertrag „Augsburg Dieselnetz II“. Der Betriebsbeginn wurde auf Dezember 2022 verschoben.

##### Güterverkehr
Im Eisenbahngüterverkehr war Augsburg während der Stilllegung des Rangierbahnhofes durch die Deutsche Bahn zwischen dem 1. April 2005 und dem Neubau des Güterverkehrszentrum im Städtedreieck Augsburg/Gersthofen/Neusäß, das 2017 eröffnet wurde, kein Knotenpunkt. Zwischen 2007 und 2017 entstand ebendieses Güterverkehrszentrum zur Verlagerung des Straßengüterverkehrs auf die Schiene. Als Investoren treten örtliche Partner sowie die Deutsche Umschlaggesellschaft Schiene-Straße mbH (DUSS) auf. Dadurch ist seit 2017 der Anteil am Eisenbahngüterverkehr wieder stetig gestiegen. Mittlerweile ist Augsburg einer der Hauptknotenpunkte im süddeutschen Schienengüterverkehr. Auf der Nord-Süd-Achse bindet es die Nord- und Ostseehäfen und in Richtung Süden die Neue Eisenbahn Alpen Transversale (NEAT) Richtung Schweiz, Mailand und Ligurien an. Zugang zu den westlichen Häfen in Frankreich und Spanien bietet es via Stuttgart und Paris / Toulouse. Über den Brennerbasistunnel (BBT) bindet es Italien und über die Tauernroute Südosteuropa und die Adriahäfen an. Für den Zugang zum Schienennetz besteht heute bereits ein bimodales Umschlagterminal für den Kombinierten Verkehr. Das Terminal mit einer Kapazität von 24.000 Ladeeinheiten pro Jahr liegt im Augsburger Stadtteil Oberhausen. Die gesamte Nutzfläche der Bahnanlage liegt bei 10 Hektar. Bis 2026 wird dieses zu kleine Terminal durch eine größere Anlage in Gersthofen für zunächst 100.000 Ladeeinheiten ersetzt.

##### Localbahn
Eine Besonderheit der Schwabenmetropole ist die 1898 gegründete Augsburger Localbahn, eine quer durch die Stadt verlaufende Eisenbahn, die großen Industrieunternehmen (zum Beispiel: MAN, Weltbild Verlag, AVA Abfallverwertung, MT Aerospace, PCI, BASF, BÖWE, Premium Aerotec) einen Anschluss an das Schienennetz verschafft. Teilweise verläuft die Trasse direkt neben Lech und Wertach. Am nördlichen Ende der Trassenführung bildet die Trasse die Grenze zur Wolfzahnau – einem Landschaftsschutzgebiet zwischen Lech und Wertach mitten in der Stadt.
Eine weitere Besonderheit ist, dass die Localbahn sowohl als Eisenbahnverkehrsunternehmen (EVU), als auch als Eisenbahninfrastrukturunternehmen (EIU) innerhalb des Stadtgebietes auftritt. 2015 hatte die Localbahn ein Transportvolumen von rund 1 Million Tonnen und ist inzwischen auch auf Eisenbahnstrecken außerhalb der Stadt aktiv.

#### Luftverkehr

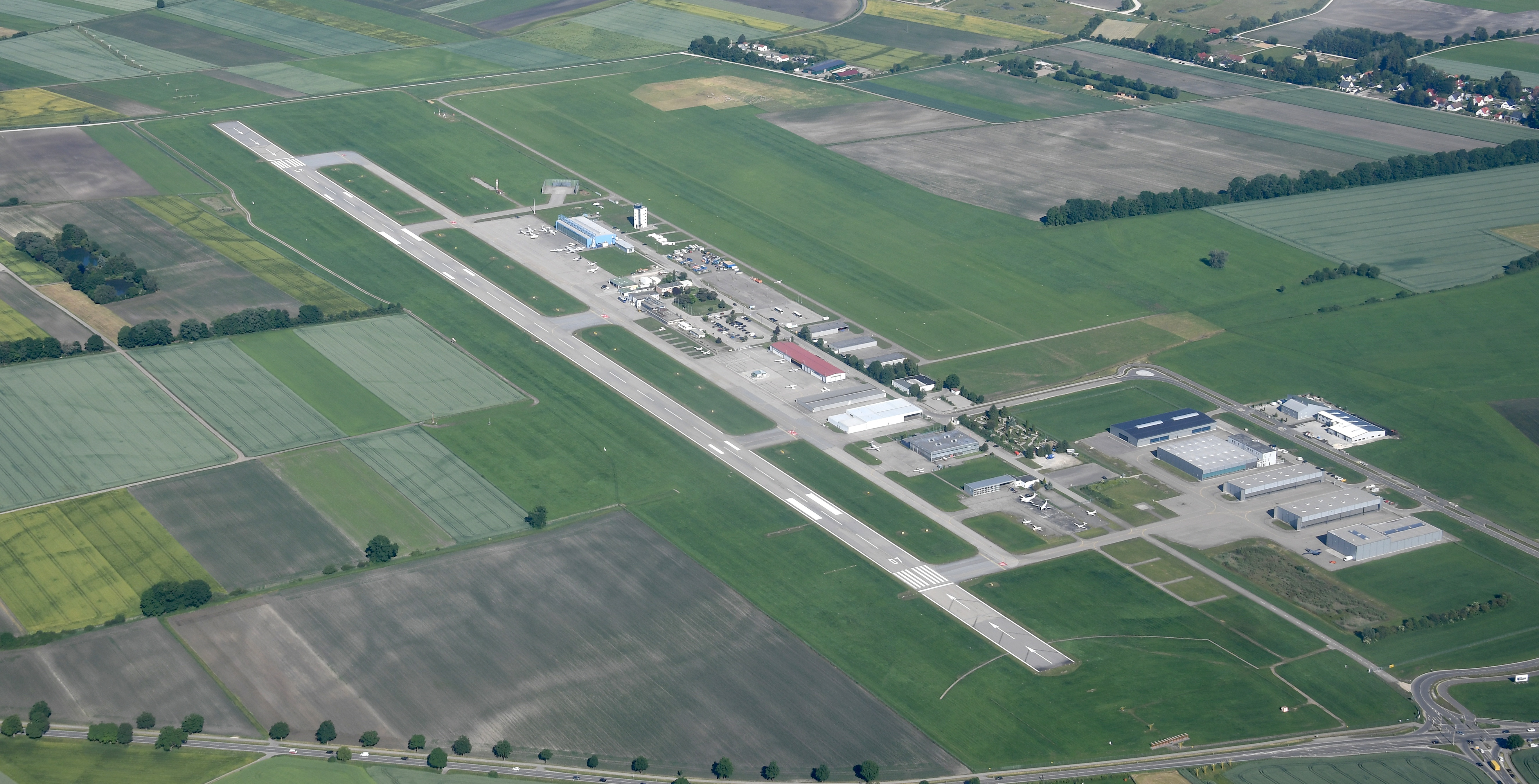
Flugplatz Augsburg (2021)

Im Nordosten der Stadt befindet sich der Flugplatz Augsburg (IATA: AGB), der 1968 neu eröffnet wurde, da die anderen Flugplätze der Stadt anderweitig genutzt wurden. Von 1980 an diente er als Regionalflugplatz mit etlichen innerdeutschen Zielen, bis 2005 der Linienverkehr eingestellt und der Flugplatz zu einem Verkehrslandeplatz herabgestuft wurde. Der Verkehrslandeplatz besitzt nur eine 1594 Meter lange Start- und Landebahn (07/25) in südwestlich/nordöstlicher Ausrichtung.
Aufgrund der über die Jahre sehr stark gestiegenen Passagierzahlen war geplant, den Flugplatz auszubauen, was jedoch am Protest der Bewohner in den umliegenden Orten scheiterte. Da somit nur Passagiermaschinen mit bis zu 100 Personen landen können, stand die zivile Mitbenutzung des NATO-Fliegerhorstes Lechfeld in der Diskussion. Dieses Vorhaben scheiterte jedoch an den hohen zusätzlichen Kosten, welche die Bundeswehr für die Verlagerung der Munitionsdepots in Rechnung stellen wollte.
Zwischen 2003 und 2005 war Denim Airways als virtuelle Fluggesellschaft auf dem Flugplatz Augsburg beheimatet.
Durch die Einstellung des Linienflugverkehrs im Jahre 2005 war die Zukunft des defizitären Flugplatzes lange Zeit ungewiss, da die Stadt Augsburg als Mitgesellschafter die Flughafen Augsburg GmbH jährlich mit einer Million Euro bezuschussen musste, was in keiner Relation zum nunmehr erbrachten Nutzen stand.
Im April 2006 entschied man sich, den Verkehrslandeplatz in einen modernen City-Airport umzubauen, der hauptsächlich durch Geschäftsflieger angeflogen wird. Der Flugplatz Augsburg ist ein ständiger Zollflugplatz und somit auch für internationale Flugzeuge geeignet. Daneben entsteht ein 80.000 Quadratmeter großes Gewerbegebiet, das hauptsächlich für Betriebe, die Bezug zur Luftfahrt haben, erschlossen wird.
Auf dem Gelände gibt es eine Flugschule. Dort können sich Privat-, Berufs- und Hubschrauberpiloten sowie Segelflieger ausbilden lassen.
Einmalig in Augsburg ist das ortsansässige Luftfahrtunternehmen 'Ballonfahrten Augsburg', welches für die Beförderung von Gästen in Heißluftballonen gegründet wurde. Die Firma wurde im Dezember 2013 vom Luftamt Südbayern und der Regierung von Oberbayern gemäß § 20 des Luftfahrtgesetzes genehmigt.

### Wirtschaft
Im Jahre 2016 erbrachte Augsburg, innerhalb der Stadtgrenzen, ein Bruttoinlandsprodukt (BIP) von 14,060 Milliarden € und belegte damit Platz 24 innerhalb der Rangliste der deutschen Städte nach Wirtschaftsleistung. Das BIP pro Kopf lag im selben Jahr bei 48.824 € (Bayern: 44.215 €/ Deutschland 38.180 €) und damit deutlich über dem regionalen und nationalen Durchschnitt. In der Stadt gibt es 2017 ca. 195.100 erwerbstätige Personen. Die Arbeitslosenquote lag im Februar 2024 bei 5,9 %.
Im Zukunftsatlas 2016 belegte die kreisfreie Stadt Augsburg Platz 68 von 402 Landkreisen und kreisfreien Städten in Deutschland und zählt damit zu den Orten mit „hohen Zukunftschancen“. In der Ausgabe von 2019 lag sie auf Platz 49 von 401.

#### Großunternehmen

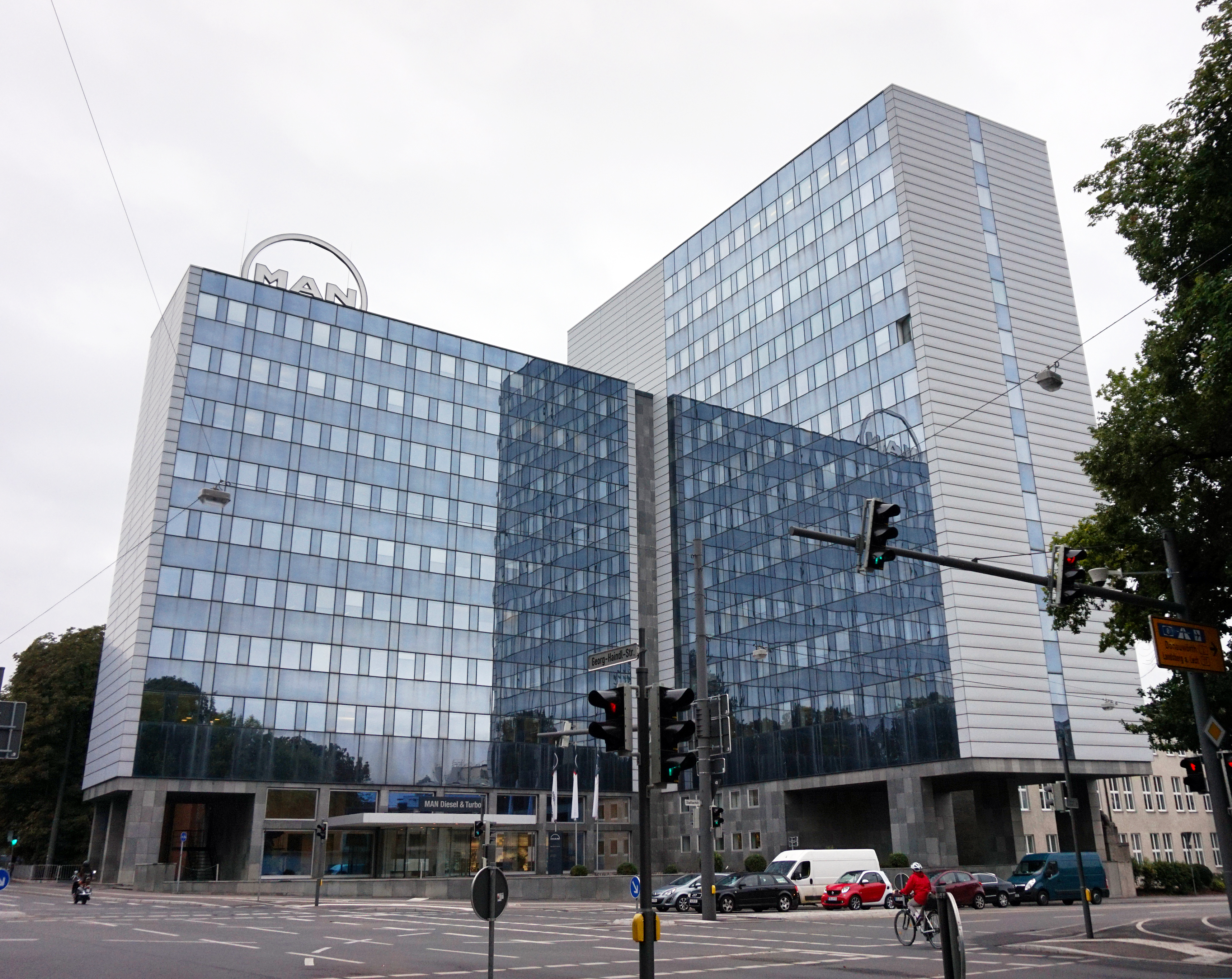
Hauptgebäude der MAN Energy Solutions

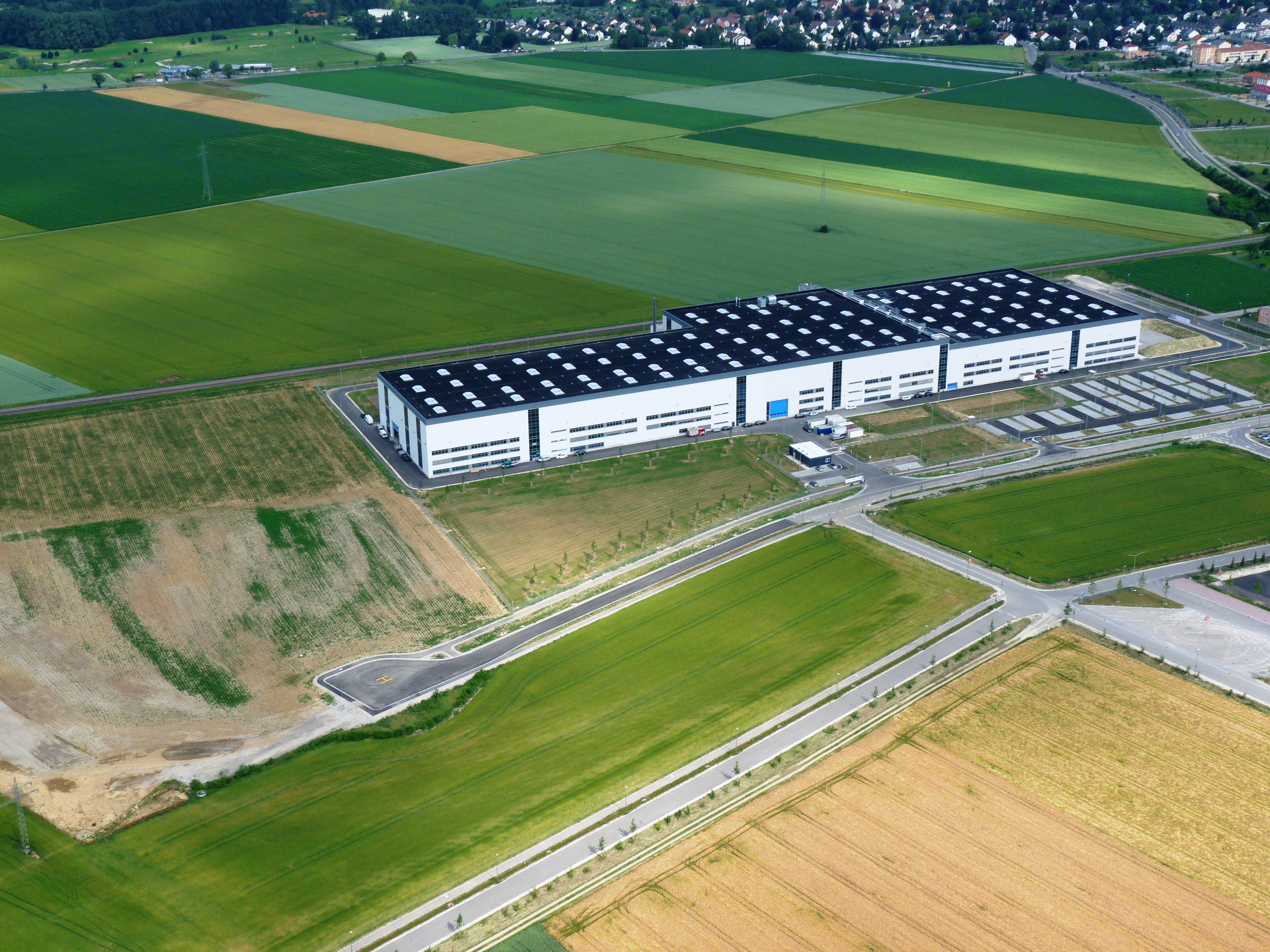
Firmengebäude der Premium Aerotec

Augsburg ist ein bedeutender Industriestandort und war früher außerdem die Welthauptstadt der Textilindustrie, wobei die Unternehmen dieser Sparte inzwischen fast vollständig aus dem Stadtbild verschwunden sind.
Geprägt wird die Stadt vor allem durch die großen Werke der Industrieunternehmen. So befinden sich am Rande der Altstadt der Großdieselmotoren- und Turbomaschinenhersteller MAN Energy Solutions, der Druckmaschinenhersteller Manroland Goss Web Systems, der Getriebeproduzent Renk, die MT Aerospace als Unternehmen der Luft- und Raumfahrt, der zum chinesischen Beleuchtungsunternehmen MLS gehörende Leuchtmittelhersteller Ledvance (ehemals Osram), der seine Produktion in Augsburg jedoch Ende 2018 einstellte und bis Ende 2019 auch die Logistikbereiche aufgab und eine Papierfabrik von UPM-Kymmene (ehemals Haindl). Die Walter Bau AG, einst Deutschlands drittgrößter Baumanagement- und Bautechnologiekonzern, hatte im Textilviertel ihren Hauptsitz, ehe sie 2005 Insolvenz anmelden musste.
Den zweiten großen Industriestandort bildet der Augsburger Süden, wo sich in Haunstetten die Premium Aerotec, ein Tochterunternehmen von Airbus (ehemals Messerschmitt AG) niedergelassen hat. Im Hochfeld befindet sich Siemens mit einem eigenen Technopark sowie die BMK Group, Hersteller von elektronischen Baugruppen und Geräten.
Die Fujitsu Technology Solutions GmbH, ein Unternehmen für Computerentwicklung und -fertigung, hatte ihren Sitz bis zum Jahr 2020 unweit der WWK-Arena. Der Standort wurde jedoch aufgrund einer Verlagerung nach Asien aufgegeben. Rund 400 Mitarbeiter in den Bereichen IT-Dienstleistungen konnten allerdings weiterbeschäftigt werden und ihre Tätigkeit für Fujitsu in Augsburg fortsetzen. Hierfür wurden im Frühjahr 2022 neue Büroräume im Universitätsviertel bezogen. Des Weiteren befinden sich im Universitätsviertel die PCI Augsburg GmbH, Hersteller von Dispersions- und Pulverprodukten für die Bauchemie, sowie Böwe Systec, das Kuvertiersysteme und Komplettlösungen für Mailrooms entwickelt. In Göggingen ist das Unternehmen Weltbild, bis 2014 der größte katholische Verlag und Versandhandel der Welt, angesiedelt.
In Lechhausen im Osten Augsburgs sind der Industrieroboter- und Schweißanlagen-Hersteller Kuka und die NCR, die SB-Geräte für den Finanzbereich, Kassen- und Datenbanksysteme herstellt, zu finden.
Daneben bestehen als weitere Großunternehmen Forvia (ehemals Zeuna Stärker), das als Kfz-Zulieferer Abgassysteme für PKW, Motorräder und Nutzfahrzeuge herstellt, Kontron, das eingebettete Rechnertechnologie herstellt, und WashTec (ehemals Kleindienst), das Autowaschanlagen produziert.

#### Traditionsunternehmen

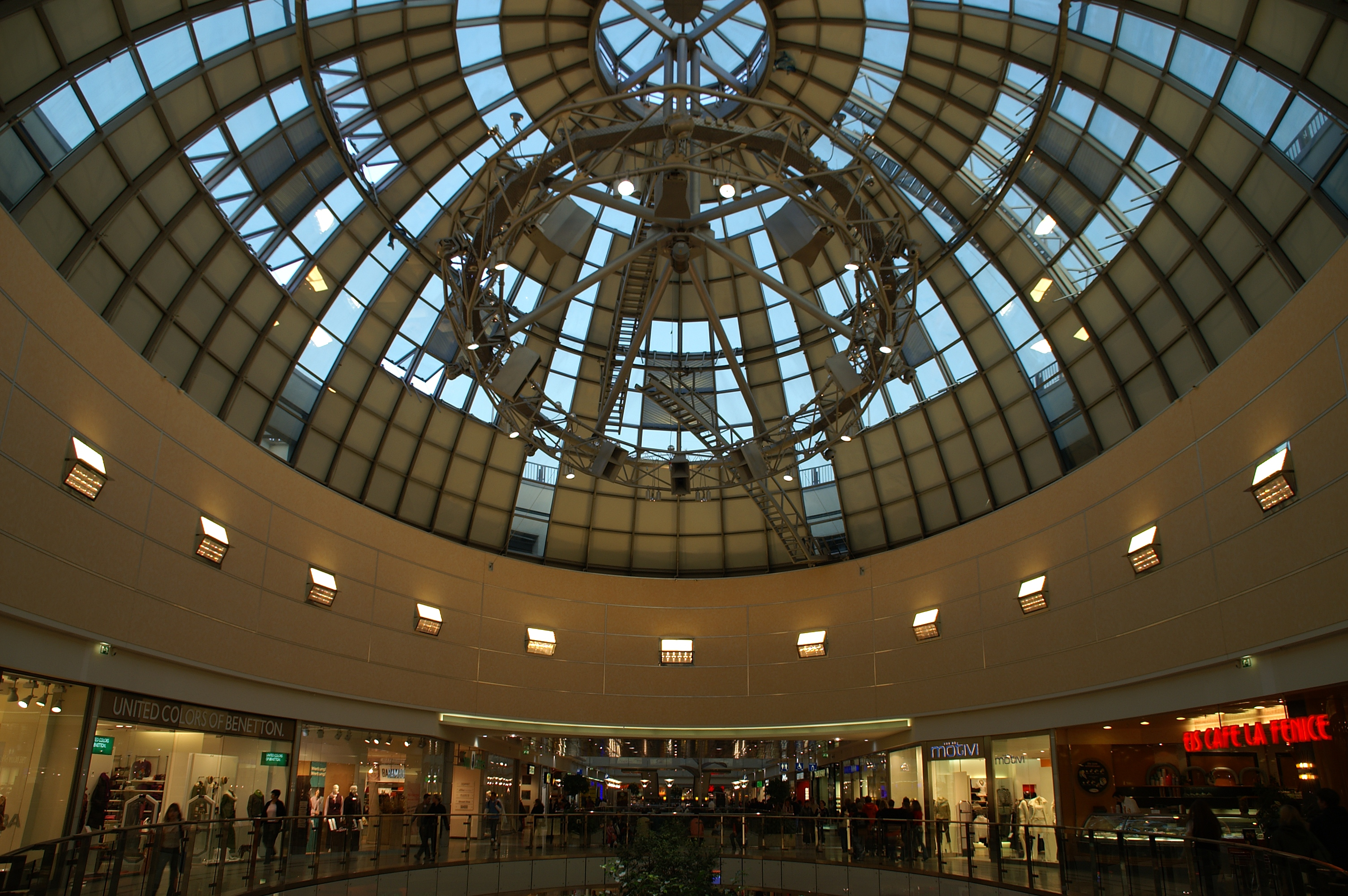
City-Galerie (größtes Einkaufszentrum in Schwaben)

Entsprechend dem hohen Alter und der einstmals herausragenden Bedeutung der Stadt finden sich in Augsburg zahlreiche Betriebe mit teilweise jahrhundertelanger Tradition.
So gibt es mit der Augusta-Brauerei (seit 1488), der Brauerei zur Goldenen Gans (seit 1346), Hasen-Bräu (seit 1463), Thorbräu (seit 1582) und dem Brauhaus Riegele (seit 1884) allein fünf alteingesessene Brauereien, die zum Großteil noch heute für den lokalen Markt produzieren. Aus dem Hause Riegele stammt außerdem das bekannte Cola-Mischgetränk Spezi.
Die vor allem durch die Fugger und Welser entstandene Bedeutung im Finanzwesen spiegelt sich auch in den heute noch tätigen Kreditinstituten der Stadt wider: Die Fürst Fugger Privatbank entstand aus dem Handelshaus Fugger, das 1468 erstmals als „Bank“ bezeichnet wurde. Die Stadtsparkasse wurde 1822, die Kreissparkasse 1855 gegründet. 1914 gründete Anton Hafner das Bankhaus Hafner in der Maximilianstraße und mit der Augsburger Aktienbank entstand erst in der zweiten Hälfte des 20. Jahrhunderts eine weitere bedeutende Bank.
Im Buch- und Verlagswesen bestehen mit der Schlosser’schen J. A. Buch- und Kunsthandlung (seit 1719), Rieger & Kranzfelder (seit 1731) und Anton Böhm & Sohn (seit 1803) ebenfalls traditionsreiche Unternehmen.
Weitere Traditionsfirmen sind unter anderem Dierig (seit 1805), die Parfümerie Naegele (seit 1835), J. N. Eberle & Cie. GmbH (seit 1836), die Eisenhandlung Siller und Laar (seit 1836), das Möbeltransportunternehmen H. Weissenhorn & Cie. (seit 1839), die Augsburger Turngerätefabrik Wallenreiter (seit 1858 – jetzt Wallenreiter Sportgeräte), die Hutfabrik Lembert (seit 1861), der Getriebehersteller Renk AG (seit 1873), Pfister Waagen (seit 1894), das Möbelspeditions- und Reiseunternehmen Domberger (seit 1897), die Ballonfabrik August Riedinger (seit 1897 – jetzt Augsburger Ballonfabrik) und die Hosokawa Alpine AG (seit 1898). Eines der ältesten Traditionsunternehmen, der Stadtfischer Schöppler (seit 1650), beendete 2014 seine Geschäftstätigkeit.

#### Weitere bedeutende Unternehmen
Außer den Groß- und Traditionsunternehmen sind folgende Unternehmen von hoher Bedeutung:
- Amann Nähgarne, eines der wenigen noch vorhandenen Textilunternehmen, das Industrie-Garne produziert und nach der Übernahme der früheren Ackermann-Göggingen AG am Standort verblieben ist
- VR Bank Augsburg-Ostallgäu eG, eine der hundert bilanzstärksten Genossenschaftsbanken Deutschlands mit starker Präsenz im regionalen Markt
- Betapharm, ein bedeutsamer Generika-Hersteller
- die Unternehmensgruppe Freudenberg, welche in ihrem Augsburger Betrieb Vileda-Haushaltsprodukte herstellt
- die Hosokawa Alpine AG, ein im Maschinen- und Anlagenbau tätiges Unternehmen
- die Patrizia AG, ein Dienstleistungsunternehmen im Bereich der Wohnungsverwaltung und damit in Zusammenhang stehender Tätigkeiten
- Grandel, ein bedeutender Kosmetikhersteller, dessen Gründungsstandort und Hauptsitz in Augsburg ist.
- PCI Augsburg GmbH, ein führender Hersteller von Baustoffen und Systemlösungen, der seit 2007 zur BASF-Gruppe gehört.
- Infineon, ein Halbleiterhersteller, der in Augsburg ein Entwicklungszentrum betreibt.[205]
- Synlab Holding Deutschland GmbH - Die Deutschlandzentrale und Gründungsort des Labor-Dienstleisters, dessen Dachgesellschaft, die SYNLAB AG mit Sitz in München an der Frankfurter Börse gelistet ist.

### Tourismus

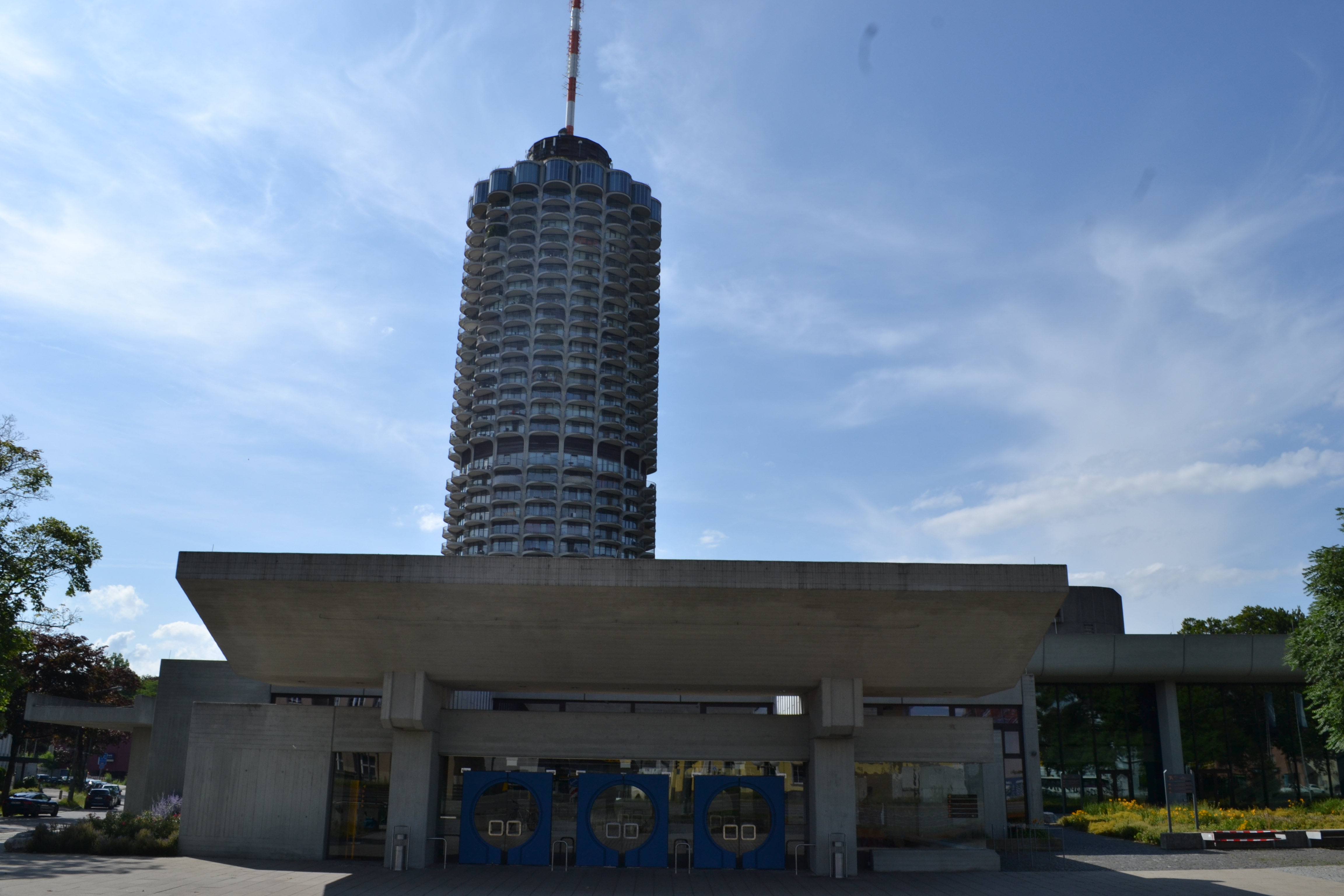
Augsburger Hotelturm mit Kongress am Park im Vordergrund

Augsburg ist vor allem durch die Fuggerei, das Rathaus und die Puppenkiste ein attraktives Ziel für Touristen aus dem In- und Ausland. Weitere Sehenswürdigkeiten sind die Augsburger Stadtmauer, das Schaetzlerpalais und der Augsburger Dom. Insgesamt 12.500 Menschen waren im Jahr 2010 in diesem Sektor in der Stadt beschäftigt und erwirtschafteten dabei einen Umsatz von 820 Millionen Euro – das entspricht etwa fünf Prozent des Volkseinkommens der Stadt.
Im Jahr 2010 wurden 610.000 Übernachtungen registriert, was einen Zuwachs von fast 20 Prozent zum Vorjahr bedeutet – damit wies Augsburg in diesem Jahr den größten Zugewinn aller Großstädte in Deutschland auf. Durchschnittlich verblieb ein Gast für 1,9 Tage in der Region und hatte dabei im Stadtgebiet 3800 Hotelbetten zur Verfügung – 400 Betten mehr als noch im Jahr 2009. Etwa 400.000 Übernachtungen fallen auf Deutsche, unter den Ausländern sind Italiener am stärksten vertreten. Den größten Zuwachs verzeichneten von 1998 bis 2010 die Niederländer mit 154 Prozent und die Österreicher mit 81 Prozent.
Auch in der umliegenden Region waren im Jahr 2010 Zuwächse zu verzeichnen: Der Landkreis Augsburg wies 392.000 Übernachtungen (ein Zuwachs von 3,6 Prozent), der Landkreis Aichach-Friedberg 171.000 Übernachtungen (ein Zuwachs von 5,9 Prozent) auf.
Verschiedene Fernrouten berühren Augsburg. So die Romantische Straße, die Via Claudia und der Bayerisch-Schwäbische Jakobusweg.

### Messen und Kongresse

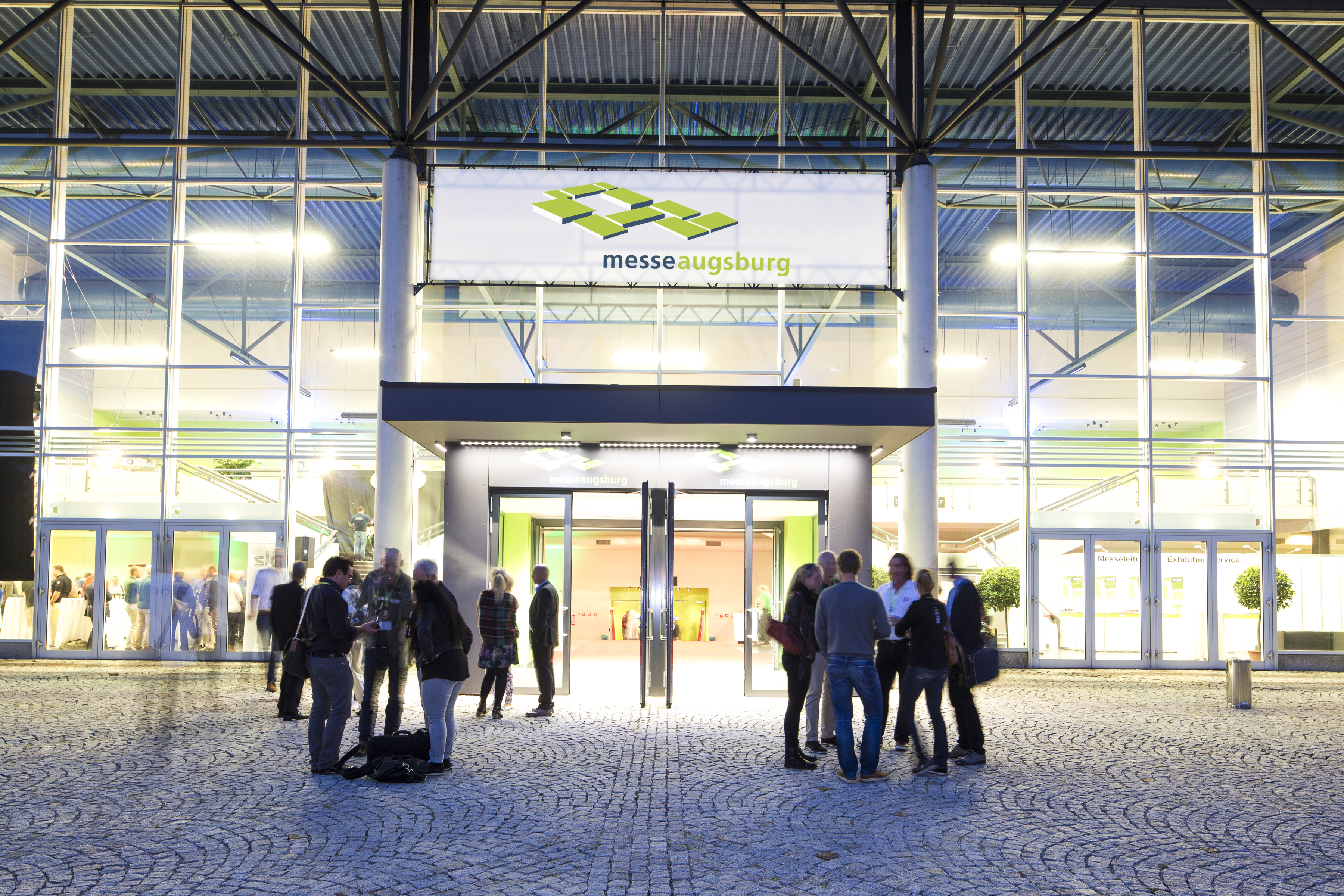
Eingangsbereich der Messe Augsburg

Obwohl Augsburg eine lange Tradition als Messestadt besitzt, wurde das heutige Gelände der Messe Augsburg erst 1988 eröffnet. Bis dahin fanden derartige Veranstaltungen in Zelthallen auf Flächen des Wittelsbacher Parks statt.
Die Messe ist heute nach München und Nürnberg die drittgrößte in Bayern. Das Messegelände umfasst zwölf Hallen mit insgesamt 48.000 m² Ausstellungsfläche, 10.000 m² Freifläche und ein Kongress- und Tagungszentrum mit 3500 m². Die Schwabenhalle bietet bis zu 8.200 Besuchern Platz und dient regelmäßig als Veranstaltungsort für große Konzerte und Auftritte.
Die wichtigsten Augsburger Messen sind die Augsburger Frühjahrsausstellung (afa), die Americana (internationale Ausstellung für Reitsport und Westernkultur), die interlift (internationale Fachmesse für Aufzugtechnik), die Intersana (internationale Gesundheitsmesse), die Jagen und Fischen (Internationale Ausstellung für Jäger, Fischer und Naturliebhaber), die RENEXPO (internationale Fachmesse für Regenerative Energien und Regeneratives Bauen und Sanieren) und die GLORIA Kirchen-Messe. Zu den wichtigen Kongressen zählt zum Beispiel die Konferenz Mobile Commerce Technologien und Anwendungen (MCTA).
| Hotelturm (mit Antenne)       | 115 m (167 m) |
| Basilika St. Ulrich und Afra  | 93 m          |
| Gaskessel (Gaswerk Augsburg)  | 84 m          |
| Herz-Jesu-Kirche              | 79 m          |
| Schwabencenter (Wohnhochhaus) | 76 m          |
| Don-Bosco-Kirche              | 70 m          |
| Perlachturm                   | 70 m          |

Die Kongresshalle Augsburgs befindet sich im Stadtteil Antonsviertel unterhalb des Hotelturms und dient für Konzerte, Kultur- und Kongressveranstaltungen sowie für Verkaufsausstellungen jeglicher Art. Das 1972 eröffnete Gebäude in Sichtbeton-Bauweise bildet zusammen mit dem Hotelturm das Kongresszentrum Augsburg und bietet vier Säle und drei Foyers. Der Kongresssaal als größter Raum kann bis zu 1400 Besucher aufnehmen. Bei Veranstaltungen mit etwas größeren Besucherzahlen wird die Erhard-Wunderlich-Sporthalle, unweit des Kongresszentrums am Rand des Wittelsbacher Parks gelegen, genutzt. Sie kann bei vollständiger Bestuhlung bis zu 4000 Gäste aufnehmen, weshalb hier vor allem Konzerte und Auftritte von bekannten Künstlern stattfinden.

### Medien

#### Zeitungen
Die einzige örtliche Tageszeitung ist die Augsburger Allgemeine, welche bei der Presse Druck- und Verlags-GmbH erscheint. Zusammen mit ihren Heimatausgaben (die denselben Zeitungsmantel besitzen und sich lediglich beim eigenen Lokalteil unterscheiden) erreicht sie täglich eine Auflage von rund 217.892 Exemplaren (IVW 2015) und ist damit die drittstärkste Regionalzeitung Deutschlands. Hauptsächlich gelesen wird sie im Stadtgebiet Augsburg sowie in Teilen von bayerisch Schwaben und Oberbayerns. Entscheidend geprägt wurde die Zeitung von den verstorbenen Herausgebern Curt Frenzel und Günter Holland sowie als Verlegerin dessen Frau Ellinor Holland, geborene Frenzel.
Tagesaktuell bietet seit 2008 auch Die Augsburger Zeitung (DAZ) online Lokalnachrichten, in erster Linie aus den Bereichen Politik und Kultur.
Außerdem erscheint jeden Sonntag die Augsburger Sonntagspresse, die sich sowohl lokalen als auch deutschlandweiten Neuigkeiten widmet und an vielen Bus- und Straßenbahnhaltestellen, Bahnhöfen und Tankstellen der Stadt erhältlich ist. Wegen der vor allem auf Bilder und nur kurze Texte reduzierten Themen darf sie zu den Boulevardmedien gezählt werden.
Meistgelesene kostenlose Wochenzeitung mit redaktioneller lokaler Berichterstattung ist die 1978 gegründete StadtZeitung, die den Ballungsraum Augsburg (das Stadtgebiet mit den umliegenden Landkreisen Augsburg, Landkreis Dillingen und den Landkreis Aichach-Friedberg) in fünfzehn Lokalausgaben aufgeteilt hat (davon allein fünf im Stadtgebiet) und von der Mediengruppe Mayer & Söhne herausgegeben wird.
Zum selben Verleger gehört auch das Stadtmagazin Augsburg Journal, das sich hauptsächlich den typischen Themen des Boulevardjournalismus widmet und einmal im Monat erscheint. Im Gegensatz zur StadtZeitung ist es allerdings kostenpflichtig.
Vor allem für junge Leute erscheint monatlich die Neue Szene Augsburg, die ihren Schwerpunkt vor allem in Lifestyle, Musik, Nachtleben und Veranstaltungshinweisen besitzt und mit jeder Ausgabe etwa 25.500 Leser im eigentlichen Stadtgebiet sowie den umliegenden Landkreisen erreicht. Damit ist sie eines der größten bayerischen Stadtmagazine.
Monatlich erscheint die kostenlose Kulturzeitung a3kultur. Das Feuilleton für Augsburg Stadt/Land und das Wittelsbacher Land bietet Nachrichten, Termine und Positionen. Dabei wird die komplette kulturelle Bandbreite der Region abgedeckt. a3kultur ist der Nachfolger des Magazins a-guide, das bis 2011 mit einer jährlichen Auflage von 120.000 Exemplaren (auf sechs Ausgaben verteilt) eines der größten Magazine in Augsburg darstellte.
Seit 2014 existiert das kostenfreie Online-Nachrichtenportal Presse Augsburg mit Nachrichten für die Region Augsburg, Bayerisch-Schwaben und überregionalen Meldungen.
Seit 1977 gibt es das monatlich erscheinende farbige Monatsmagazin Augsburger Süd-Anzeiger, das sich vor allem lokalen Themen der 1972 eingemeindeten Stadtteile Göggingen, Bergheim, Inningen und Haunstetten widmet.
Weitere Publikationen erscheinen an den Hochschulen: An der Universität erscheinen das von der Universitätsleitung herausgegebene UniPress, das von der Studentenschaft verantwortete Universum und das ehemals von der Katholischen Hochschulgemeinde, jetzt von einem eigenen Verein herausgegebene presstige.

#### Hörfunk
Es gibt zwei Augsburger Lokalsender:
- Hitradio RT1, der zur Mediengruppe Presse & Druck gehört, die auch die Augsburger Allgemeine herausgibt. RT1 ist offizieller Rundfunkpartner der Augsburger Panther und des FC Augsburg.
- Radio Fantasy, der sich vor allem auf Musik und Comedy spezialisiert hat und tendenziell die etwas jüngere Zielgruppe anspricht.

Sowohl Hitradio RT1 als auch Radio Fantasy können mittels UKW (Hitradio RT1 über 96,7 MHz und Radio Fantasy über 93,4 MHz), DAB+, Internetradio als auch Smartphone-Apps empfangen werden.
Daneben betreiben jeden Montag von 22 bis 1 Uhr (am folgenden Dienstag) Studenten der Universität ehrenamtlich ein eigenes Programm für ihre Kommilitonen, den Kanal C.
Beide Lokalsender sind über eigene terrestrische Frequenzen sowie weitere Kabelfrequenzen zu empfangen und machen zusammen einen großen Anteil an den Hörerzahlen im Stadtgebiet aus.
Der Sankt-Ulrich-Verlag, der Verlag der Diözese Augsburg bietet mit Radio Augsburg ein weiteres Radioprogramm an. Es wird nur über DAB+, Kabelradio und eine Smartphone-App übertragen.
Die auf Rockmusik spezialisierte Rock Antenne ist auf der Frequenz des ehemaligen Radio Kö (87,9 MHz) zu hören. Rock Antenne ist ein Tochterunternehmen von Antenne Bayern.
Seit Ende 2008 richtet sich in Augsburg außerdem der Sender egoFM, der nur in den größten bayerischen Städten zu empfangen ist, an Jugendliche und junge Erwachsene im Alter von 14–30 Jahren.
Hauptsächlich Lieder aus der Musikrichtung des Jazz spielt der Sender Smart Radio auf DAB+, dessen Programm von keinem Radiomoderator begleitet wird, sondern sich rein auf die Musik beschränkt. Mit Frozen-Radio und Radio Cisaria International (RCI) bestehen daneben drei weitere lokale Radiosender.
Bis vor einigen Jahren sendete das American Forces Network (AFN) in Augsburg unter anderem auf der Mittelwellenfrequenz 1485 kHz. Mit dem Abzug der letzten amerikanischen Truppen aus der Stadt 1998 wurde auch der Radiosender aufgegeben, die hierfür eingesetzte Anlage wurde vollständig abgebaut.
Der Augsburger Unternehmer Ulrich R. J. Kubak erwarb die Mehrheitsanteile an Klassik Radio und brachte es 2004 an die Börse. Klassik Radio ist ein privates Hörfunkprogramm für klassische Musik. Die Klassik Radio GmbH & Co. KG ist ein Tochterunternehmen der Klassik Radio AG mit Sitz im Augsburger Hotelturm. Das Sendezentrum befindet sich momentan in Hamburg. Im September 2018 wurde jedoch bekannt, dass Klassik Radio auch sein komplettes Sendezentrum Anfang 2020 nach Augsburg verlegen möchte.
Einige Musikprogramme werden aber auch über laut.fm und andere Portale übertragen, die man ausschließlich über das Internet hören kann.

#### Fernsehen
Als einziger lokaler Fernsehsender sendet augsburg.tv (kurz: a.tv) für die Stadt Augsburg sowie für die Landkreise Aichach-Friedberg, Donau-Ries, Dillingen und Günzburg (vom 16. März 1994 bis 31. Dezember 2006 als TV Augsburg, danach kurzzeitig als augsburg.tv) täglich ein 24-Stunden-Programm mit vor allem lokalen und regionalen Themen, die für die Bewohner des Ballungsraumes Augsburg von Bedeutung sind.
a.tv ist über den Satelliten Astra 1M (19,2°Ost, Transponder 21, 11523 MHz horizontal) in ganz Europa sowie Teilen Nordafrikas und des Mittleren Ostens unverschlüsselt und rund um die Uhr zu empfangen.
Weitere Verbreitungswege sind digitales und analoges Kabelfernsehen auf dem eigenen Kanal S18, außerdem im Regionalfenster von RTL (werktags Montag bis Freitag von 18:00 Uhr bis 18:30 Uhr), sowie über IPTV im T-Entertain-Paket der Telekom und als durchgängiger Livestream im Internet.
Auf seiner Homepage bietet der Sender außerdem eine Mediathek an, die derzeit (Stand: Februar 2015) bis zu 150000 Mal im Monat abgefragt wird und alle Sendungen der vergangenen Jahre vorhält.
Daneben diente Augsburg als Spielplatz und Drehort für die ZDF-Serie Samt und Seide, die von einer in der Textilindustrie tätigen Familie handelte und typische Elemente der Seifenoper besaß. Am 10. Februar 2005 wurde die vorerst letzte Sendung ausgestrahlt. Auch der Film Harte Jungs mit Axel Stein spielt in Augsburg und wurde auch dort gedreht.

### Öffentliche Einrichtungen

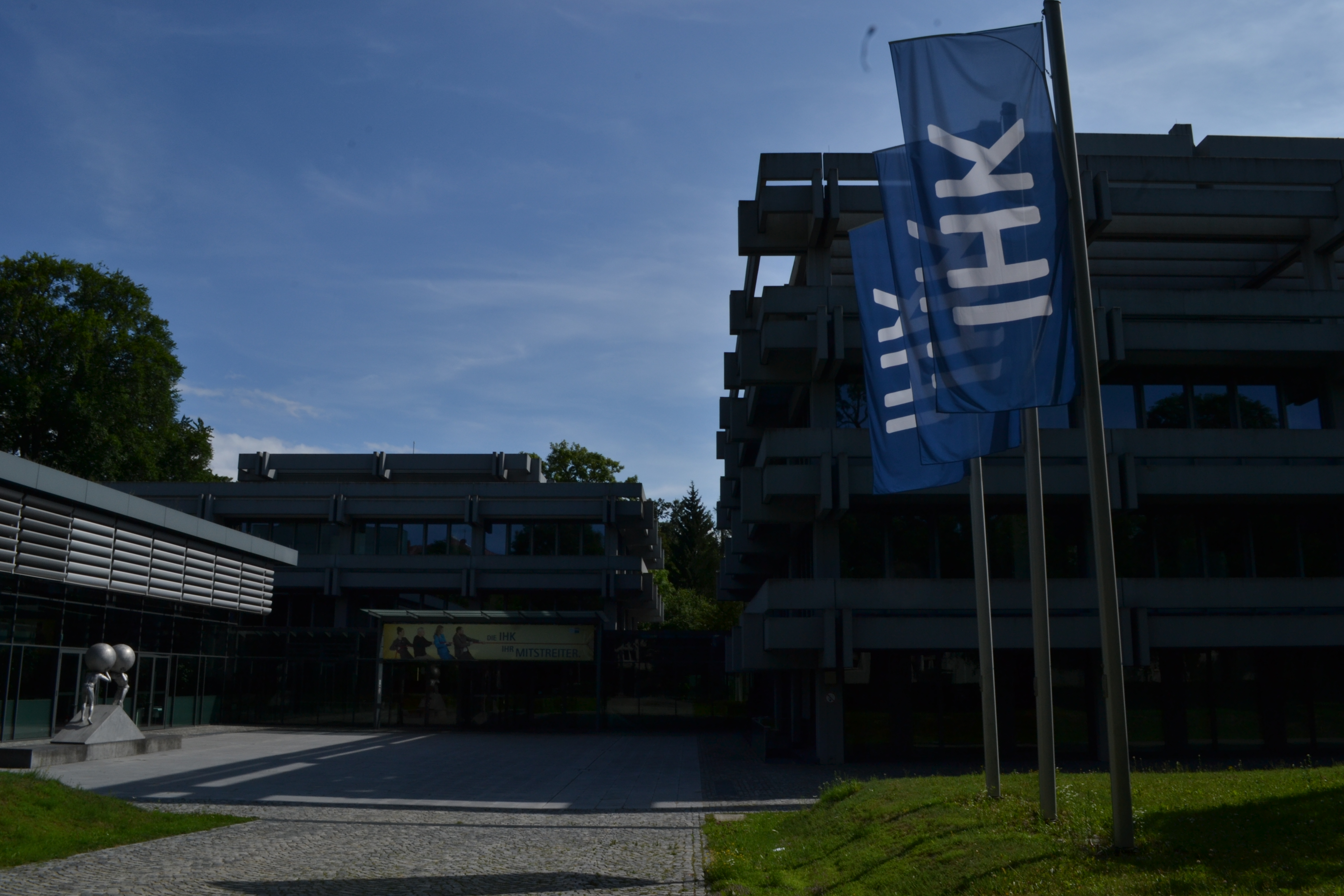
IHK an der Stettenstraße

Augsburg ist einerseits wegen seiner historischen Bedeutung, andererseits wegen seiner politischen Stellung in Bayerisch-Schwaben Sitz etlicher Behörden, Verbände und anderer Körperschaften des öffentlichen Rechts. Eine besondere Situation ergibt sich außerdem dadurch, dass mit der Stadt und dem Landkreis zwei Kreise ihre Ämter in Augsburg besitzen.
Im Augsburger Süden ist mit dem Bayerischen Landesamt für Umwelt eine Landesbehörde angesiedelt, die unter anderem auch den Hochwassernachrichtendienst Bayern betreibt und sich ihre Aufgaben mit einem kleineren Sitz im nordbayerischen Hof teilt. Dem Landesamt angegliedert ist das Josef-Vogl-Technikum im Stadtteil Lechhausen. Darüber hinaus ist in Augsburg eine Dienststelle des Landesamtes für Finanzen angesiedelt.
Die Regierung von Schwaben als allgemeine Aufsicht über die staatlichen Behörden im bayerischen Regierungsbezirk Schwaben sowie der Bezirk Schwaben als dritte kommunale Ebene des Freistaats Bayern hat hier ebenso wie die Finanzämter Augsburg-Stadt und -Land, das Verwaltungszentrum der Stadt Augsburg und das Landratsamt Augsburg ihren Sitz.
Im Banken- und Versicherungswesen haben sich die Deutsche Bundesbank und die Deutsche Rentenversicherung Schwaben mit ihren Auskunfts- und Beratungsstellen niedergelassen. Ferner besteht ein Standort der Sozialversicherung für Landwirtschaft, Forsten und Gartenbau (SVLFG). Die Stadt Augsburg verfügt mit dem Städtischen Leihamt über das älteste kommunale Leihamt in Deutschland. Seit 1603 hilft diese Einrichtung in Geldnöten steckenden Bürgern vorübergehend gegen Verpfändung wertvoller Habe mit Bargeld aus. Am 31. Dezember 2018 schließt das Amt nach 415 Jahren, es ist das Vorletzte in kommunaler Hand in Deutschland.
Ebenfalls als Vertreter für den Bezirk Schwaben haben hier die Handwerkskammer (HWK) und die Industrie- und Handelskammer Schwaben (IHK) sowie das für die Stadt Augsburg, die Landkreise Augsburg, Aichach-Friedberg, Dillingen und Donau-Ries zuständige Polizeipräsidium Schwaben Nord ihren Sitz. Ferner befinden sich in Augsburg das zuständige Finanz- und Hauptzollamt, eine Justizvollzugsanstalt und der Stadtjugendring.
Verschiedene Verbände und Vereinigungen wie zum Beispiel das Bayerische Rote Kreuz, der Bayerische Fußballverband oder die Dienstleistungsgewerkschaft ver.di haben ihre Zentrale für ganz Schwaben, teilweise gar für Süddeutschland, in Augsburg.

### Trinkwasserversorgung
Die Gewinnung, Aufbereitung und Verteilung des Trinkwassers wird von den Stadtwerken Augsburg übernommen. Das Trinkwasser für Augsburg wird ausschließlich aus Grundwasser gewonnen. Dazu stehen acht Wasserwerke zur Verfügung (in Klammern das Jahr der Inbetriebnahme): das neue Wasserwerk am Hochablass (2007), das Wasserwerk am Lochbach (1912), Lochbach II, Meringerau Nord (1948), Meringerau Süd I (2003) und II (2007), Leitershofen (1972) und Siebenbrunn (2000). Insgesamt gibt es 60 Brunnen, zumeist Filter- und Schachtbrunnen, die eine Tiefe von ca. 10 m haben. Tiefenwasser wird bislang kaum genutzt, um künftig eine Notreserve zu erhalten. Seit dem 1. Juli 2021 ist die Trinkwasserversorgung durch die Nutzung von Wasserkraft klimaneutral.
Das Trinkwasser stammt aus dem Grundwasserstrom in den westlichen Lechauen südlich von der Stadt. Bedeutende Trinkwasserschutzgebiete liegen im Augsburger Stadtwald und im Naturschutzgebiet Lechauwald bei Unterbergen. Mit einer Gesamthärte von 2,41–2,48 mmol/l (13,5–13,9 °dH) ist das Wasser dem Härtebereich „mittel“ zuzuordnen.
Nach der Aufbereitung gelangt das Trinkwasser in das 1.000 km lange Leitungsnetz. Hier sind vier Wasserspeicher mit einem Gesamtvolumen von 48.300 m³ eingebaut, die Verbrauchsspitzen abdecken und auch der Druckerhaltung im Netz dienen. Aufgrund der verschiedenen Höhenlagen im Versorgungsgebiet wurden vier Druckzonen im Bereich von 2 bis 7 bar eingerichtet.
Der Brutto-Verbrauchspreis liegt 2021 je nach Verbrauch bei 1,86 bis 2,42 Euro je Kubikmeter.

### Abwasserentsorgung
Die Ableitung und Reinigung des anfallenden Abwassers fällt in den Zuständigkeitsbereich der Stadt Augsburg. Das Kanalnetz hat eine Länge von 640 Kilometern (627 Kilometer Freispiegelleitungen). 70 % davon sind Steinzeugrohre, 21 % Beton und 5 % Klinker. Der Anschlussgrad an die Kanalisation liegt bei 99,7 %. Aufgrund der günstigen Topographie sind nur neun Pumpwerke im Kanalnetz nötig.
Die Abwasserreinigung geschieht im Hauptklärwerk . Es wurde 1957 erbaut, ist auf 800.000 Einwohnerwerte ausgelegt und momentan etwa zu 81 % ausgelastet. 1976 und 1994 wurden zusätzliche biologische Reinigungsstufen in Betrieb genommen. Jährlich werden 50 Mio. m³ Abwasser behandelt, bei Trockenwetter 120.000 m³ täglich. Das gereinigte Abwasser wird in den Lech geleitet. Der Schlamm wird in drei Faultürmen verfault, anschließend entwässert und mit LKW zu verschiedenen Verbrennungsanlagen im Bundesgebiet gefahren.
Wie auch bei der Trinkwasserversorgung ist das Klärwerk Augsburg inzwischen energieautark. 2019 standen einem Stromverbrauch von 13 Mio. kWh eine Energieerzeugung von 18 Mio. kWh gegenüber. Die Energieerzeugung geschieht zum einen in drei Blockheizkraftwerken, die das anfallende Klärgas verstromen und auch Wärme zur Beheizung erzeugen, zum anderen durch Photovoltaik und durch Turbinen im Ablauf des Klärwerks.

### Gesundheitswesen

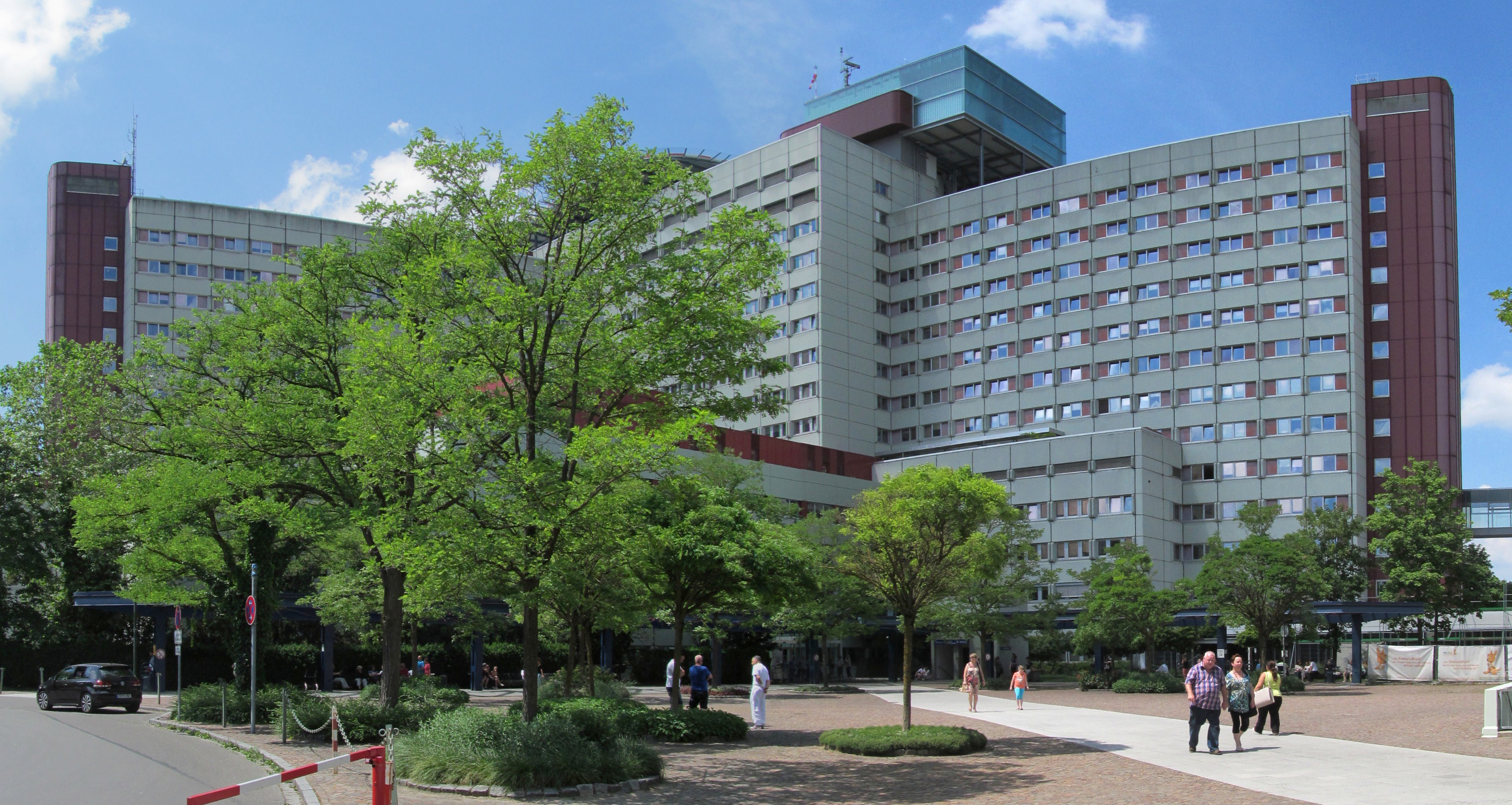
Das Universitätsklinikum

Augsburg besitzt nach umfangreichen Umstrukturierungen seit 2006 zwei Krankenhäuser der Maximalversorgung (III. Versorgungsstufe) sowie etliche kleinere, teilweise spezialisierte Kliniken. Daneben bestehen zwei Notfallpraxen der Kassenärztlichen Vereinigung Bayerns sowie ein Bezirkskrankenhaus für die psychiatrische Versorgung.
Das größte Krankenhaus und die zentrale Notaufnahme für den Ballungsraum stellt das Universitätsklinikum Augsburg dar, das seit 1982 in kommunaler Hand zunächst als Zentralklinikum und ab der oben genannten Neustrukturierung als Klinikum firmierte. Zum 1. Januar 2019 wurde es nach jahrelanger vorhergehender Planung zum Universitätsklinikum erhoben und in die Trägerschaft des Freistaats Bayern überführt. Parallel wurde es der schon im Vorfeld neugegründeten medizinischen Fakultät der Augsburger Universität angegliedert. Das Universitätsklinikum liegt im Stadtteil Kriegshaber im Westen der Stadt und ist über die Bundesstraßen 17 und 300 schnell zu erreichen.

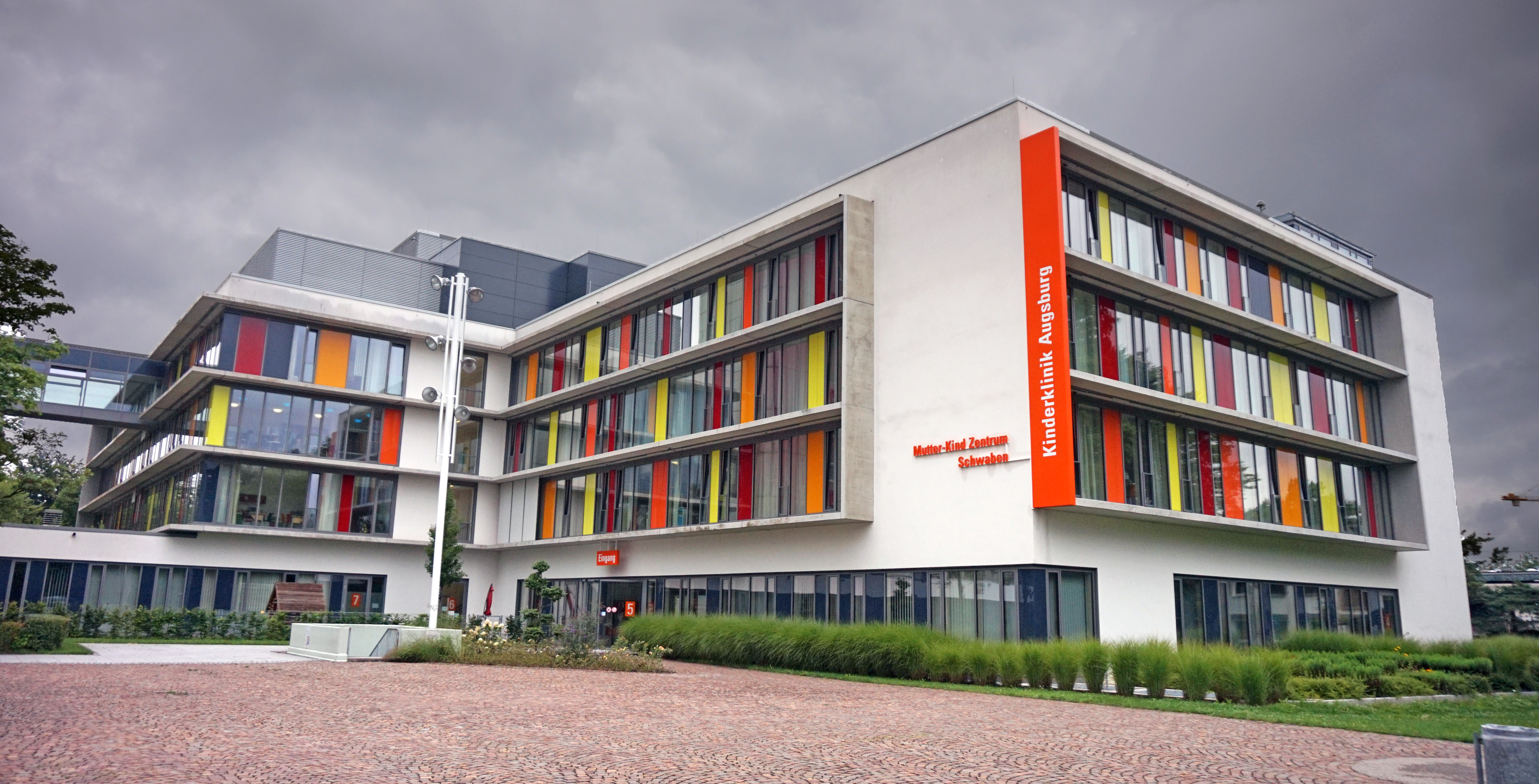
Die Kinderklinik

Direkt nebenan befindet sich die Kinderklinik Augsburg, die schon im Krankenhauszweckverband Augsburg eng mit dem Klinikum verzahnt war und inzwischen Teil des Universitätsklinikums ist. Schon zuvor war es durch eine enge Zusammenarbeit zum Beispiel möglich, dass nahezu alle pädiatrischen Notfälle nach der Erstbehandlung in das zur Betreuung besser geeignete Kinderkrankenhaus verlegt wurden.
Beim zweiten Krankenhaus der Maximalversorgung handelt es sich um das zuvor „Krankenhaus Haunstetten“ genannte Klinikum Augsburg Süd, das inzwischen ebenfalls Teil des Universitätsklinikums geworden ist. Durch umfangreiche Umstrukturierungen und die Verlegung ganzer Abteilungen aus dem bisherigen Zentralklinikum nach Haunstetten erfüllt es mittlerweile alle im Krankenhausbedarfsplan gestellten Anforderungen der IV. Versorgungsstufe. Klinische Spezialgebiete bilden neben den schon vorhandenen Schwerpunkten der Chirurgie und Inneren Medizin die Dermatologische und die HNO-Klinik.
Das Bezirkskrankenhaus Augsburg wird vom Bezirk Schwaben getragen und stellt als Klinik für Psychiatrie, Psychotherapie und Psychosomatik die psychiatrische Versorgung aller im Stadtgebiet und im Landkreis Augsburg lebenden Bürger sicher. Es befindet sich im Stadtteil Kriegshaber unweit des Universitätsklinikums und übernimmt die psychiatrische Ausbildung der Medizinstudierenden der Universität Augsburg.
Daneben bestehen mit dem Diakonissenkrankenhaus, der Hessing-Klinik, dem Josefinum und dem Vincentinum vier weitere Krankenhäuser, die sich allesamt auf Teilgebiete der medizinischen Versorgung (zum Beispiel Gynäkologie oder Orthopädie) spezialisiert haben und teilweise mit Belegärzten arbeiten. Eine weitere Notversorgung erfolgt durch die Notfallpraxen der Kassenärztlichen Vereinigung Bayerns, die sich direkt am Vincentinum und am Universitätsklinikum Augsburg befinden.

### Friedhöfe

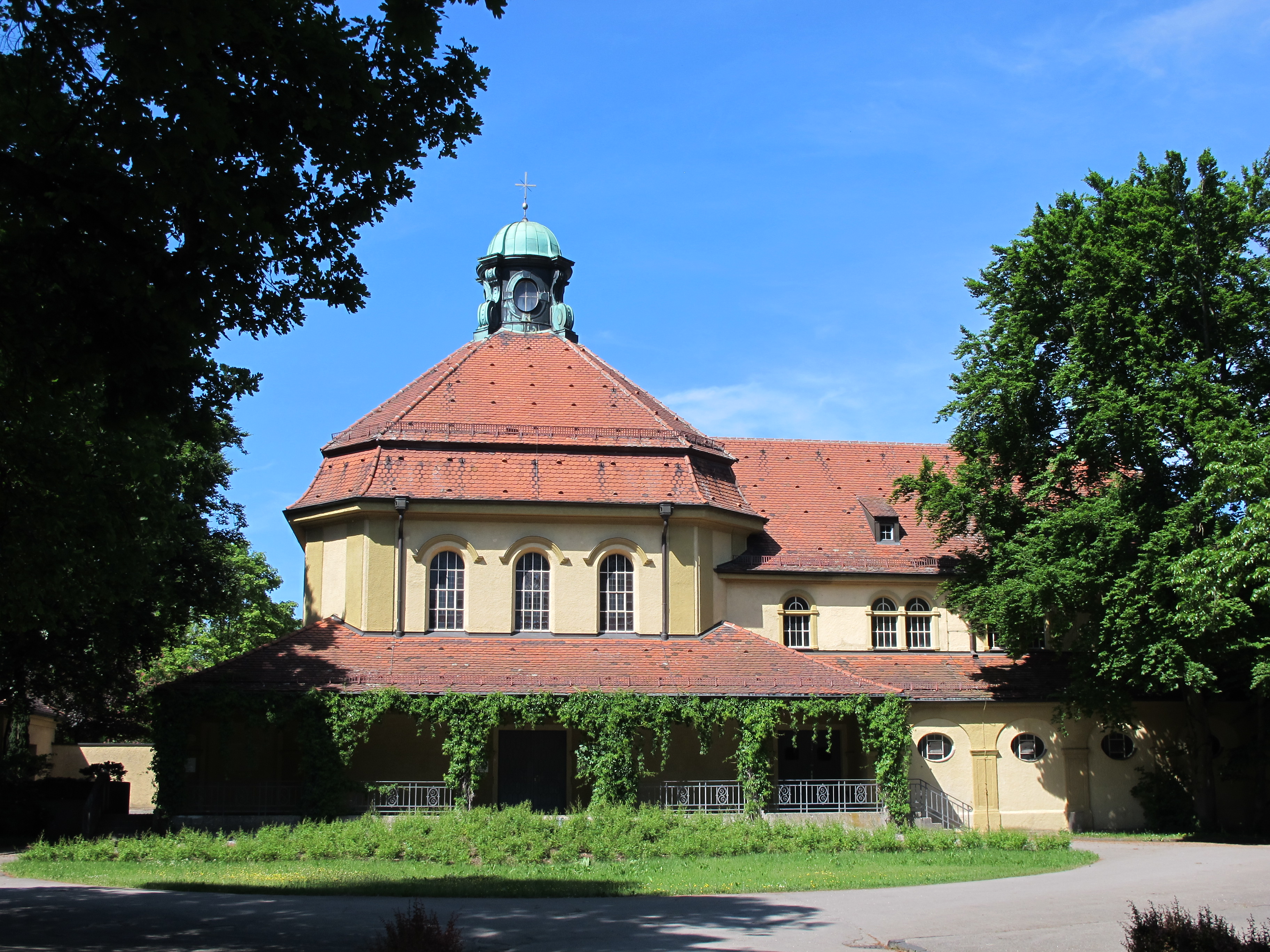
Die Aussegnungshalle des Westfriedhofes

Augsburg besitzt insgesamt vierzehn Friedhöfe, von denen neun von der Stadt unterhalten werden: Der Nordfriedhof, der Alte und der Neue Ostfriedhof, der Alte und der Neue Haunstetter Friedhof, der Westfriedhof, der Gögginger Friedhof, der Inninger Friedhof und der Bergheimer Friedhof.
Daneben gibt es drei christliche Friedhöfe: Den Katholischen Friedhof Kriegshaber, den Katholischen Friedhof an der Hermanstraße und den Protestantischen Friedhof. Es gibt zwei jüdische Friedhöfe: Den Jüdischen Friedhof in Kriegshaber und den Jüdischen Friedhof im Stadtteil Hochfeld.

## Bildung und Forschung

### Hochschulen
Trotz des Alters und der historischen Bedeutung der Stadt gibt es in Augsburg erst seit 1970 eine Universität. Daneben sorgen auch die Fachhochschule, das Leopold-Mozart-Zentrum und die FOM Hochschule für Ökonomie und Management für eine breitgefächerte Auswahl an Studiengängen. Derzeit sind über 25.000 Studierende an den drei Hochschulen und dem Musikzentrum immatrikuliert.

#### Universität Augsburg

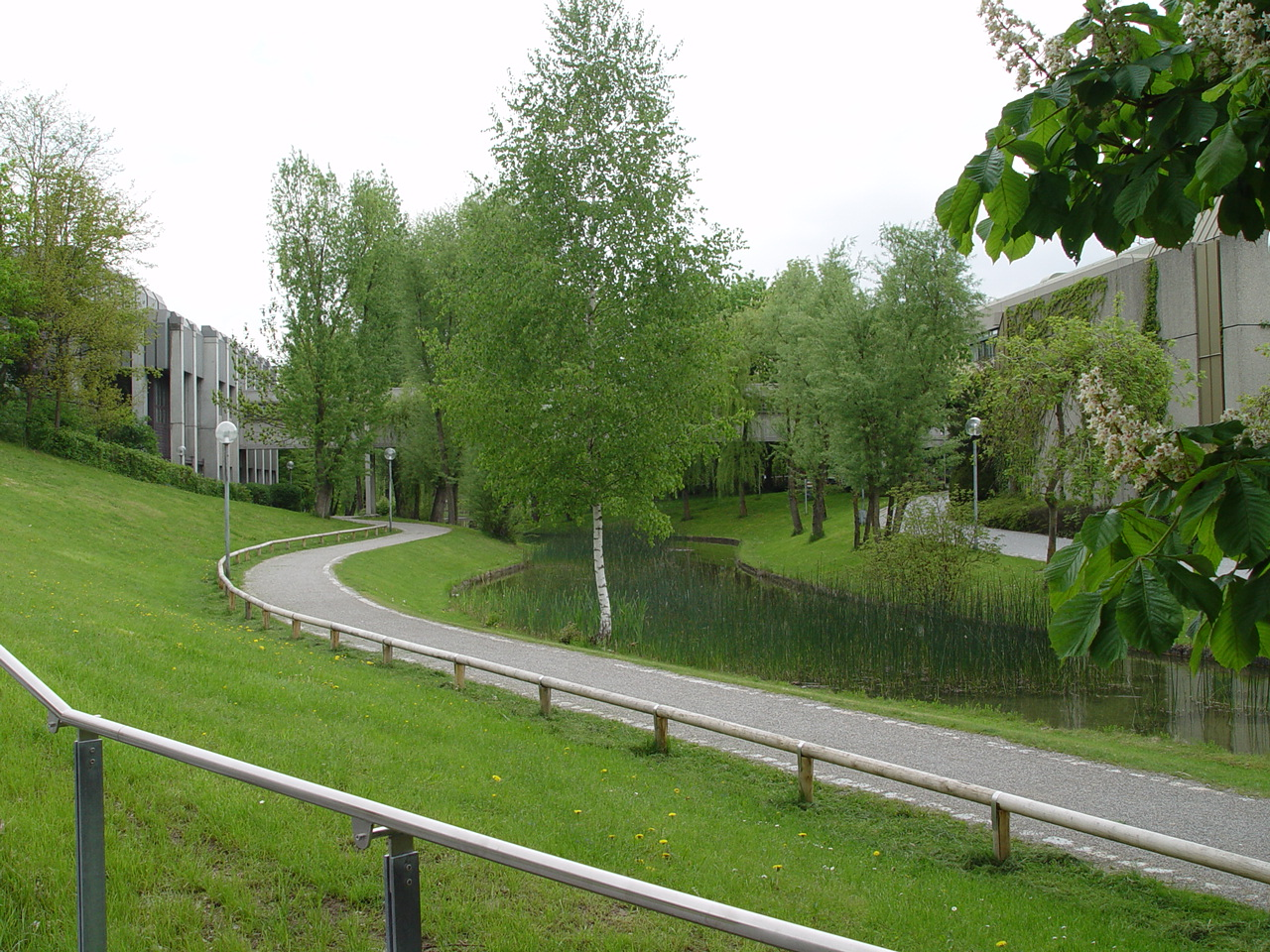
Universität Augsburg (Campus)

Die Universität Augsburg wurde 1970 gegründet. Über die 1971 aufgelöste und als Katholisch-Theologische Fakultät der Universität angegliederte Philosophisch-Theologische Hochschule Dillingen besteht eine gewisse Verbindung zu der 1549 bzw. 1551 gegründeten und 1802 aufgehobenen Universität Dillingen. Außerdem wurde die 1958 aus dem Institut für Lehrerbildung hervorgegangene Pädagogische Hochschule Augsburg 1972 als Erziehungswissenschaftlicher Fachbereich in die Universität integriert. 2008 nahm sie einige Bereiche der aufgelösten Musikhochschule Nürnberg-Augsburg als Leopold-Mozart-Zentrum (LMZ) auf. 2016 wurde eine medizinische Fakultät eingerichtet, 2019 wurde dann auch das bis dahin kommunale Klinikum Augsburg in ein Universitätsklinikum überführt. Die Universität Augsburg ist die einzige Universität im Regierungsbezirk Bayerisch-Schwaben.
Zur Zeit gliedert sich die Universität in eine Philologisch-Historische, Philosophisch-Sozialwissenschaftliche, Wirtschaftswissenschaftliche, Juristische, Mathematisch-Naturwissenschaftlich-Technische, Katholisch-Theologische und Medizinische Fakultät sowie die 2003 errichtete Fakultät für Angewandte Informatik. Die Universität Augsburg mit ihren etwa 19.100 Studierenden war zunächst keine traditionelle Volluniversität, sondern konzentrierte sich hauptsächlich auf die Kultur-, Sozial- und Wirtschaftswissenschaften, hat aber ihr Fächerspektrum seit der Gründung immer wieder erweitert.
Seit 1974 wurde im Süden der Stadt auf dem Gelände des alten Flugplatzes ein weitläufiger Campus errichtet, der bis heute zu einem eigenen Stadtteil (dem Universitätsviertel) gewachsen ist. Mittlerweile befinden sich nur noch kleinere Teile der Universität gemeinsam mit dem Betriebswirtschaftlichen Fachbereich der Hochschule Augsburg im Gebäude der ehemaligen Pädagogischen Hochschule in Lechhausen sowie am Standort „Alte Universität“.

#### Technische Hochschule Augsburg

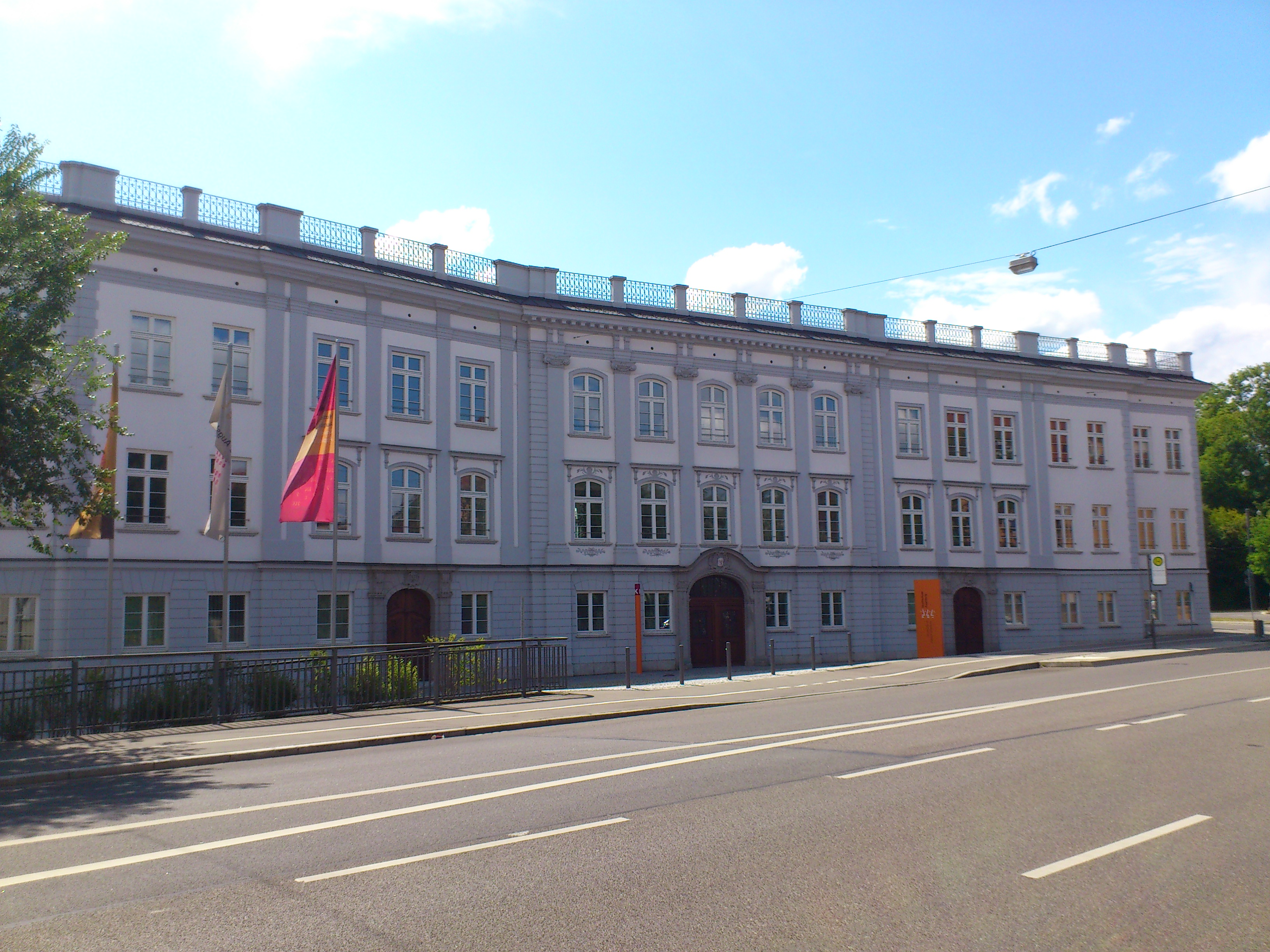
Hochschule Augsburg, Campus am Roten Tor, K-Bau (Sitz der Hochschulleitung)

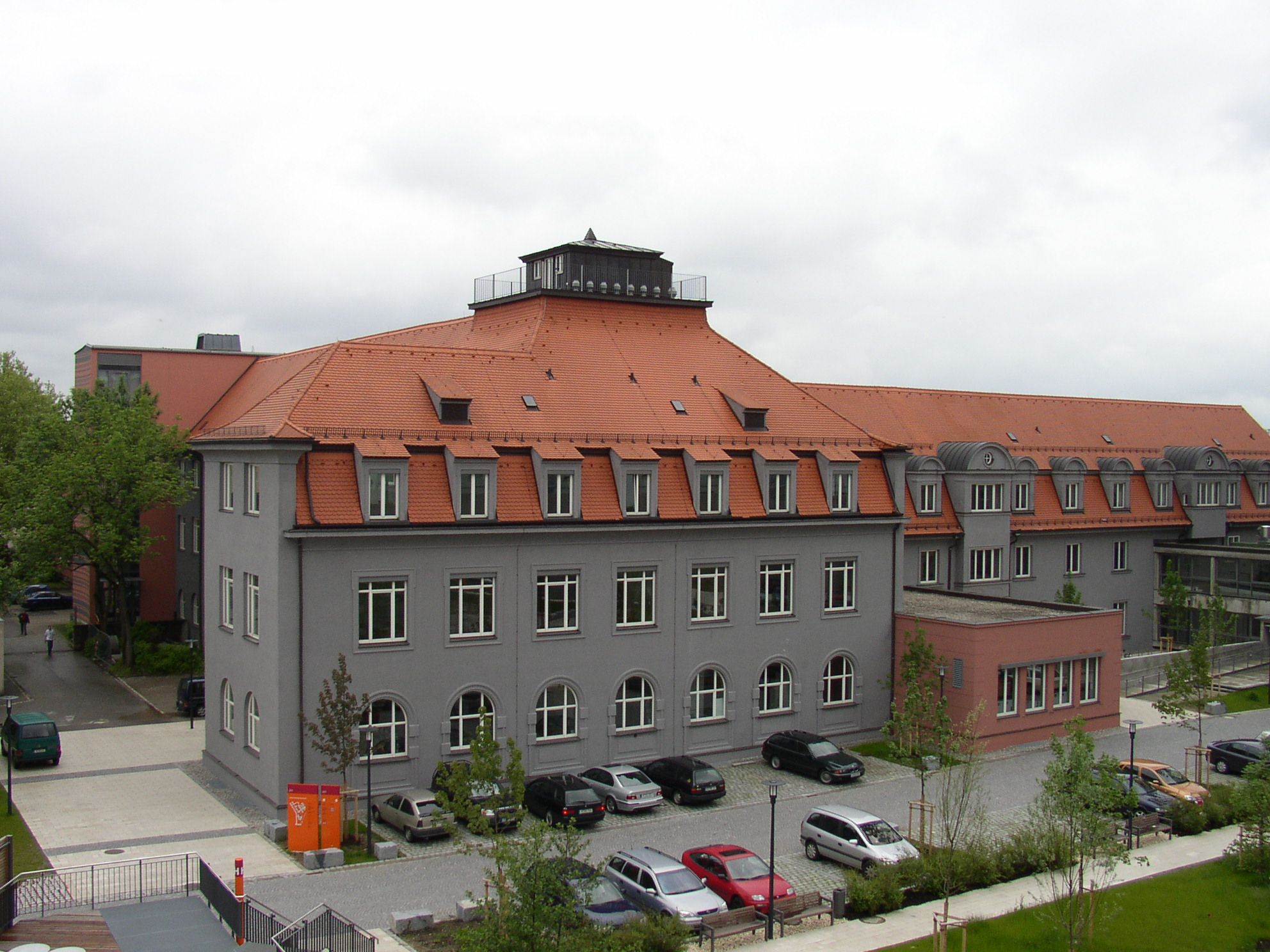
Hochschule Augsburg, Campus am Brunnenlech, A-Bau

Die Technische Hochschule Augsburg (THA) wurde zwar erst 1971 gegründet, kann aber auf eine weitreichende Geschichte ihrer Vorgängereinrichtungen zurückblicken. So bestand bereits um 1660 eine private Kunstakademie, die sich zuerst zu einer protestantischen und dann 1710 zu einer öffentlichen Reichsstädtischen Kunstakademie entwickelte, aus der schließlich über mehrere Stufen die Werkkunstschule Augsburg entstand. Der technische Zweig entstammt dem im 19. Jahrhundert entstandenen Rudolf-Diesel-Polytechnikum. Im Jahre 1971 schließlich wurde durch ihre Zusammenlegung die Fachhochschule Augsburg gegründet. Sie ist somit eine der ältesten Fachhochschulen in Deutschland, 2008 erfolgte die Umbenennung in Hochschule für angewandte Wissenschaften Augsburg, kurz Hochschule Augsburg.
Die Hochschule hat zwei Standorte, den Campus am Brunnenlech und den Campus am Roten Tor, die nur etwa 500 m auseinander liegen.
Angeboten werden zahlreiche Studiengänge der Bereiche Technik, Gestaltung und Wirtschaftswissenschaften. Seit dem WS 2018/19 wird auch Soziale Arbeit angeboten. Im Wintersemester 2017/18 waren rund 6.200 Studenten an der Hochschule Augsburg eingeschrieben.

#### Leopold-Mozart-Zentrum
Die Hochschule für Musik Nürnberg-Augsburg entstand 1998 durch die Zusammenlegung des Nürnberger Meistersinger-Konservatoriums mit dem Augsburger Leopold-Mozart-Konservatorium. Trotz heftiger Proteste aus den Reihen der Studenten und Dozenten beschloss das Bayerische Staatsministerium für Unterricht und Kultus aus Kostengründen 2006 die Schließung des Augsburger Teils der Hochschule, der seitdem als Leopold-Mozart-Zentrum der Universität angegliedert ist und so als „Musikhochschule in der Hochschule“ geführt wird.
Das Angebot umfasst musikpädagogische und künstlerische Studiengänge (Gesang, Orchesterinstrumente, Tasteninstrumente). Daneben können auch Gitarre und Musiktherapie studiert werden. Einmalig in ganz Deutschland ist die Ausbildung der Blasorchesterleitung.

#### FOM Hochschule für Oekonomie und Management
Die FOM Hochschule für Oekonomie und Management mit Hauptsitz in Essen betreibt in Augsburg einen Standort, an dem berufsbegleitende Bachelor- und Masterstudiengänge mit einem Schwerpunkt auf den wirtschaftswissenschaftlichen Fächern angeboten werden. So können an der FOM unter anderem „Business Administration“, „International Management“ und Wirtschaftsrecht sowie einige Masterabschlüsse studiert werden. Die Präsenzvorlesungen werden am Studienort in der Augsburger Innenstadt unter der Woche abends und am Wochenende gehalten.

### Allgemeinbildende Schulen
Die grundlegende Allgemeinbildung für alle Augsburger Schüler vermitteln im Stadtgebiet derzeit zehn Gymnasien, neun Realschulen, 42 Grund- und Hauptschulen, 13 Förderschulen und eine Freie Waldorfschule.

#### Volks-, Förder- und Gesamtschulen
Die grundlegende Ausbildung der Schüler übernehmen insgesamt 42 Grund- und Hauptschulen im ganzen Stadtgebiet. Daneben bestehen insgesamt 13 Förderschulen, die sich der Kinder annehmen, die einer sonderpädagogischen Ausbildung bedürfen und deshalb an den allgemeinen oder beruflichen Schulen nicht oder nur unzureichend gefördert werden können. Wenn es sich mit den jeweils gegebenen Förderschwerpunkten vereinen lässt, vermitteln diese Schulen die gleichen Abschlüsse wie die vergleichbaren allgemeinbildenden Schulen.
Mit der Freien Waldorfschule und der International School Augsburg (mit Sitz in der Vorstadt Gersthofen) bestehen daneben zwei Gesamtschulen, die alle Altersstufen in einem Gebäude unterrichten.

#### Realschulen
Neun im Stadtgebiet und sechs im Ballungsraum befindliche Realschulen sorgen für eine zwischen den Angeboten von Gymnasium und Hauptschule liegende Bildungsmöglichkeit sowohl der Allgemeinbildung als auch der konkreten Berufsvorbereitung.
Alle drei unter Gymnasien genannten reinen Mädchenschulen besitzen jeweils eine angeschlossene Realschule; ebenso bietet die Freie Waldorfschule auch den Abschluss mit der mittleren Reife (Fachoberschulreife/Realschulabschluss) an. Somit existieren fünf „reine“ Realschulen im Stadtgebiet. Weil Realschulen vor allem in ländlichen Gebieten eher selten zu finden sind, haben sie eine enorme Anzugskraft auch auf Schüler aus weiter entfernten Landkreisen in Bayerisch-Schwaben.
| Abendrealschule für Berufstätige (S) | Agnes-Bernauer-Schule (M, W, S)     | Bertolt-Brecht-Realschule (M, W, S)   |
| Heinrich-von-Buz Realschule (M, W)   | Mädchenrealschule St. Ursula (W, S) | Maria-Ward-Realschule Augsburg (W, S) |
| Stetten-Institut (W, S)              | Realschule Maria Stern (W, S)       | Rudolf-Diesel-Realschule (M)          |

Legende
- M = mathematisch-technischer Zweig
- W = wirtschaftskundlicher Zweig
- S = sozialer, musischer, handwerklicher, fremdsprachlicher Zweig

#### Gymnasien

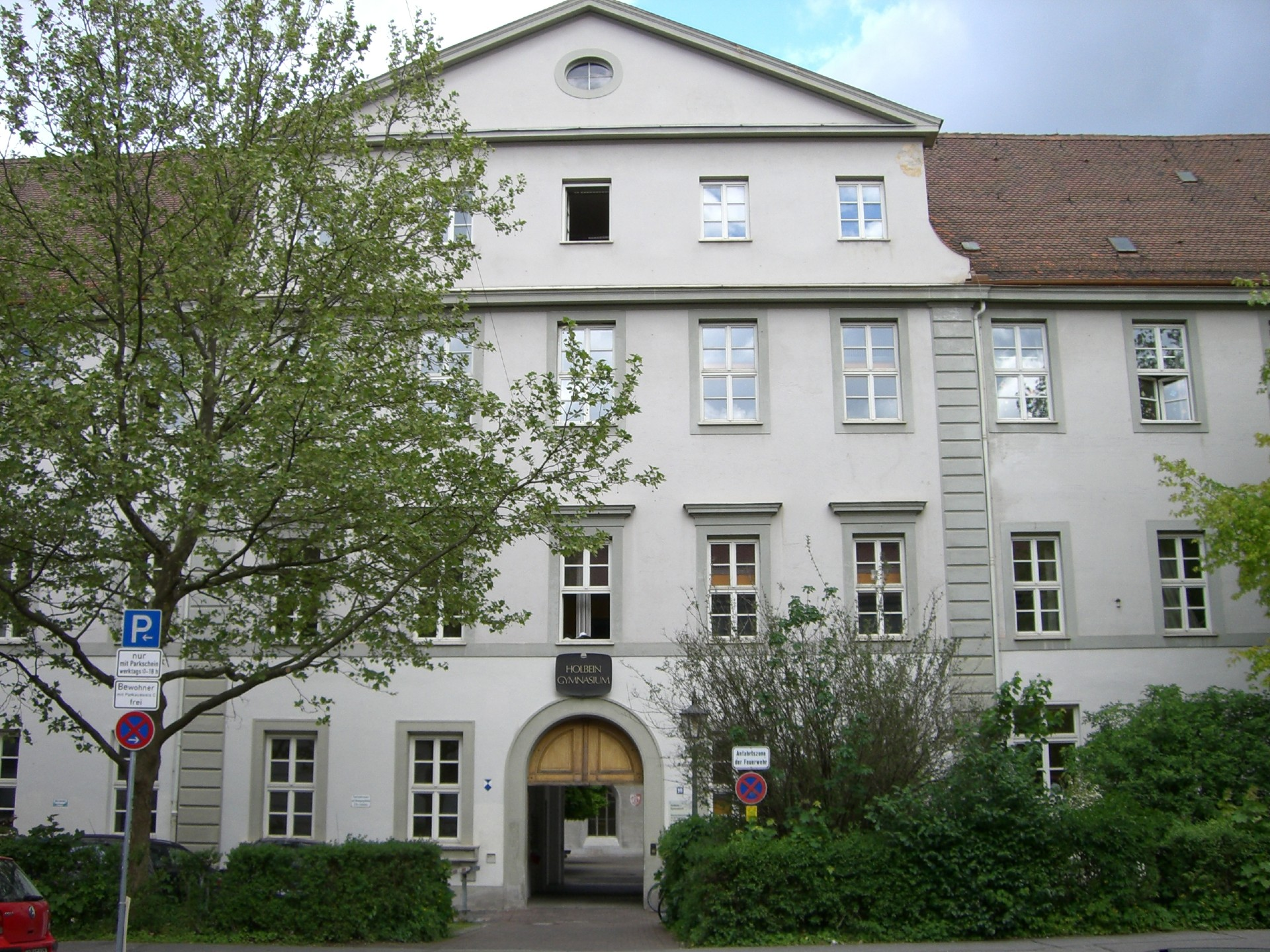
Holbein-Gymnasium (Altbau)

Augsburg besitzt insgesamt zehn Gymnasien mit teilweise jahrhundertelanger Tradition. Daneben ermöglichen das Bayernkolleg Augsburg (als Gymnasium des zweiten Bildungswegs) und die Freie Waldorfschule Augsburg den Abschluss mit Abitur.
Da sich in allen größeren Städten des Ballungsraumes (Friedberg, Gersthofen, Königsbrunn und Neusäß) eigene Gymnasien befinden, besuchen die Schüler dieser Orte hauptsächlich das dortige Gymnasium, so dass an den Augsburger Gymnasien vor allem Schüler aus dem Stadtgebiet zu finden sind. Wegen ihrer teilweise besonderen Bildungswege (zum Beispiel musische oder humanistische Zweige) besitzen sie dennoch darüber hinaus Einzugsgebiete bis nach ganz Bayerisch-Schwaben. Mit dem A. B. von Stettenschen Institut, dem Maria-Stern- und dem Maria-Ward-Gymnasium bestehen drei Gymnasien nur für Mädchen; das Gymnasium bei St. Stephan war bis zum Herbst 1995 nur Knaben vorbehalten, erfreut sich seither steigenden Interesses insbesondere seitens musisch orientierter Mädchen.
Nahezu alle Schulen können auf Berühmtheiten zurückblicken, die in ihrer Einrichtung das Abitur erlangten. So waren hier unter anderem Napoleon III., Werner Egk, Bertolt Brecht, Rudolf Diesel, Gerhard Höllerich (alias Roy Black), Andreas Bourani oder der Nobelpreisträger Johann Deisenhofer Schüler.

#### Berufliche Oberschulen
Die Staatliche Fachoberschule und Berufsoberschule und die Städtische Berufsoberschule in Augsburg führen Schüler mit abgeschlossener mittlerer Reife oder abgeschlossener Berufsausbildung im Rahmen der Beruflichen Oberschule Bayern entweder zur Fachhochschulreife oder zur fachgebundenen beziehungsweise allgemeinen Hochschulreife. Für den letztgenannten Abschluss ist der Nachweis von Kenntnissen in einer zweiten Fremdsprache (neben dem Englischen) erforderlich.

### Berufsbildende Schulen und Akademien
Wegen seiner zentralen Bedeutung für den Bezirk Bayerisch-Schwaben besitzt Augsburg nahezu alle Richtungen der berufsbildenden Schulen: So finden sich eine private staatlich anerkannte und sieben städtische Berufsschulen, 18 Berufsfachschulen, jeweils vier Fachakademien und Fachschulen sowie drei Wirtschaftsschulen. Während die meisten dieser Schulen einen Beruf entweder in Zusammenarbeit mit dem Ausbildungsbetrieb oder in Vollzeitform vermitteln, fordern die Fachschulen für eine Aufnahme eine bereits abgeschlossene Ausbildung, da sie weitergehende Berufsgrade (Meister, Techniker) ausbilden.

### Sonstige Schulen
Neben den genannten Schulen und Akademien bestehen in Augsburg etliche weitere Bildungsmöglichkeiten, die von der Volkshochschule und dem Kolping-Bildungswerk über verschiedene Gesangs- und Musikschulen bis zu Sprachschulen reichen. Für viele ist kein besonderer vorheriger Abschluss nötig; sie haben sich vielmehr der Allgemeinbildung der Bürger verschrieben. Auch gibt es im nordöstlichen Teil der Stadt die Freie Waldorfschule Augsburg mit Kindergarten und Krippe. Sie befindet sich auf einem großen Campus.

### Forschung
Die Universität und die Hochschule besitzen eigene Institute, die zumeist einer Fakultät zugeteilt sind und auf deren Gebiet Forschung betreiben. Für größere oder interdisziplinäre Projekte schließen sich diese aber auch zusammen, um so eine weiter gestreute Thematik behandeln zu können. So befasst sich zum Beispiel das Institut für Materials Ressource Management mit der technischen Entwicklung regenerativer Technologien.
Augsburg verfügt vor allem im Bereich der Forschung zu Umwelt und Umweltschutz über bedeutende Einrichtungen: So sitzt hier das vom Freistaat Bayern im Rahmen seiner High-Tech-Offensive geschaffene KUMAS – Kompetenzzentrum Umwelt, ein Netzwerk aus nahezu allen in diesem Sektor tätigen Forschungseinrichtungen und Unternehmen, das deren Kommunikation und Zusammenarbeit koordiniert. Der Hauptsitz des Umweltclusters Bayern wurde ebenfalls in Augsburg eingerichtet.
Das Bayerische Landesamt für Umwelt wurde in der Nähe der Universität angesiedelt, um bei seinen Projekten eng mit den Studenten und Wissenschaftlern des dortigen geplanten Forschungszentrums „Augsburg Innovationspark“ zusammenarbeiten zu können. Im Stadtteil Lechhausen befindet sich das dem Landesamt angegliederte Josef-Vogl-Technikum, das vor allem ökologische Daten für Gutachten erhebt.
In Augsburg befindet sich das Fraunhofer-Institut für Gießerei-, Composite- und Verarbeitungstechnik und eine Projektgruppe des Fraunhofer-Institutes für Angewandte Informationstechnik. Am Campus der Universität befindet sich ein Standort des Deutschen Zentrums für Luft- und Raumfahrt.
Im Bereich der Osteuropastudien gilt das Bukowina-Institut als eine der führenden Einrichtungen. Es widmet sich der Dokumentation und Erforschung von Kultur, Geschichte und Landeskunde in Osteuropa in internationaler und interdisziplinärer Zusammenarbeit. Benannt ist es nach der Region Bukowina („Buchenland“), mit der sich das Institut besonders beschäftigt. Die 1949 gegründete Schwäbische Forschungsgemeinschaft ist ebenfalls im Bereich der Landeskunde und -geschichte tätig.
Die Kooperative Gesundheitsforschung in der Region Augsburg (KORA) ist eine international genutzte Forschungsplattform des Helmholtz-Forschungszentrums für Gesundheit und Umwelt, auf der Studien zur bevölkerungsbezogenen Gesundheitsforschung durchgeführt werden. Augsburg ist zugleich „Korporativ Förderndes Mitglied“ der Max-Planck-Gesellschaft.

### Bibliotheken

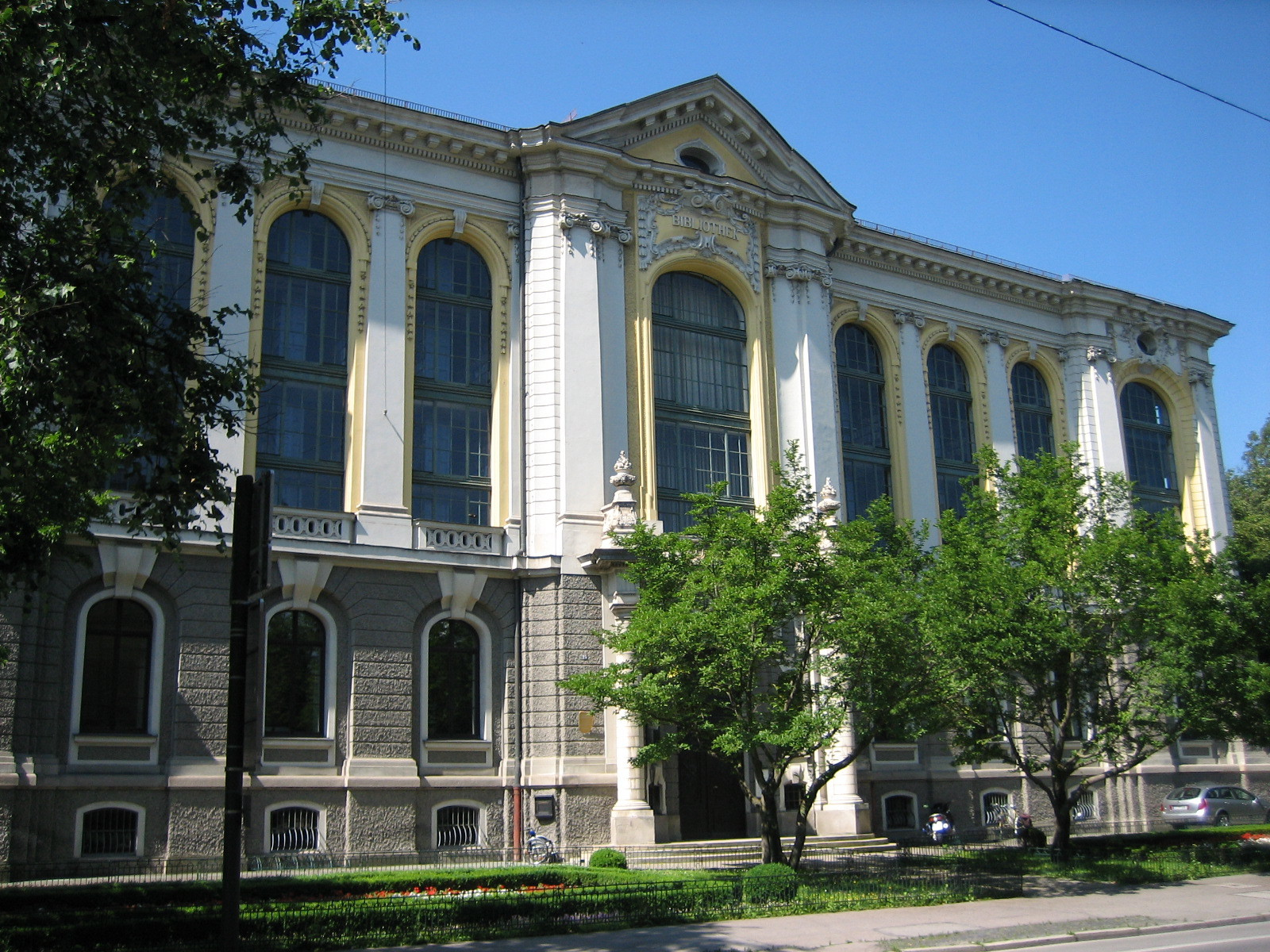
Staats- und Stadtbibliothek

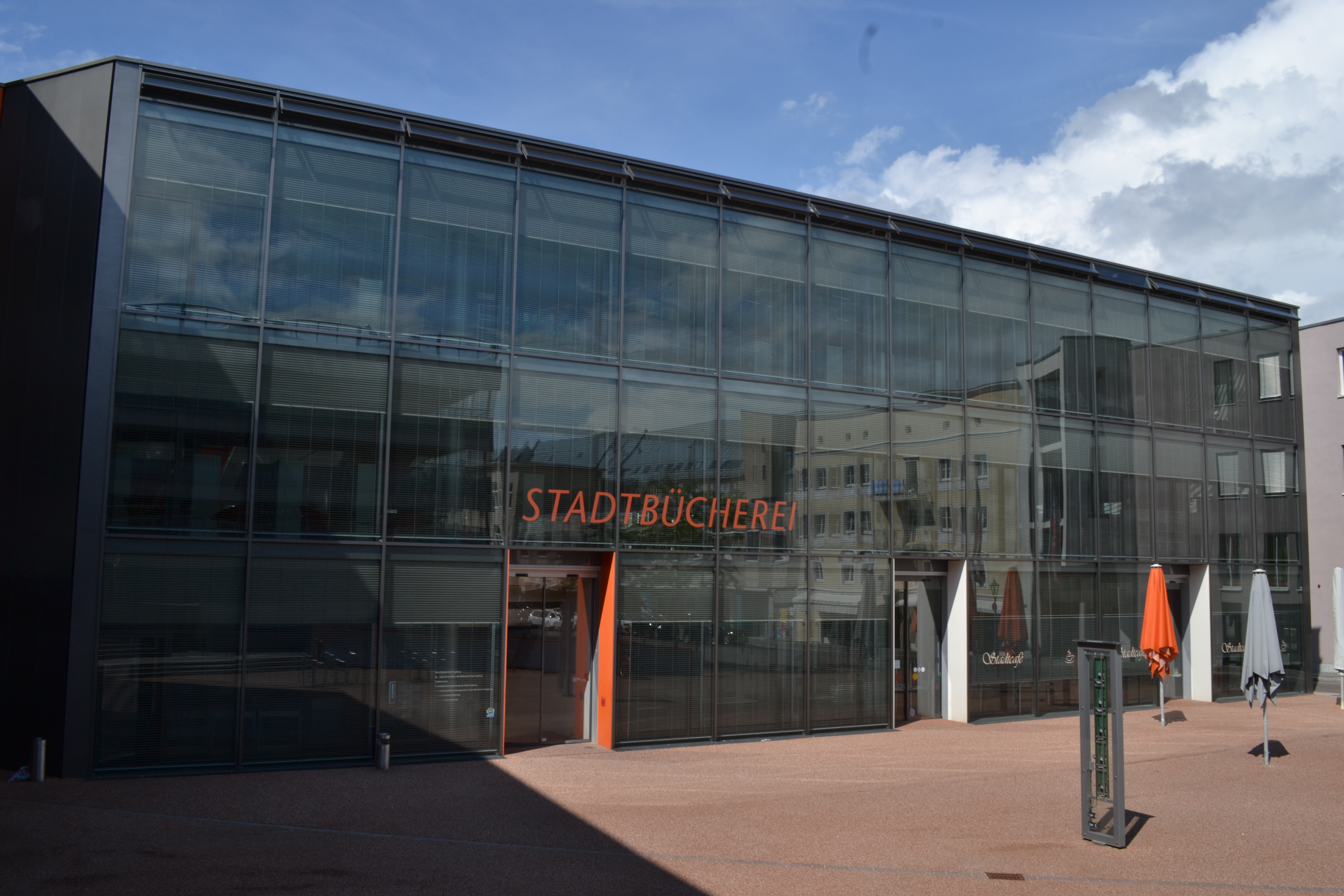
Stadtbücherei

Augsburg verfügt schon aus reichsstädtischer Zeit über eine bedeutende Tradition im Bibliothekswesen, die sich heute noch in einer großen Zahl von Einrichtungen widerspiegelt.
Die Staats- und Stadtbibliothek ist eine seit 1537 bestehende wissenschaftliche Bibliothek, die sich heute in der Schaezlerstraße befindet. Sie zählt zu den regionalen staatlichen Bibliotheken Bayerns und hat das Pflichtexemplarrecht für den Regierungsbezirk Bayerisch-Schwaben inne. War sie seit ihren Anfängen zunächst in städtischer Trägerschaft, so wurde sie im Zuge einer Verstaatlichung 2012 eine Behörde des Freistaats Bayern und ist organisatorisch der Bayerischen Staatsbibliothek unterstellt. Ihre Schwerpunkte liegen in der Betreuung des herausragenden Altbestands (ca. 100.000 Bände) sowie in der Versorgung der an wissenschaftlicher Literatur (insbesondere in den historischen Fächern sowie zum Thema „Bayerisch-Schwaben“) interessierten Bevölkerung. Ein Großteil des knapp 600.000 Bände zählenden Buchbestandes ist daher auch ausleihbar. Die Augsburger Staats- und Stadtbibliothek ist zugleich die Geschäftsstelle des im Jahr 1834 gegründeten Historischen Vereins für Schwaben, der in Wissenschaft, städtischem und regionalem Kulturleben vor allem mit den jährlich erscheinenden Zeitschriften des Historischen Vereins für Schwaben (ZHVS) Akzente setzen kann. Ebenso hat die städtische Brecht-Forschungsstelle hier ihren Sitz. Die im Zuge der Verstaatlichung bereits angekündigte Renovierung des in die Jahre gekommenen Bibliotheksbaus in der Schaezlerstraße wurde 2021 vom Bayerischen Landtag bewilligt, der für diese sowie einen Magazinneubau insgesamt 62,5 Mio. Euro bereitstellte. Die Arbeiten werden Dezember 2022 beginnen, die Wiedereröffnung ist 2025/26 geplant. Die Staats- und Stadtbibliothek Augsburg wird dann eines der modernsten Bibliotheksgebäude ganz Europas besitzen. Der operative Bibliotheksbetrieb mit einem Teil der Bestände wird während des Umbaus in einem Interimsquartier in Räumlichkeiten im ehemaligen Bayernkolleg Lechhausen aufrechterhalten.
Die Anfänge der zweiten wichtige Bibliothek Augsburgs, der Stadtbücherei, liegen im Jahr 1920, gegründet als Unterabteilung der heutigen Staats- und Stadtbibliothek (als „Volksbücherei“). Bereits 1953 hatte sich die Volksbücherei verselbstständigt und war Vertreterin des öffentlichen Bibliothekswesens in Augsburg. 1978 erfolgte die endgültige Umbenennung der Volksbücherei in Stadtbücherei. Mit den Stadtteilbüchereien in Göggingen, Haunstetten, Kriegshaber und Lechhausen sowie der Zentrale in der Innenstadt, verschafft sie allen Bürgern Augsburgs einen Zugang zu hauptsächlich belletristischer Literatur, Zeitschriften und anderen Medien. Sehr modern im Umgang mit Printmedien und Multimedia zeigt sich die Neue Stadtbücherei Augsburg, für die in einem Bürgerbegehren gut 14.000 Unterschriften gesammelt wurde und die nach langer Planung dann im Juni 2009 eröffnet wurde. Der 15 Millionen Euro teure Neubau am Ernst-Reuter-Platz in der Stadtmitte umfasst eine Fläche von 5000 m² und bietet neben der Ausleihe von Büchern, Hörbüchern, CDs und DVDs auch viel Raum für den kulturellen Austausch.

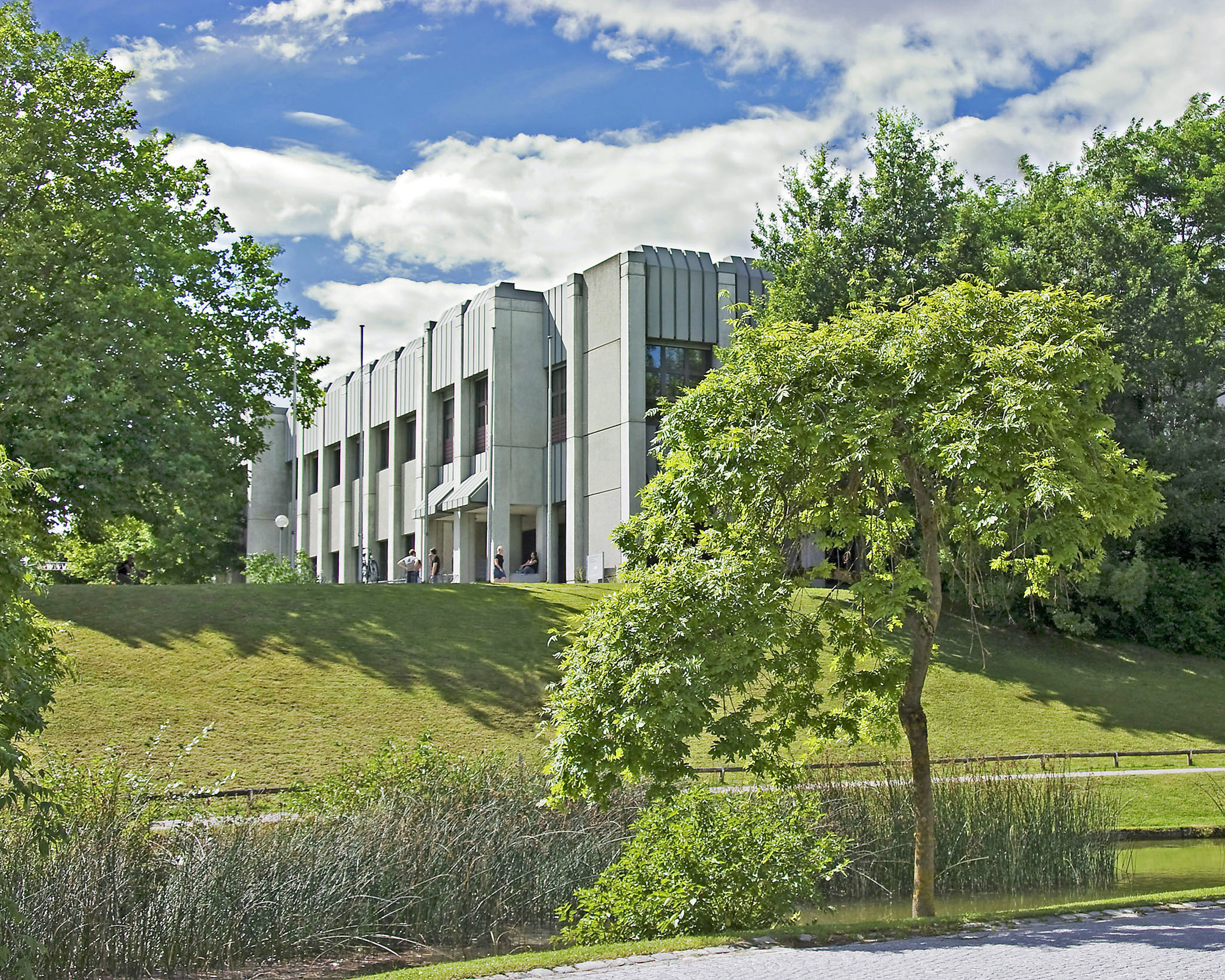
Universitätsbibliothek Augsburg

Die Universitätsbibliothek Augsburg befindet sich auf dem Campus der Universität Augsburg und ist in eine Zentralbibliothek sowie vier Teilbibliotheken (Geisteswissenschaften, Sozialwissenschaften, Naturwissenschaften, Medizin) gegliedert. Ihre Hauptaufgabe liegt in der Versorgung der Studierenden und Lehrenden der Universität sowie der an wissenschaftlicher Forschung interessierten Bevölkerung mit Informationsressourcen und wissenschaftlicher Literatur. Ihr Sammelauftrag umfasst damit alle Fachbereiche, die an der Universität Augsburg gelehrt werden. Daraus ergeben sich insbesondere Schwerpunkte in den Geistes- und Sozialwissenschaften sowie seit Gründung der neuen Universitätsmedizin auch im Bereich medizinischer Fachliteratur. Obwohl die Bibliothek erst 1970 gegründet wurde, verfügt sie über einen bemerkenswerten Altbestand, der nebst zahlreichen Sondersammlungen insbesondere in der Oettingen-Wallersteinischen Bibliothek besteht, die 1980 vom Freistaat Bayern mit finanzieller Hilfe des Bundes angekauft wurde. Mit 2,8 Mio. Bänden ist die Universitätsbibliothek die mit Abstand größte Bibliothek des Regierungsbezirks Bayerisch-Schwaben sowie eine der größten Bibliotheken Bayerns.
Als weitere wichtige Bibliothekseinrichtungen Augsburg sind die Bibliothek der Hochschule Augsburg sowie die Pastoral- und Diözesanbibliothek zu nennen. In der Nähe der Universität befindet sich das Bukowina-Institut für osteuropäische Forschungen, das für interessierte Fachkundige eine große Bibliothek mit dem Schwerpunkt auf ostdeutscher und osteuropäischer Literatur, Geschichte und Kultur bietet.
Im Zeitalter der E-Texte hat sich die Bibliotheca Augustana, ein Projekt eines Professors der Fachhochschule, als digitale Bibliothek für Texte der Weltliteratur deutschlandweit hohes Ansehen verschafft.
Daneben bestehen viele weitere kleine und private Bibliotheken, die allerdings nur bedingt öffentlich zugänglich sind (zum Beispiel Kloster- oder Schulbibliotheken).

### Archive
In Augsburg befinden sich einige Archive in staatlicher, kommunaler und kirchlicher Trägerschaft. Zu den bekanntesten Archiven gehören das Staatsarchiv Augsburg als das für den Regierungsbezirk Schwaben zuständige bayerische Staatsarchiv, das Stadtarchiv Augsburg als kommunales Archiv der Stadt Augsburg und das Universitätsarchiv Augsburg. Das Archiv des Bistums Augsburg in Augsburg-Oberhausen ist als kirchliches Archiv zuständig für die amtliche Überlieferung aus dem Schrift- und Dokumentationsgut der Dienststellen und Einrichtungen des Bischöflichen Ordinariats Augsburg und betreut zudem die Pfarr- und Dekanatsarchive des Bistums Augsburg.

### Haus der Bayerischen Geschichte
Das Haus der Bayerischen Geschichte in der Zeuggasse wurde 1983 als Behörde des Freistaats Bayern ins Leben gerufen und hat seit September 1993 seinen Sitz in Augsburg. Es soll allen Bevölkerungsschichten, vor allem der jungen Generation, in allen Landesteilen die geschichtliche und kulturelle Vielfalt Bayerns zugänglich machen und besitzt ein derzeit 270.000 Materialien umfassendes Bildarchiv.

## Persönlichkeiten
Hier werden nur Personen aufgeführt, die deutlich mit Augsburg in Verbindung gebracht werden. Für genauere Informationen über die hier aufgeführten Namen und Personen, die im weiteren Sinne mit der Stadt verbunden werden können, existiert der Hauptartikel Liste von Persönlichkeiten der Stadt Augsburg.
- St. Afra († 304 in Friedberg) war eine frühchristliche Märtyrerin, die 1064 heiliggesprochen wurde.
- St. Tozzo († 16. Januar 778 in Augsburg) war Bischof von Augsburg
- St. Simpert (* um 750; † wahrscheinlich 13. Oktober 807 in Augsburg) war Bischof von Augsburg und ist dritter Schutzpatron für Stadt und Bistum Augsburg (neben St. Ulrich und St. Afra).
- St. Ulrich (* 890 in Wittislingen oder Augsburg; † 4. Juli 973 in Augsburg) war von 923 bis zu seinem Tod Bischof in Augsburg und hatte entscheidenden Anteil am Sieg über die Ungarn in der Schlacht auf dem Lechfeld. Er wurde 993 als erste Person überhaupt vom Papst persönlich heiliggesprochen.
- St. Wolfhard bzw. St. Gualfardus (* um 1070 in Augsburg; † 30. April 1127 in Curte-Regia bei Verona), die Gebeine des Heiligen Wolfhard sind in der Kirche St. Sebastian aufbewahrt.
- Johann I. von Langenmantel (* um 1275 in Augsburg; † 8. November 1337, in Augsburg) war ein Patrizier und Augsburger Stadtpfleger (Bürgermeister).
- Agnes Bernauer (* um 1410 wohl in Augsburg; † 12. Oktober 1435 bei Straubing) war die Geliebte und vielleicht auch die erste Ehefrau des bayerischen Herzogs Albrecht III.
- Anna Rüger, eine Buchdruckerin, die erste Frau, die 1484 in der Kolophon eines Buches erscheint.
- Lorenz Helmschmied (* zwischen 1450 und 1455 in Augsburg; † 1515 in Augsburg) war ein bedeutender Plattner.
- Hans Holbein der Ältere (* um 1465 in Augsburg; † um 1524 in Augsburg) war ein deutscher Maler, dessen Werk den Übergang von der Spätgotik zur Renaissance bildet. Er schuf etliche Altar- und Andachtsbilder, Porträtdarstellungen und Glasgemälde.

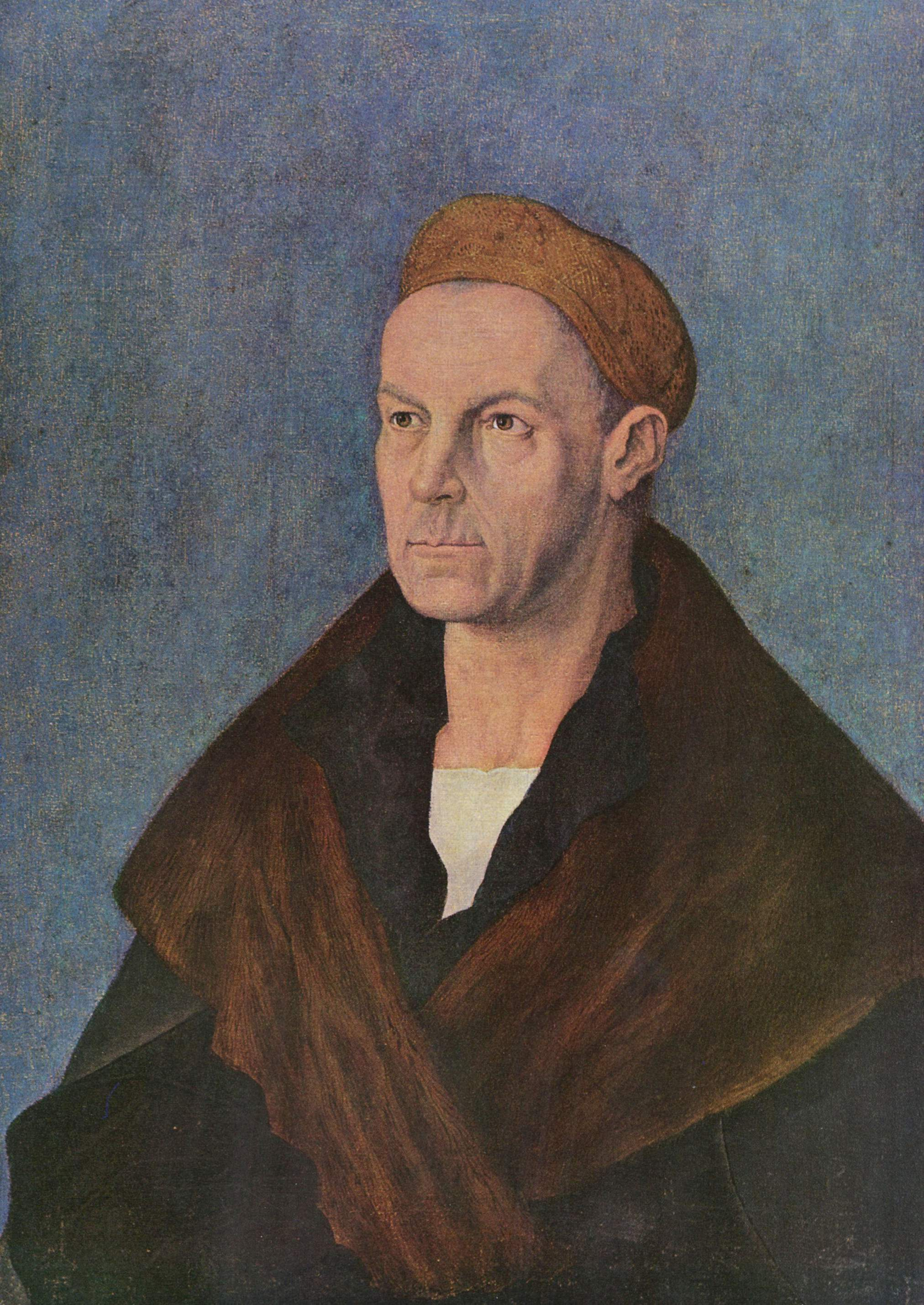
Jakob Fugger „der Reiche“

- Jakob Fugger der Reiche (* 6. März 1459 in Augsburg; † 30. Dezember 1525 in Augsburg) war seinerzeit Europas reichster und bedeutendster Kaufmann und Bankier. Er entstammte einer Handelsfamilie, die er innerhalb weniger Jahre zu einem der ersten frühkapitalistischen Unternehmen ausbaute und so die Grundlage für die Weltgeltung und den Reichtum der Familie Fugger legte.
- Hans Burgkmair der Ältere (* 1473 in Augsburg; † 1531 in Augsburg) war ein bedeutender Maler, Zeichner und Holzschneider zu Beginn des 16. Jahrhunderts. Burgkmair gilt neben Hans Holbein dem Älteren im Heiligen Römischen Reich Deutscher Nation als wichtigster Augsburger Künstler zwischen Spätgotik und Renaissance.
- Bartholomäus V. Welser (* 25. Juni 1484 in Memmingen; † 28. März 1561 in Amberg in Schwaben) war von 1519 bis 1551 Chef der Welser-Gesellschaft, einem der größten Handels-, Bank-, Reederei- und Minenunternehmen des 16. Jahrhunderts. Als Bankier Kaiser Karls V. sowie des französischen Königs Franz I. hatte er entscheidenden Einfluss auf die Mächtigen seiner Zeit.
- Ägidius Rehm (1486–1535), Bischof von Chiemsee
- Pilgram Marbeck (* um 1495 in Rattenberg (Tirol); † 16. Dezember 1556 in Augsburg) war ein bedeutender Führer der reformatorischen Täuferbewegung und geistlicher Leiter des nach ihm benannten Marbeck-Kreises. Für die Stadt Augsburg war er ab 1544 als Wasserbaumeister tätig und schuf unter anderem eine für den Ausbau der Stadt wichtige Holzflößerei.
- Susanna Daucher (* 1495), Augsburger Täuferin
- Hieronymus Sailer (1495–1559), Schweizer Kaufmann, Konquistador und Sklavenhändler
- Hieronymus Meitting (1496–1557), Bischof von Chiemsee
- Hans Holbein der Jüngere (* 1497 oder 1498 in Augsburg; † 29. November 1543 in London) war ein deutscher Maler. Auf einem Selbstbildnis, das er kurz vor seinem Tod malte, bezeichnet er sich selbst als Basler. Er zählt zu den bedeutendsten Künstlern der Renaissance.
- Adolf Occo (1524–1606), Mediziner und Numismatiker
- Johannes Nysaeus (Niss) Augustanus, Magister, ab 1560 badischer Superintendent und Reformator des Hachberger Landes (1527–1599)
- Adriaen de Vries (* um 1545 oder um 1560 in Den Haag; † vor 15. Dezember 1626 in Prag) war ein niederländischer Bildhauer, dessen Hauptwerk zwei der Augsburger Prachtbrunnen bilden: Der Merkur- und der Herkulesbrunnen, die sich beide durch Eleganz des Aufbaues und durch Feinheit der Einzelbildungen auszeichnen.
- Elias Holl (* 28. Februar 1573 in Augsburg; † 6. Januar 1646 in Augsburg) war der bedeutendste Baumeister des deutschen Frühbarock. Sein Hauptwerk ist das Augsburger Rathaus (erbaut von 1615 bis 1620) mit dem Goldenen Saal im barocken Stil.
- Caspar Stromayr (* 16. Jahrhundert höchstwahrscheinlich in Augsburg; † 1566 oder 1567 in Lindau), Augenarzt und Chirurg.
- Benedict Gullmann (* 17. Dezember 1673 in Augsburg; † 1745), zeitlebens Stadtphysicus in Augsburg und Mitglied der Gelehrtenakademie „Leopoldina“.
- Leopold Mozart (* 14. November 1719 in Augsburg; † 28. Mai 1787 in Salzburg) war Komponist und Vater des weitaus bekannteren Wolfgang Amadeus Mozart. Er erschuf vor allem kirchenmusikalische Werke und Gelegenheitskompositionen, in denen er sich gern „realer Klangeffekte“ bediente (Glockengeläut, Hundebellen, Posthorn usw.). Daneben schrieb er eine beachtliche Zahl von Werken der Instrumentalmusik.
- Jakob Wilhelm Benedikt Langenmantel von Westheim (* 16. März 1720 in Augsburg; † 17. April 1790, in Augsburg) war ein Patrizier und langjähriger Stadtpfleger (Bürgermeister); Jugendfreund Leopold Mozarts

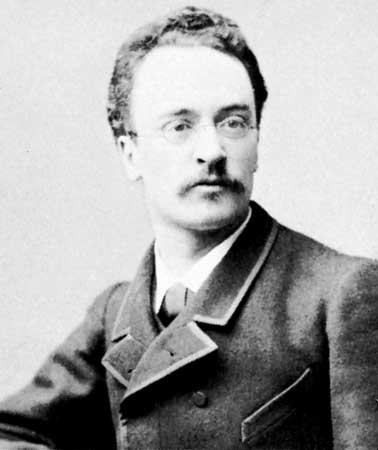
Rudolf Diesel

- Johann Heinrich Edler von Schüle (* 13. Dezember 1720 in Künzelsau; † 17. April 1811 in Augsburg) war ein deutscher Kaufmann, Erfinder, Techniker, Chemiker und Kattunfabrikant mit europäischer Bedeutung. Als erster Unternehmer in Deutschland bedruckte er in seiner Manufaktur Kattunstoff mit Kupferplatten und gilt als Begründer der industriellen Textilproduktion auf diesem Gebiet.
- Johann Friedrich von Tröltsch (8. März 1728 in Nördlingen; 1. September 1793 in Augsburg), Jurist
- Johann Gottlieb Freiherr von Süßkind (* 11. März 1767 in Nürtingen; † 21. Dezember 1849 in Augsburg) gründete ein eigenes Bankhaus in Augsburg und steigerte sein Vermögen durch Wertpapierspekulationen derart, dass er bis heute als reichster Mann Schwabens nach dem Ende des Dreißigjährigen Krieges gilt.
- Rudolf Diesel (* 18. März 1858 in Paris; † 29. September 1913 im Ärmelkanal) war ein deutscher Ingenieur und Erfinder. Er entwickelte ab 1893 in der Maschinenfabrik Augsburg, aus der 1906 MAN wurde, den Dieselmotor und stellte 1897 das erste funktionstüchtige Modell dieses Motors der Weltöffentlichkeit vor.
- Marie Louise von Larisch-Wallersee (* 24. Februar 1858 in Augsburg; † 4. Juli 1940 in Augsburg)
- Bertolt Brecht (* 10. Februar 1898 in Augsburg; † 14. August 1956 in Berlin) wird als einflussreichster deutscher Dramatiker und Lyriker des 20. Jahrhunderts bezeichnet. Er ist auch international für seine Werke angesehen und ausgezeichnet worden. Brecht gilt als Begründer des Epischen beziehungsweise „Dialektischen Theaters“.
- Magda Schneider (* 17. Mai 1909 Augsburg; † 30. Juli 1996), Schauspielerin
- Anna Lang (* 5. Mai 1911 Lechhausen; † 27. September 2019), Weberin, Mitglied der AWO, war mit 108 Jahren zweitälteste Augsburgerin
- Günther Strupp (* 6. März 1912 in Johannisburg; † 14. November 1996 in Augsburg), deutscher Maler und Graphiker
- Werner Haas (* 30. Mai 1927 in Augsburg; † 13. November 1956 bei Neuburg an der Donau durch Flugzeugabsturz) war ein deutscher Motorradrennfahrer und dreifacher Motorrad-Weltmeister auf NSU.
- Gerd von Haßler (28. August 1928 in oder bei Augsburg; † 7. Januar 1989;), Autor, Regisseur, Hörspielsprecher, Komponist, Sänger, Journalist und Produzent, schuf das Augsburger Kasperle.
- Helmut Haller (* 21. Juli 1939 in Augsburg; † 11. Oktober 2012 in Augsburg), Fußballspieler, Vize-Weltmeister 1966
- Tilo Prückner (* 26. Oktober 1940 in Augsburg; † 2. Juli 2020 in Berlin) deutscher Schauspieler und Autor.
- Roy Black (* 25. Januar 1943 in Straßberg bei Augsburg; † 9. Oktober 1991 in Heldenstein), bürgerlich Gerhard Höllerich, deutscher Schlagersänger
- Hans Henning Atrott (* 12. Januar 1944 in Klaipėda, Litauen; † 2018), Initiator der Sterbehilfe
- Wolf Blitzer (* 22. März 1948 in Augsburg), US-amerikanischer Journalist und Fernsehmoderator
- Erhard Smutny (* 12. Januar 1949 in Aichach) - bekannt als Zauberkünstler „Hardy“. Lebt zuletzt in der Fuggerei zu Augsburg
- Reinhard Kammler (* 17. Dezember 1954 in Augsburg), Domkapellmeister und Gründer der Augsburger Domsingknaben
- Erhard Wunderlich (* 14. Dezember 1956 in Augsburg; † 4. Oktober 2012 in Köln), Handballspieler
- Bernd Schuster (* 22. Dezember 1959 in Augsburg), Fußballtrainer und ehemaliger -spieler, 1980 Europameister und 1982 Europapokalsieger der Pokalsieger.
- Armin Veh (* 1. Februar 1961 in Augsburg), Fußballtrainer, -funktionär und ehemaliger -spieler
- Andreas Bourani (* 2. November 1983 in Augsburg), Sänger

## Ehrenbürger
Die Stadt Augsburg hat seit 1820 39 Personen das Ehrenbürgerrecht verliehen. Fünf dieser Personen wurde dieses Recht wieder aberkannt, da sie Würdenträger des Dritten Reichs waren.
Im Zuge der Eingemeindung der Stadt Göggingen, der Stadt Haunstetten, des Marktes Oberhausen und der Gemeinde Bergheim wurden die dort verliehenen Ehrenbürgerrechte von insgesamt weiteren neun Personen auf die Stadt Augsburg übernommen.
Derzeit sind der ehemalige Oberbürgermeister Peter Menacher, der ehemalige FCA-Präsident Walther Seinsch sowie der ehemalige Bayerische Ministerpräsident Horst Seehofer die noch lebenden Inhaber des Ehrenbürgerrechts.
Genauere Informationen über die Ehrenbürger der Stadt finden sich im Hauptartikel Liste der Ehrenbürger von Augsburg.